# 姫路城

代表紋章：揚羽蝶

姫路城（ひめじじょう）は、兵庫県姫路市にある日本の城。江戸時代初期に建てられた天守や櫓等の主要建築物が現存し、国宝や重要文化財に指定されている。また、主郭部を含む中堀の内側は「姫路城跡」として国の特別史跡に指定されている。また、ユネスコの世界遺産（文化遺産）リストにも登録され、日本100名城などに選定されている。別名は白鷺城（はくろじょう・しらさぎじょう。詳細は名称の由来と別名を参照）。

## 概要

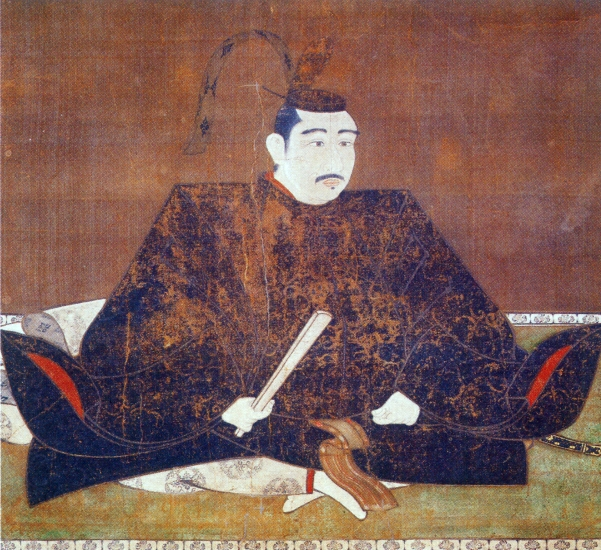
池田輝政

姫路城は播磨国飾磨郡の、現在の姫路市街の北側にある姫山および鷺山の中心に築かれた平山城で、日本における近世城郭の代表的な遺構である。江戸時代以前に建設された天守が残る現存12天守の一つで、中堀以内のほとんどの城域が特別史跡に、現存建築物の内、大天守・小天守・渡櫓等8棟が国宝に、74棟の各種建造物（櫓・渡櫓27棟、門15棟、塀32棟）が重要文化財に、それぞれ指定されている。1993年（平成5年）12月にはユネスコの世界遺産（文化遺産）に登録された。この他、「国宝五城」や「三名城」「三大平山城・三大連立式平山城」の一つにも数えられている。
姫路城の始まりは、1346年（南朝：正平元年、北朝：貞和2年）の赤松貞範による築城とする説が有力で、『姫路城史』や姫路市ではこの説を採っている。一方で赤松氏時代のものは砦や館のような小規模なもので、城郭に相当する規模の構築物としては戦国時代後期に西播磨地域で勢力を持っていた小寺氏の家臣、黒田重隆・職隆父子による築城を最初とする説もある。
戦国時代後期から安土桃山時代にかけて、黒田氏や羽柴氏が城代になると、山陽道上の交通の要衝・姫路に置かれた姫路城は本格的な城郭に拡張され、関ヶ原の戦いの後に城主となった池田輝政によって今日見られる大規模な城郭へとさらに拡張された。
江戸時代には姫路藩の藩庁となり、更に西国の外様大名監視のために西国探題が設置された。城主が幼少・病弱・無能では牽制任務を果たせないので、大名が頻繁に交替して城主に成っている。池田氏に始まり譜代大名の本多氏・榊原氏・酒井氏や、親藩の松平氏が配属され、池田輝政から明治新政府による版籍奉還時の酒井忠邦まで約270年間、城主は6氏31人（赤松氏から数えると約530年間、13氏48人）が務めた。
明治時代初期に陸軍省の管理下に入ったが、まもなく民間に払い下げとなり、競売で23円50銭で神戸清次郎に落札されたが、その後に権利が放棄されたらしく、国有に戻っている。その後は陸軍兵営地となり歩兵第10連隊の駐屯地として使用され、兵舎増築のため本城、向屋敷、東屋敷等が撤去された。年を経るごとに腐朽が進んでいたが、陸軍の中村重遠工兵大佐の働きかけによって大小天守群・櫓群などを名古屋城とともに保存する処置が取られ、その後また腐朽が進むと市民の間から衆貴両院に修復工事の陳情が行われ、議会の決議により国費9万円をもっての「明治の大修理」が行われた。
この大修理を機に市民の間から陸軍省から姫路市への払い下げと城を公開することを求める声が強まり、姫路市会の決議を経て1914年（大正3年）に、軍用地を除き姫路市への無償払い下げが決定し、公開されることなった。
史蹟名勝天然紀念物保存法に基づき1927年（昭和2年）には姫路城は史跡に指定され、1931年（昭和6年）に姫路城天守閣が国宝指定を受けた。太平洋戦争中には姫路も2度の空襲被害があったものの、大天守最上階に落ちた焼夷弾が不発弾となる幸運もあり奇跡的に焼失を免れ、現在に至るまで大天守をはじめ多くの城郭建築の姿を残している。
「昭和の大修理」を経て、姫路公園の中心として周辺一帯も含めた整備が進められ、祭りや行事の開催、市民や観光客の憩いの場になっているほか、戦国時代や江戸時代を舞台にした時代劇などの映像作品のロケーション撮影が行われることも多く、姫路市の観光・文化の中核となっている。姫路市は2021年12月、ふるさと納税で3000万円以上を寄付した人への返礼として49人目の「城主」として迎えるプランを発表し、2022年3月19日に専用ヘリコプターでの入城して「永久入城権」を受け取るなどするイベントが開催された。また、明治時代に焼失、解体された、三の丸御殿、櫓、門、土塀の木造復元計画があるが予算の関係で進んでいない。

## 名称の由来と別名
姫路城天守の置かれている「姫山」は古名を「日女路（ひめじ）の丘」と称した。『播磨国風土記』にも「日女道丘（ひめじおか）」の名が見られる。ここでは大汝命（大国主命）の船を火明命が嵐で転覆させた際に積み荷の中から蚕子（ひめこ）が流れ着いたのが山の名の由来とされる。のちに「姫道」を経て「姫路」となった。『播磨国風土記』が再発見されるまでは、他戸親王の娘・富姫に由来するなどと言われていた。
姫山は桜が多く咲いたことから「桜木山」、転じて「鷺山（さぎやま）」とも言った。天守のある丘が姫山、西の丸のある丘が鷺山とすることもある。万葉集巻9・1776に『絶等寸（たゆらぎ）の山の峰の上の桜花咲かむ春へは君し偲はむ（播磨娘子より石川大夫への歌）』とあるが、井上通泰や金子元臣はこのたゆらぎの山を姫山のこととする。『姫路城史』の著者・橋本政次や『姫路市史（1919年）』はさらに「絶等寸」をサクラギ（桜木）と訓ずるべきと論じる。一方で吉田金彦は「姫路」は「日村道（ひむれじ）」すなわち「日数のかかる村道、日数を重ね隔てた遠い村への道」が元に、「絶等寸山」は西の丸のある鷺山でタユラギは「タユヒ（手結、袖口を結ぶこと）」と「（スメラギの）ラキ（～の男）」を合わせた「古代の共同労働集団の統括者」という説を提示している。
橋本政次『姫路城の話』では、別名「白鷺城（はくろじょう）」の由来として、推論も含め、以下の4説が挙げられている。
- 姫路城が「鷺山」に置かれているところから。
- 白漆喰で塗られた城壁の美しさから。
- ゴイサギなど白鷺と総称される鳥が多く住んでいたから。
- 黒い壁から「烏城（うじょう）」「金烏城（きんうじょう）」とも呼ばれる岡山城との対比から。

白鷺城は「はくろじょう」の他に「しらさぎじょう」とも読まれることがあり、村田英雄の歌曲に『白鷺（しらさぎ）の城』というものもある。これに対し、前出の橋本は漢学的な名称であることから、「しらさぎじょう」という読みを退け、「はくろじょう」を正しい読みとしている。現在は、『日本歴史大事典』（小学館）、『もういちど読む山川日本史』（山川出版社）のように「しらさぎじょう」の読みしか掲載していないもの、『日本史事典』三訂版（旺文社）、『ビジュアルワイド 日本名城百選』（小学館）のようにどちらかを正しいとせずに「はくろじょう」「しらさぎじょう」を併記しているものなども見られる。姫路市内では市立の白鷺（はくろ）小中学校のように学校名に使用されたり、小中学校の校歌でも「白鷺城」または「白鷺」という言葉が使われていることが多い。戦前の姫路市内の尋常小学校で歌われていた『姫路市郷土唱歌』の歌詞にも「白鷺城」や「池田輝政（三左衛門）」などが使われている。
他にも以下のような別名がある。
不戦の城
幕末に新政府軍に包囲されたり、第二次世界大戦で焼夷弾が天守に直撃したりしているものの、築城されてから一度も大規模な戦火にさらされることや甚大な被害を被ることがなかったことから。
白い不死鳥
特に第二次世界大戦での空襲で奇跡的に炎上を免れ、市民に復興への勇気を与えた逸話から。

## 歴史・沿革
| 代 | 城主     | 入城年             | 代 | 城主     | 入城年             |
| -- | -------- | ------------------ | -- | -------- | ------------------ |
| 1  | 赤松貞範 | 1346年（貞和2年）  | 10 | 小寺則職 | 1519年（永正16年） |
| 2  | 小寺頼季 | 1349年（貞和5年）  | 11 | 八代道慶 | 1531年（享禄4年）  |
| 3  | 小寺景治 | 1352年（文和元年） | 12 | 黒田重隆 | 1545年（天文14年） |
| 4  | 小寺景重 | 1357年（延文2年）  | 13 | 黒田職隆 | 1564年（永禄7年）  |
| 5  | 小寺職治 | 1403年（応永10年） | 14 | 黒田孝高 | 1567年（永禄10年） |
| 6  | 山名持豊 | 1441年（嘉吉元年） | 15 | 羽柴秀吉 | 1580年（天正8年）  |
| 7  | 赤松政則 | 1467年（応仁元年） | 16 | 羽柴秀長 | 1583年（天正11年） |
| 8  | 小寺豊職 | 1469年（文明元年） | 17 | 木下家定 | 1585年（天正13年） |
| 9  | 小寺政隆 | 1491年（延徳3年）  | 18 | 池田輝政 | 1600年（慶長5年）  |

### 南北朝時代・戦国時代
1333年（元弘3年）、元弘の乱で護良親王の令旨を奉じて播磨国守護の赤松則村が挙兵し、上洛途中の姫山にあった称名寺を元に縄張りし、一族の小寺頼季に守備を命じた。南北朝の争乱で足利尊氏に呼応した則村が再度挙兵し、1346年（南朝：正平元年、北朝：貞和2年）、次男の赤松貞範が称名寺を麓に移し姫山に築城し姫山城とした。1349年（南朝：正平4年、北朝：貞和5年）、貞範が新たに庄山城（しょうやまじょう、現在の飾東町にあった）を築城して本拠地を移すと、再び小寺頼季が城代になって以後は小寺氏代々が城代を務める。
1441年（嘉吉元年）、嘉吉の乱を起こした赤松満祐・教康父子を山名宗全らが討伐軍を挙げ、赤松父子は城山城で自害し赤松氏は断絶し、赤松満祐に属していた城代の小寺職治は討死した。その後、山名氏が播磨国守護に、山名氏の家臣・太田垣主殿佐が城代になった。1458年（長禄2年）、長禄の変で後南朝から神爾を取り戻した功績で赤松政則（満祐の弟の孫）の時に赤松氏再興が許された。1467年（応仁元年）、応仁の乱で山名氏に対立する細川勝元方に与した政則が弱体化した山名氏から播磨国を取り戻し、姫路城に本丸、鶴見丸、亀居丸を築いた。
1469年（文明元年）、則村が隣国の但馬国に本拠地がある山名氏に備えるため新たに築いた置塩城に本拠地を移し、小寺豊職が城代になった。1491年（延徳3年）、豊職の子・政隆が城代になり、御着城（姫路市御国野町御着）を築城開始。1519年（永正16年）、政隆が御着城に本拠地を移し、子の則職が城代になった。
1545年（天文14年）、則職が御着城に移り、家臣の黒田重隆に城を預ける。黒田重隆・職隆父子が主君で御着城主の小寺政職（則職の子）の許可を受けて、御着城の支城として1555年（天文24年）から1561年（永禄4年）の間に、現在よりも小規模ではあるが居館程度の規模であったものから姫山の地形を生かした中世城郭に拡張したと考えられている。姫路（姫山）に城があったと確認できる一次史料は、永禄4年の『正明寺文書』に「姫道御溝」の記述や『助太夫畠地売券』に城の構えがあるという記述で、これらを根拠に姫路城の始まりという説もある。職隆は百間長屋を建てて貧しい者や下級武士、職人、行商人などを住まわせるなどして、配下に組み入れたり情報収集の場所としていた。
1567年（永禄10年）、職隆の子・孝高（官兵衛・如水）が城代になった。1568年（永禄11年）、青山・土器山の戦いで赤松政秀軍の約3,000人に対して黒田軍（職隆・孝高父子）は約300人という劣勢で姫路城から撃って出て赤松軍を撃退する。以後、1573年（天正元年）まで孝高が城代を務めた。

### 安土桃山時代

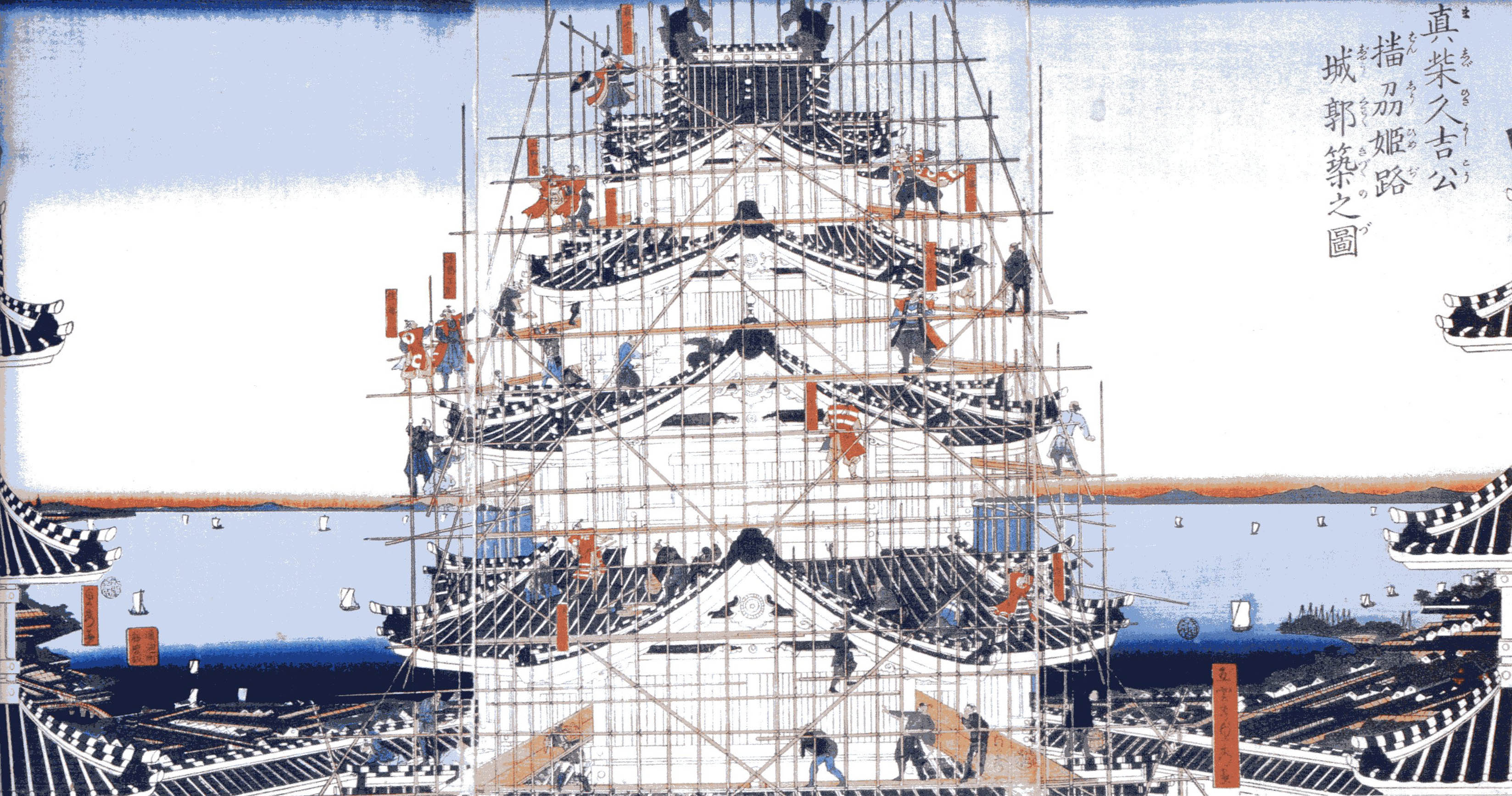
『真柴久吉公播州姫路城郭築之図』

1576年（天正4年）、中国攻めを進める織田信長の命を受けて羽柴秀吉が播磨に進駐すると、播磨国内は織田氏につく勢力と中国路の毛利氏を頼る勢力とで激しく対立。最終的には織田方が勝利し、毛利方についた小寺氏は没落した。ただし小寺氏の家臣でありつつも早くから秀吉に誼を通じていた黒田孝高はそのまま秀吉に仕えることとなった。1577年（天正5年）、孝高は二の丸に居を移し本丸を秀吉に譲った。
1580年（天正8年）、秀吉は三木合戦で三木城を、続いて英賀城などを落城させ、播磨を平定。孝高は秀吉に「本拠地として姫路城に居城すること」を進言して姫路城を献上、自らは市川を挟んで姫路城の南西に位置する国府山城（こうやまじょう）に移った。秀吉は、同年4月から翌年3月にかけて行った大改修により姫路城を姫山を中心とした近世城郭に改めるとともに、当時流行しつつあった石垣で城郭を囲い、太閤丸に天守（3層と伝えられる）を建築し姫路城に改名する。あわせて城の南部に大規模な城下町を形成させ、姫路を播磨国の中心地となるように整備した。この際には姫路の北を走っていた山陽道を曲げ、城南の城下町を通るようにも改めている。同年10月28日、龍野町（たつのまち）に、諸公事役免除の制札を与える。この最初の条文において「市日之事、如先規罷立事（市場の日のことは、以前の規定に従って取りやめることとする）」とあることから、4月における英賀城落城の際に、姫路山下に招き入れ市場を建てさせた英賀の百姓や町人達が龍野町に移住したとする説がある。1581年（天正9年）、秀吉は姫路城で大茶会を催した後、鳥取城攻略へ出陣した（中国攻め#鳥取城攻めと淡路平定 /天正9年）。
1582年（天正10年）6月、秀吉は主君・信長を殺害した明智光秀を山崎の戦いで討ち果たし、天下人の地位へ駆け上っていく。このため1583年（天正11年）には天下統一の拠点として築いた大坂城へ移り姫路城には弟・豊臣秀長が入ったが、1585年（天正13年）には大和郡山へと転封。替わって木下家定が入った。
1600年（慶長5年）、池田輝政が関ヶ原の戦いの戦功により三河吉田城（15万石）から播磨52万石（播磨一国支配）で入城した。輝政は徳川家康から豊臣恩顧の大名の多い西国を牽制する命を受けて1601年（慶長6年）から8年掛けた大改修で姫山周辺の宿村・中村・国府寺村などを包括する広大な城郭を築いた。中堀は八町毎に門を置き、外堀からは城下と飾磨津を運河で結ぶ計画であったが、輝政の死去と地形の高低差の問題を解決できず未完に終わる。運河計画は後の本多忠政の時代に船場川を改修して実現することになる。普請奉行は池田家家老の伊木長門守忠繁、大工棟梁は桜井源兵衛である。作業には在地の領民が駆り出され、築城に携わった人員は延べ4千万人 - 5千万人であろうと推定されている。また、姫路城の支城として播磨国内の明石城（船上城）、赤穂城、三木城、利神城、龍野城（鶏籠山城）、高砂城も整備された。

### 江戸時代
「姫路藩の歴史」も参照。

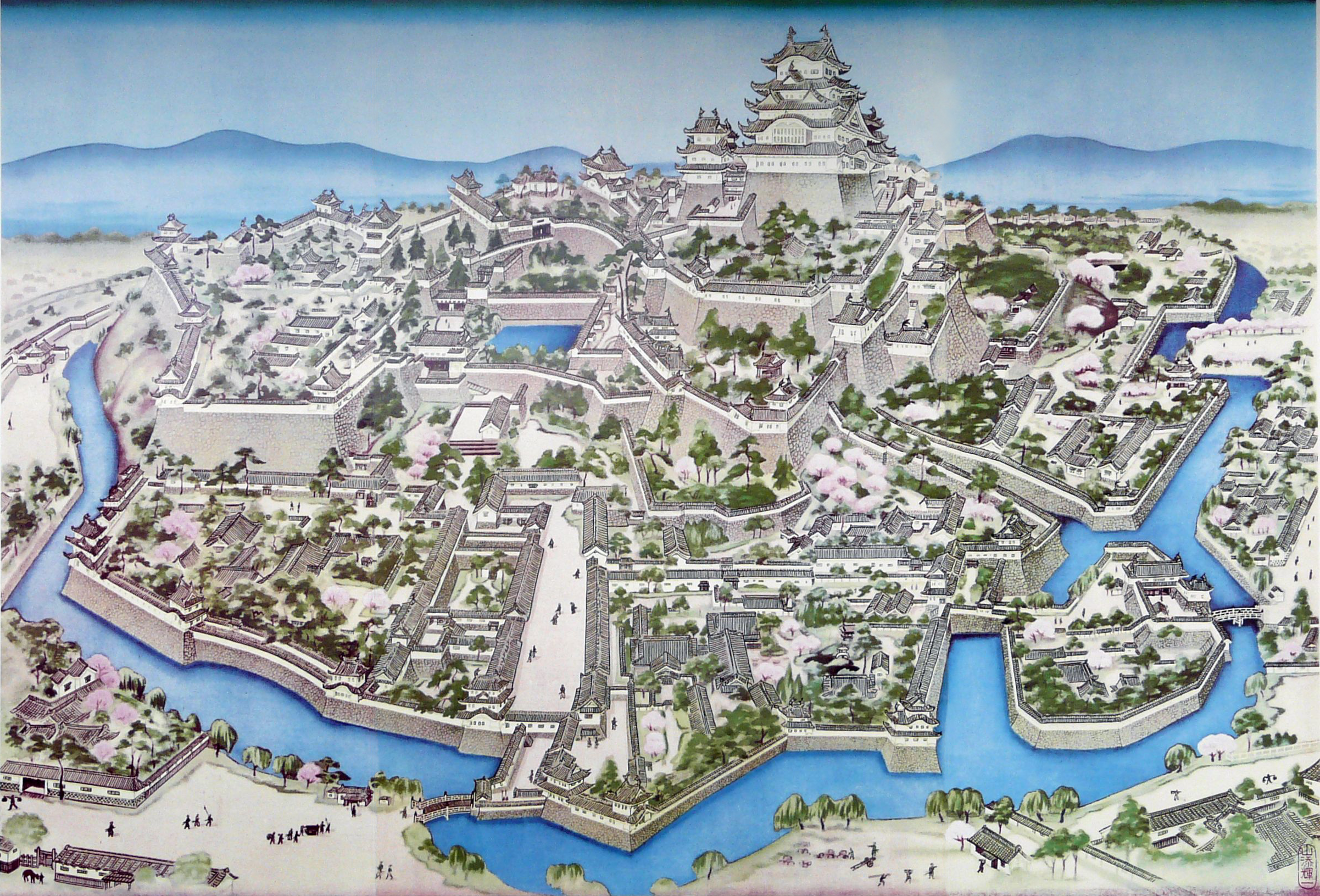
姫路城鳥瞰図（明治初期）

1617年（元和3年）、池田氏は跡を継いだ光政が幼少であり、山陽道の要衝を任せるには不安であることを理由に因幡国鳥取藩へ転封させられ、伊勢国桑名藩から本多忠政が15万石で入城した。忠政は城の西側を流れる妹背川を飾磨津までの舟運河川に改修して船場川と改名した。1618年（元和4年）には千姫が本多忠刻に嫁いだ化粧料を元に西の丸が整備され、全容がほぼ完成した。
城内の武士階級の人口は次の通り。
- 池田氏時代（1603年頃）：300石以上の中級武士が約500人。
- 本多氏時代（1617年から1639年）：忠政の家臣が700人以上、忠刻の家臣が500人以上、足軽や小者を含め約4000人。
- 榊原氏時代（1649年から1667年、1704年から1741年）：家臣・足軽など約3000人。
- 酒井氏時代（1749年から1871年）：家臣・足軽など約2200人。

藩主は親藩および譜代大名が務めたが、本多家の後は奥平松平家、越前松平家、榊原家、再び越前松平家、再び本多家、再び榊原家、再々度入封した越前松平家と目まぐるしく入れ替わる。1749年（寛延2年）に上野国前橋城より酒井氏が入城してようやく藩主家が安定する。しかし、姫路城は石高15万石の姫路藩にとっては非常な重荷であり、譜代故の江戸幕府要職の責務も相まって藩の経済を圧迫していた。
幕末期、鳥羽・伏見の戦いにおいて姫路城主酒井忠惇は老中として旧幕府方に属し、先の将軍だった徳川慶喜とともに行動を共にしたため、慶喜とともに朝敵となり、姫路城は岡山藩と龍野藩を主体とする新政府軍の兵1,500人に包囲され、車門・市ノ橋門、清水門に兵を配置されている。この時、池田茂政の率いる岡山藩の部隊が景福寺山に設置した大砲で姫路城に向けて数発空砲で威嚇砲撃を行っている。その中に実弾も混じっており、このうち一発が城南西の福中門に命中している。両者の緊張は高まり、新政府軍の姫路城総攻撃は不可避と思われたが、摂津国兵庫津の勤王豪商・北風荘右衛門貞忠が、15万両に及ぶ私財を新政府軍に献上してこれを食い止めた。この間に藩主の留守を預かる家老達は最終的に開城を決定して新政府に恭順した。こうして姫路城を舞台とした攻防戦は回避された。

### 明治時代

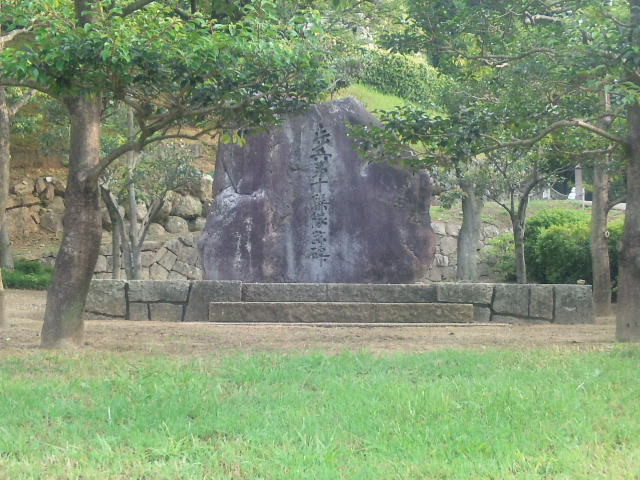
歩兵第10連隊跡の石碑

1869年（明治2年）の版籍奉還後、姫路城は国有化された。当時城郭は軍事建築物だったので姫路城も初め兵部省が管理し、明治5年（1872年）の兵部省廃止後は陸軍省に引き継がれた。大阪鎮台の管轄下になった。同年に陸軍省は全国城郭の存廃を定め、姫路城は存置となったが、維持費が莫大なうえ、老朽化が著しく保存修理に着手できる見込みもなかったので、腐朽する前の除却に着手したが、明治天皇巡幸の際に名古屋鎮台司令長官四条隆謌の進言により除却が見合わせとなった。
姫路城は民間に売却されることになり、公入札（競売）が行われ、姫路米田町の神戸清一郎が23円50銭で落札した。落札の際、旧城主の酒井忠邦より東屋敷庭前に据え置かれた芥田匠作の雪見灯籠を購得し、これを1892年（明治25年）に歩兵第10連隊本部へ寄贈した際に「撮歴縁起」書と銀杯を拝受した。陸軍省と協力して城の永久保存をするために落札したという説と、城の古鉄または瓦を売るのが目的であったという説の2つがあるが、後者の説では、瓦を一般家屋に転用するには城の瓦は大きく重いことや解体費用が掛かりすぎるとの理由で結局そのままにされ、権利も消失した。なお1927年（昭和2年）5月末には、その息子である神戸清吉が、姫路城は父が落札したはずなのにいつの間にか国有になっているとして、弁護士の長田三保二を雇って姫路城の所有権を主張し、大蔵省を相手取って訴訟を起こすことを検討していることを読売新聞などが報じている。それによると彼の父清一郎が落札したことは明らかだが、その後の事実関係が明瞭でなく、民法施行前のことでもあり、民法によるにしても時効にかかっているため、訴訟を断念したとしている。別の新聞が後日取材したところでは提訴する意思がないことを述べており、また同記事で1874年（明治7年）に買い受けた後に陸軍省に買い上げてもらったとしている。さらに後年の姫路市立城郭研究室による神戸氏の子孫への調査では、そもそも神戸清一郎という人名自体が誤りであり、さらに落札の範囲が不明瞭であると指摘されている。
城跡は陣地として好適な場所であったことから陸軍の部隊は城跡に配置される例が多く、国有に戻った後の姫路城も1874年（明治7年）に三の丸を中心に歩兵第10連隊が設置され、この際に兵舎の増築のため本城と向屋敷、東屋敷等の撤去が行われた。また1882年（明治15年）には失火で備前丸が焼失した。1896年（明治29年）には姫路城南西に歩兵第39連隊が設置された。この頃の建物は第10師団兵器庫（1905年（明治38年）-1913年（大正2年）。現在の市立美術館）、第10師団師団長官舎（1924年（大正13年）。現在の淳心会本部）、旧逓信省姫路電信局（1930年（昭和5年）。後のNTT西日本兵庫支店姫路2号館、現在の姫路モノリス）などが残っている。中曲輪南東部（射楯兵主神社周辺）には第8旅団司令部や偕行社が置かれた。
1873年（明治6年）から1876年（明治9年）にかけて東部外堀の東半分が埋め立てられ、生野銀山と飾磨津を結ぶ生野鉱山寮馬車道が整備された。

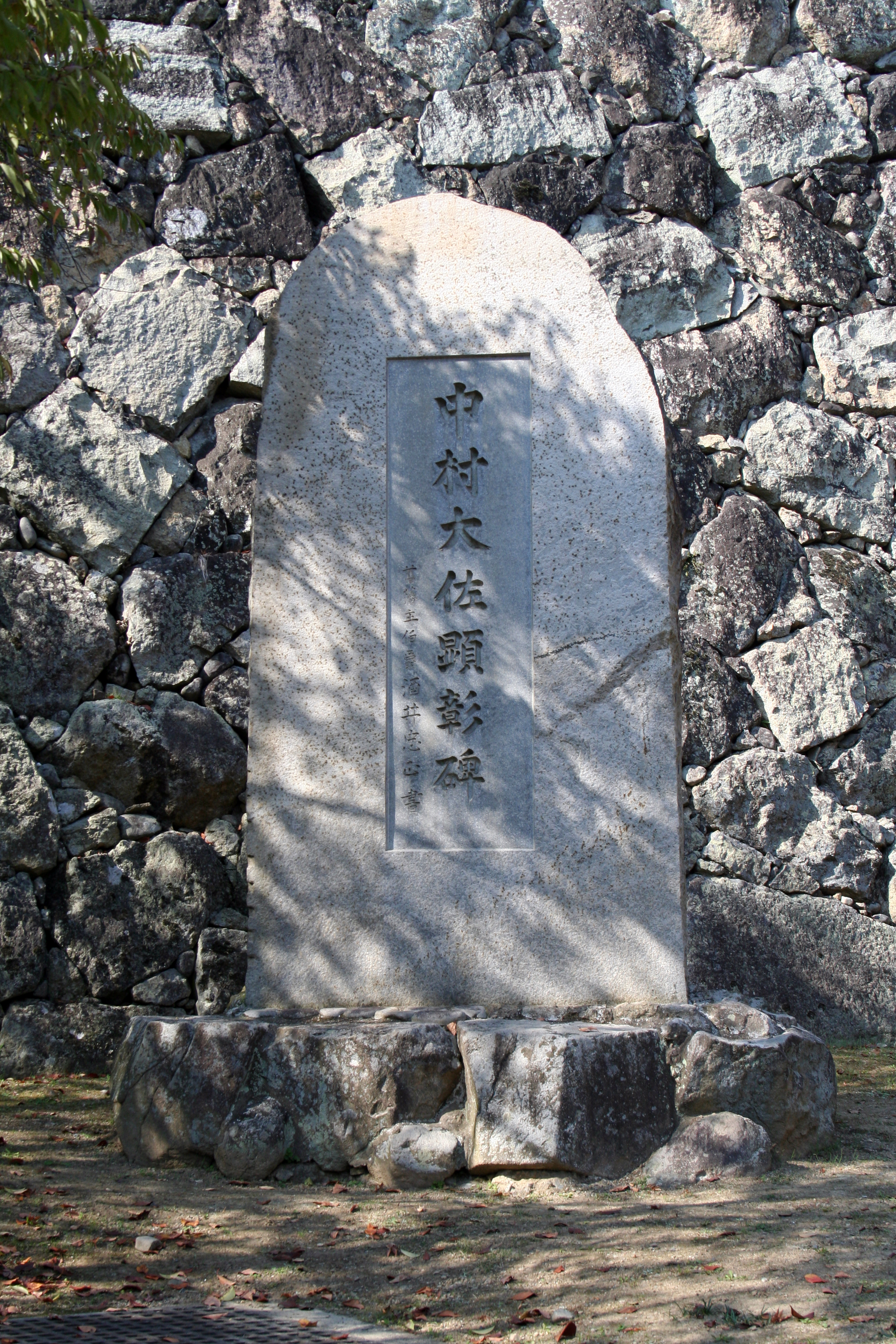
城内にある中村大佐顕彰碑

国有に戻った後も姫路城の腐朽は進み、1877年（明治10年）12月には陸軍少佐の飛鳥井雅古（飛鳥井家）が陸軍中将の西郷従道に宛てて『姫路城天守修繕之義ニ付伺』を提出して承認されている。さらに1878年（明治11年）12月26日には姫路城の腐朽を憂いた陸軍省第四局長代理中村重遠大佐が名古屋城と姫路城を国内無比の名城となし、我が国往古の築城の模範としてこれを保存し、保存修理に要する費用は陸軍省に於いて負担すべき旨、陸軍卿山縣有朋に報告し、太政官に上申された結果、1879年（明治12年）1月29日の姫路城と名古屋城の保存が決定した。姫路城の菱の門内側には中村大佐の顕彰碑が残る。1879年（明治12年）に行われた大天守の地階を補強支柱工事の文書が残っている。1890年（明治23年）にも補強のために大天守地階に支柱22本、筋違21本を入れる工事が行われた。
しかしその後も年を経るにつれて腐朽は進み、いつ倒壊してもおかしくない状態になったため、更なる大規模工事が必要となった。市民の間でも姫路城の保存修理を求める運動が高まり、1908年（明治41年）には白鷺城保存期成同盟が組織され、政府や衆貴両院に陳情を行った。その結果1910年（明治43年）第26回議会を通過し、9万円の予算をもっての「明治の大修理」が行われることになった。
工事は1910年（明治43年）7月10日から1911年（明治44年）7月15日に行われ、修理個所は、大天守、東小天守、西小天守、乾小天守、はの渡櫓、ろの渡櫓、いの渡櫓、にの渡櫓、台所、水の四門、水の五門、水の六門が対象となった。

### 大正時代
明治の大修理終了後、姫路市は陸軍が使用していない本丸・二の丸と三の丸の一部の城域を借り受け、姫山公園として整備し、1912年（大正元年）8月から一般公開を始めた。1919年（大正8年）には陸軍省が西の丸を修理している。城内にあった歩兵第10連隊は後に岡山市へ移転し、歩兵第39連隊は姫路所在のまま太平洋戦争の終戦を迎えた。1912年（大正元年）から1932年（昭和7年）にかけて南部中堀が埋め立てられ道路とされた（現在の国道2号）。

### 昭和時代

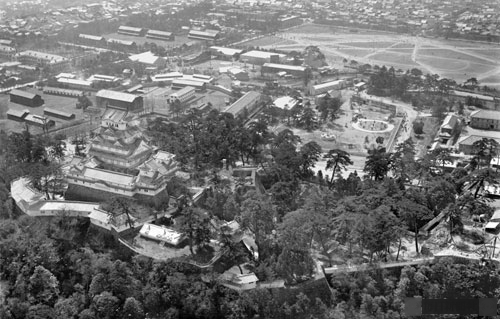
1936年（昭和11年）の姫路城周辺。陸軍の施設や練兵場が見える。

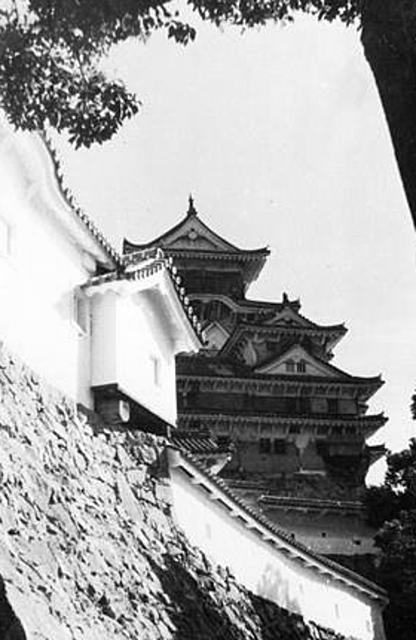
空襲から守るために黒い網（偽装網）を掛けられた姫路城

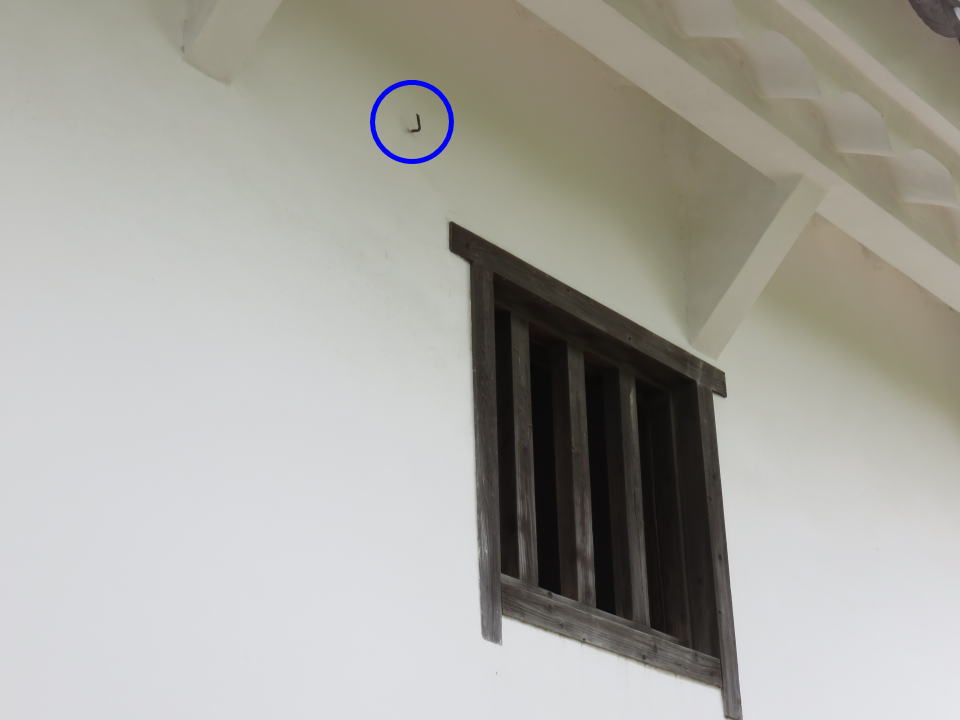
青丸内は黒い網（偽装網）を掛けた鉤金具

1928年（昭和3年）に姫路城は史跡に指定され、文部省の管理となる（実際の管理は姫路市）。次いで1931年（昭和6年）1月、大小天守など8棟が国宝に指定され、同年12月には渡櫓、門、塀等74棟も国宝に指定される。ただしこの時点での「国宝」は「旧国宝」と呼ばれるもので、1950年（昭和25年）施行の文化財保護法における重要文化財に相当するものである。
1933年（昭和8年）、本来は繋がっていない三の丸東部の内船場蔵と喜斎門南の下三方蔵を繋ぐ通路を整備、1957年（昭和32年）に拡幅した。1944年（昭和19年）、中村重遠大佐の顕彰碑を建立。
太平洋戦争中、姫路城の白壁は非常に目立ち、また陸軍の部隊が置かれていてかつ軍需産業の拠点でもあった姫路はアメリカ軍の爆撃対象とされることは明らかであったため、黒く染めた網（擬装網）で城の主要な部分を覆い隠すこととした。さらに1945年（昭和20年）3月には大天守最上階に機関銃が持ち込まれている。しかし、同年7月3日の姫路空襲で城下の町は焼き尽くされた。城内にも着弾したが本城跡にあった中学校校舎が焼失しただけで、西の丸に着弾した2発は不発あるいはすぐに消火された。また大天守にも焼夷弾が直撃したものの、最上階南側の薄い窓板を貫通して横滑りするように、最も衝撃が小さく、爆発しにくい角度で城内に入り込んだため、不発であったことなどにより、城郭建築の焼失は免れた。阿部知二は赤く燃える町の火炎の色を天守が映すさまを目撃し「妖しい生命を持った美しい怪鳥、生霊」と表している（清水橋西袂に文学碑が建つ）。翌朝、焦土の中に無事に建つ姫路城を見て、姫路市民は涙したという。この空襲の罹災者を西の丸に避難・収容した。擬装網は終戦後に撤去された。
かつて、姫路城は貴重な文化財なので爆撃対象とはされなかったと言われていたこともあるが、獨協大学の四宮満の研究によって否定されている。城内にも実際に着弾したものの、運良く破壊を免れただけのことであり、事前に爆撃対象から外されていたわけではなかったと考えられる。実際に内曲輪内の西三の丸にあった旧制姫路市立鷺城中学校（現姫路市立姫路高等学校）は爆撃によって焼失している。当時のB-29の機長だったアーサー・トームズは戦後50年に来日し姫路を訪れた際に「私は城があることすら知らなかった。上官から城について何の指示もなかった。レーダーから見れば城も輝く点の一つであり、それを歴史的建造物と認識するのは難しい」と語っており、実際の空爆時刻が夜間だったこともあって上空からは姫路城とは視認されず、レーダーには外堀の水が映ったことから姫路城一帯を沼地だと思い、沼地を攻撃しても意味がないと判断したため爆撃しなかったと回顧している。
この戦争の前後、いわゆる「昭和の修理」が行われた。直接的な契機は1934年（昭和9年）の豪雨で櫓や石垣の一部が損壊したことによる。この年から順次行われた修理は、戦時中の中断をはさんで1964年（昭和39年）まで続き、特に1956年（昭和31年）からの大天守の修理を「昭和の大修理」という（1934年からの修理全体を広義の「昭和の大修理」とする場合もある）。一連の修理は全解体を伴う大規模かつ抜本的なものであったことから「昭和の築城」の異名もとる（詳しくは#昭和の大修理参照）。なお、この機会に後出の俗謡にも歌われた城の傾きを改善するために、礎石の取替えが行なわれ、鉄筋コンクリート製の基礎構造物になった。
1947年10月、三の丸を「三の丸野球場」として使用開始。プロ野球の試合としては、1948年11月9日、阪急ブレーブス対中日ドラゴンズ、金星スターズ対南海ホークスのダブルヘッダーが行われた。また、1952年からは中曲輪の南西部（旧：武家地、現：大手門駐車場）にあった歩兵第三十九連隊跡地を「本町野球場」として1988年まで使用していた。ここでは、1958年3月9日に二軍のオープン戦として南海対巨人のダブルヘッダーが行なわれた。
1964年（昭和39年）1月27日には、訪日中のベルギー国王ボードゥアン1世夫妻が淳心会（ベルギー発祥の修道会）の招きで来姫、淳心学院・賢明女子学院と併せて「昭和の大修理」完工間近の姫路城を見学している。これを機縁として姫路市とベルギー・シャルルロワ市が翌1965年に姉妹都市提携を結んでいる。
1976年（昭和51年）から姫路公園整備計画が行われ城北の姫山住宅跡地が公園に整備され、野外ステージなどが建てられた。この整備工事の過程で清水門の石垣が発掘された。

### 平成時代
1992年（平成4年）、日本は世界遺産条約を批准すると、世界遺産暫定リストに姫路城などを記載した。そして姫路城は最初に推薦された物件の一つとなり、1993年（平成5年）12月11日、法隆寺地域の仏教建造物とともに日本初の世界遺産（文化遺産）に登録された。後述するように、木造建築物であり抜本的な修理工事を経ている姫路城の登録は、文化財のオーセンティシティ（真正性、真実性）をどう評価するかという問題を改めて提起し、その後の世界遺産登録にも大きく影響した「奈良ドキュメント」成立につながった。この年から石井幹子による夜間照明の演出が始まる。令和5年から順次LED照明に切り替えられる。
この世界遺産登録を機に制定されたのが「平成中期保存修理計画」である。このときには大天守の修理は昭和の大修理から50年を経て別途検討することとなっていたが、その後の破損などを踏まえて計画が前倒しされ、2009年（平成21年）から2015年（平成27年）に姫路城大天守保存修理工事が行われることとなった。これがいわゆる「平成の大修理」である。

## 構造

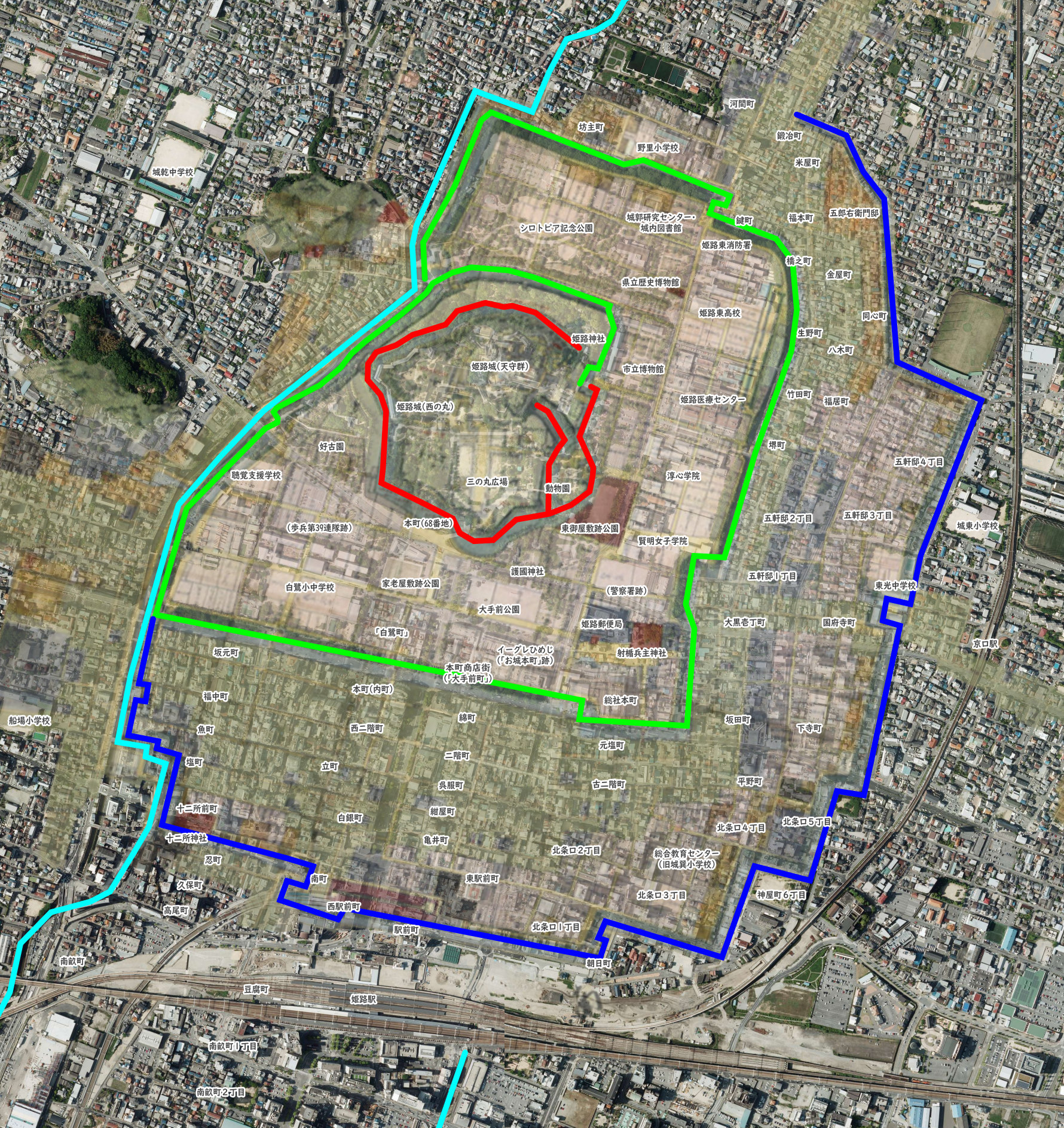
姫路市中心部の航空写真（2010年）に「姫路城下絵図」（1806年）を重ねたもの。赤線内が内曲輪、緑線内が中曲輪、青線内が外曲輪（内町）、左の水色線が船場川、中央下の水色線が三左衛門堀。

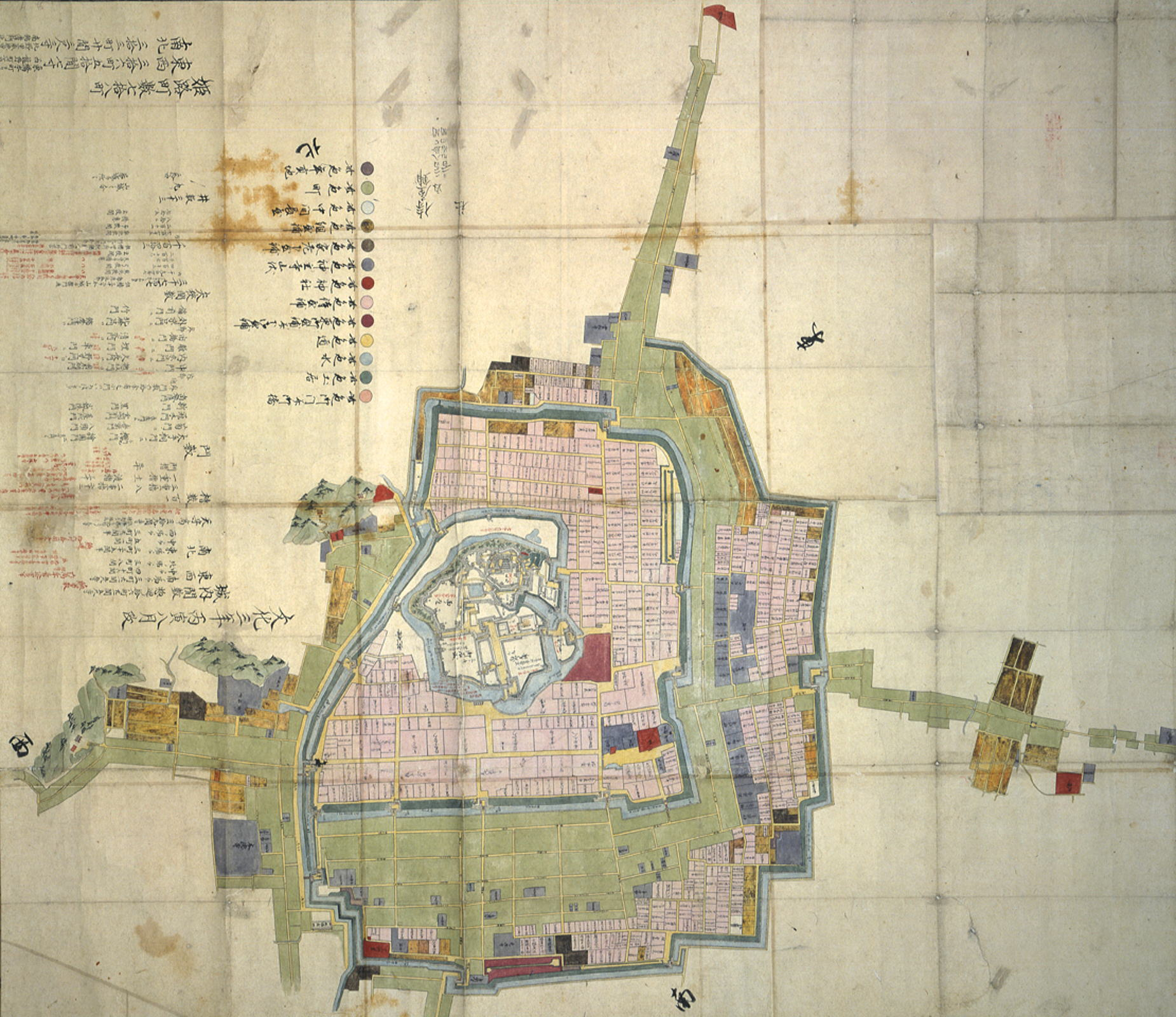
姫路城下と街道沿いの町割りを描いた『姫路城下絵図』。文化3年（1806年）。

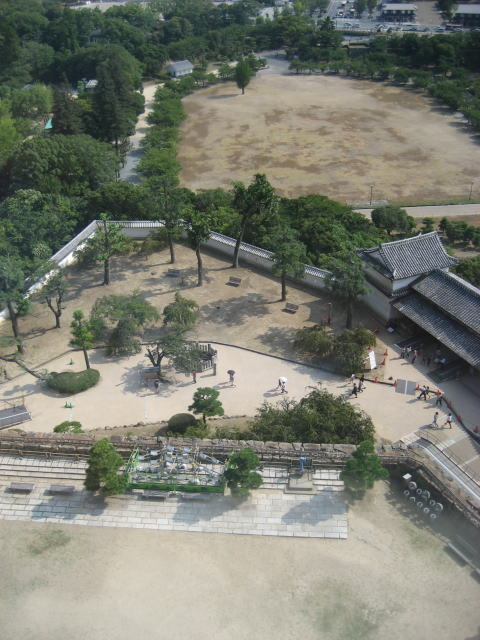
手前から本丸（備前丸）、二の丸（上山里曲輪）、東三の丸（三の丸広場）と階段状の縄張りになっている。

### 立地
播磨平野西部の夢前川と市川に挟まれた内陸部にある姫山と鷺山の地形を利用して建築された。東西に西国街道、南北に飾磨街道・野里街道が通っており、南に飾磨津（姫路港）があり交通・物流が盛んである。

### 縄張

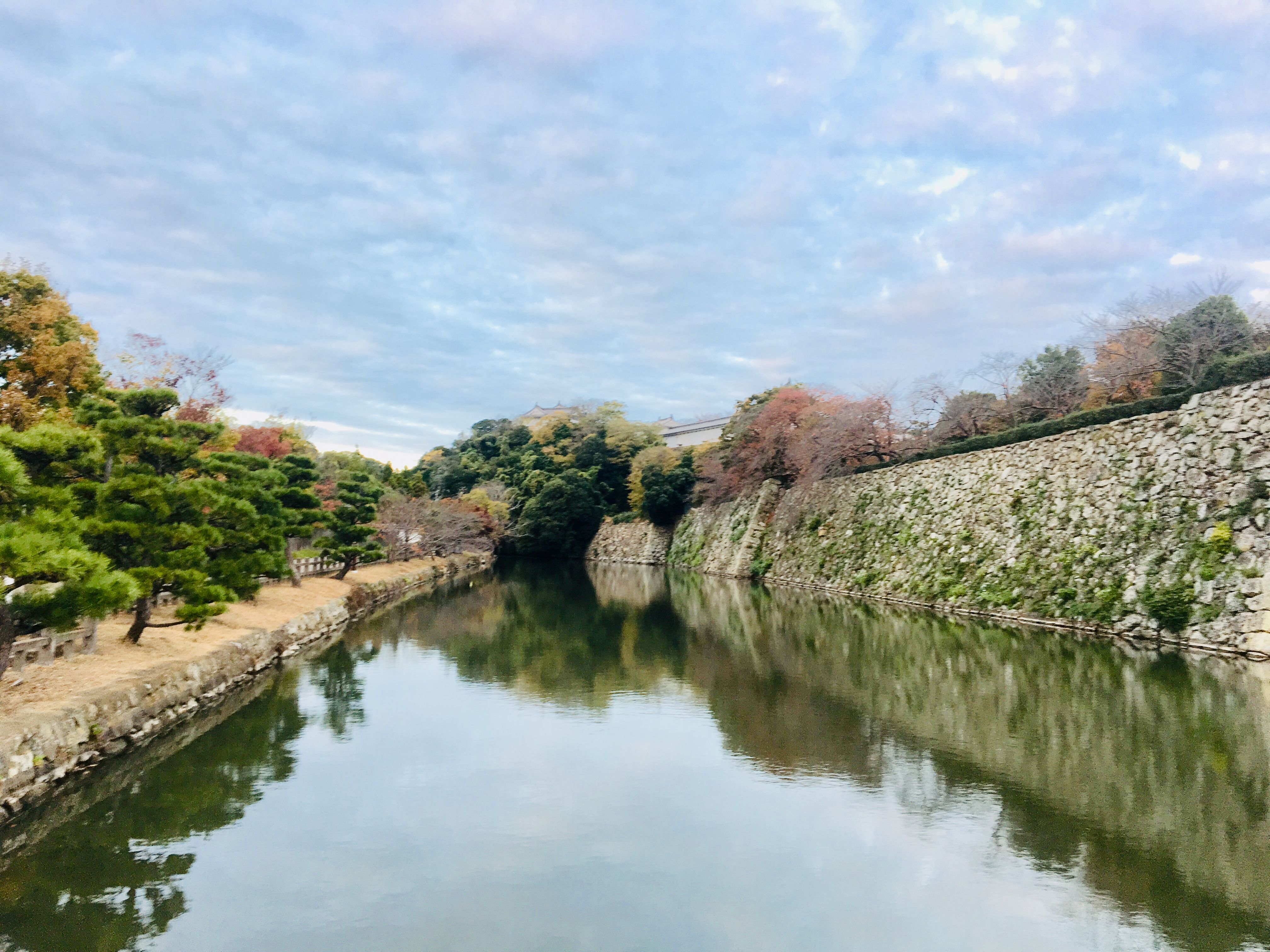
姫路城・堀

平山城で、天守のある姫山と西の丸のある鷺山を中心として、その周囲の地形を利用し城下町を内包した総構え（内曲輪は東西465m南北543m、外曲輪は東西1418m南北1854m）を形成している。堀は姫山の北東麓を起点にして左回りに城北東部の野里まで総延長約12.5kmあり、内堀で囲んだ1周目は内曲輪、中堀で囲んだ2周目は中曲輪、外堀で囲んだ3周目は外曲輪といい、3重の螺旋を描くような曲輪構造で渦郭式縄張を形成している（内曲輪だけに注目すると階郭式）。しかし外堀は城北部の野里で不完全に終わり最後まで閉じていないため姫路城の総構えの欠点になっているが何かと対策を取っていた形跡が見られる。これは輝政が城郭を大規模に整備する頃に城東部の野里周辺で力を持っていた芥田氏に対して強硬な行動を取る事が出来なかったためと推測されている。この欠点を補うために榊原時代に城の守備について描かれた『姫路城防備布陣図』には有事の際に堀を掘る計画が示されている。
1992年（平成4年）、昭和時代から空堀になっていた東部中堀を整備し水堀に戻した（1998年（平成10年）と2007年（平成19年）には北部中堀も整備）。堀の水は船場川から取水していて、現代ではポンプを使用して約5日間で循環するようになっている。
- 内堀 - 長さ約3km、堀幅12m-34m。内堀以内の面積は約23ha（23万平方メートル）[96]。
- 中堀 - 長さ約4.3km、堀幅約20m。中堀以内の面積は約107ha（107万平方メートル）。
- 外堀 - 長さ約5.2km、堀幅約14m。外堀以内の面積は約233ha（233万平方メートル）。

各曲輪を仕切る門が以下の通り置かれた。
- 内曲輪 - 八頭門、桜門、絵図門（出丸内側に菊門）、喜斎門、北勢隠門、南勢隠門
- 中曲輪 - 市ノ橋門、車門、埋門、鵰門（くまたかもん）、中ノ門、総社門、鳥居先門、内京口門、久長門、野里門、清水門（八町毎に1門が置かれた[97]）
- 外曲輪 - 備前門（または備前口門・福中門）、飾磨津門（または飾磨門・飾万門）、北条門、外京口門、竹ノ門

大まかには、内曲輪は天守・櫓・御殿など城の中枢、中曲輪は武家屋敷などの武家地、外曲輪は町人地や寺町などの城下町が置かれた。これらの多くが城郭の内にあり、江戸時代の日本では数少ない城郭都市を構成していた。このような総構えは他に江戸城や小田原城などの例がある。明治維新以後の陸軍設置や近代化で堀の埋め立てや建造物の破壊が行われたが、中曲輪・外曲輪は堀と石垣の一部が残っているほか、国道372号に竹の門交差点、野里街道沿いに野里門郵便局といった形で門の名前が残っている。外曲輪の南側は山陽本線姫路駅付近にまで達している。1888年（明治21年）に外曲輪の外堀南側に姫路駅が作られ、そこを通る形で山陽鉄道（山陽本線の前身）が敷設された。
内曲輪以内の面積は23ha、外曲輪以内の面積は233haとなっている。現在では内曲輪の範囲が姫路城の範囲として認識されている。
輝政による築城はちょうど関ヶ原の戦いと大坂の陣の間であり、ゆえに極めて実戦本位の縄張となっている。同時に優美さと豪壮さとを兼ね備えた威容は、「西国将軍」輝政の威を示すものでもある。姫路城以降は慶長20年（1615年）の江戸幕府による一国一城令（同年閏6月13日）や武家諸法度（同年7月）によって幕府の許可なく新たな築城や城の改修・補修ができなくなったこともあり、一大名のもので姫路城に続くほどの規模の城は建築されていない。

#### 石垣

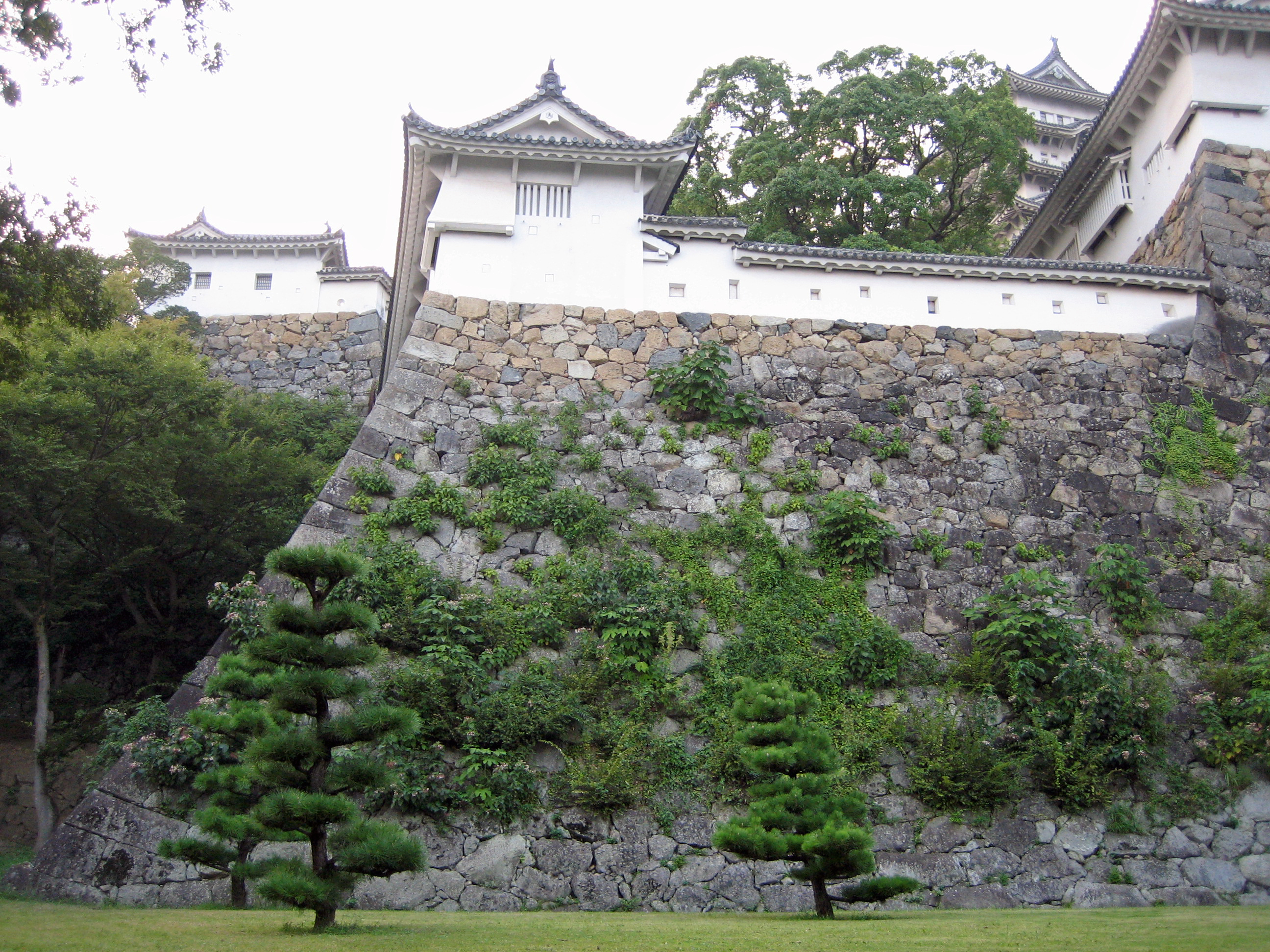
池田氏時代の石垣。

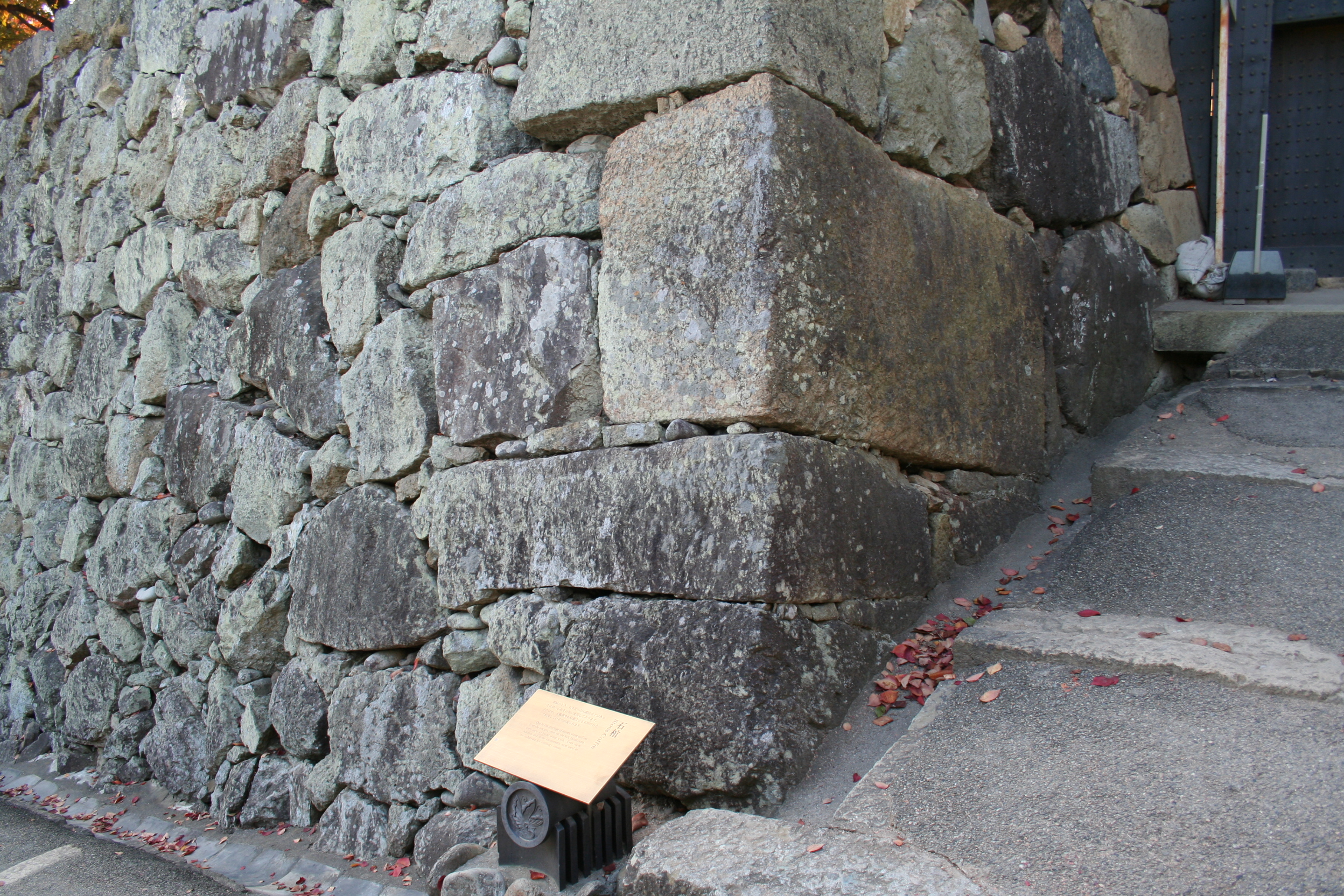
石棺から転用された石垣。

石垣の積み方や加工の詳細は石垣の積み方を参照。
- 築かれた時代によって大きく5つの時期に分けられる。本多氏以降は城郭の増改修に幕府の許可が必要となったため補修が主になっている。
  - 1期 - 羽柴氏時代、1580年（天正8年）-1582年（天正10年）に築かれた石垣で、二の丸に多く残る。野面積み。
  - 2期 - 池田氏時代、1601年（慶長6年）-1609年（慶長14年）に築かれた石垣で、本丸に多く残る。打ち込み接ぎ、算木積み、扇の勾配。
  - 3期 - 本多氏時代、1618年（元和4年頃）に築かれた石垣で、西の丸に多く残る。打ち込み接ぎ、算木積み。
  - 4期 - 江戸時代、1867年（慶応3年）までに行われた三の丸など各所の補修。切り込み接ぎ。
  - 5期 - 明治時代、1878年（明治7年）以降に行われた西の丸や三の丸（本城）などの補修。
- 内曲輪の石垣には約10万t超の石材が使用されている。石質は多くの割合を占める凝灰岩の他、花崗岩・砂岩・チャートがある。石材は広峰山・増位山[98]・景福寺山・手柄山・八丈岩山・砥堀山・鬢櫛山（びんぐしやま）[98]・今宿山・別所谷などの近隣の山[99]から採取された他、転用石として五輪塔・宝篋印塔・古墳の石棺・墓石・石臼・石灯籠の台座などが再利用されている。石材には、地名等の文字、斧や五芒星等の文様が刻印されたものもあり、54種類117個が確認できる。

#### 屋根瓦・鯱

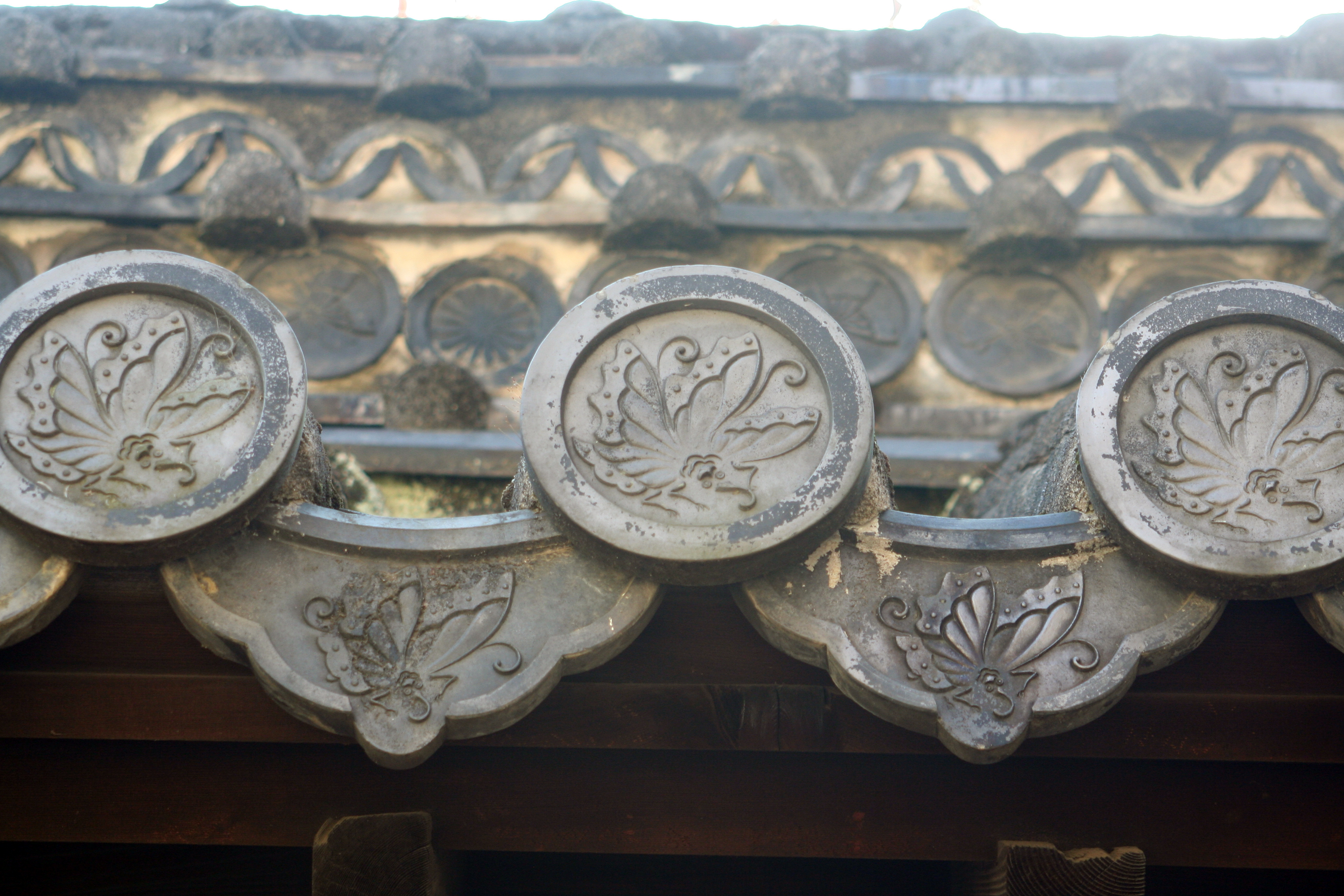
丸軒瓦と滴水瓦

建物や塀の屋根に用いられている鬼瓦や軒丸瓦などには、その瓦を作った時の城主の家紋が意匠に使用されており、池田氏の揚羽蝶紋、羽柴（豊臣）氏の桐紋、本多氏の立ち葵紋などがよく見られる。家紋の他には、桃の実（カの櫓、への渡櫓）、銀杏（井郭櫓）、小槌（への門）、波頭と十字（にの門）などが意匠に使用されている。また軒平瓦に滴水瓦が使用されているのは現存城郭では姫路城だけである。大天守に使われている瓦は昭和の大修理時に集計した約8万枚とされてきたが平成の修理時に再集計したところ1割ほど少ない約7万5000枚であることが分かった。姫路市城周辺整備室では昭和の大修理での数字は葺き直した瓦の枚数ではなく取り外した枚数ではないかと推測している。
天守以外の櫓の屋根にも鯱が載せられている。
- 江戸時代の鯱：1687年（貞享4年）と1803年（享和3年）の刻印がされた物、2種類が残っている。貞享4年刻印の鯱は昭和の大修理の時に大天守3階の屋根裏から発見された物。享和3年刻印の鯱は江戸時代の取り替えの際に圓教寺が城主から賜り保管してきた物。
- 明治時代の鯱：1910年（明治43年）の刻印があり「明治の大修理」の時に製作・据えられた鯱。
- 昭和時代の鯱：1687年（貞享4年）の鯱を元に「昭和の大修理」の時に製作・据えられた鯱。通常、鯱は雌雄一対（阿吽）だが、元にした貞享の鯱が雌（吽）だったため大天守に据える11の鯱は全て雌となっている[102]。
- 平成時代の鯱：昭和時代の鯱と同様に、貞享4年（1687年）の鯱を元に「平成の修理」の時に製作・据えられた鯱。

#### 防御設備
城壁には狭間（さま）という射撃用の窓が総数997個（往時は城郭全体で数千とも）残っており、開口部の内側と外側に角度を付けることで敵を狙いやすく、敵には狙われにくくしている。また城壁を折り曲げて設置している箇所では死角がより少なくなる。形は丸・三角・長方形の穴が開いており長方形のものが「矢狭間」、ほかが「鉄砲狭間」である。長方形の狭間はほかの城にもよく見られるが、さまざまな形の狭間をアクセントとして配置してあるのは独特である。狭間は姫路市内においても公共施設のデザインに組み込まれている。さらに天守の壁に隠した隠狭間、門や壁の中に仕込まれた石落としなど、数多くの防御機構がその優美な姿の中に秘められている。大天守と小天守を繋ぐ渡櫓、小天守同士を繋ぐ渡櫓の各廊下には頑丈な扉が設けられ、大天守、小天守それぞれ独自に敵を防ぎ、籠城できるように造られている。
城門の開閉と通行
榊原時代の宝永3年（1706年）正月付では、城主在城時は大扉は卯の刻（午前6時）に開門し酉の刻（午後6時）に閉門、潜り戸は酉の刻（午後6時）に開門し戌の刻（午後8時）閉門となっていた。
酒井時代は市ノ橋門・車門・埋門・鵰門（くまたかもん）・中ノ門・総社門・鳥居先門・内京口門・久長門・野里門・清水門において「御門、明六ツ打候は直ちに番所の戸を開く。御在城中は明六時打候は御門開、暮六時打候は締めくくり、戸明置五ツ時に至りくくり共に閉める。」とされた。門の出入りは身分や所属と名前を確認したうえで許可された。女性の通行については主人の手形を持っている者に限り、理由のない女性は通行が禁じられた。

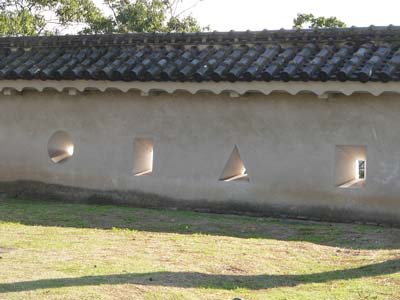
狭間
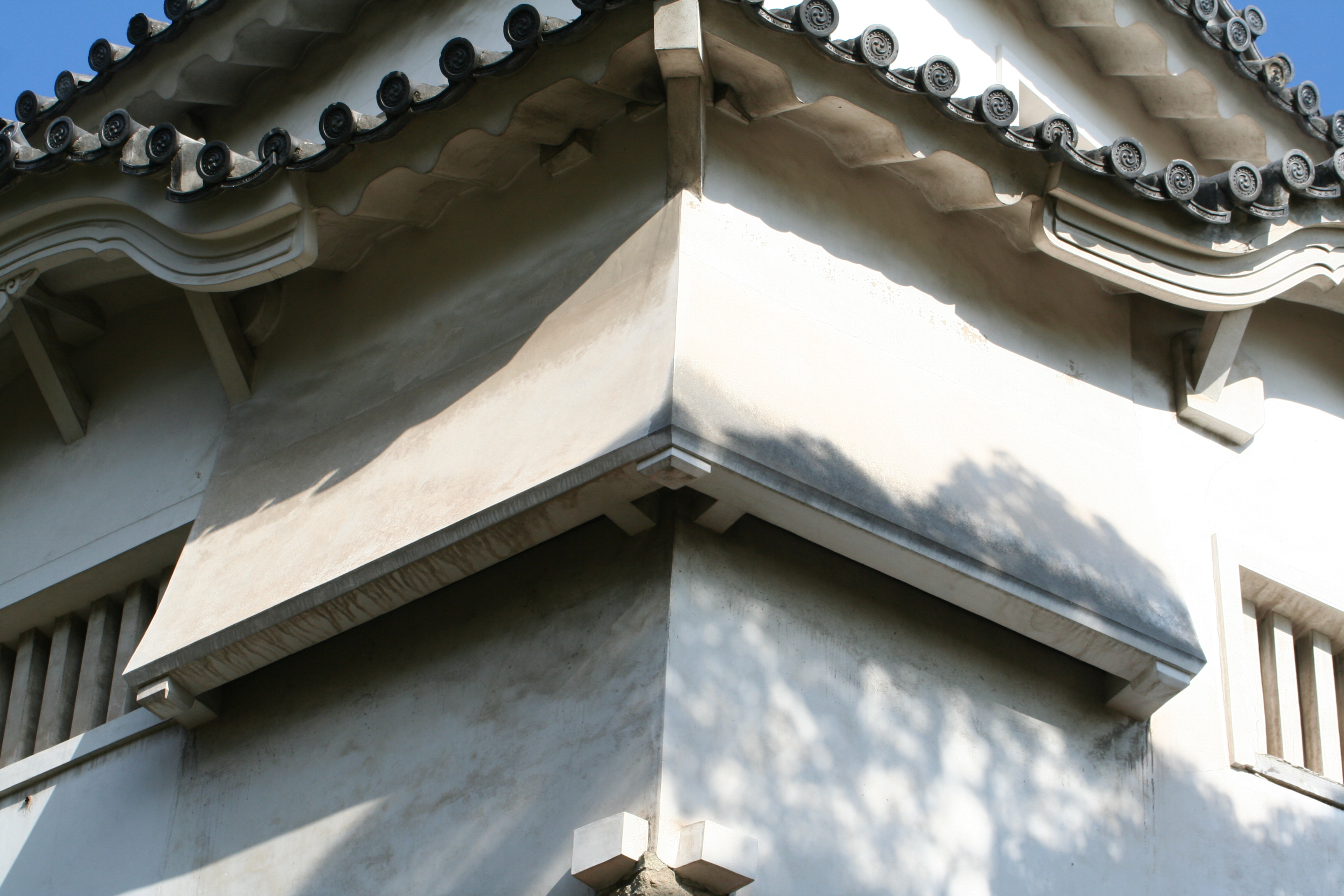
石落とし
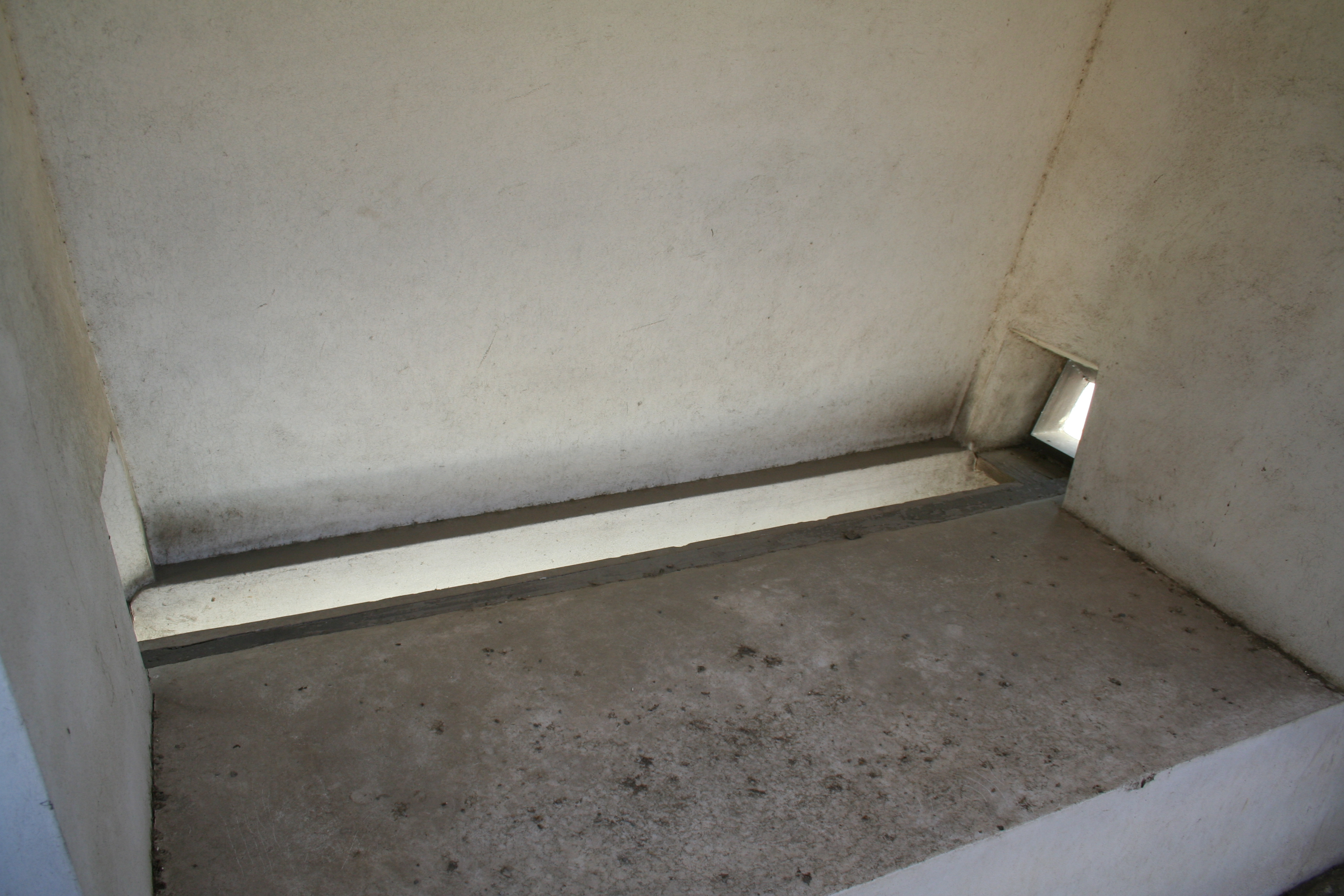
石落とし（内側）
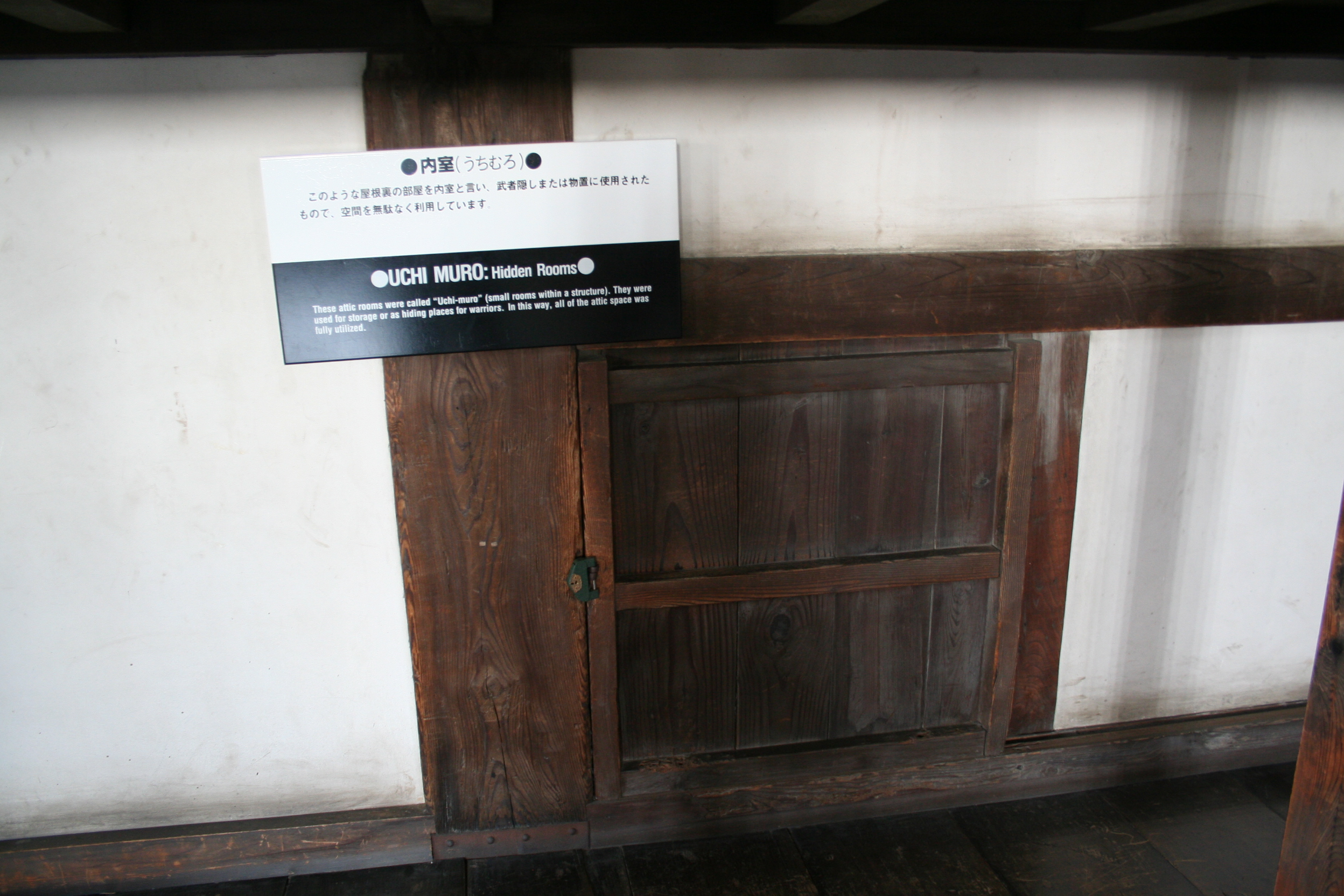
天守内部にある内室（隠し部屋）

#### 城主の居館
城主の居館は当初、天守台の下にある本丸にあって「備前丸」といった。これは池田輝政の所領備前国にちなむ名である。しかし、備前丸も山上で使いづらいため、本多忠政は三の丸に本城と称する館を建てて住んだ。以降の城主は本城、あるいは中曲輪の市の橋門内の西屋敷に居住している。徳川吉宗の時代の城主・榊原政岑が吉原から高尾太夫を落籍し住まわせたのもこの西屋敷である。西屋敷跡およびその一帯は現在では姫路城西御屋敷跡庭園「好古園」として整備されている。

### 内曲輪

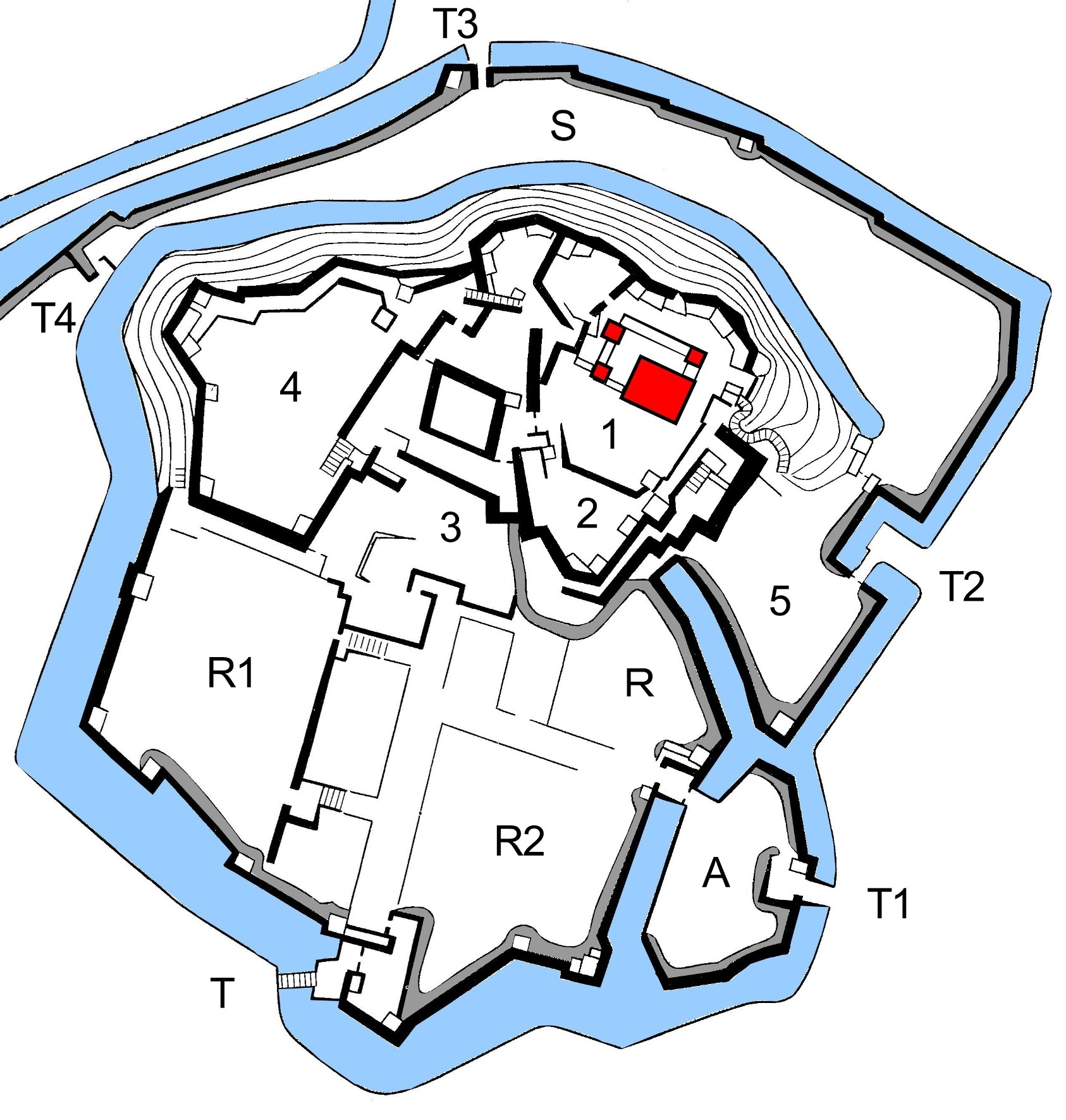
内曲輪の江戸時代の配置図

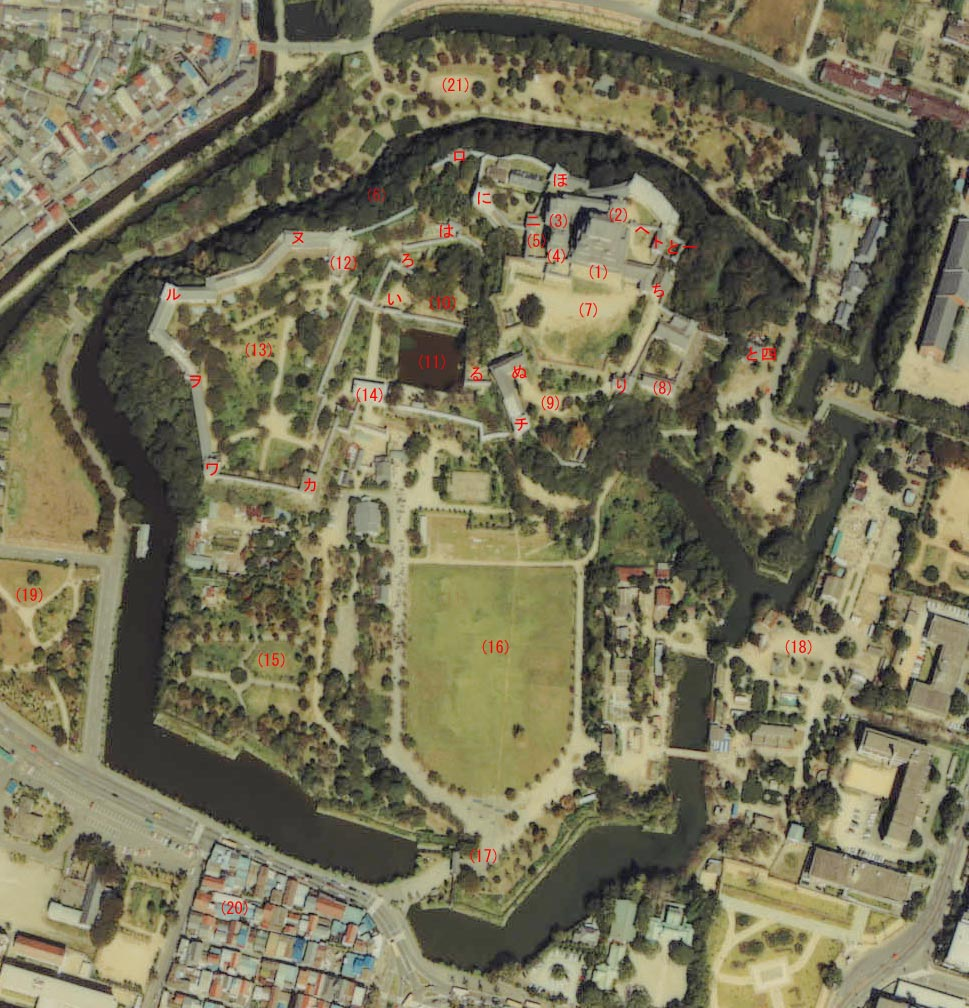
内曲輪の航空写真。

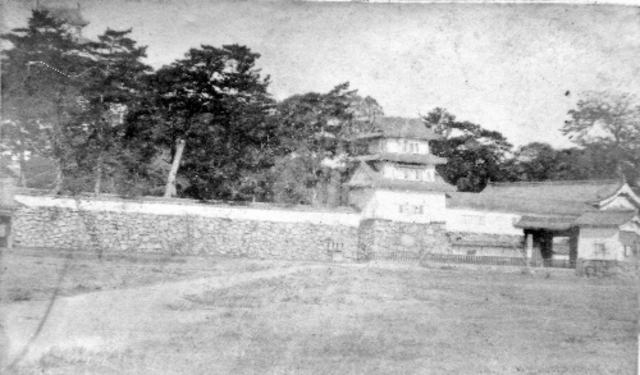
取り壊し以前の桜門・太鼓櫓（明治初期）

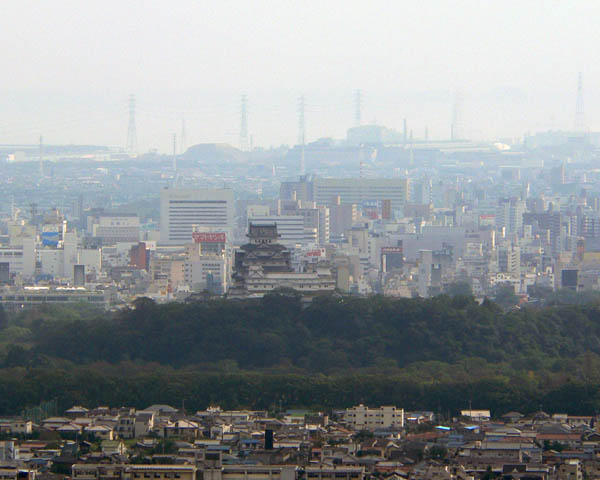
姫路城を北方から望む。天守手前に姫山樹林が見える

内曲輪は大きく分けて本丸・二の丸・三の丸・西の丸・出丸（御作事所）・勢隠曲輪の多重構造になっている。さらに内部は、いの門・ろの門などいろは順に名付けられた門などによって水曲輪・腰曲輪・帯曲輪などの曲輪に細かく区切られている。内曲輪における櫓や門の位置関係については右の画像の説明文を参照。内曲輪には天守や櫓群などの軍事と、御殿や屋敷などの政務の中枢が置かれた。
姫山北部には樹木が生い茂る「姫山樹林」がある（後述）。この林の中には、本丸からの隠し通路の出口があるという噂があるが、その存在は確認されていない。姫山の西を流れる船場川は、内堀に寄り添う形で流れており、堀同様の役割を果たしている。江戸時代にはその名の通り水運のために利用されていた。
内曲輪の通路と門
内曲輪の通路は迷路のように曲がりくねり、広くなったり狭くなったり、さらには天守へまっすぐ進めないようになっている。本来の地形や秀吉時代の縄張を生かしたものと考えられている。門もいくつかは一人ずつ通るのがやっとの狭さであったり、また、分かりにくい場所・構造をしていたりと、ともかく進みづらい構造をしている。これは防御のためのものであり、敵を迷わせ分散させ、袋小路で挟み撃ちにするための工夫である。
たとえば、現在の登城口（三の丸北側）から入ってすぐの「菱の門」からは、まっすぐ「いの門」・「ろの門」・「はの門」の順に進めば天守への近道のように見えるが、実際は菱の門から三国濠の脇を右手に進んで石垣の中に隠された穴門である「るの門」から進むのが近い。「はの門」から「にの門」へ至る通路は守り手側に背を向けなければ進めない。「ほの門」は極端に狭い鉄扉である。その後は天守群の周りを一周しなければ大天守へはたどり着けないようになっている。「はの門」へ続く坂道は「将軍坂」と呼ばれている。
「菱の門」は伏見城から移されたという伝承があり、長押形の壁に火灯窓を配した古式な姿を残している。また、「との一門」は置塩城から移築したという伝承があり、壁が板張りであって、門の下側にいる敵を弓矢や槍などで攻撃できる「石落し」がないなど古風な様式で、城内に現存する門の中でも異色の存在である。

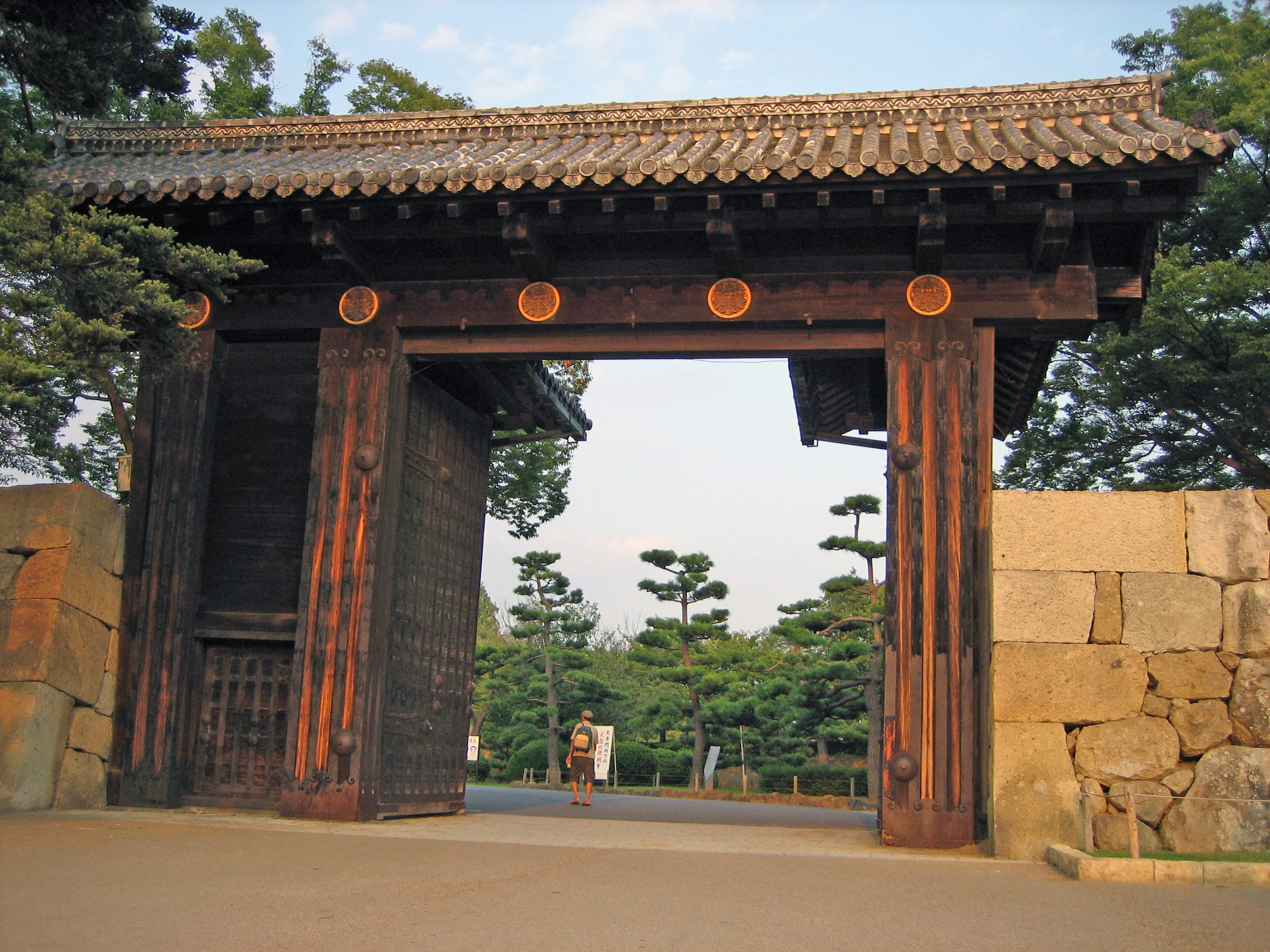
現在の大手門（桐二の門）
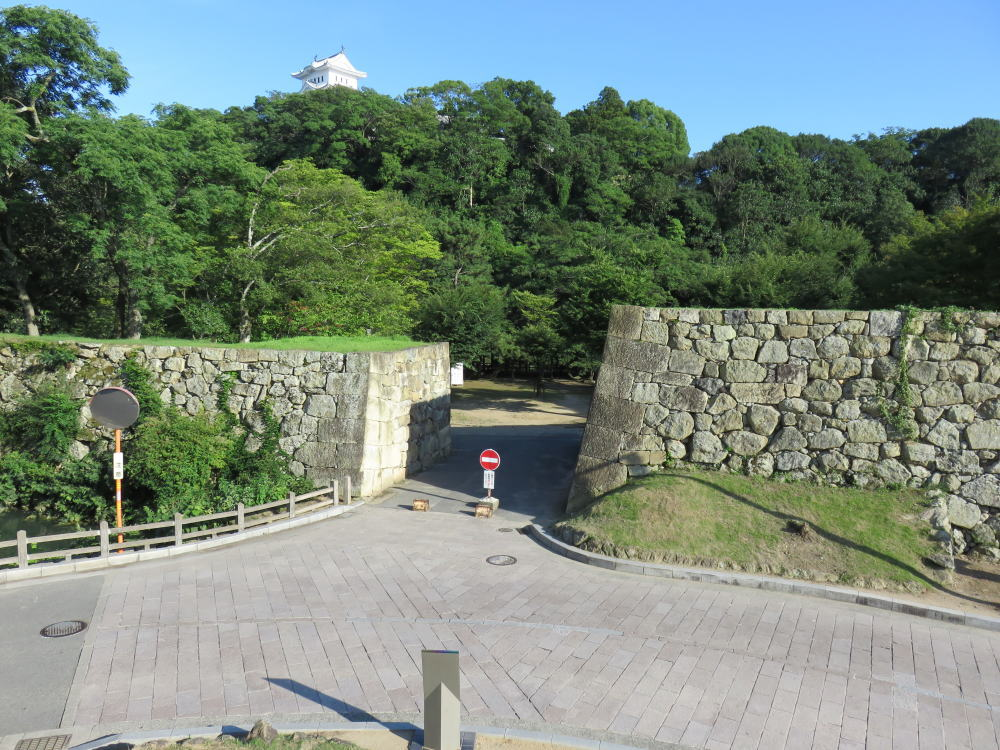
北勢隠門の石垣
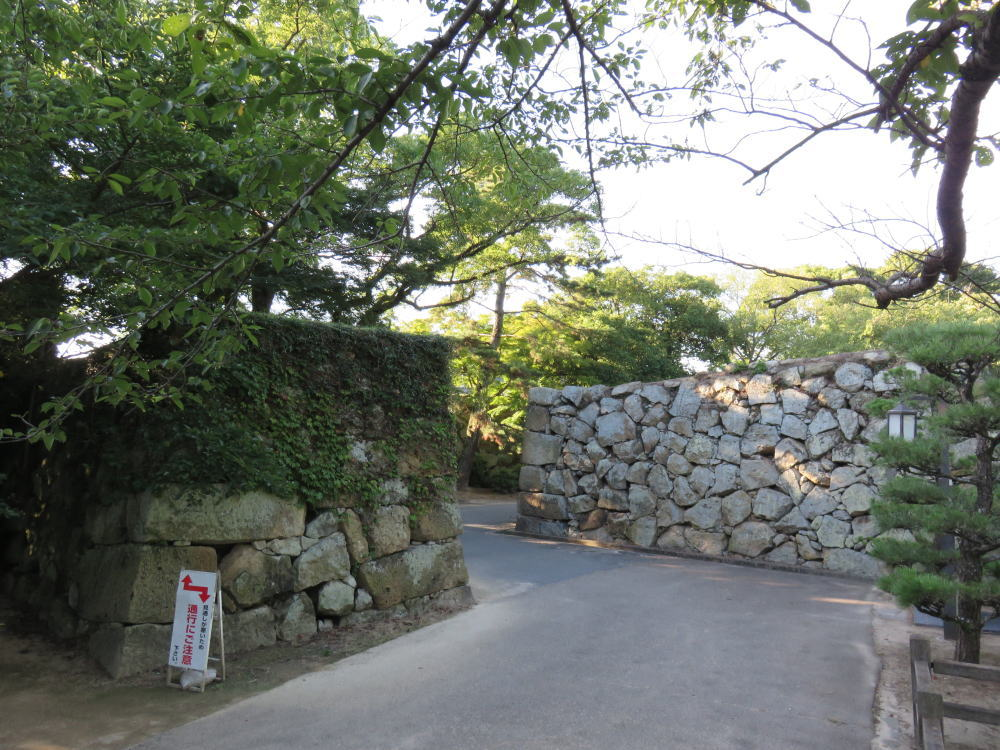
南勢隠門の石垣
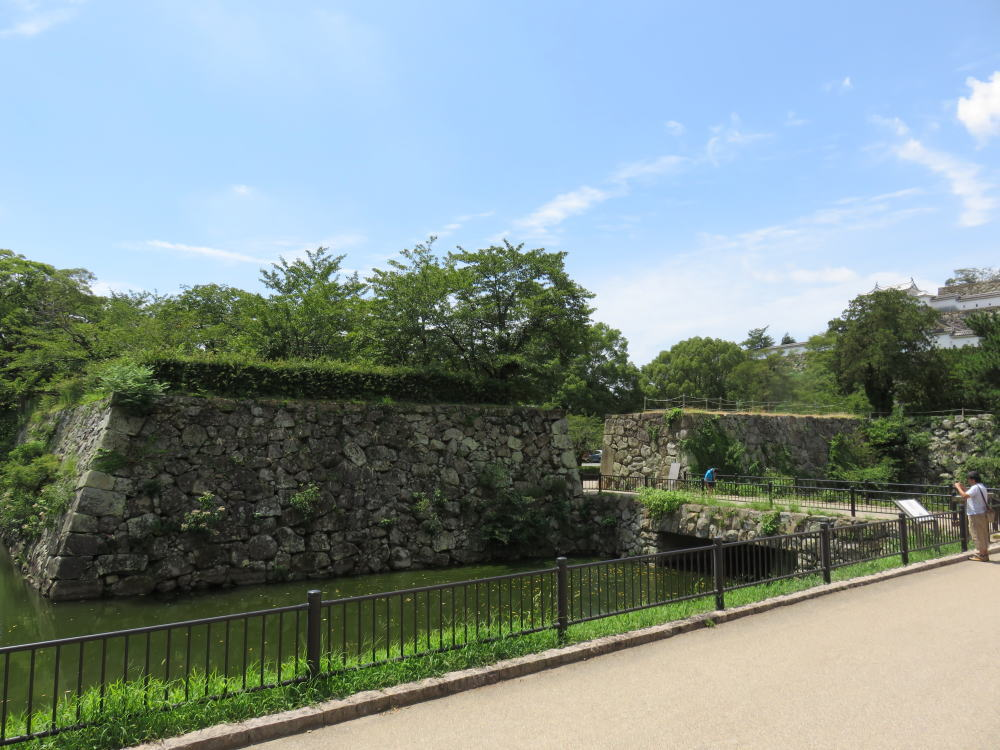
喜斎門の石垣
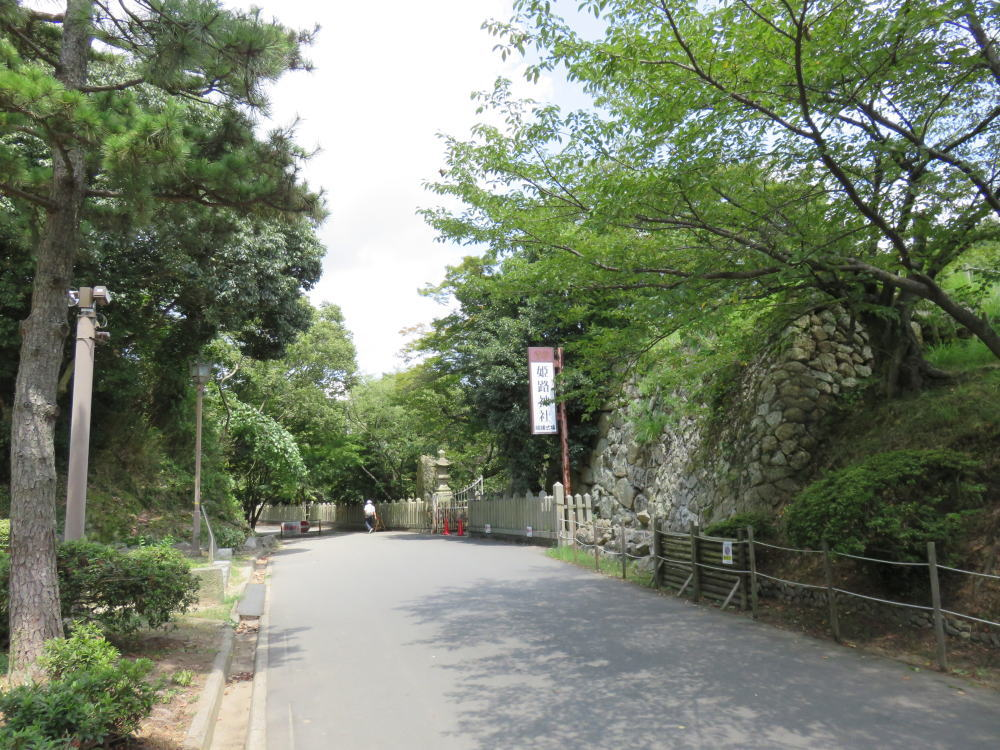
八頭門の石垣
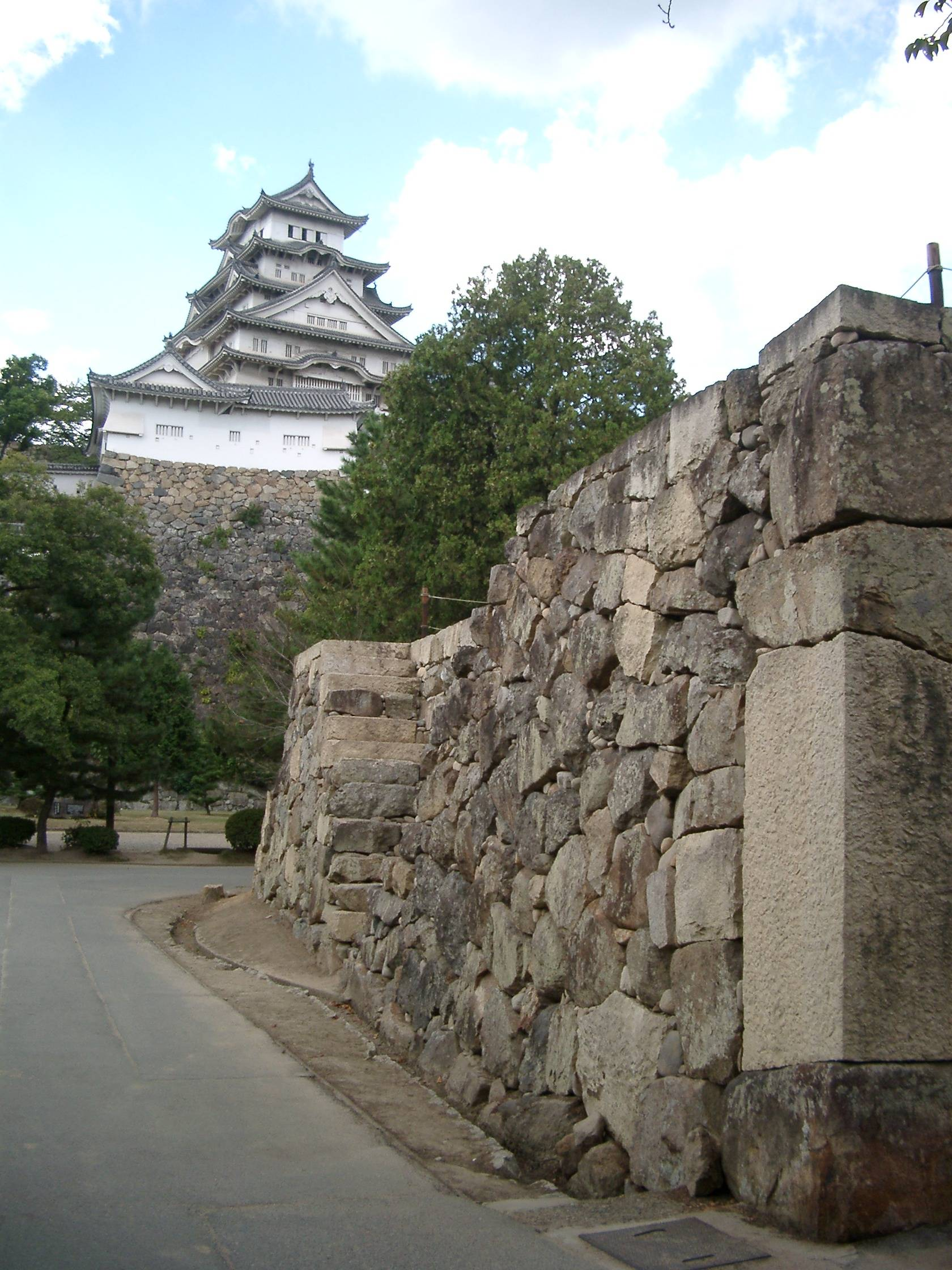
喜斎門石垣（内側）
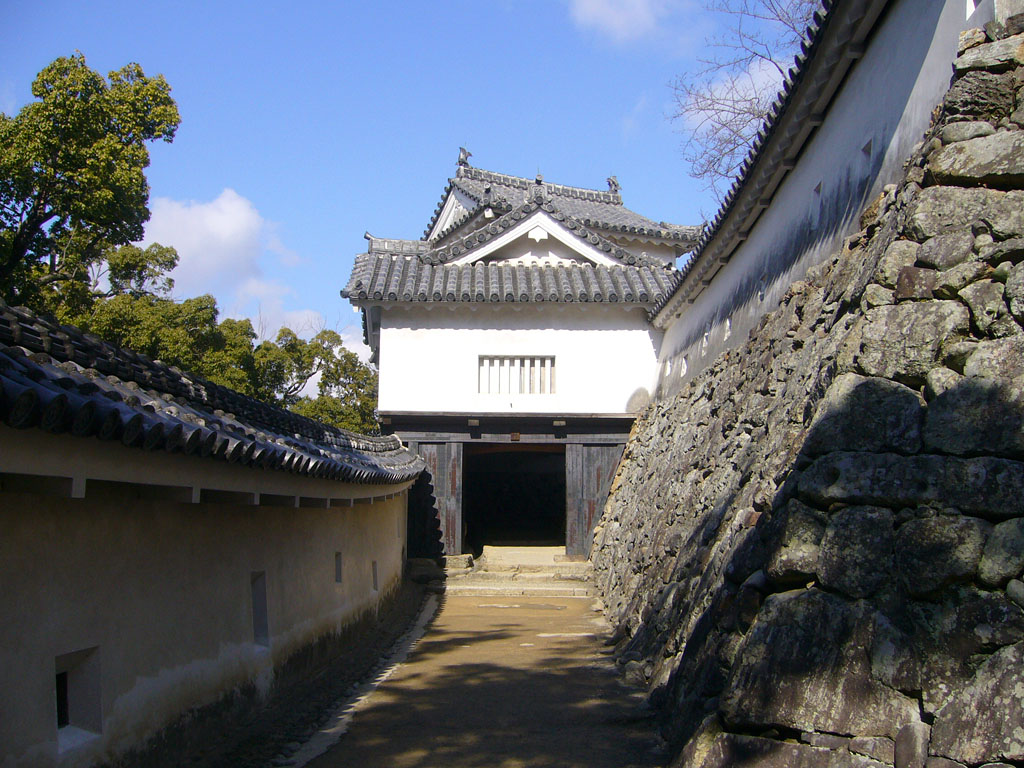
にの門
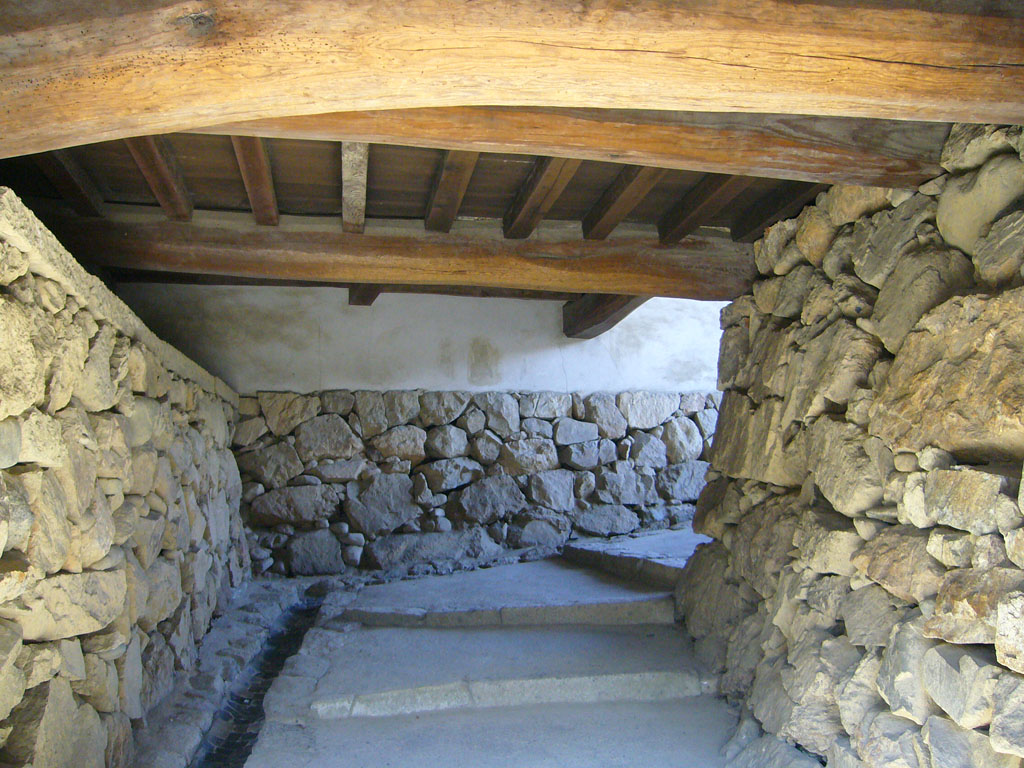
にの門（内部）
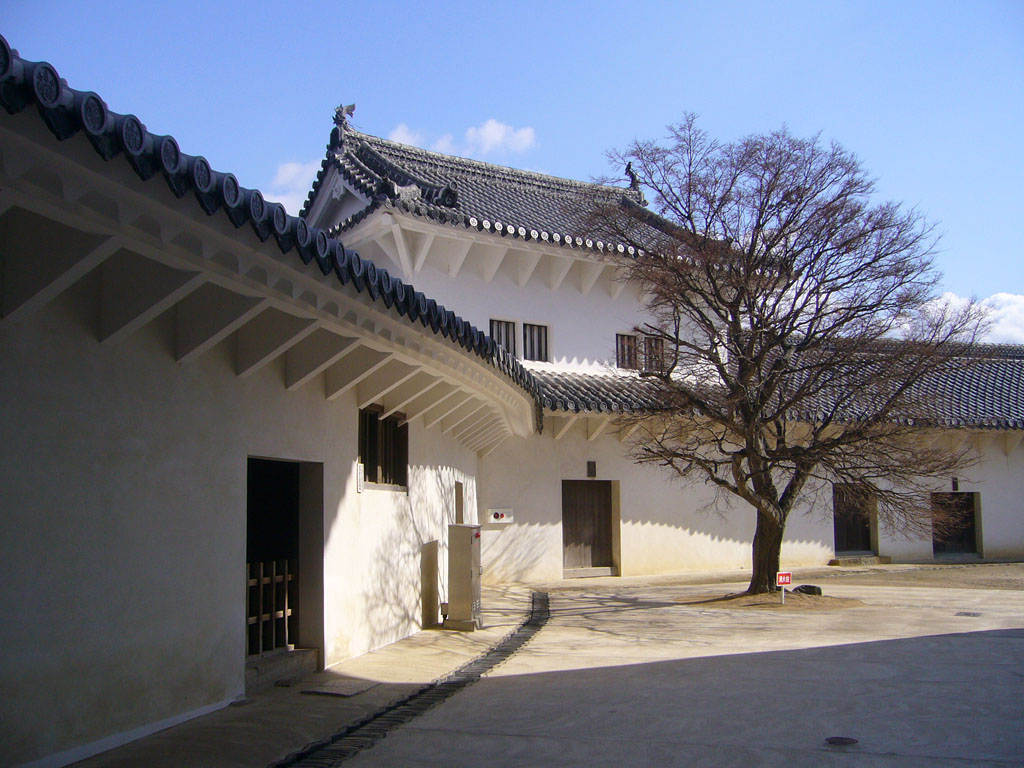
ホの櫓
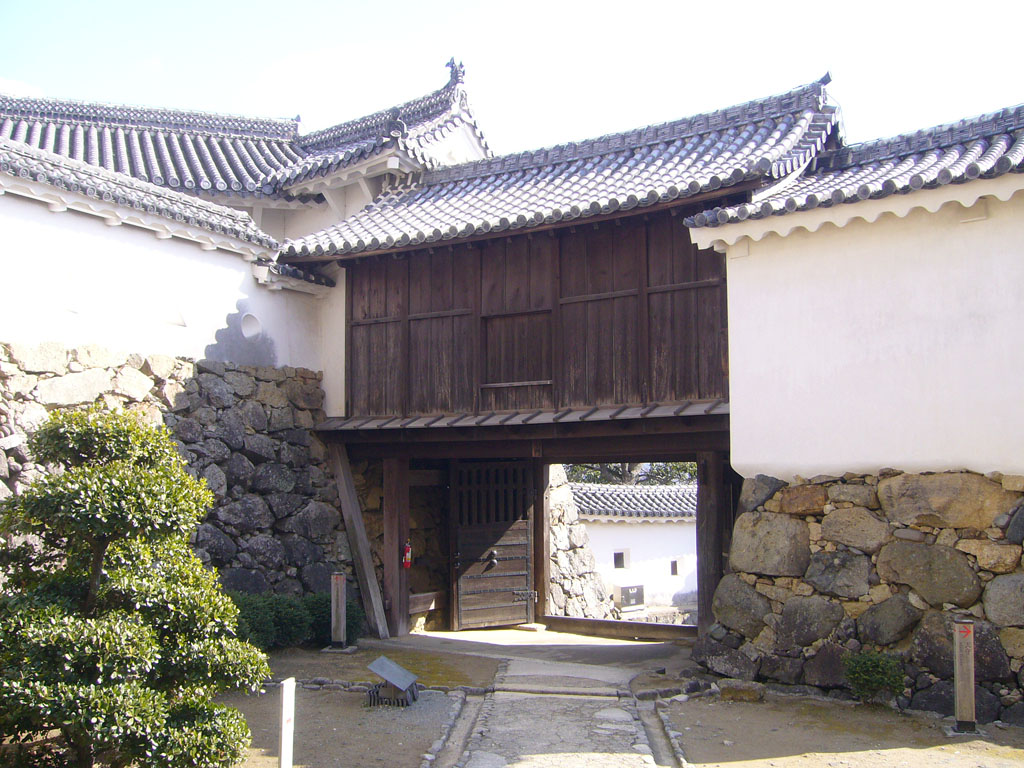
との一門
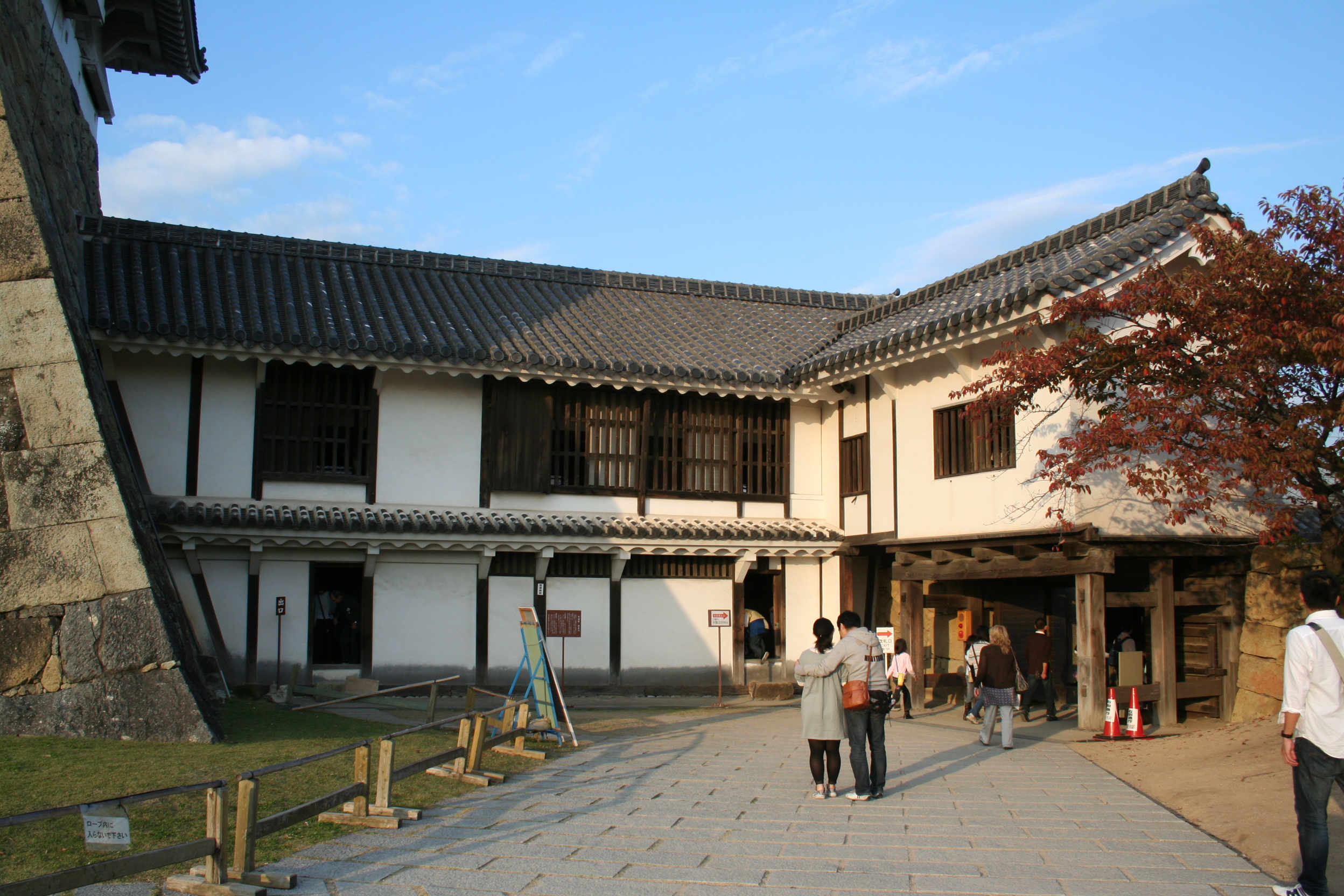
折廻櫓と備前門

#### 本丸
天守丸・備前丸

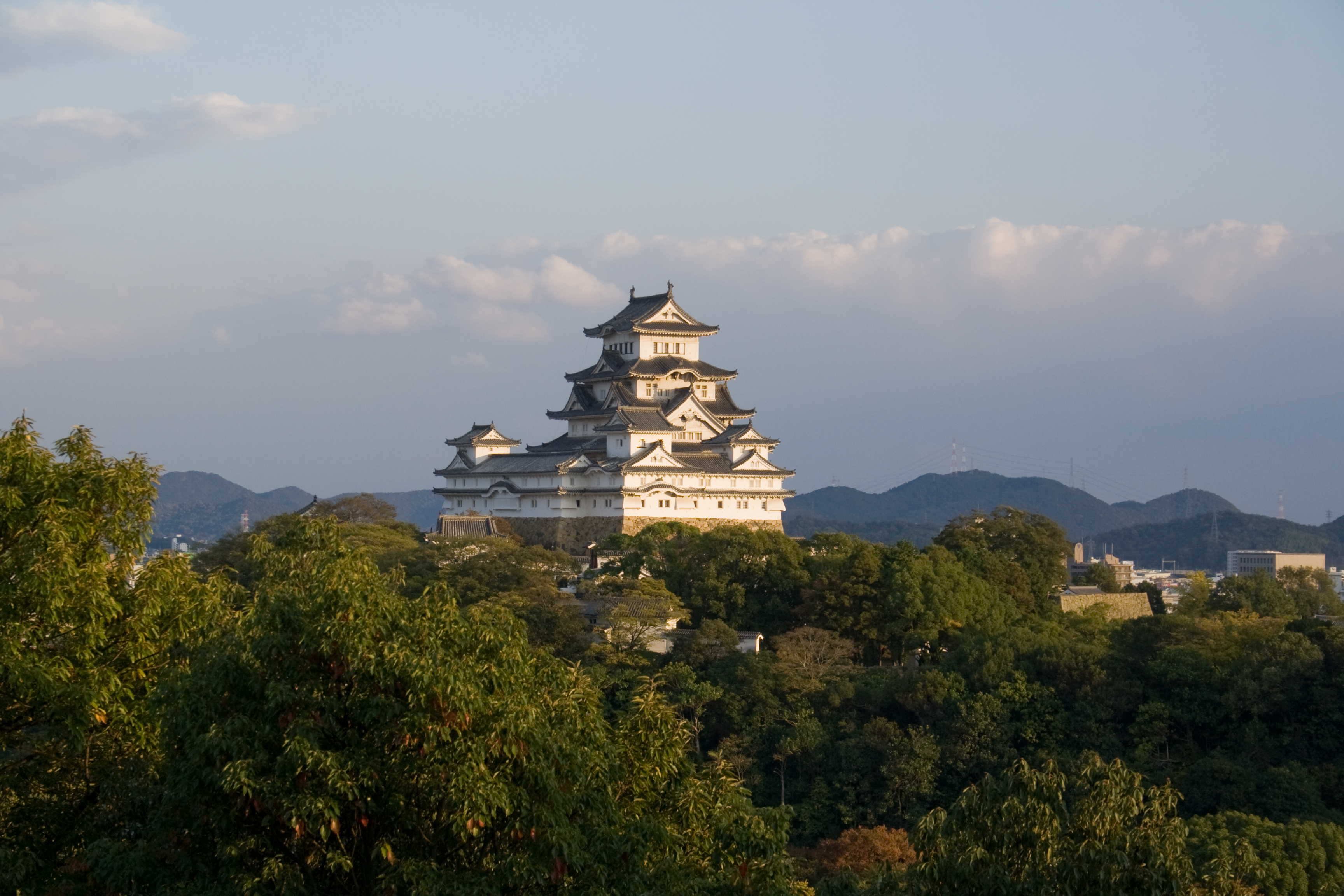
姫路城北西にある男山から。中央奥に大天守、左に東小天守、中央手前に乾小天守、右に西小天守。

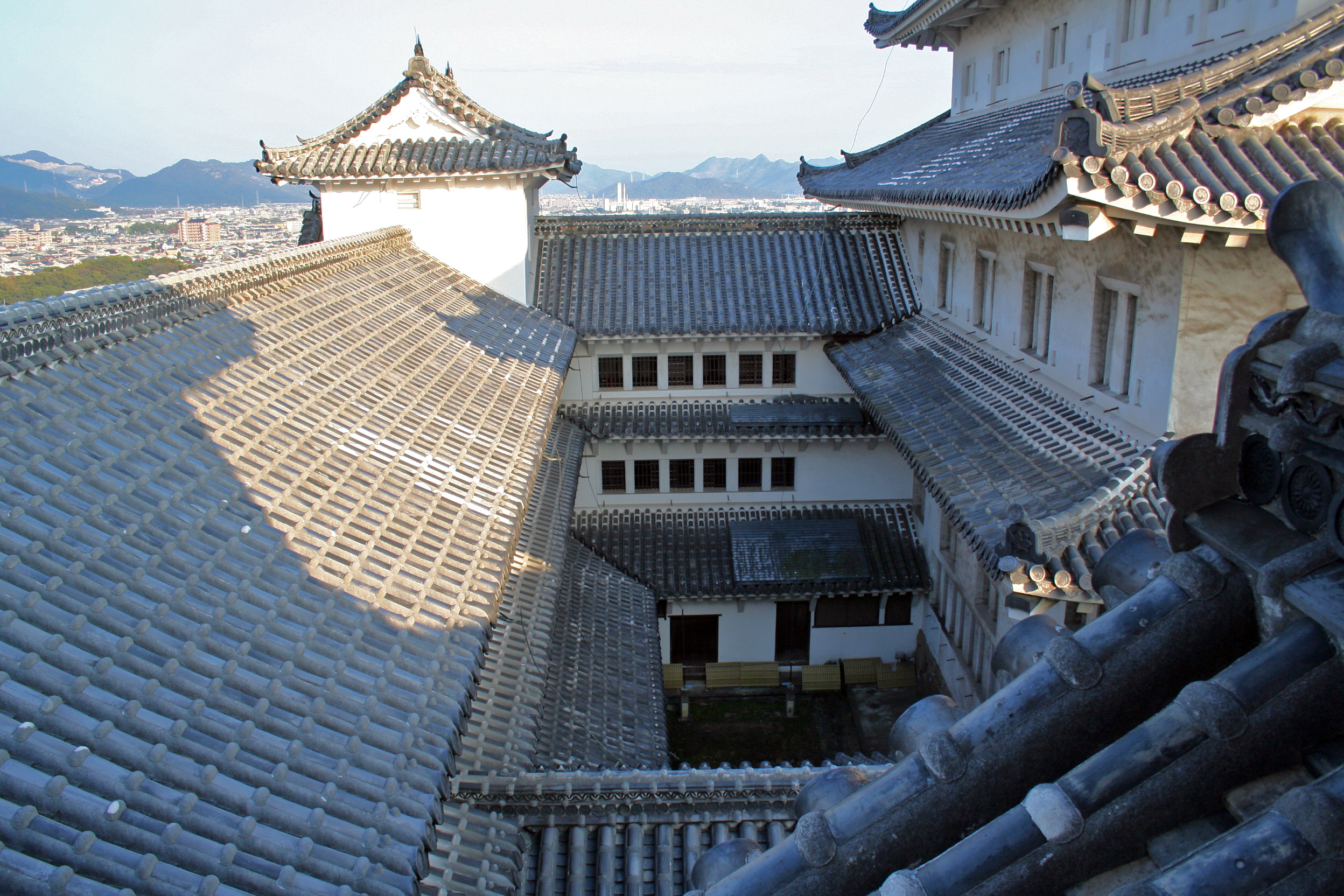
連立天守群の中心部

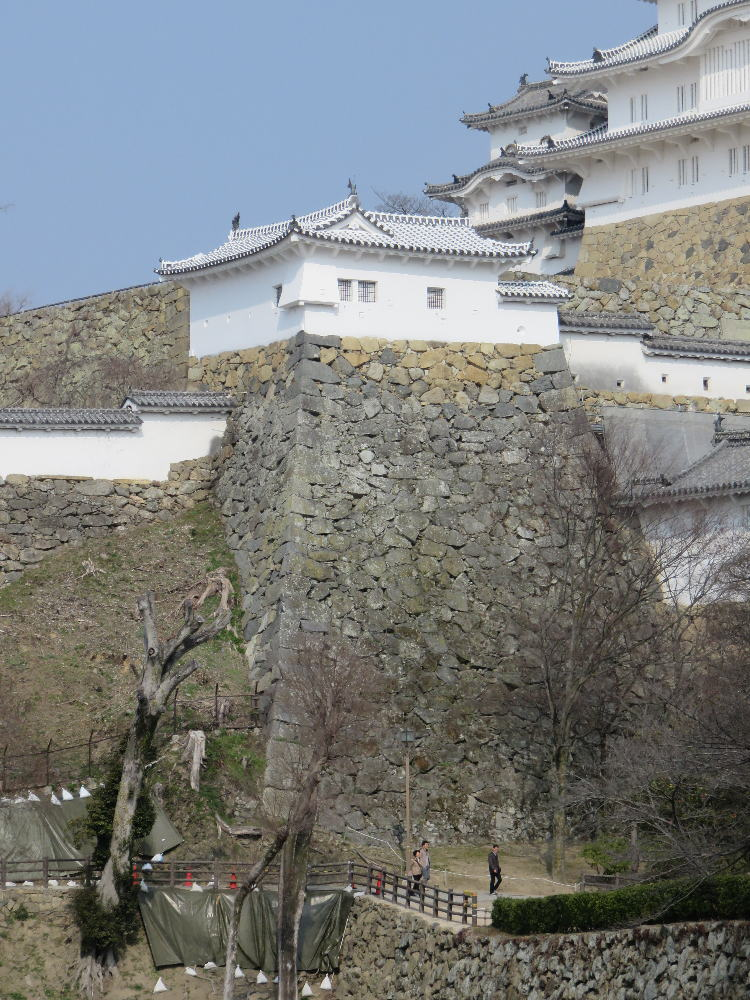
太鼓櫓と石垣。

天守丸は連立した天守群によって構成され、天守南の備前丸には御殿や対面所があり池田氏時代には政務の場であった。御殿や御対面所などは明治時代に焼失している。
姫路城の天守は江戸時代のままの姿で現在まで残っている12の現存天守の一つで、その中で最大の規模を持つ、まさしく姫路の象徴といえる建物である。姫路城の天守群は姫山（標高45.6m）の上に建っており、大天守自体の高さは、石垣が14.85m、建造物が31.5mなので合計すると海抜92mになる。天守の総重量は、現在はおよそ5,700tである。かつては6,200tほどであったとされるが、「昭和の大修理」に際して過去の補修であてられた補強材の撤去や瓦などの軽量化が図られた。天守内には姫路城にまつわる様々な物品が展示されていたが平成の大修理後は展示物を西の丸に移し、天守内部は何もない素のままの姿になっている。
姫路城の最初の天守は1580年（天正8年）の春、羽柴秀吉によって姫山の頂上、現在の大天守の位置に3重で建てられた。この天守は池田輝政により解体され、用材は乾小天守に転用された。
2代目の天守は池田輝政により建てられ、5重6階天守台地下1階（計7階）の大天守と3重の小天守3基（東小天守・西小天守・乾小天守）、その各天守の間を2重の渡櫓で結んでいる「連立式天守」である。天守は全て2重の入母屋造の建物を基部とする望楼型で、建設時期や構成からさらに後期望楼型に分類されることもある。壁面は全体が白漆喰総塗籠（しろしっくい そうぬりごめ）の大壁造で造られており、防火・耐火・鉄砲への防御に加え、美観を兼ね備える意図があったと考えられている。折廻櫓には編目格子が施されている。
水曲輪・腰曲輪
天守の下は岩盤で井戸が掘れず、そのため天守と腰曲輪の間の補給の便のため水曲輪を設け、「水一門」から「水五門」までの門を設けている。
天守の北側にある腰曲輪（こしくるわ）には、籠城のための井戸や米蔵・塩蔵が設けられている。なお平時に用いる蔵は姫山の周囲に設けられていた。腰曲輪の中、ほの門内側、水一門脇に5.2m分だけ、油塀（あぶらべい）と呼ばれる塀がある。白漆喰で塗られた土塀ではなく、真壁造りの築地塀である。製法については油、もしくはもち米の煮汁を壁材に練りこんだと考えられている。理由については、秀吉時代の遺構という説があるが、防備の上で特に高い塀を必要としたという説もある。

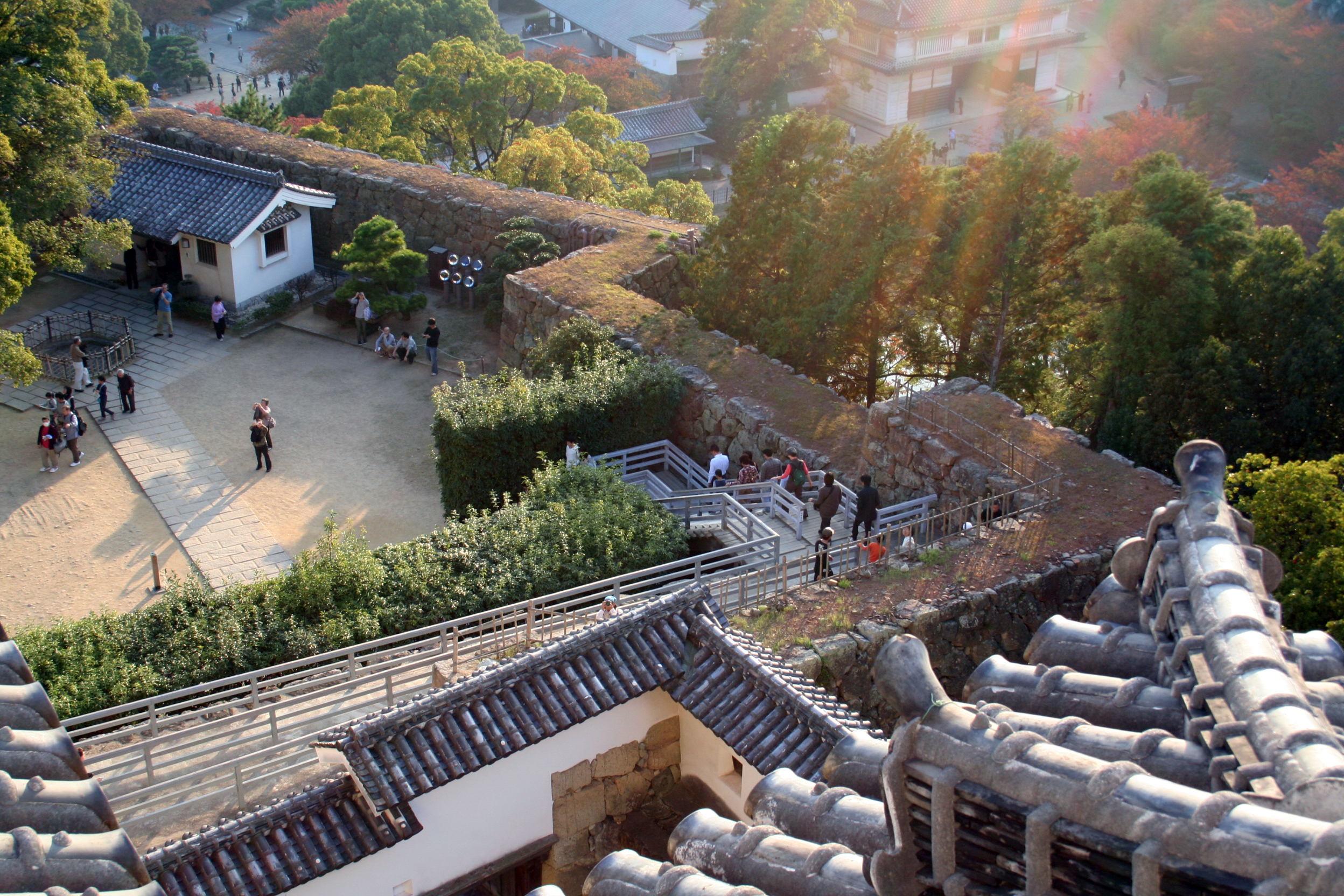
御対面所の石垣
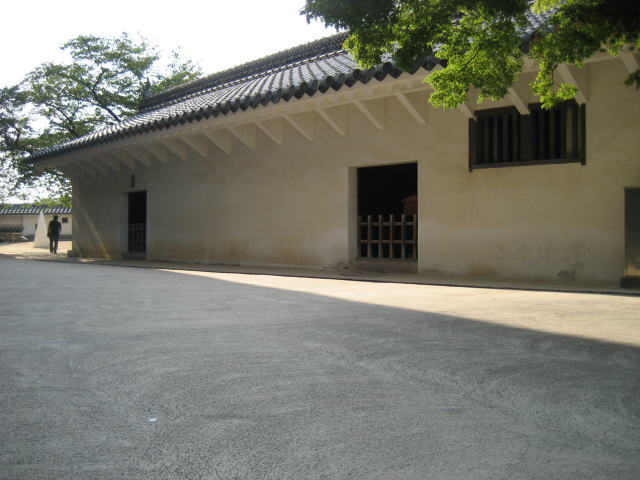
腰曲輪の「ハの渡櫓」（連立天守の「ハの渡櫓」とは別の建物）
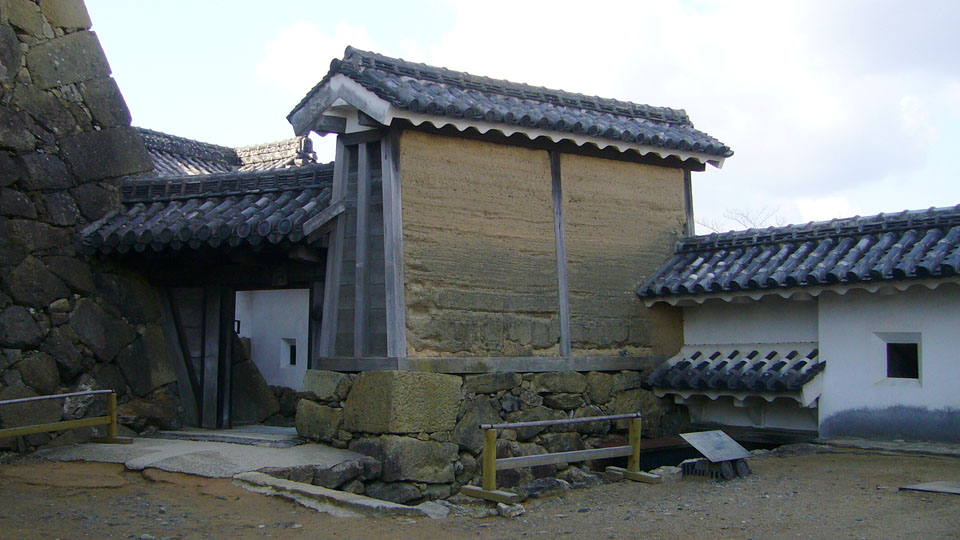
腰曲輪の油壁

##### 大天守
外観意匠

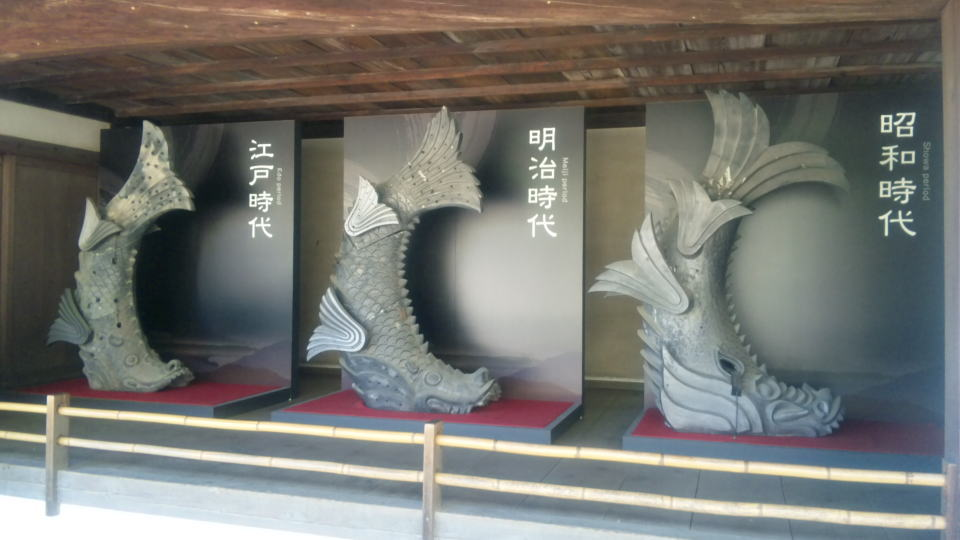
姫路城歴代の鯱

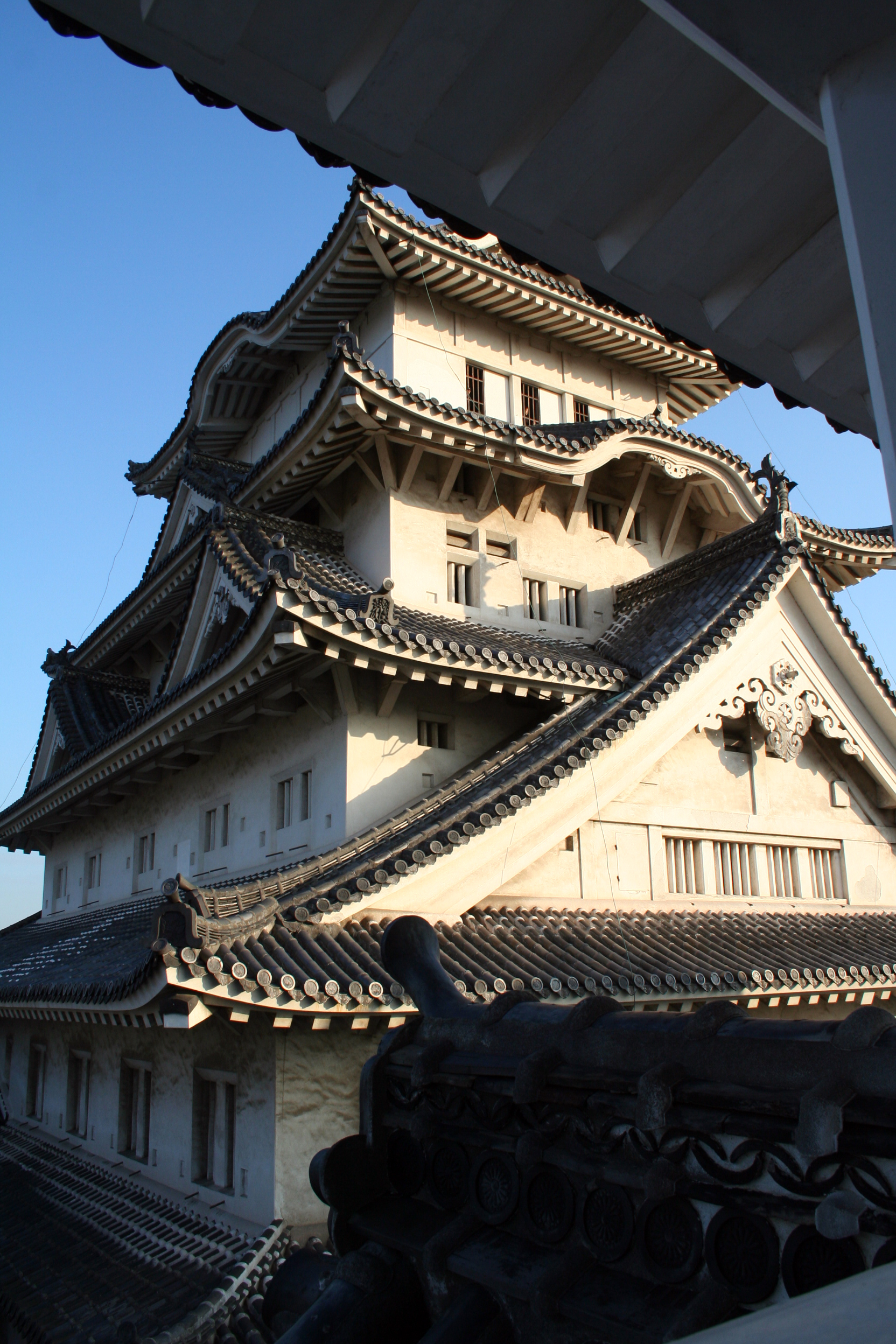
大天守西面（右）と北面（左）

外観は最上部以外の壁面は大壁塗りで、屋根の意匠は複数層にまたがる巨大な入母屋破風に加えて、緩やかな曲線を描く唐破風（からはふ）、山なりの千鳥破風（ちどりはふ）に懸魚が施され多様性に富んでいる。最上階を除く窓はほとんどで格子がはめ込まれている。
- 初重目 - 方杖付きの腰屋根を四方に、東面中央に軒唐破風と下に幅4間の出格子窓（でごうしまど）、北東・南東・南西の隅に石落としを設置している。
- 2重目 - 南面中央に軒唐破風と下に幅5間の出格子窓を設けている。東西に3重目屋根と交わる大入母屋破風を設置している。
- 3重目 - 南面・北面に比翼入母屋破風、2重目から大入母屋破風が交わっている。
- 4重目 - 南面・北面に千鳥破風、東面・西面に軒唐破風
- 5重目 - 最上部。南北に軒唐破風、東西に入母屋屋根、壁面は他の壁面とは違って柱などが浮き出る真壁になっている。

内部構造
各階の床と屋根は天守を支えるため少しずつ逓減され、荷重を分散させている。大天守の心柱は東西方向に2本並んで地下から6階床下まで貫き、太さは根元で直径95cm高さ24.6mの木材が使用されている。うち、西大柱は従来の材が継がれたものであったため一本材に取り替えようとしたが、その際に折れてしまったので3階床下付近で継いでいる。東西の旧大柱は、目通りは東大柱十尺、末口は五尺三寸の杉木材。西大柱も同様の木材ではあるが三重目あたりで松に継いであり、根元から二尺の継ぎ目に補修した「貞享四年丁卯の六月」の墨書きがあった。その他の柱用材は欅・松・犬桜など堅い樹種を二寸角にして使用している。敷居・鴨居は一尺二寸幅で舞良戸をはめていたが現在は建具は取り付けられていない。
- 地下 - 東西約11間半・南北約8間半。穴蔵と呼ばれている。簀の子の洗い場（流し台）と台所を付属させ、厠を3箇所設置している。武家の世界では多くの城で鬼門方位に厠をつくることが当時は常道とされていた、当城も裏鬼門に厠が配されていたとされ[110]、鬼神の災いを恐れず覚悟を持った武将の気構えと捉えることができると述べている[111]
- 1階 - 東西約13間・南北約10間。北側に東小天守と接続するイの渡櫓、西側に西小天守と接続するニの渡櫓。
- 2階 - 1階とほぼ同様の構造。地下から2階は身舎の周りに武者走りを廻し、鉄砲や槍などが掛けられる武具掛が付けられている。
- 3階 - 東西11間・南北8間。武者走りがあるが、それに加えて破風部屋と武者隠（むしゃがくし）と呼ばれる小部屋が数箇所設けられている。また、石打棚（いしうちだな）という中段を窓際に設けて、屋根で高い位置に開けられた窓が使えるように高さを補っている。
- 4階 - 東西9間・南北6間。3階同様に石打棚がある。武具掛けのある比翼入母屋破風の間が南北に2箇所ずつ（計4箇所）ある。
- 5階 - 東西9間・南北6間。大広間一室で4重目の屋根裏部屋に相当する。大柱はこの階の天井まで通っている。
- 6階 - 最上階。東西7間・南北5間。一段高い身舎周囲に入側を巡らしている。部屋の中央に柱を立てず、書院造の要素を取り入れ長押や棹縁天井など書院風の意匠を用いている。長壁神社が分祀されている。頼山陽が詠んだ漢詩も展示されている。”五畳の城楼　晩霞を挿む　瓦紋　時に見る　桐花を刻するを　兗州　曽つて啓く　阿瞞の業　淮鎮　興すに堪えたり　匡胤の家　甸服　昔時　臂指に随い　勲藩　今日　喉牙を扼す　猶思う　山陰道を　経略せしを　北　因州に走る　路叉を作す”。

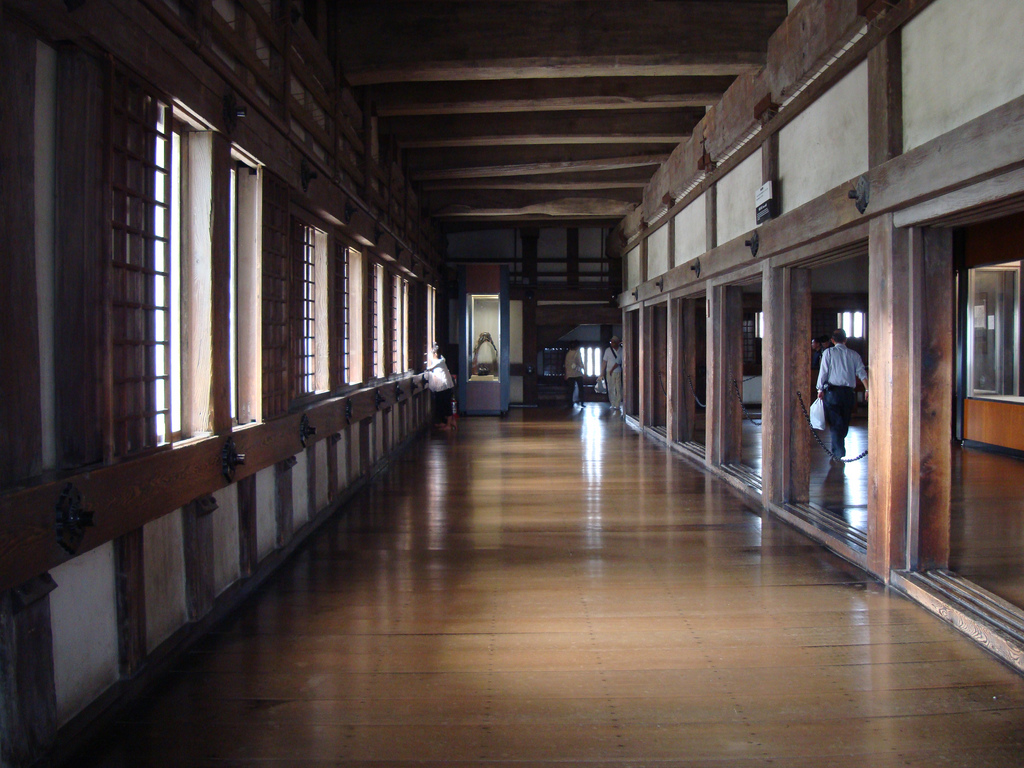
大天守内廊下
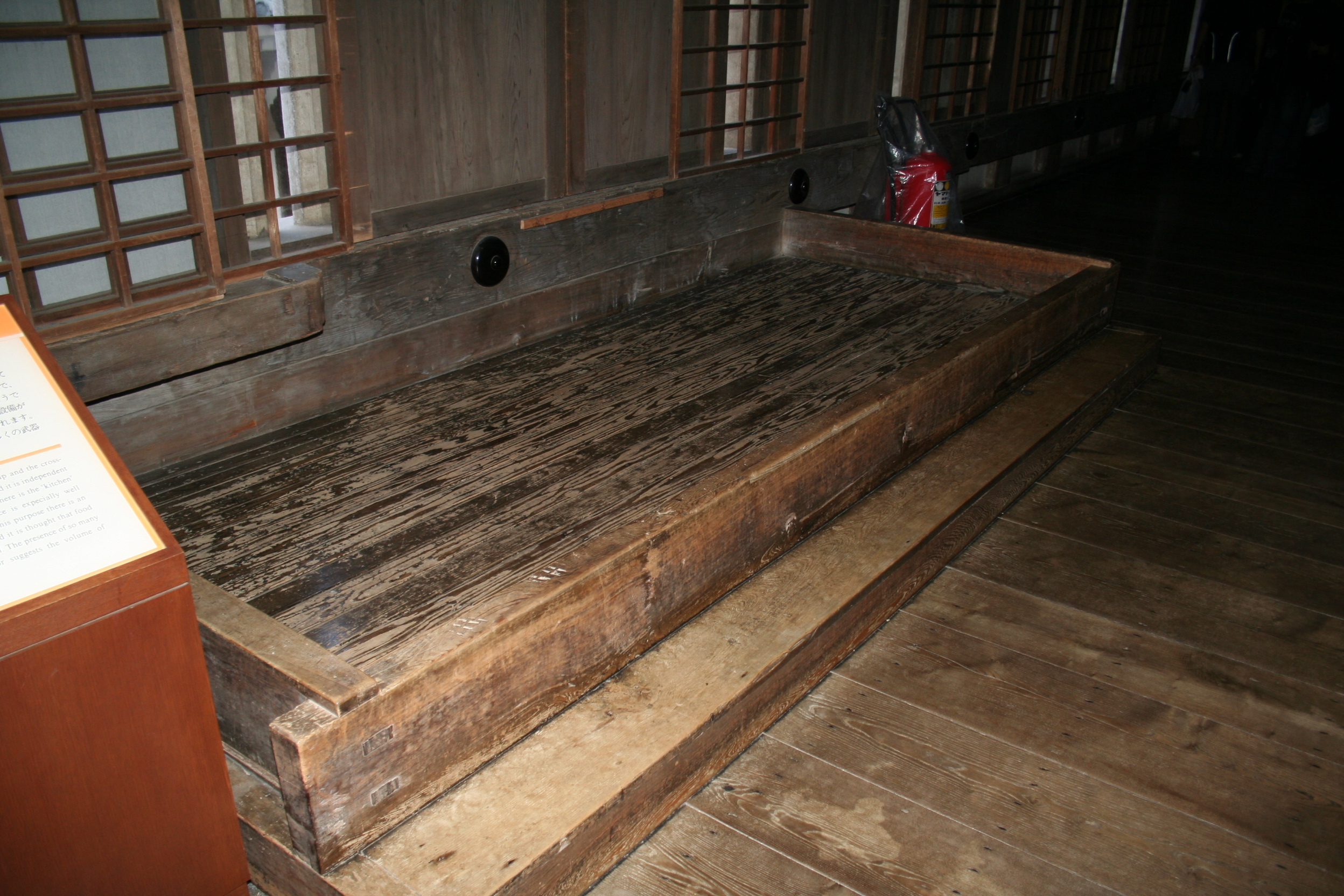
洗い場（流し台）
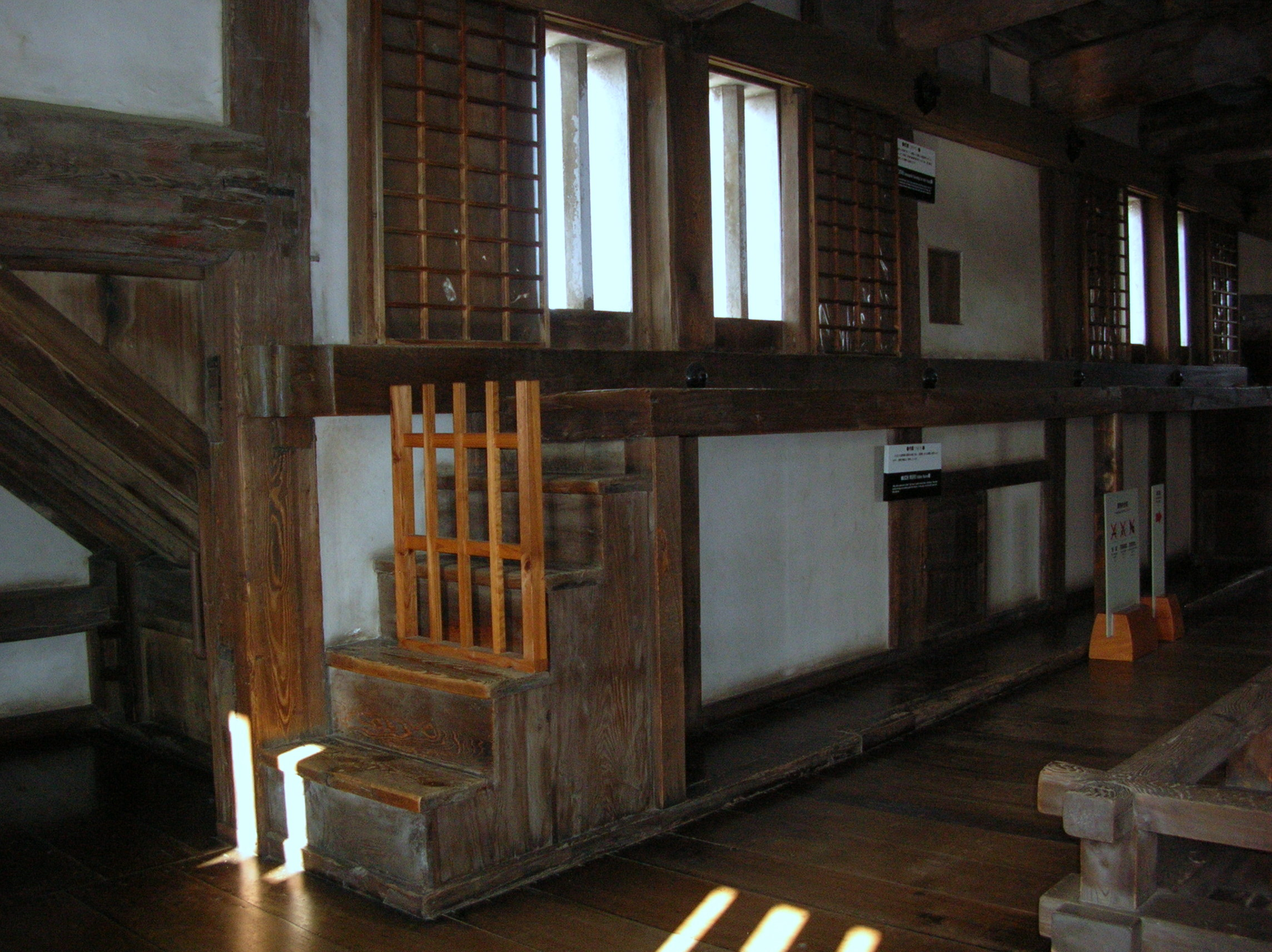
石打棚
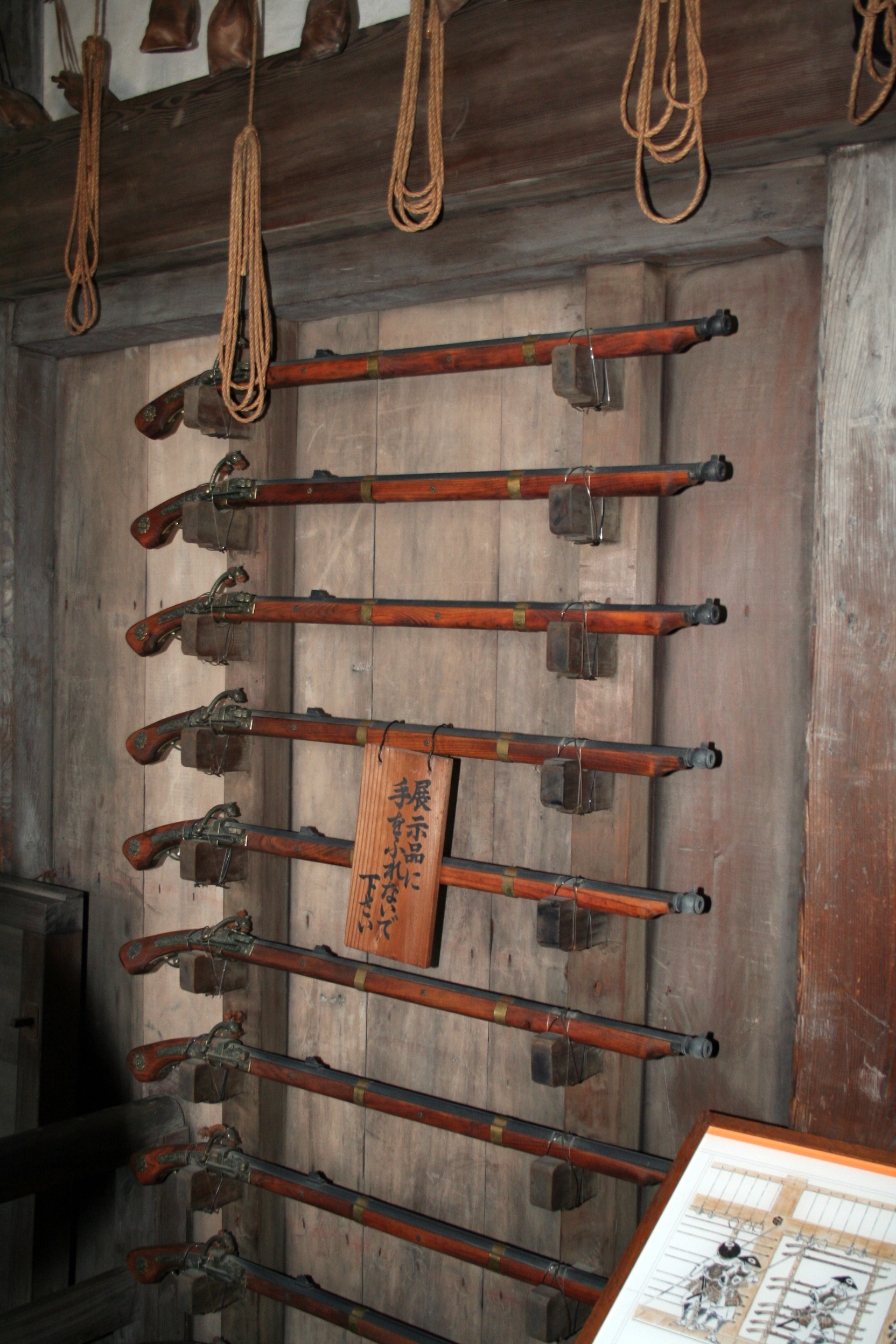
武具掛

##### 小天守・渡櫓

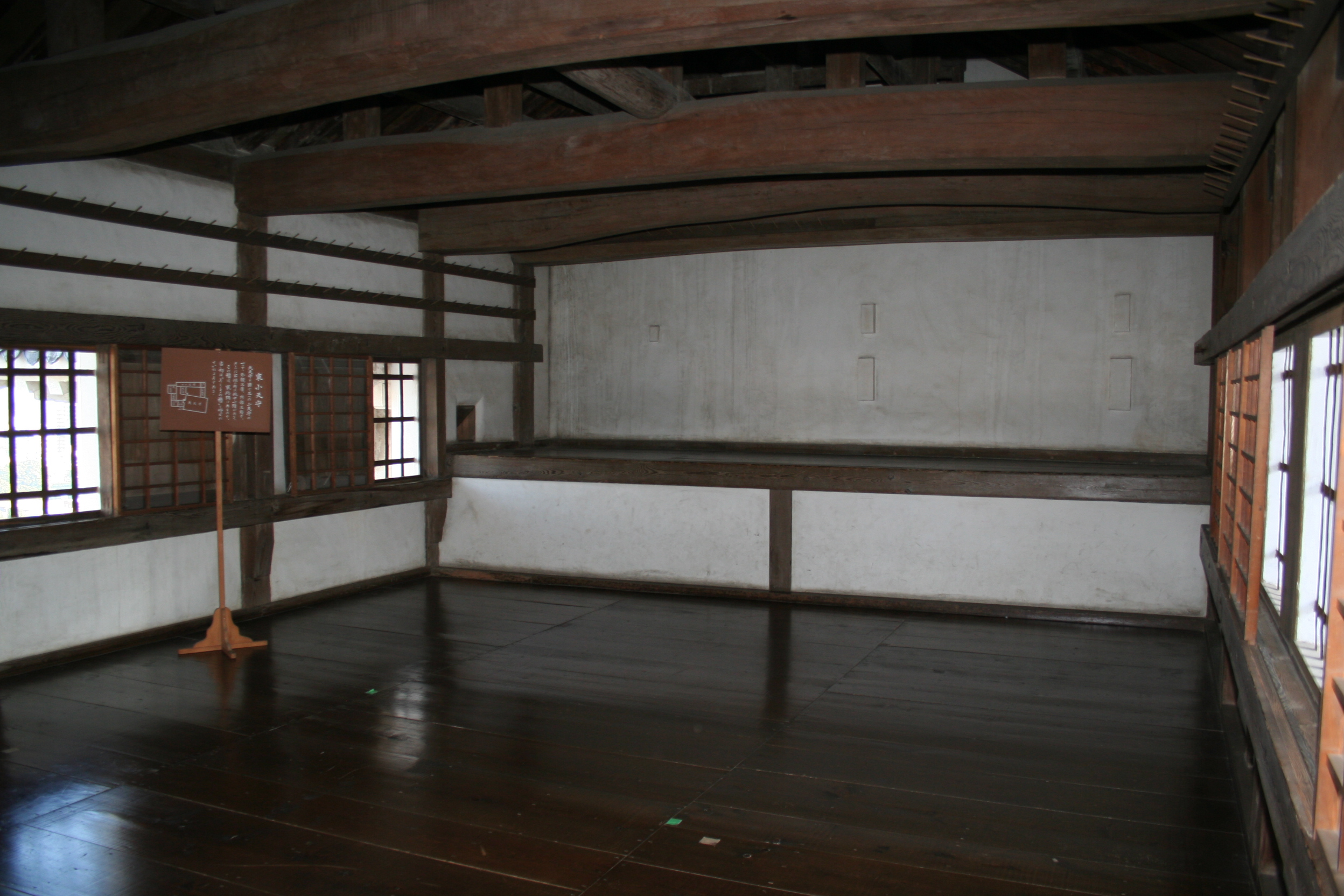
東小天守1階内部

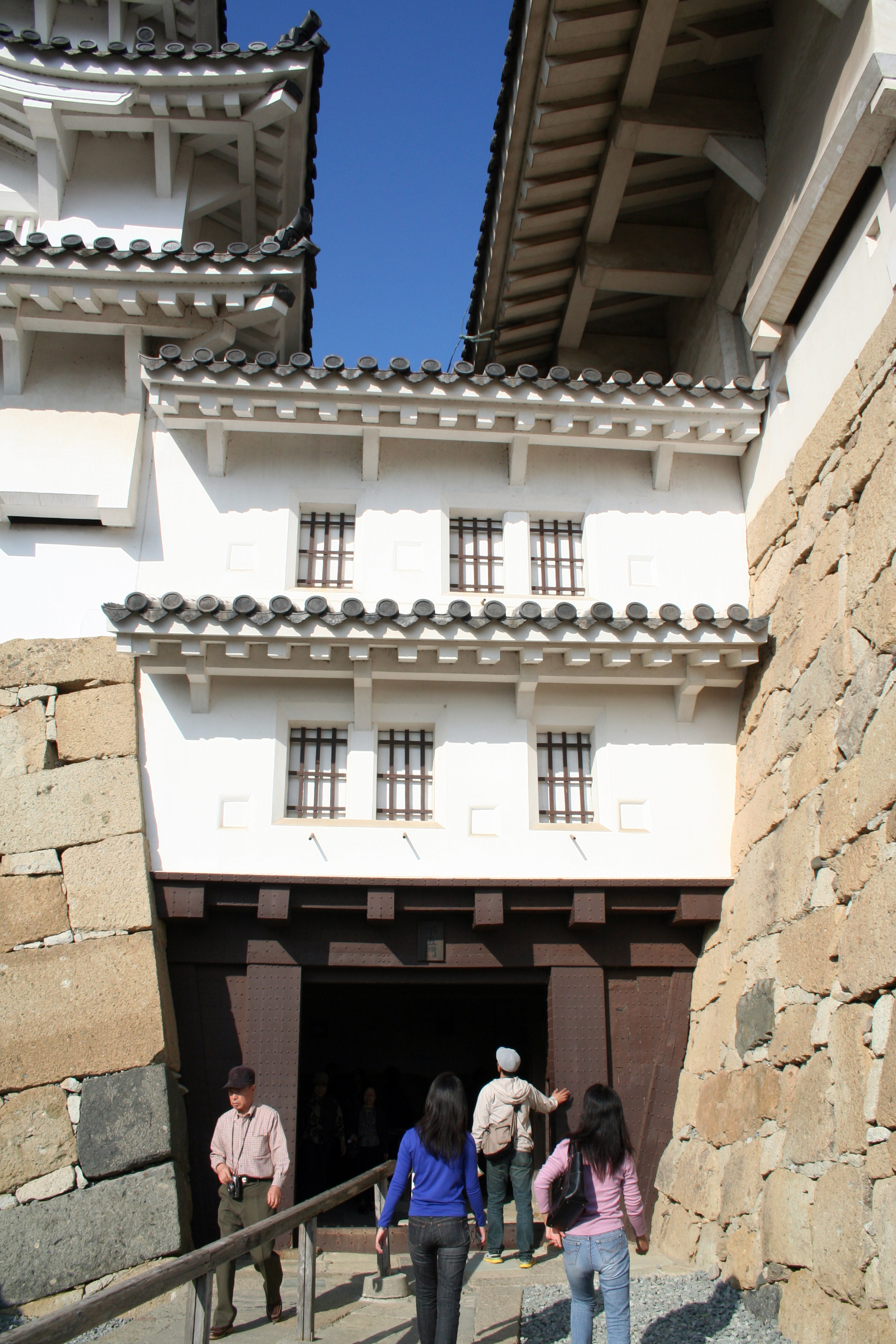
ニの渡櫓と水の五門

3基の小天守の最上階は蟻壁長押、竿縁猿頬天井の書院風意匠になっている。釣鐘のような形の火灯窓を西小天守と乾小天守の最上階に多用している。火灯窓は同様の後期望楼型天守である彦根城天守や松江城天守などにも見られる。乾小天守の火灯窓には、「物事は満つれば後は欠けて行く」という考え方に基づき未完成状態（発展途上状態）を保つため格子を入れていないという。火灯窓は昭和の修理が終わるまで漆喰で塗られて見えなかった。
東小天守
3重3階・地下1階で天守丸の北東に位置する。西小天守や乾小天守のような火灯窓や軒唐破風はない。建設当初は丑寅櫓（うしとらやぐら）と呼ばれていた。
乾小天守
3重4階・地下1階で天守丸の北西に位置する。建設当初は乾櫓（いぬいやぐら）と呼ばれていた。秀吉が築城した三重天守であったという説があり「昭和の大修理」では秀吉時代の木材が転用された事が分かっている。
西小天守
3重3階・地下2階で天守丸の南西に位置する。水の六門が付属している。建設当初は未申櫓（ひつじさるやぐら）と呼ばれていた。2002年（平成14年）、西小天守の修理が完了した。
イ・ロ・ハ・ニの渡櫓
大天守と各小天守を連結している渡櫓。イ・ロ・ハの渡櫓はいずれも2重2階・地下1階、ニの渡櫓は水の五門が付属して2重2階の櫓門になっている。天守群と渡櫓群で囲まれた内側に台所櫓があり大天守地階とロの渡櫓1階を繋いでいる。

#### 二の丸
秀吉時代の縄張りを活かした雛壇状の作りになっており通路は迷路のように入り組んでいる。
三国堀
姫山と鷺山の間にあった谷を利用して作られた捨て堀で輝政の所領、播磨・淡路・備前の三国に由来する。姫山と鷺山から流れた雨水を濾過する役割があったとも、秀吉の時代は空堀であったともいわれている。

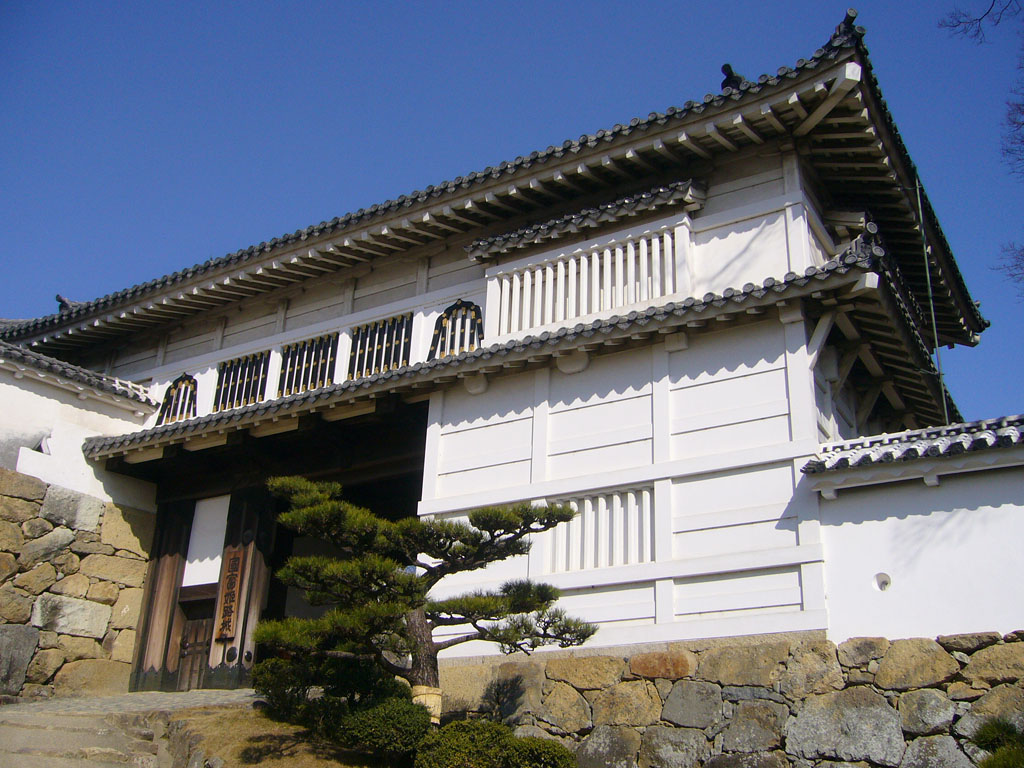
菱の門
二の丸入口にある櫓門で現在では正面登閣口から入って最初に通る門。西側にある石垣と土塀で枡形虎口を形成し門の片側が石垣に乗る変則的な櫓門で、西側部分に番所詰所、東側部分に馬見所がある。城内の現存の門では唯一、柱・舟肘木・長押を表面に出した真壁造りで安土桃山時代の意匠を残している。櫓二階部分の中央に黒漆と金箔で装飾された格子窓と両側に同じ装飾の火灯窓、その右手に庇出格子窓がある。門名は冠木に木製の唐花模様が装飾されている事や築城以前に流れていた菱川に由来する。

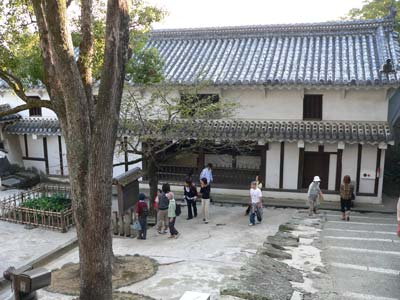
帯郭櫓（腹切丸）

帯曲輪（腹切丸）
天守の南東にある帯曲輪（おびくるわ）は城の防御において射撃などを行う場所として築かれた。帯郭櫓は2重2階で1階2階ともに3部屋に区切られ、1階には石打棚がある。帯の櫓は1重1階（地下1階）で約23mの石垣の上にコの字型に建てられている。外側から見ると平櫓であるが地下に井戸があるため内側からは2重の多門櫓に見える。内部は座敷部屋や床の間も設けられている。太鼓櫓は1重1階で折れ曲がり西・南・北の3部屋がある。歪みのある石垣上に建てられたため西部屋は傾斜がある。江戸時代は「への櫓」と呼ばれた。太鼓櫓の西側には「りの門」があり帯曲輪と上山里曲輪を区切っている。「りの門」は脇戸付高麗門で「慶長四ねん大工五人」（慶長四年＝1599年）と書かれた墨書が発見されており、解体や移築の痕跡もなく木下家定の時代の建築と判明していて高麗門としては現存最古。
帯曲輪が俗に「腹切丸」と呼ばれる由来としては、建物の形状やその薄暗い雰囲気などから切腹の場を連想させることにより呼ばれるようになったと見られているが、実際の刑場は大蔵前町北部（現在の塩町西部）の牢獄や市川の河原に置かれていた。藩主の屋敷付近や井戸付近では実際に切腹が行われたことは考えにくいという。
上山里曲輪
- ぬの門 - 脇戸付きの鉄板張り二重櫓門。一層目は鉄格子窓、二層目は出格子窓。東側石垣に巨石を置き鏡石としている。
- 「お菊井戸」と呼ばれる井戸が現存し石碑も建っているが、本来は「釣瓶取（つるべとり）の井戸」と呼ばれていたものである。帯曲輪櫓の「腹切丸」共々、大正時代の姫路城一般公開以後にそう呼ばれるようになったもので、それ以前は中曲輪東北端にある桐の馬場（現・兵庫県立姫路東高等学校や国立病院機構姫路医療センターの東裏手付近）に有った井戸がお菊の井戸だとされていた[122]。

#### 三の丸

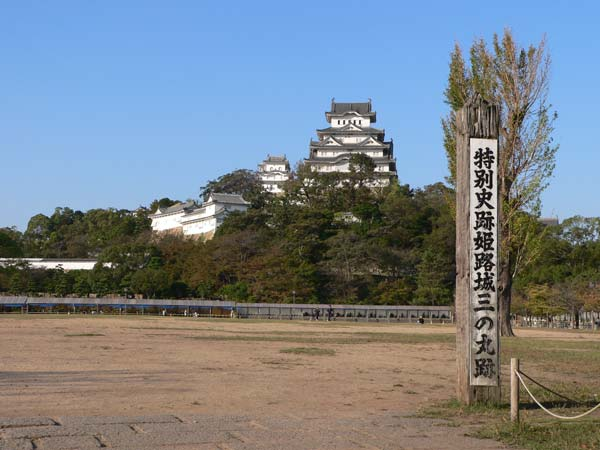
三の丸広場

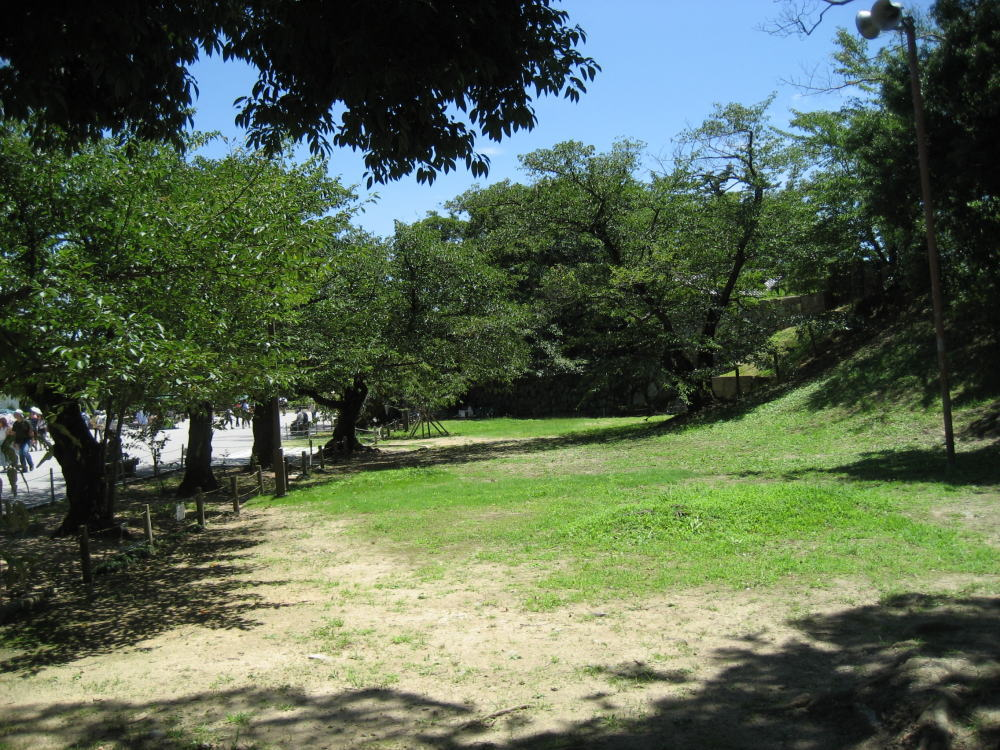
千姫が居住した武蔵野御殿の跡

江戸時代、三の丸西側には三の丸御殿や屋敷があり本城（御居城）と呼ばれ、東側には向屋敷と庭園があり本多氏以降の政務の中心の場であった。
本城の三の丸御殿には、
- 大広間（鶴之間）：151畳
- 虎之間：36畳
- 雁之間：23畳半
- 蜜柑之間：40畳
- 小書院：70畳
- 新書院4：7畳半
- 装束の間：18畳
- 評定之間:43畳半
- 時計之間：25畳
- 勝手之間：52畳
- 御使者の間：12畳
- 用人詰所：12畳
- 他に御居間、能舞台、湯殿、便所、台所

などの御殿建築があった。又、三の丸御殿大広間・虎の間には、名古屋城本丸御殿や金沢城二の丸御殿表向のような豪華な障壁画、彫刻、金箔張りであった。
東側の向屋敷には池泉式庭園・築山・茶室が設けられ、北側には御用米蔵や上三方蔵があった。本多忠刻・千姫夫妻が居住していた武蔵野御殿は金箔や銀箔を張った戸襖に千姫が幼少のころに過ごした武蔵野を偲んで一面に緑青でススキの絵が描かれていたことに由来する。三の丸からは西の丸の石垣下にある鷺山口門が内堀に通じていた。江戸時代の建物や庭園は明治時代に取り壊され現存していない。1998年（平成10年）、姫路藩主・本多家の家老であった中根家の子孫宅から第二次本多時代（1682年（天和2年）、本多忠国から1704年（宝永元年）、本多忠孝まで）の姫路城内曲輪を詳細に描いた『播州姫路城図』が発見された。この絵図から兼六園のように広くはないが三の丸・向屋敷にも大名庭園があったことが分かるなど、失われた御殿や屋敷など往時の様子を偲ばせる貴重な史料となった。
1939年（昭和14年）4月、旧制の姫路市立鷺城中学校（現姫路市立姫路高等学校）が設置されたが1945年（昭和20年）の姫路空襲で焼失、焼け残りの兵舎などを利用して授業を再開したが移転し、1947年（昭和22年）、三の丸に野球場と相撲場が建設された。野球場は「三の丸球場」ないし「姫路城内球場」と呼ばれ一日だけプロ野球公式戦が変則ダブルヘッダーで行われたが、1952年（昭和27年）には城外すぐそばに本町野球場（現在の大手門駐車場、1988年閉場）が造られておりプロ野球の開催はこの一日のみであった。現在は三の丸跡のうち本城跡が千姫ぼたん園に、向屋敷跡が三の丸広場に整備されている。三の丸広場は市民の憩いの場となっており、花見や各種のイベントスペースとしても使用されている。三の丸の東部と東側に位置する出丸（御作事所）は姫路動物園の一部になっている。
2014年（平成26年）11月6日、姫路市教育委員会が三の丸の発掘調査で大手から菱の門前まで通じる南北200m、幅21mの三の丸大路の跡や礎石の跡などを確認したと発表した。また三の丸西にあった御居城への通路の幅も約8mと分かった。『播州姫路城図』に描かれていた当時の様子が明らかになりつつある。9日に現地説明会が行われた。
下山里曲輪
三の丸北部、二の丸の上山里曲輪の南側下段にある曲輪。西側から南側の石垣に土塀が築かれ東側に門があった。1955年（昭和30年）までは「下山里展望台」となっていた。その後の「昭和の大修理」の時に発見された墓石・石像などが祀られ、春と秋の彼岸、旧盆には正明寺と姫路城を守る会によって供養が行われている。
大手門（桜門）
現在「大手門」と呼ばれている大型の高麗門は1937年（昭和12年）に「桐二の門」があった場所に再建した門で江戸時代の意匠とは異なる。本来の大手口は入り口から桜門・桐二の門・桐一の門と続き、それらを三重の太鼓櫓・多聞櫓・ねの櫓で囲み、6回曲がらなければ天守方面へ行けない厳重な二重枡形を形成していたが、建物は明治時代の陸軍設置の際に取り壊されて現存しない。2007年（平成19年）に桜門橋を復元している。

#### 西の丸
西の丸は本多忠政が伊勢桑名から移ってきた時に整備・拡張された曲輪。北端に位置する化粧櫓及び櫓群と、これらを結ぶ渡櫓（長局）が残っている。これら渡櫓は西の丸整備を命じた幕府老中連判状に特に明記されている。
渡櫓（長局）
渡櫓の城外側は幅1間の廊下が「カの渡櫓」から「レの渡櫓」まで長さ約121間（約240m）に渡って連なっており「百間廊下」と呼ばれている。城外に向けて石落としや狭間、鉄砲の煙出しの窓も付設されている。城内側は侍女達の部屋があり主室と付属室などに区分され長局を構成している。昭和の大修理の際に、草花模様で彩色した痕跡のある柱が発見されている。
化粧櫓
化粧櫓は、千姫が忠政の嫡男・忠刻に輿入れする際の化粧料10万石で1618年（元和4年）に建てられたものである。外観は二重二階、内部は畳が敷かれた座敷部屋が3室に区分され床の間がある奥御殿になっている。戦前の修理までは、化粧櫓にはその名の通り当時の化粧品の跡が残っていたという。
千姫は西の丸内に設けられた中書丸（天樹院丸）と三の丸脇の武蔵野御殿に住んでいたが、いずれも現在は失われている。

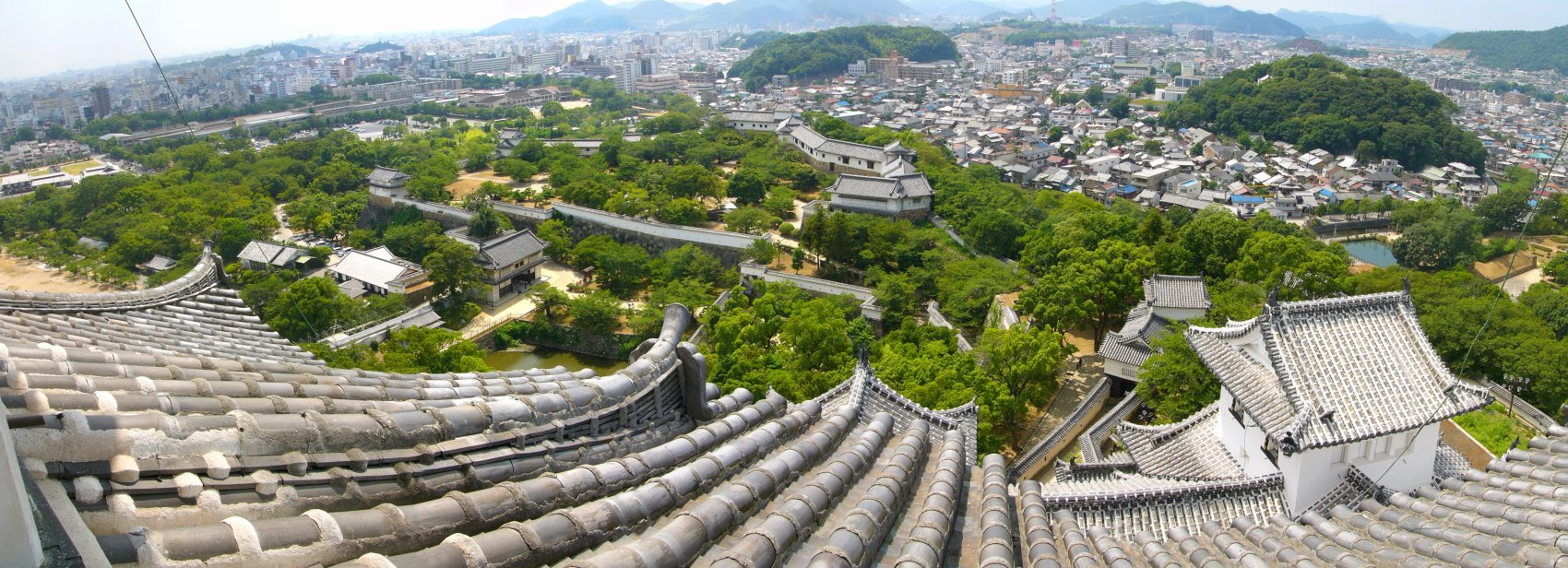
姫路城天守から西の丸を望む。

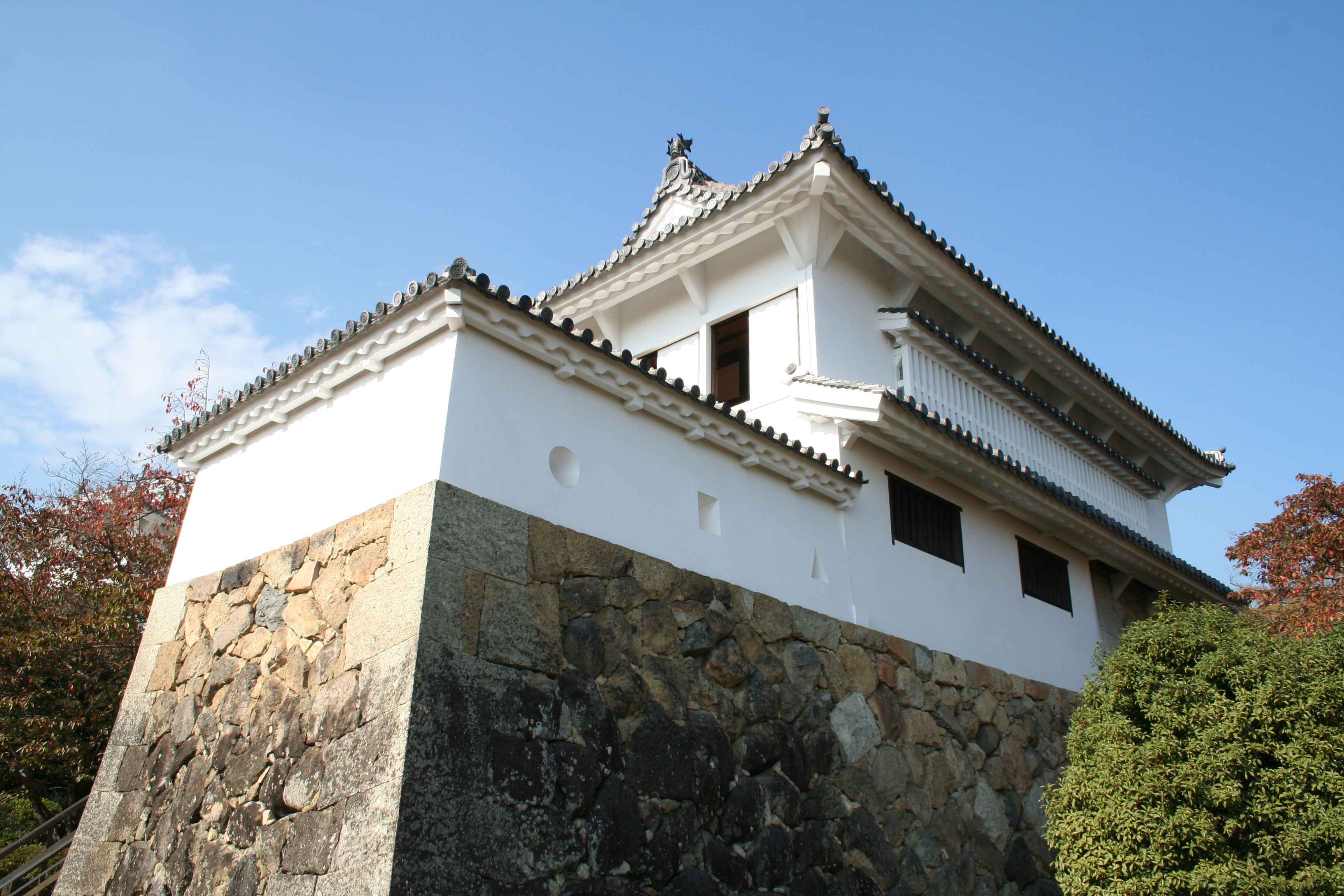
化粧櫓
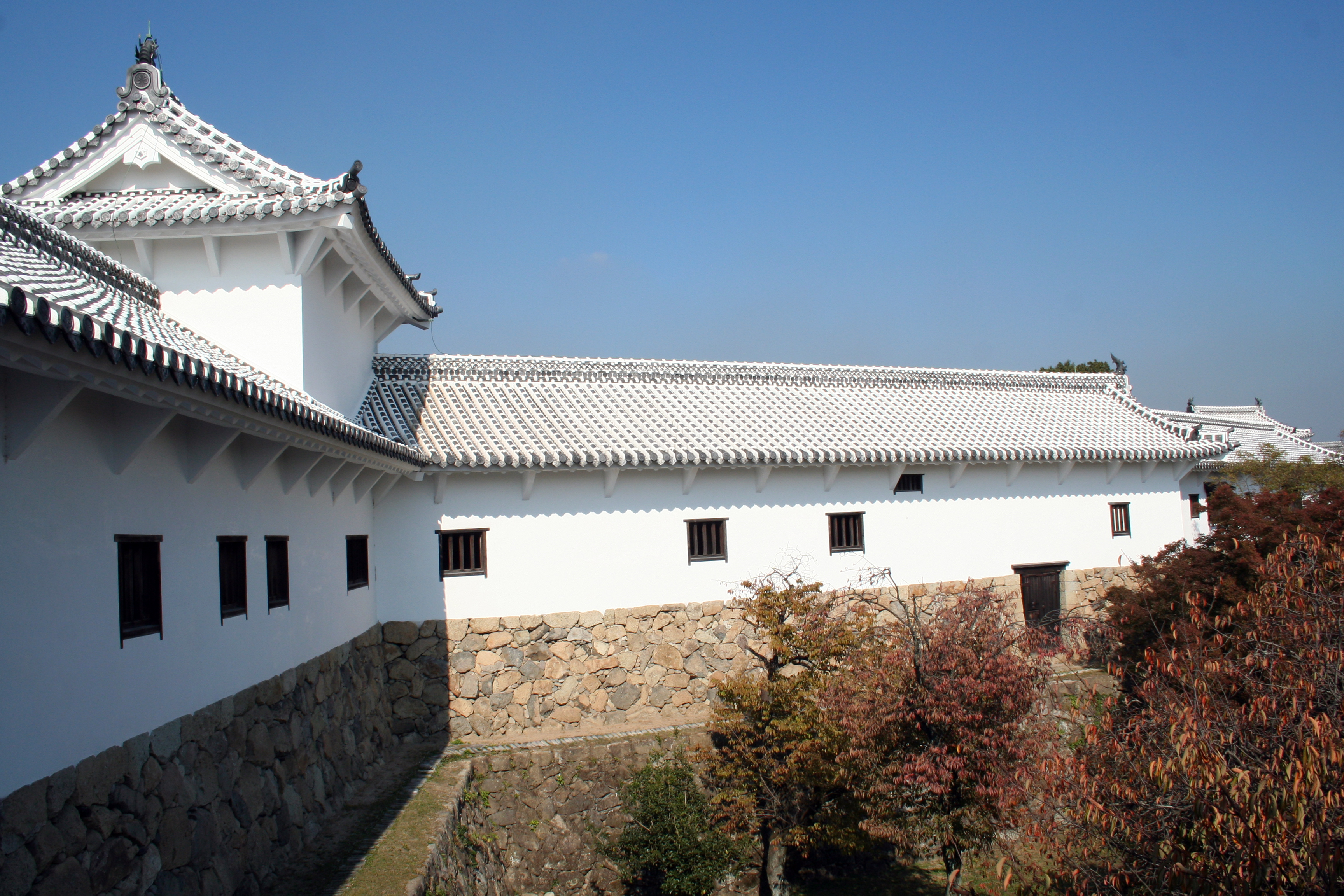
ルの櫓とヨの渡櫓
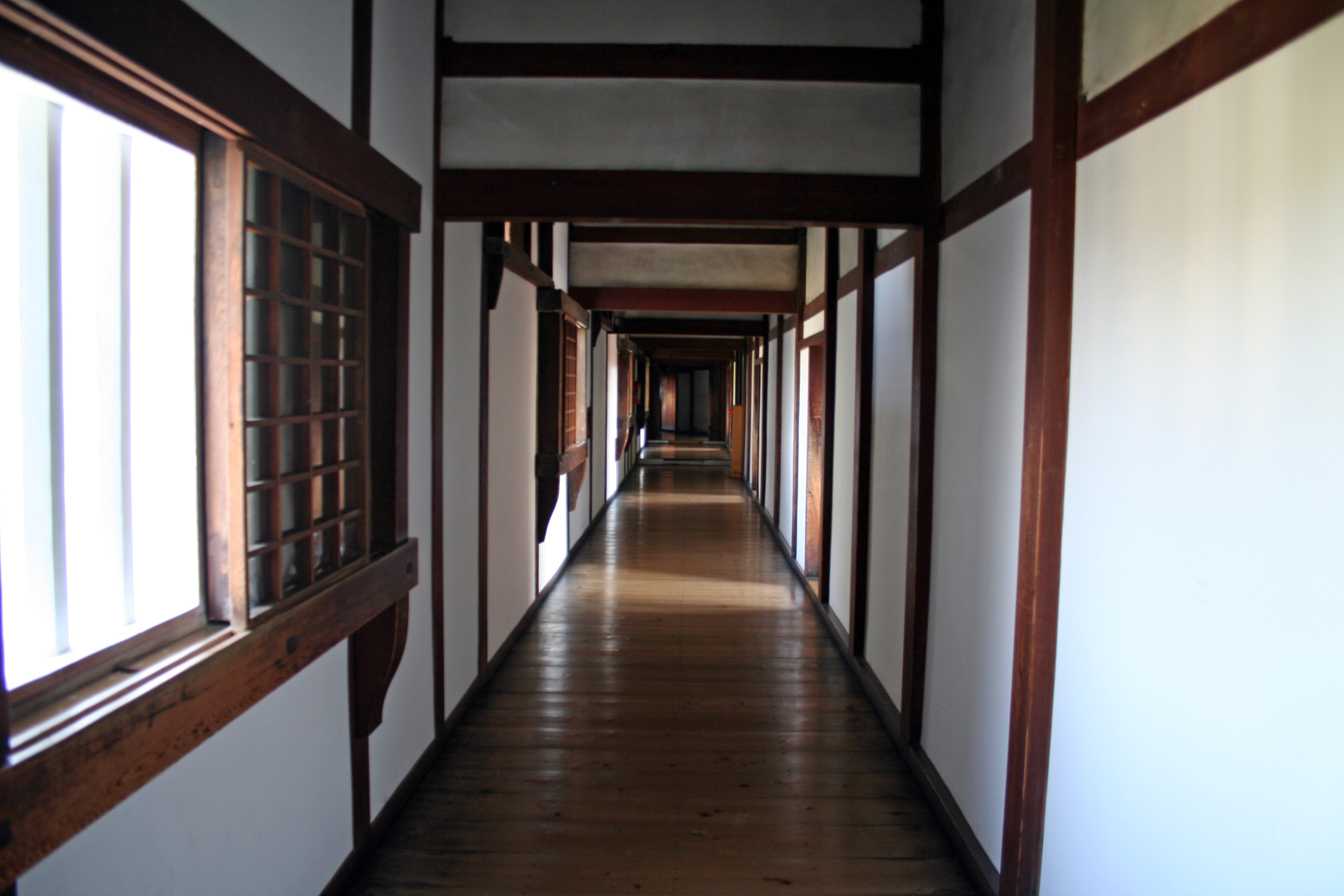
ヨの渡櫓の通路
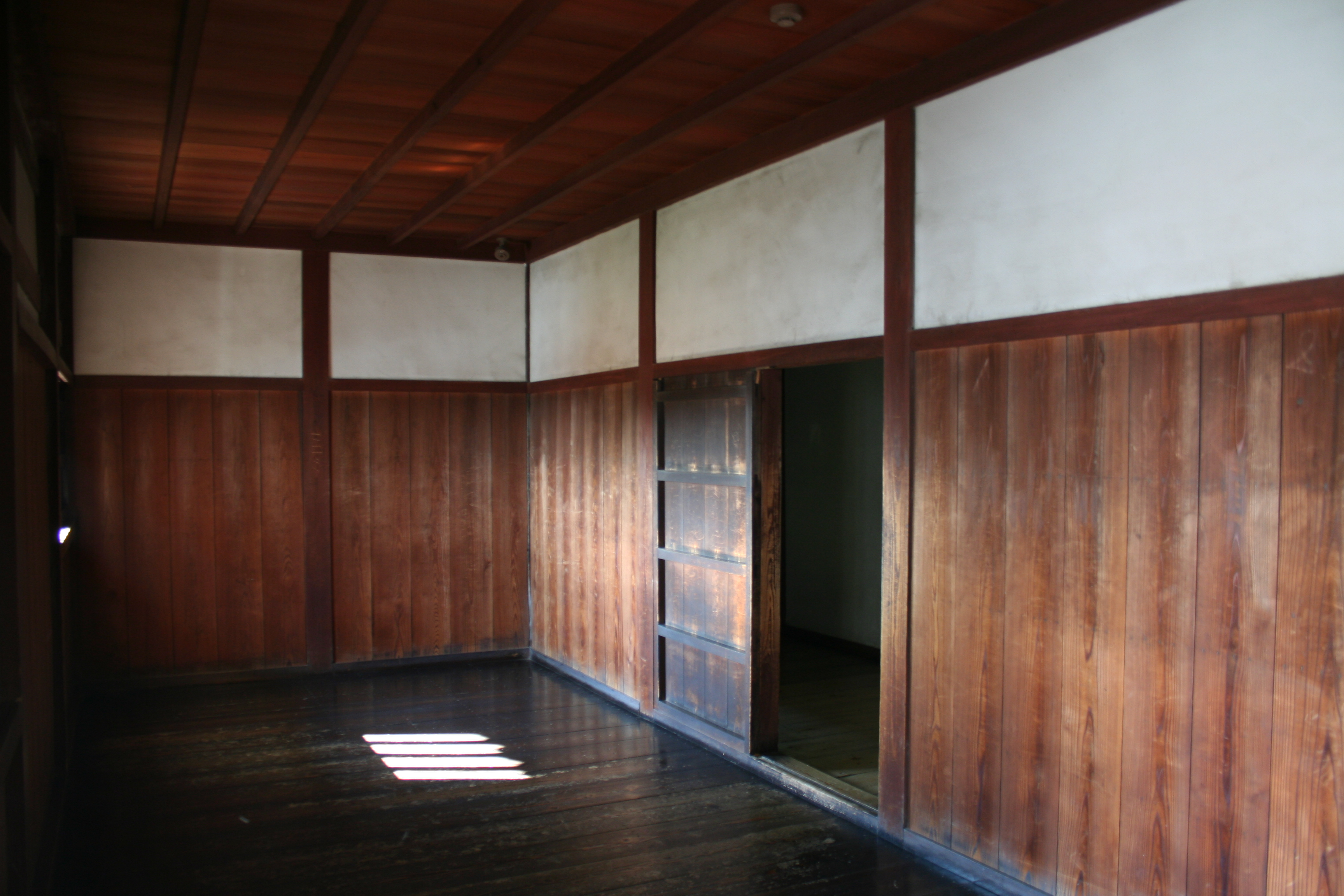
カの渡櫓の侍女部屋
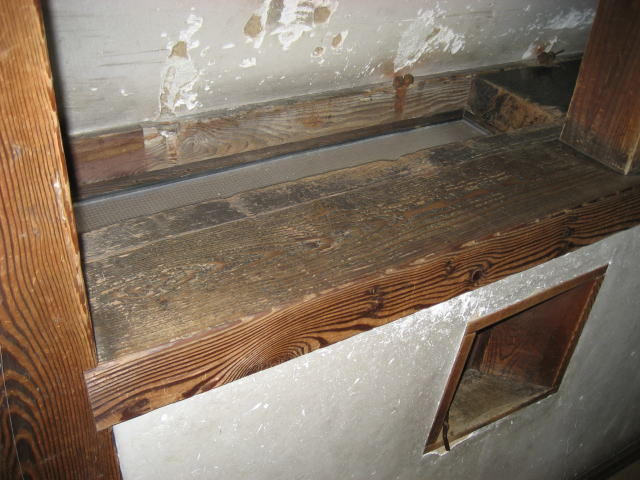
西の丸櫓内の石落としと狭間
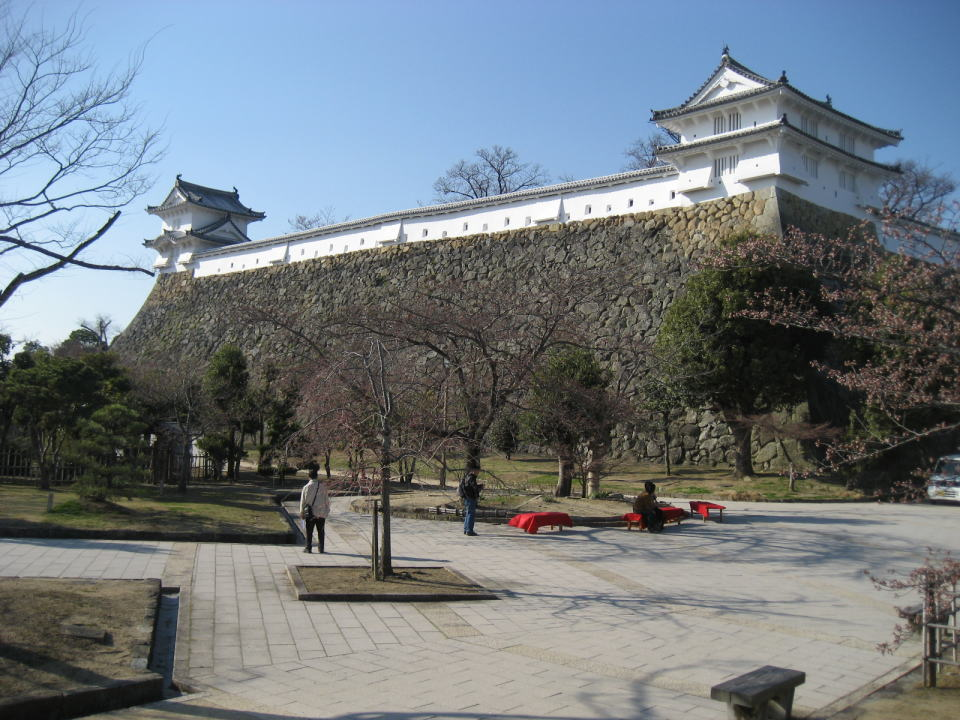
本城跡から見た西の丸にあるワの櫓・カの櫓・土塀。
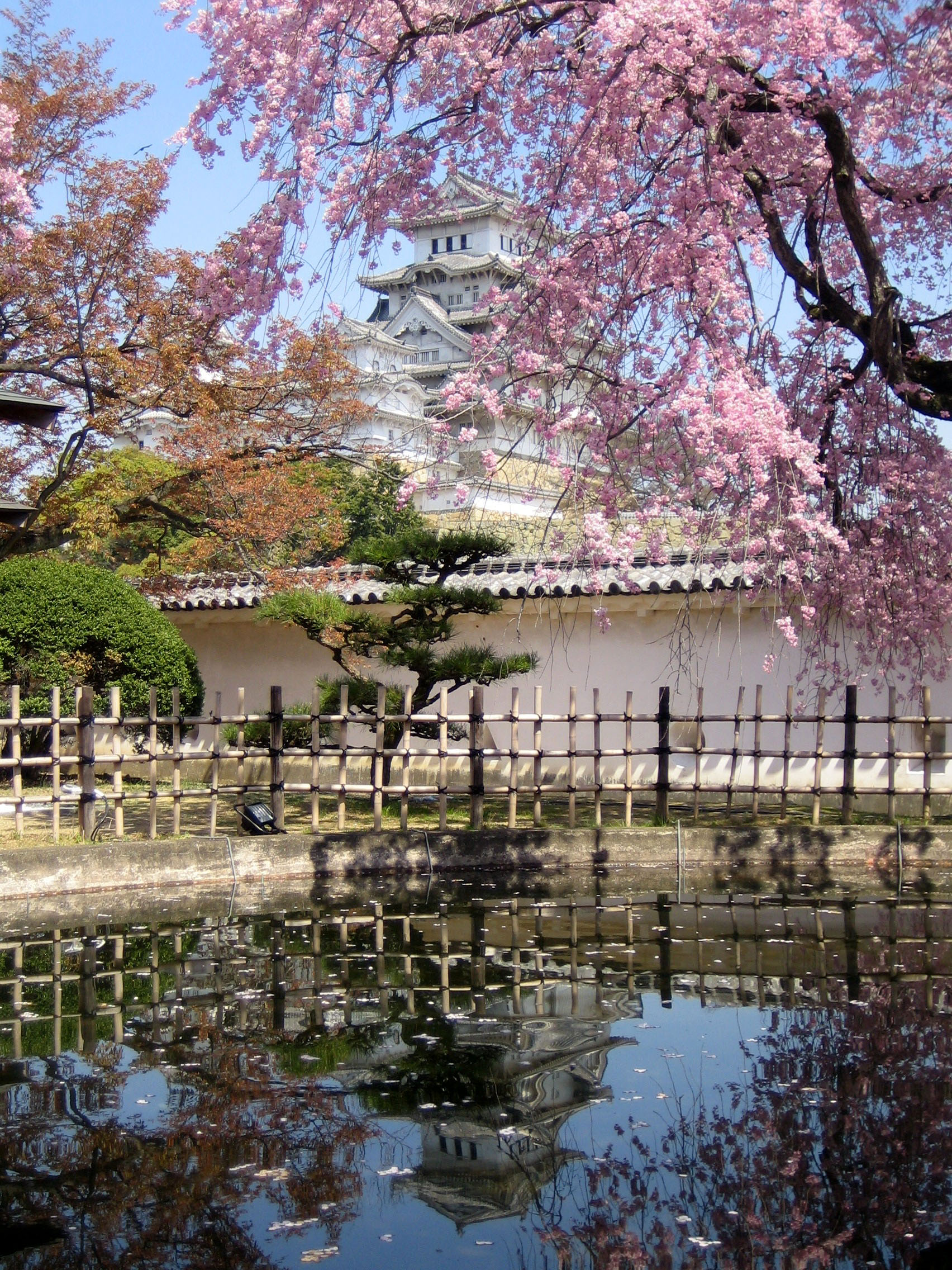
西の丸から望む天守

#### 勢隠曲輪
天守東部の搦め手から北部一帯の広い曲輪で喜斎門・八頭門・北勢隠門・南勢隠門で仕切られていたが、いずれの門も建築物は無く石垣が残っている。内堀に面する北側は屏風折れに石垣が組まれ死角を少なくしている。「ゐの櫓」・内船場蔵・下三方蔵があった。酒井忠実の時代にはこの曲輪内で南部藩の南部馬を飼育していた。東端区域は姫路神社になっている。大正時代に一般公開されてから終戦までは搦め手の登城口から入城していた。勢隠曲輪と三の丸は本来は繋がっていなかったが、1933年（昭和8年）、三の丸東部の内船場蔵と喜斎門南の下三方蔵を繋ぐ通路が整備され、1957年（昭和32年）に拡幅した。2017年（平成29年）の石垣修復による調査で竪堀の跡や新たな刻印の発見などがあった。

### 中曲輪

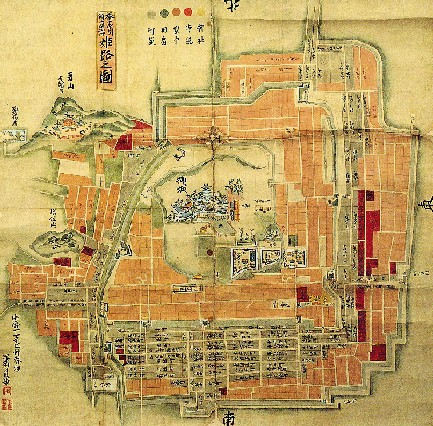
姫路古地図

中曲輪は武家地で、城主が居住する東屋敷・西屋敷（樹木屋敷）、家老などの上級武士の侍屋敷などが建ち並んでいた。内曲輪の正面（南側）やそこに近いほど役職が高く広い屋敷を与えられた。南部は北側に横一列に桜町、その東に小桜町、これらの南に大名町（だいみょうまち）があった。東部から北部にかけては中級から下級武士の屋敷で、内曲輪の東に絵図裏、その東に案内社、岐阜町、勢隠の北に清水町、桜町の北西に市橋町などの町名があった。南部（桜町東端）には姫路藩校の好古堂、東部（岐阜町東端）には桐の馬場があった。
明治維新後から中曲輪の屋敷が撤去され、太平洋戦争終了まで帝国陸軍が置かれ軍の建物や広大な練兵場になっていた。桜門へ通じる大手筋があった城南部は城南練兵場に、城北部は姫山練兵場になり、城南西部は歩兵第39連隊が、城東部は第10師団司令部や衛戍病院（陸軍病院）が建設されていた。終戦後は城の北東部に市役所（現在の市立美術館）、裁判所、検察庁、労働基準局、保健所などの官公庁があった。酒井氏時代の筆頭家老・高須隼人の屋敷があった場所は平成になって『姫路侍屋敷図』を元に大手筋の復元や飲食店や土産物販売をする家老屋敷館（い・ろ・は・にの屋敷）が建てられた家老屋敷跡公園に整備された。家老屋敷館のシャッター（36箇所・全長134m）には『行軍横図 鉄砲洲警衛絵巻』（姫路市所蔵）が描かれている。

#### 中曲輪の門
内曲輪の南勢隠門から堀が続く中曲輪には11の門があり、中曲輪西部の市ノ橋門から反時計回りに車門・埋門・鵰門（くまたかもん）・中ノ門・総社門・鳥居先門・内京口門・久長門・野里門・清水門となっている。いずれも門や櫓などの建物はなく石垣や土塁が残っている。
二次榊原時代における中曲輪の門の通行規定は以下のようになっていた。内曲輪の門の規定についてもここで述べる。

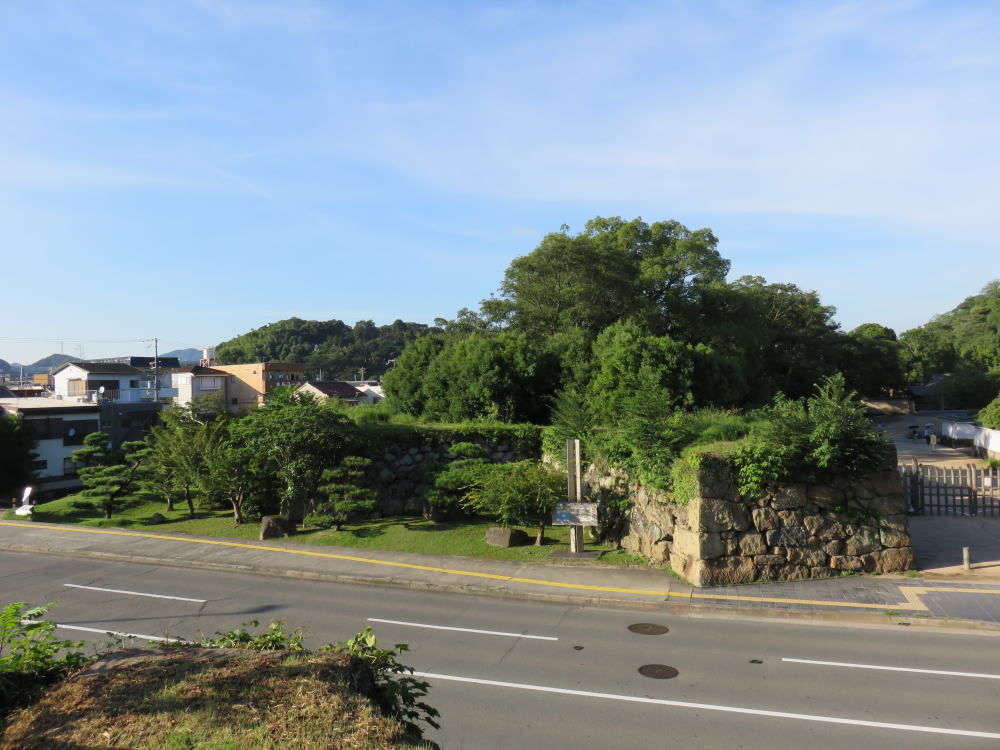
市ノ橋門跡
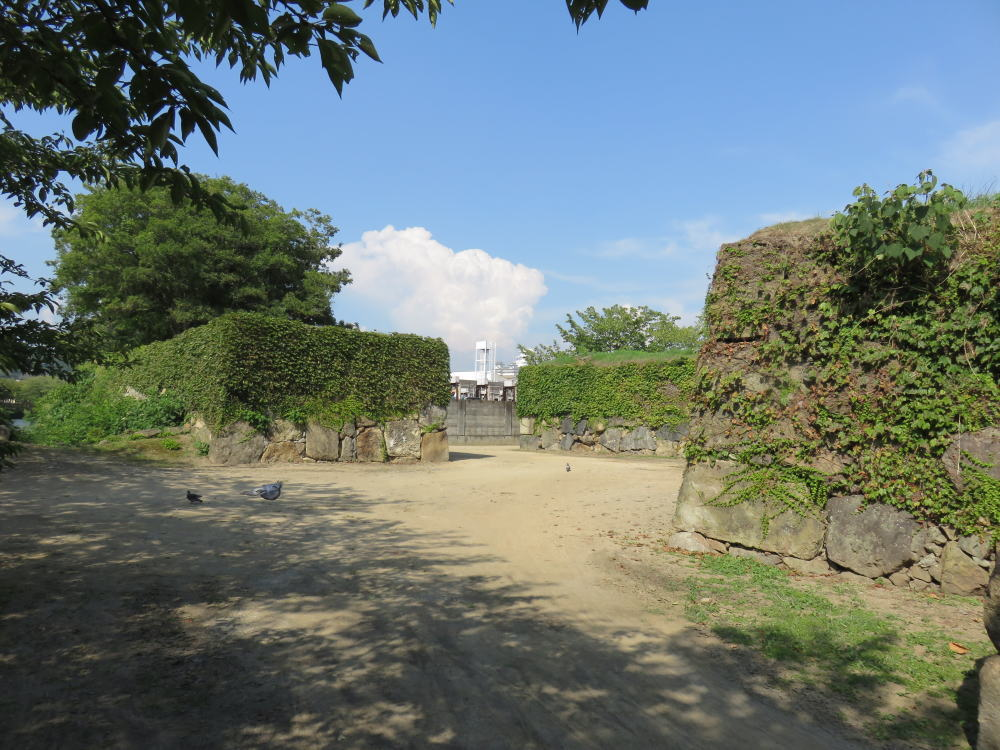
車門跡
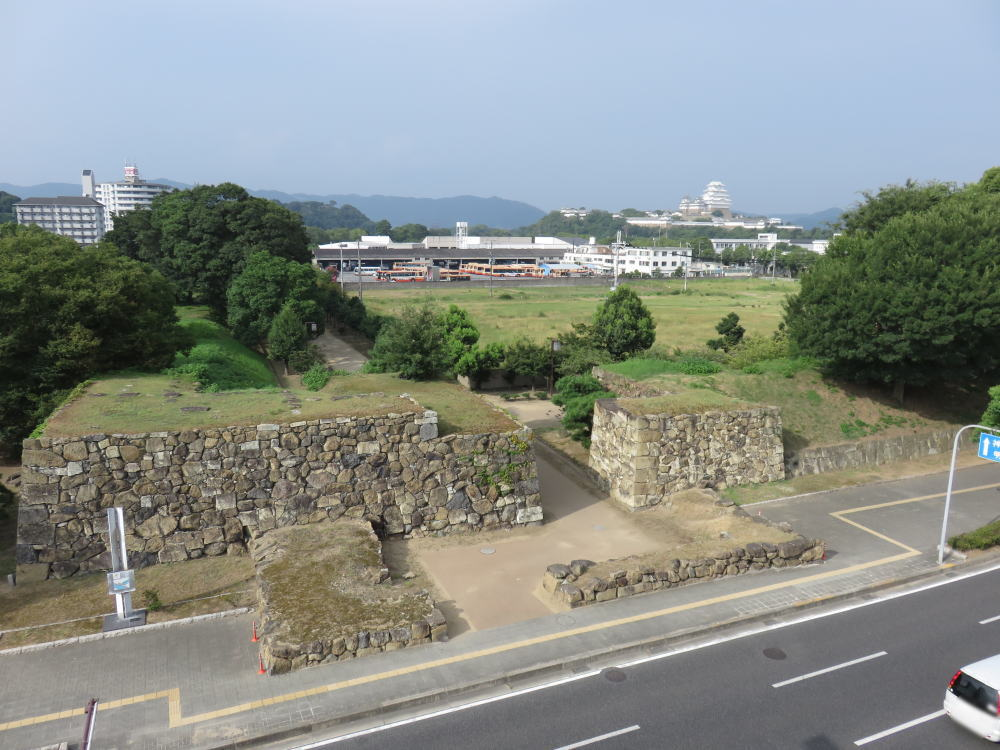
埋門跡
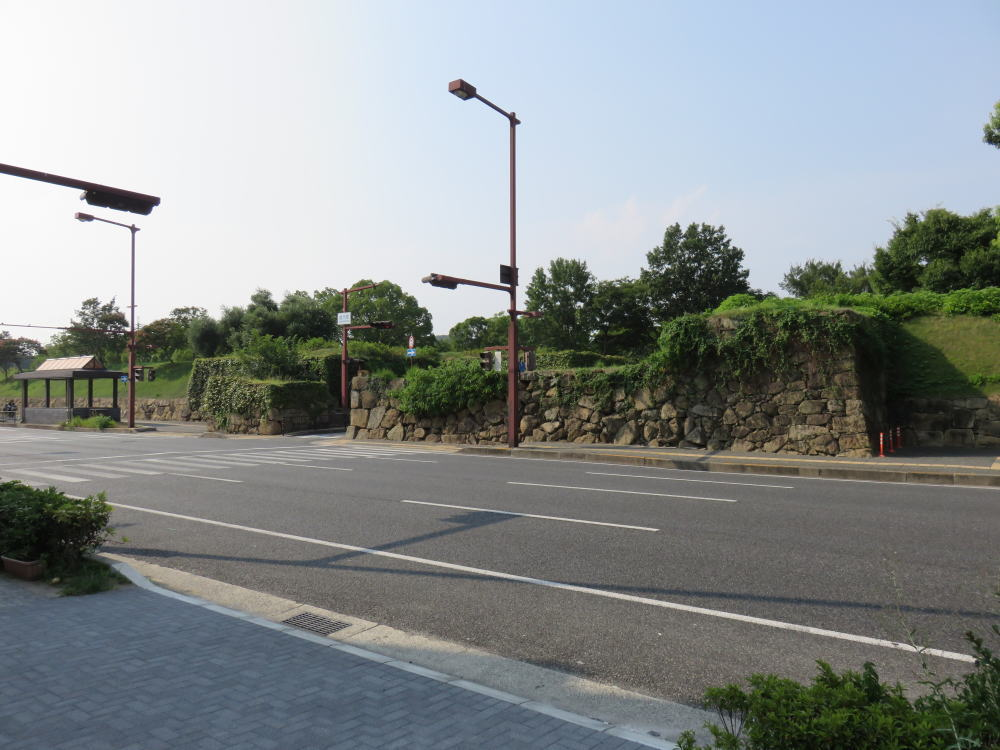
鵰門跡
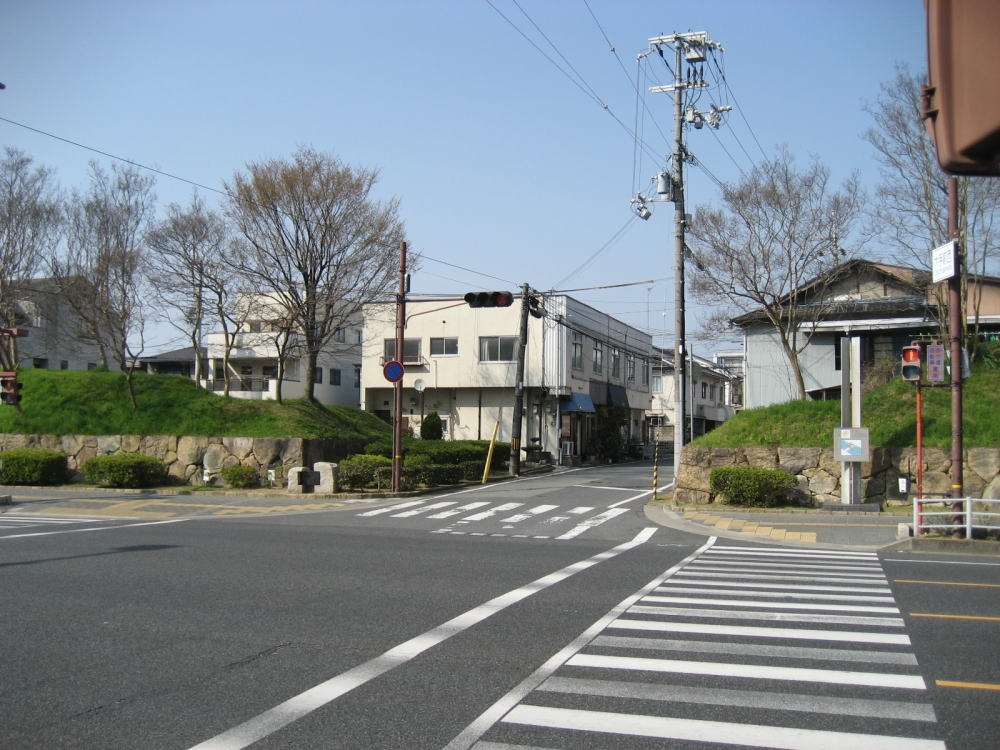
開門は卯の刻（明け六つ（午前6時頃））、閉門は酉の刻（暮れ六つ（午後6時頃））。閉門後はくぐりを内曲輪の門は戌の刻（午後8時頃）まで、中曲輪の門は亥の刻（午後10時頃）まで開ける。ただし城主不在時はくぐりのみ開閉する。
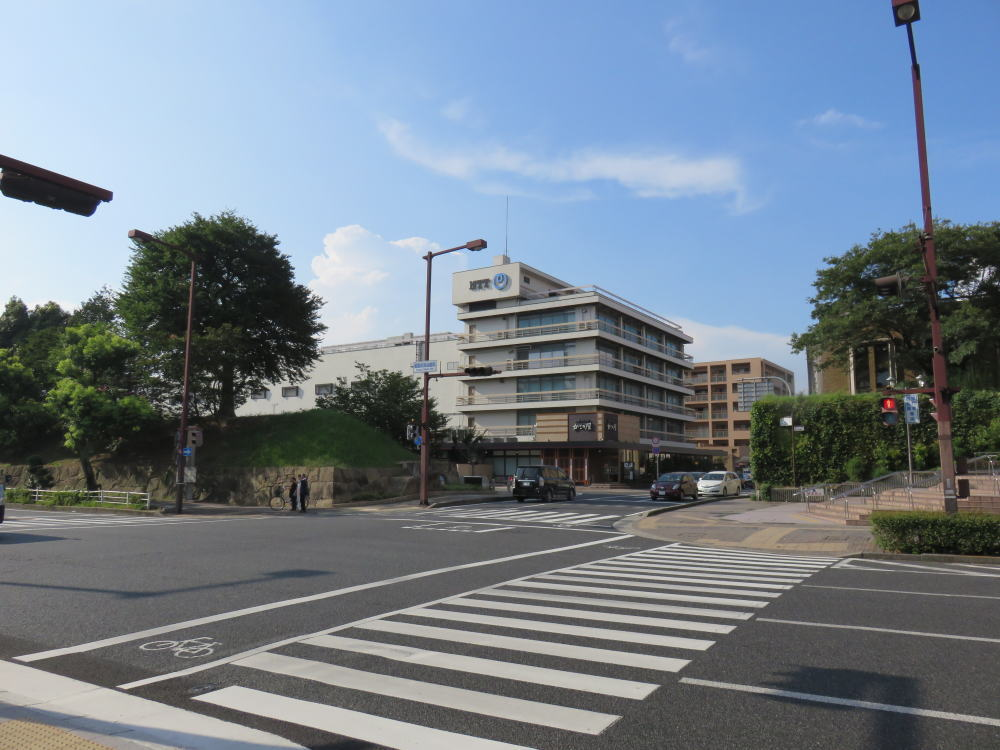
中曲輪の門より内へは諸勧進の者は入れない。諸商売の者は中曲輪までで、内曲輪へは役人の断りがある御用の商人に限り絵図門より入れる。
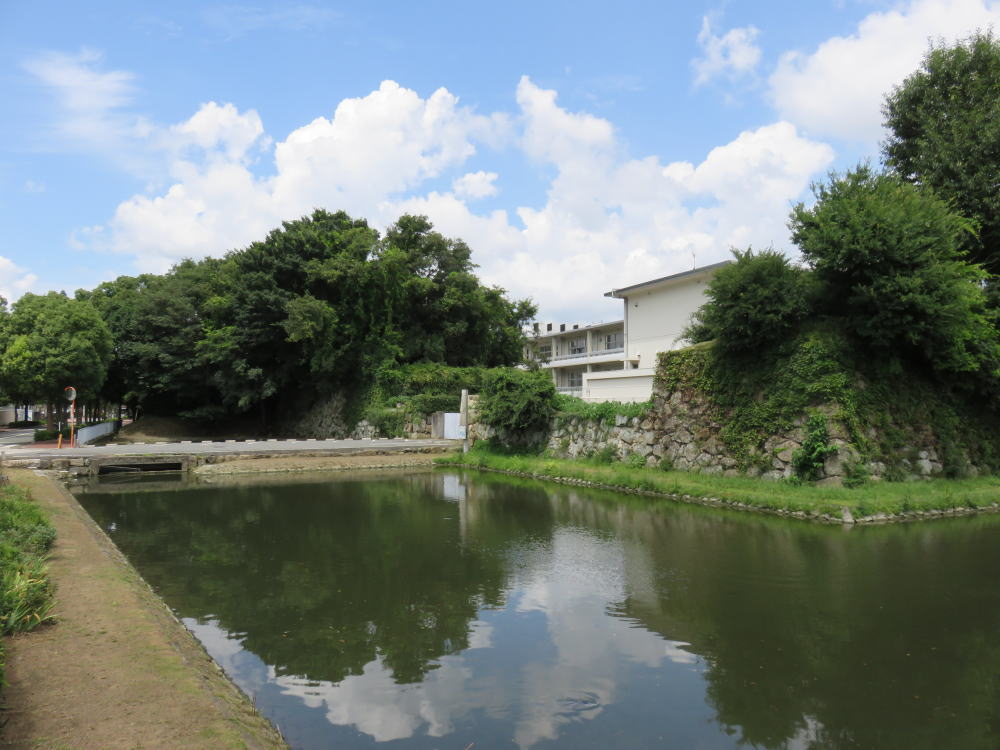
他所からの使者や飛脚は留守居役の指図を受けて処理する。中曲輪内へは屋敷主に連絡の上断りがあり次第通す。その出入りは車門・中ノ門・内京口門・野里門に限定する。
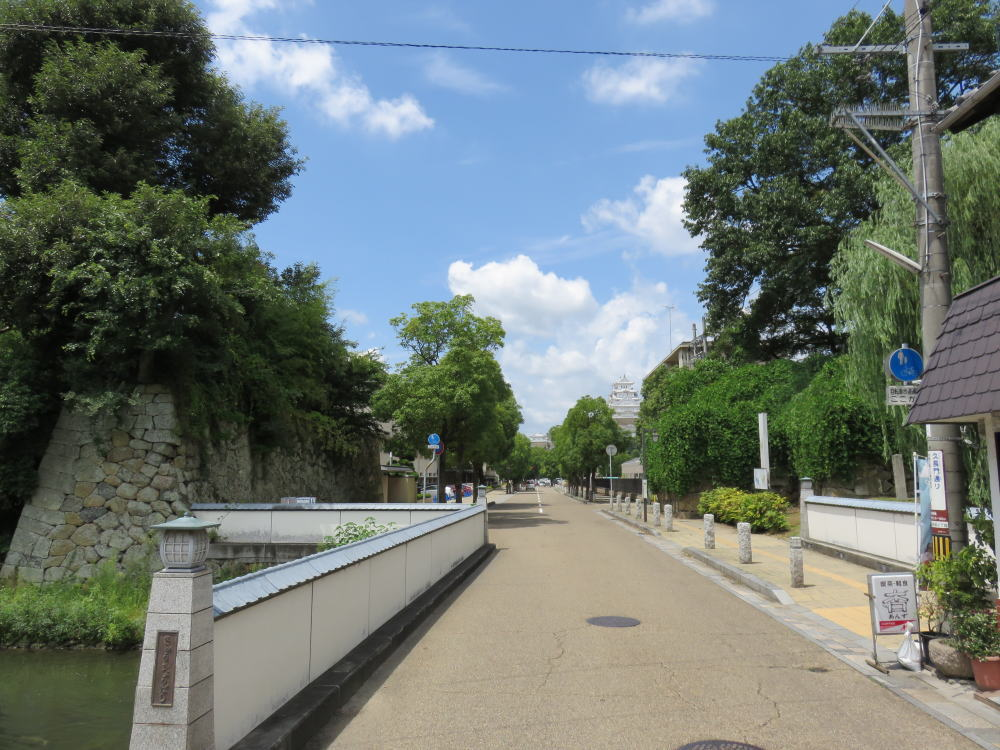
久長門跡
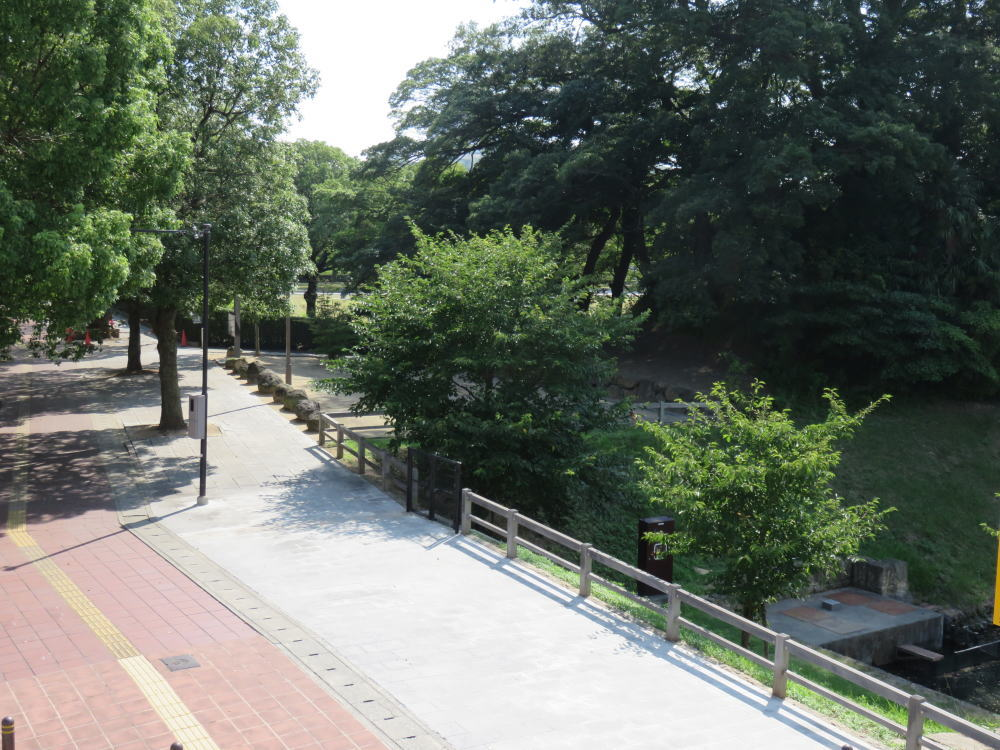
野里門跡
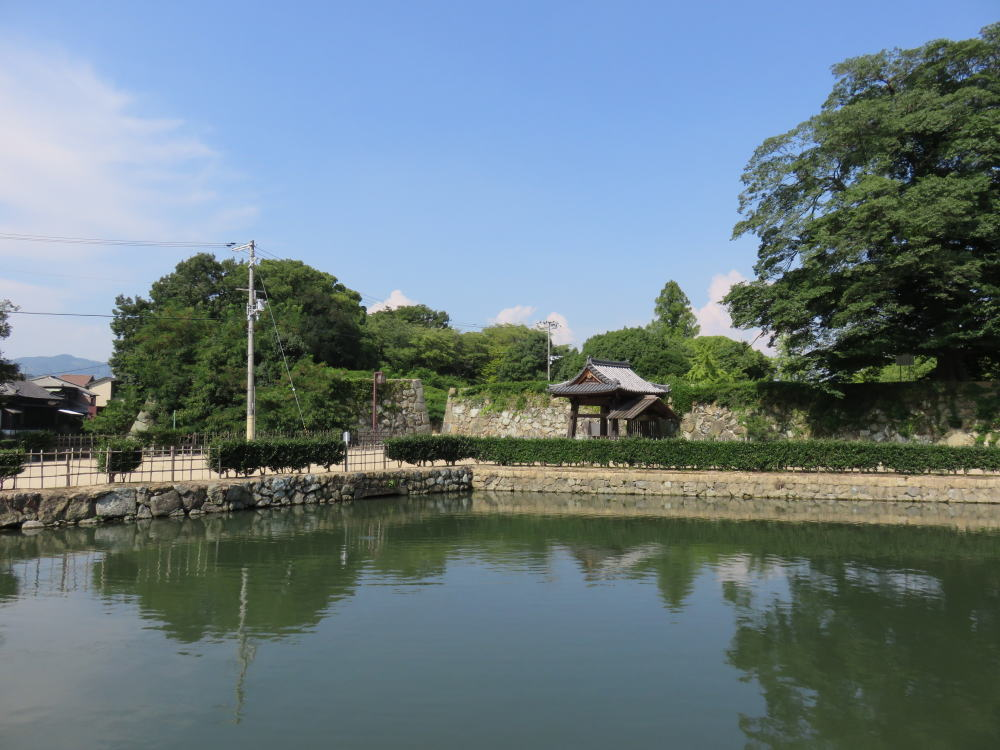
清水門跡

- 他所からのお城見物の者が中曲輪に入ることは認めない。
- 女性は昼間も侍屋敷の主人の手形を持つ者のみ通す。
- 門内から不審者や手負いのものが駆け出そうとした時は制止し直ちに注進する。
- 火事の時は当番・非番を問わず駆けつけて門の警備に当たり、また火消しの町人足は遅滞なく最寄りの門から入れる。

市ノ橋門
中曲輪の西側で、外堀に最も接近した門であり、外堀の外へ通じている。門のすぐ西にある市ノ橋に由来する。
車門
中曲輪の西側、船場川沿いにあった門で、北に車（荷車）が通行する車道門があったことに由来する。普段は車道門を使わず南側の枡形門を使っていた。第一門は西向き、第二門は南向きでいずれも脇門付高麗門、内門は南向きで脇門付櫓門の3つの門で二重枡形を構成していた。第一門の横には番所が置かれていた。木橋が架けられており、外側の船場川とは水門で繋がっており船溜まりがあった。枡形は2つの門で構成される事が多いが、車門の枡形は西国方面への攻守両面に備えて3つの門で構成した厳重な二重枡形になっている。石垣は池田輝政の築城時に築かれたものと推定されている。
埋門（うずみもん）
中曲輪の南西隅櫓の傍ら、船場川沿いにあった門。城から見て裏鬼門の方角（南西）に当たることに由来する。内門（脇門付櫓門）と外門（脇門付高麗門）はともに南向きで中堀には土橋を架けていた。
鵰門（くまたかもん）
中堀南部の西側、本町と坂元町との境にあった門で、城主交代の際、ここで鷹を手渡す儀式が行われたことに由来する。内門（脇門付櫓門）と外門（脇門付高麗門）はともに南向きで中堀には土橋を架け、外門を入った所には番所があった。門外に鷹の世話をした人の町・鷹匠町（たかじょうまち）の地名が残っている。
中ノ門
中堀南部中央にあった門。外曲輪の飾磨門から内曲輪の桜門へ通じる大手筋にあった。終戦後に大手前通りが整備されるまでは大手筋は、江戸時代から明治末期は中ノ門筋（現在の大手前通りの西側）、明治末期から昭和30年代はみゆき通り（現在の大手前通りの東側）であった。中曲輪の正面五門の中央であることに由来する。
総社門
中堀南部（中ノ門の東）にあった門。播磨国総社の西門に通じていることに由来する。
鳥居先門
総社門の東にあった門。播磨国総社の南鳥居の前にあったことに由来する。祭事以外では開けることがなかったので、不開門（あかずのもん）とも言われた。石垣など遺構は残っていない。
内京口門
中堀東南にあった門。外曲輪の外京口門とともに京都方面に通じることに由来する。戦後は賢明女子学院の裏門になっている。
久長門（きゅうちょうもん）
中堀東側にあった門。久長町（現:五軒邸西部）にあることに由来する。内門（脇門付櫓門）と外門（脇門付高麗門）はともに東向きで中堀に土橋が架けられ、外門の内側に番所があった。石垣の一部は残っている。
野里門
中堀北東にあった門。野里への出入口にあることに由来する。内門（脇門付櫓門）は北向き、外門（脇門付高麗門）は東向きで中堀に土橋を架け横矢を仕掛けるため堀を鍵型に屈曲させていた。土塁は残っているが石垣は残っていない。
清水門
北面の北勢隠にあった門。「鷺の清水」と呼ばれる井戸があることに由来する。中堀と外堀の合流地点。枡形内にある鷺の清水跡は、播磨十水の一つに数えられ、『播磨鑑』には京都の名水「柳の水」と飲み比べられたという記述の他、歴代城主が茶の湯などにも利用した井戸の跡であり、平成になって『人口幾蔵姫路城図』（1823年（文政6年））などを参考に上屋形が復元された。
- 市ノ橋門跡
- 車門跡
- 埋門跡
- 鵰門跡
- 中ノ門跡
- 総社門跡
- 内京口門跡
- 久長門跡
- 野里門跡
- 清水門跡

### 外曲輪
外曲輪には下級武士や町人の居住区・寺院などが置かれた。広峰山を山あて（目印）にした立町筋（竪町筋）を中心に、78町に町割りした城下町（姫路町）が形成された。城内の町ということから「内町（うちまち）」とも呼ばれる。
西国街道は外京口門より外曲輪・内町に入り、国府寺町・壱丁町・大黒町と来て南へ下り、坂田町・平野町と来て西へ向かい、元塩町・古二階町・東二階町・中二階町・西二階町そして旅籠町である福中町を経て福中門より外曲輪外へ至る。坂田町から北へ五軒邸にかけては多数の寺院が南北に並び、非常時の防衛線として想定されていたと考えられている。西二階町の北には中ノ門前に本町があり、町人頭の国府寺家による本陣や高札場である札の辻が置かれて内町の中心となっていた（本町のうち68番地については後述）。脇本陣は西二階町の那波屋などがあたった。東二階町の北にある綿町には家老の河合道臣が藩の財政を立て直すために作った木綿会所・切手会所などがあった。他に内町には塩町・魚町・呉服町・紺屋町・白銀町・金屋町・米屋町などといった商店の品目が元となった町名が現存する。北東部は野里村から外曲輪内へ組み入れられた地域である。そのうち五郎右衛門邸という町名は野里村の鋳物師の棟梁・芥田五郎右衛門にちなむ。
姫路空襲とそれに伴う戦災復興都市計画による大幅な区画整理が行われたことで、茶町・新身町（新しい刀を売るの意）・伽屋町（研ぎ屋の意）・光源寺前（光源寺は戦災と大手前通り建設で十二所前町へ移転）・大蔵前町・東魚町などの町名が失われている。大国町・壱丁町は統合されて大黒壱丁町、中二階町は大手前通り建設で多くが消滅して東二階町と統合されて二階町となっている。外堀も南東部は土地区画整理事業によって播但線に沿った曲線形に改められて三左衛門堀と一体化した外堀川となり、姫路駅周辺では完全に埋め立てられ失われている。
2012年9月28日、市内平野町での住宅建設工事における調査で17世紀初め頃の外曲輪の武家屋敷跡が発見されたと姫路市埋蔵文化財センターが発表した。池田時代の外曲輪の遺構が見つかるのは初めて。江戸時代後期の絵図では川合又四郎の屋敷にあたり井戸・溝跡などの遺構の他、「安永九年」（1780年）と書かれた茶碗など17世紀から幕末にかけての土器・陶磁器なども発見された。令和2年11月、姫路市元塩町の道路整備に伴う発掘調査で、中堀の石垣の一部や外曲輪の住居跡、食器等の生活用品出土を確認した。

#### 外曲輪の門
中曲輪の清水門から続く外曲輪には5つの門があり、外曲輪南西部の備前門から反時計回りに飾磨津門・北条門・外京口門・竹ノ門となっている。いずれも門や櫓などの建物はなく石垣や土塁も破壊または地中に埋められている。
備前門（または備前口門・福中門）
外堀南西にあった門。備前は西の備前国へ通じることに、福中は附近の地名に由来する。中堀・外堀に面していた。2014年（平成26年）9月17日、県道整備に伴う調査で市内博労町付近の外堀に掛かっていた備前門橋の礎石と外堀の両岸にあった石垣を発掘したと兵庫県立考古博物館と姫路市教育委員会が発表した。外堀に掛かっていた橋は5つあったが遺構が発見されたのは初めてで絵図や屏風絵などの資料と一致する。橋の礎石は長さ1.2mから1.4mの直方体の石が4本、欄干の礎石は45cm四方で15cmの穴が開いていることから角材と推測される。調査に立ち会った広島大学大学院教授の三浦正幸によると「江戸時代に備前門にかかっていた木橋の一部に間違いない。橋は幅約3間（5.4m）以上あり、西国街道が通る立派な木橋だったと推定できる。当時の木橋は幅1間（約1.8m）。メーンストリートである西国街道から西日本最大級の城下町への入り口として、極めて大きな橋が架けられたことが実証できた。」とのこと。また城から南東の神屋町で見つかった外堀（堀幅は約17m）の石垣は逆L字に石垣が屈曲する部分で、城内側は南北約5m、東西約1.8mが出土した。石垣は幅60cmから90cmセンチ、厚さ20cmから40cmの凝灰岩を2m以上積み上げていた。対岸の石垣は南北約5.5m、高さ約0.7mが残っていた。形状や加工方法から築城当初の物と判断でき、江戸時代の水害で補修した跡も見つかった。現地説明会も行われた。平成29年9月、備前門の石垣跡が発掘された。私有地であるため調査後は埋め戻された。
飾磨津門（または飾磨門・飾万門）
外堀南部にあった門。中ノ門筋から南の飾磨津（姫路港）へ通じる事に由来する。東西60m南北80mの門があった。山陽姫路駅建設時に埋め立てられた。同駅北のボンマルシェ姫路店（南町）角に説明板が立つ。
北条門
外堀南東部にあった門。城南東部の北条地域へ通じることに由来する。兵庫信用金庫本店前交差点付近にあった。2013年（平成25年）11月、発掘調査により城下南東部にあった北条口門付近で下級武士の建物跡とみられる掘立柱建物の跡や柱穴列などが発掘された。2014年（平成26年）11月26日には、江戸時代の姫路城城下町跡（市内北条口）で武士の居住区と町人の居住区を分けた溝が初めて見つかった。中世の溝を踏襲した形で溝の北側が町人、南側が武士の居住区となっていた絵図と合致する。
外京口門
外堀東部にあった門。中曲輪の内京口門とともに京都方面に通じることに由来する。姫路市立東光中学校の体育館床下に石垣が保存されている。この門が面していた外堀東部の東半分が明治時代に埋め立てられ、生野銀山と飾磨港を結ぶ生野鉱山寮馬車道（銀の馬車道）が整備された。
竹ノ門
外堀北東部にあった門。城の北東、鬼門に当たるため「他家→竹」としたことに由来する。北西に進み野里堀留町で堀の終点となる。
2012年11月15日、市内白銀町（当時の町屋と浄恩寺があった場所に相当）での発掘調査で礎石・石組・井戸・土坑・かまどなどの跡が発見されたと姫路市埋蔵文化財センターが発表した。

### 外縁
外曲輪（一部中曲輪）の門から東西南北に延びる街道沿いにも市街地が広がり、町人地や足軽等の下級藩士の住居、家老の下屋敷が置かれていた。内町の町屋は姫路空襲でことごとく失われてしまったが、これらの街道沿いには今なお町屋が残っている。

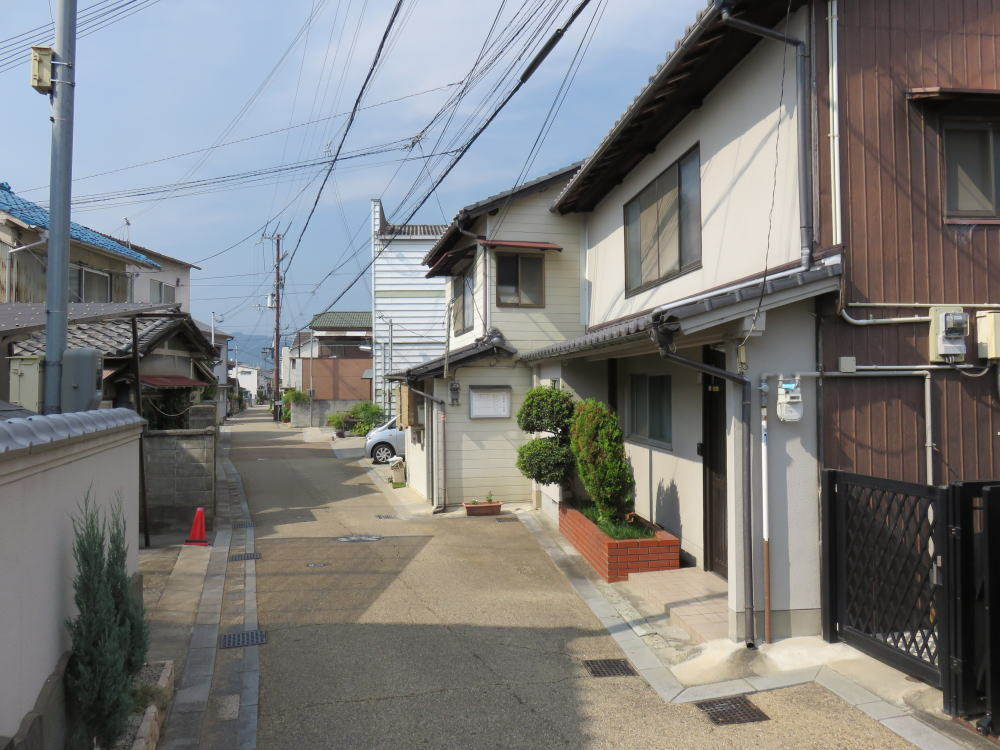
野里の「ノコギリ横丁」。

北：野里
野里門北には武家地の坊主町がある。その北側にある野里（野里町・姫路野里商店街）は築城以前からある町で、但馬道と通じており流通や交通で栄えた。野里や船場の建物は三叉路や街路に対し斜めに配置されたノコギリ横丁と呼ばれている。城下に攻め込まれた場合にも斜めに配置することで死角に身を隠すことが出来た。芥田家（野里寺町）や魚橋家（威徳寺町）、上月家（坊主町）の住宅が国登録有形文化財となっている。
西：船場
備前門より西へ出た西国街道は船場本徳寺の先を船場川に沿って車門先まで北上し、西へ進んで龍野町を通っている。龍野町は羽柴秀吉が英賀城下より移住させた人々が暮らした町と伝わり、初井家住宅（歌人・初井しづ枝の婚家）などの町屋が残る。
東：神谷
外京口門より東へ出た西国街道は城外の旅籠町であった神谷（かみや、1912年（大正元年）姫路市編入以後は神屋町ほか）を通り、三代目桂米朝ゆかりの九所御霊天神社附近や清少納言が『枕草子』に記した「飾磨の市」の名残である市之郷を通って市川を越えている。江戸時代には市川には常設の橋は架けられていなかった。また姫路藩の刑場は市川の渡しの附近に置かれていた。
南：飾磨津口
飾磨津門から南へは飾磨街道が飾磨津（姫路港）まで延びており、江戸時代には沿道地域は町場化していた。門外の西側に侍屋敷が置かれ、忍町（しのぶまち）と呼ばれて忍びの者が置かれていた。飾磨津には姫路藩の水軍や海事を担当する御船手組（おふなてぐみ）や、忍町以南の飾磨街道沿道20か町を支配する町会所が置かれていた。明治時代には飾磨街道は生野鉱山寮馬車道（別名・銀の馬車道）の一部を成している。

## 修理の歴史

### 江戸時代の修理
大天守の大規模な補強修理は、1656年（明暦2年）に東・西大柱の腐った根元を取り除き栂材をはめ込み、更に帯鉄を巻き添え柱を建てる根継ぎ補強工事、1684年（貞享元年）と1700年（元禄13年）の梁などへの補強支柱の組み入れの他、1692年（元禄5年）、1743年（寛保3年）にも行われている。小規模な修理では、軸部の補強修理19回、屋根や軒廻りの修理17回が墨書などにより確認されている。酒井氏時代には「姫路城は広大で修繕する箇所が多い」、「壁の塗り直し以外にも基礎の手入れを怠らぬように」といった趣旨の記録が残っている。姫路城は江戸時代にもたびたび修理が行われた。当時の技術では天守の重量に礎石が耐えられず沈み込んでいくのを食い止めることは難しかった。加えて柱や梁などの変形も激しく、俗謡に『東に傾く姫路の城は、花のお江戸が恋しいか』などと歌われる有様であった。

### 明治の大修理

#### 第一期工事
工事は1910年（明治43年）7月10日から1911年（明治44年）7月15日に行われ、修理個所は、大天守・東小天守・西小天守・乾小天守・はの渡櫓・ろの渡櫓・いの渡櫓・にの渡櫓・台所・水の四門・水の五門・水の六門が対象となった。
1910年（明治43年）6月24日、第10師団経理部で工事入札が行われ、中村祐七（姫路）、松村雄吉（福知山）、中村勘次郎（神戸）、澁谷治三郎（京都）、大溝組（大坂）が参加、中村祐七が当時の額5万6900円で落札した。同年7月10日から工事が行われ、まず資材の搬入出をするために大天守の東側の喜斎門側から全長150m、幅4mの桟橋が架けられた。桟橋にはモーターで巻き上げるワイヤーロープが設置されトロッコで資材を運び、天守の周りには1万本の木材を組んで足場が組まれた。筋交いを2層目に3本、3層目に6本、4層から7層目には8本入れ、支柱を2層と3層目の東南部分に各14本入れた。破損や腐食のある梁・桁・隅木・棟木・根太・床板・破風は取り換えられた。瓦は全て取り外され半数は洗浄の後に再利用された。葺き替えの際には屋根漆喰は5回の重ね塗りが行われた。
木材は大天守の各階の壁面に筋交い柱として組み入れボルトで締められた。同時に大天守の屋根修理と壁漆喰の塗り直しも施された。しかし、明治の大修理では天守の傾きを根本的に修正するには費用が足りず、傾きが進行するのを食い止めるに留まった。

#### 第二期工事

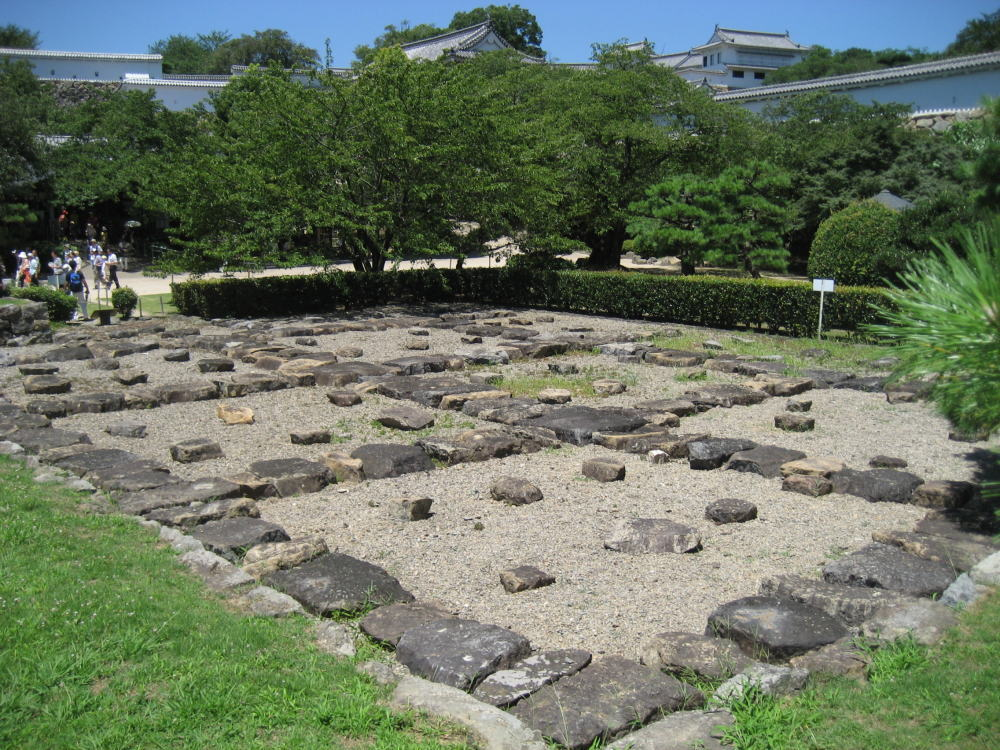
三の丸に移設展示されている築城当時の礎石

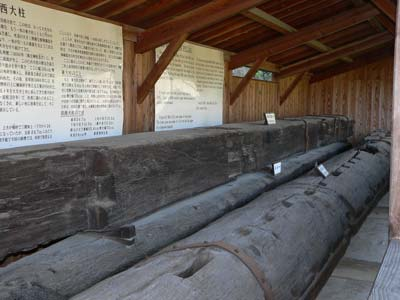
保存展示されている旧・西心柱（西大柱）

修理個所は、井郭櫓・折曲櫓・帯郭櫓・帯渡櫓・菱の門・喜斎門・各門（に・ほ・へ・と・ち・り・ぬ）・各櫓と渡櫓（い・ろ・は・に・ほ・ち・り・を）・土塀各所が対象となった他、場内の通路整備などが行われた。
1910年（明治43年）10月25日、第一期工事と同じ場所と参加人で工事入札が行われ、松村雄吉が2万9015円で落札した。同年11月5日から第一期工事の資材を再利用して工事が始まった。

### 昭和の大修理
昭和の大修理は、1934年（昭和9年）6月20日、西の丸の「タの渡櫓」から「ヲの櫓」が豪雨のため石垣もろとも崩壊したことに端を発する。1935年（昭和10年）2月から修復工事が始まったが同年8月の雨で「ルの櫓」の石垣が崩落する。これを受けて修理計画を見直し西の丸全域の修理を国直轄事業で進め、全ての建物を一度解体してから部材を修復し再度組み立て直すという方法が採られることとなった。大工棟梁は和田通夫。建築物の修復の他、石垣の修復も行われたが、その際に作業員が死亡している。

#### 第一期工事
第一期工事は1935年（昭和10年）から1950年（昭和25年）3月まで行われることとなり、まず天守以外の建物のある西の丸及び北腰曲輪の櫓群や門・土塀などがその対象となった。1938年（昭和13年）に西の丸の解体修理が終わり北腰曲輪の修理に取り掛かるが1944年（昭和19年）、太平洋戦争での日本の戦局悪化により中断を余儀なくされた。

#### 第二期工事
姫路空襲による焼失の危機を免れると、1949年（昭和24年）、姫路市長らが「白鷺城修築期成同盟」を結成し市民の署名とともに『姫路城補修、保護施設費国庫補助請願』を政府に提出し、衆議院本会議において採択された。国からの1300万円（当初予算1千万円と災害費300万円）と、県と市を併せて300万円の合計1600万円（金額は全て当時の額）の予算が組まれ文部省直轄事業で行われた。1950年（昭和25年）に大修理が再開され、第二期修理計画は第一次と第二次に分かれて行われた。
第一次六カ年計画（昭和25年度 - 昭和30年度）
菱の門・帯の櫓・帯郭櫓などの櫓8棟のほか、門7棟、土塀13箇所、石垣3箇所が解体修理され、1956年（昭和31年）3月末までに天守以外の修理を完了した。第一次修理では当時の額で約1億円を要した。
第二次八カ年計画（昭和31年度 - 昭和39年度）
大天守・東小天守・西小天守・乾小天守とイ・ロ・ハ・ニの各渡櫓などの解体修理が行われた。一般で言われている昭和の大修理は、この第二次修理を指している。
1956年（昭和31年）より天守大修理に着手することとなる。特に天守においては、その全体に木材で足場を組み巨大な素屋根を掛けて解体・修復工事が行われた。姫路城より先に解体修理が行われた松本城で使われていた素屋根の丸太も再利用された。解体修理によって柱や桁などの構造物に書き込まれていた様々な墨書や文書、備前丸の御殿跡などの発見があり姫路城の研究に大きく役立てられた。基礎部分は工事前の調査で南東に44cm地盤沈下していると判明し、礎石のままでは天守の重量を支えきれないため礎石を撤去し、新たに十弁式定盤基礎という鉄筋コンクリート製の強固な基礎構造物が姫山の岩盤上に直接構築された。この時、羽柴秀吉が城主だった当時、築かれた天守の礎石や石垣が地下から発見された。
天守を解体した時、これを支えていた東西の「心柱」のうち、西の心柱が芯から腐敗し再利用不能であると判断された。ただちにこれに替わる巨木探しが始まった。兵庫県神崎郡市川町の笠形神社境内の檜が検討されたが、上部に曲がりがあり、また、根元にも腐敗の疑いがあり保留になった。1959年（昭和34年）になってようやく岐阜県恵那郡付知町（現中津川市）の山中に最適な檜が発見されたが、これは切り出す途中に折れてしまい、その近くで発見されたもう1本も、森林鉄道を用いて運搬する途中でそのあまりの長さゆえに折れてしまった。窮余の策として、折れた2本目の根本側と笠形神社の檜とを継ぎ合わせて使用されることとなった。実は修理以前の西心柱は元々二本継ぎで作られており、修理開始の段階ではその理由が判明していなかった。そのため大修理にあたって分割なしの1本の柱を立てることが計画されたのであるが、交換部材が前述のアクシデントで2本継ぎとされることが決まり実際に組み立て作業が行われる段階になって、これは構造上中央部で2分割しないと立ち上げ時に先に立てられた東心柱に干渉し、狭い作業空間内で正しく組み上げられないことが判明した。これらの檜は姫路市民総出で大手前通りを祝い引きされ、姫路城内へと運び込まれた。
天守の修理に当たっては、他に重量低減のため特に工夫を加えて焼成された軽量瓦や、耐震補強のための金具類が新たに使用されている。一方で石垣などそのままで差し支えないと判断されたものはほとんど手を加えられていない。天守の修理は1964年（昭和39年）竣工（完了）した。
天守の工事費は約5億3000万円であった。のべ25万人の人員と戦前修理分の費用を物価換算して戦後の費用と合計すれば、1964年当時の価格で約10億円に相当すると考えられている。

### 平成の修理

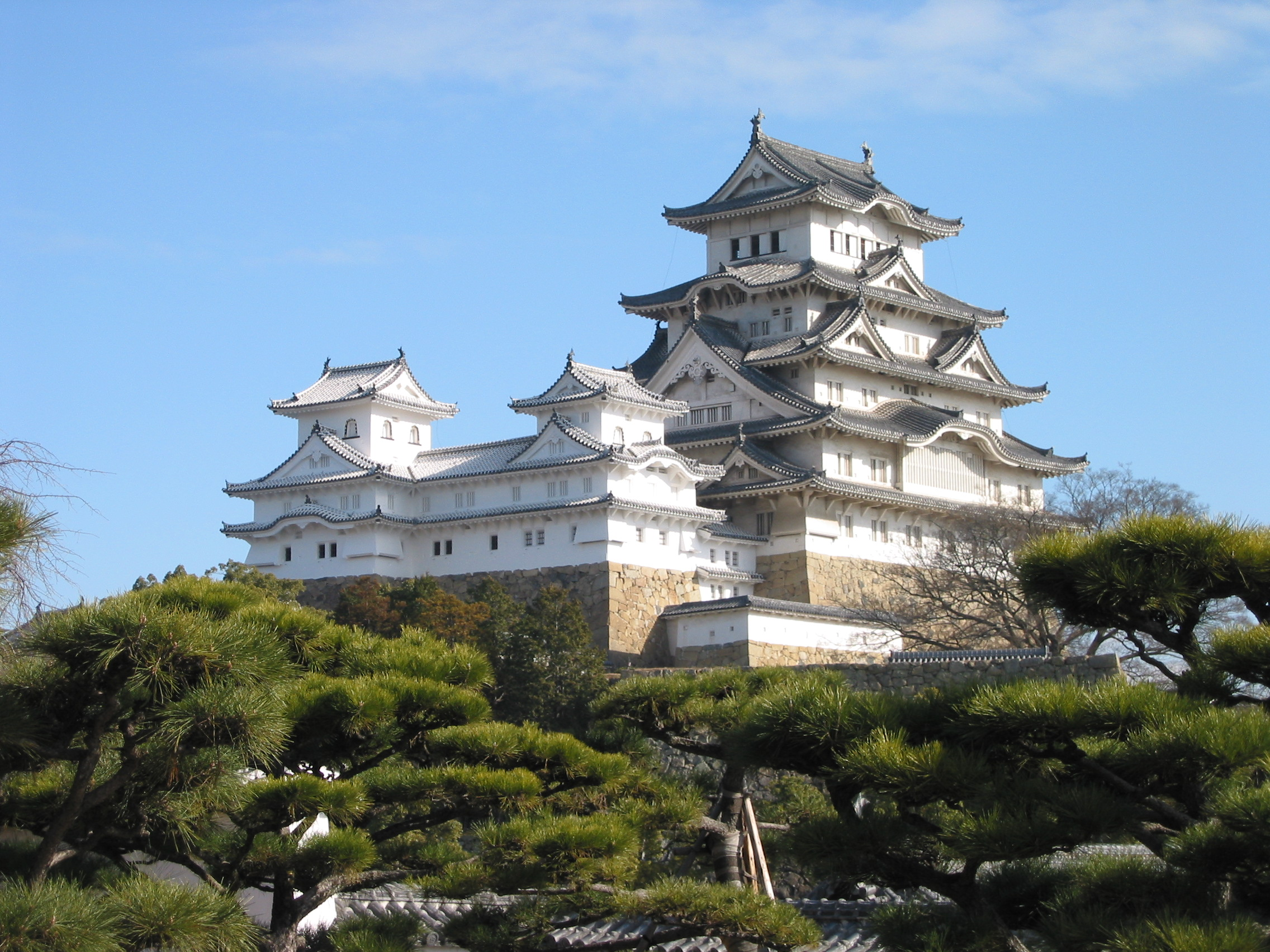
小天守修理後。平成の修理（平成17年）以前の天守群

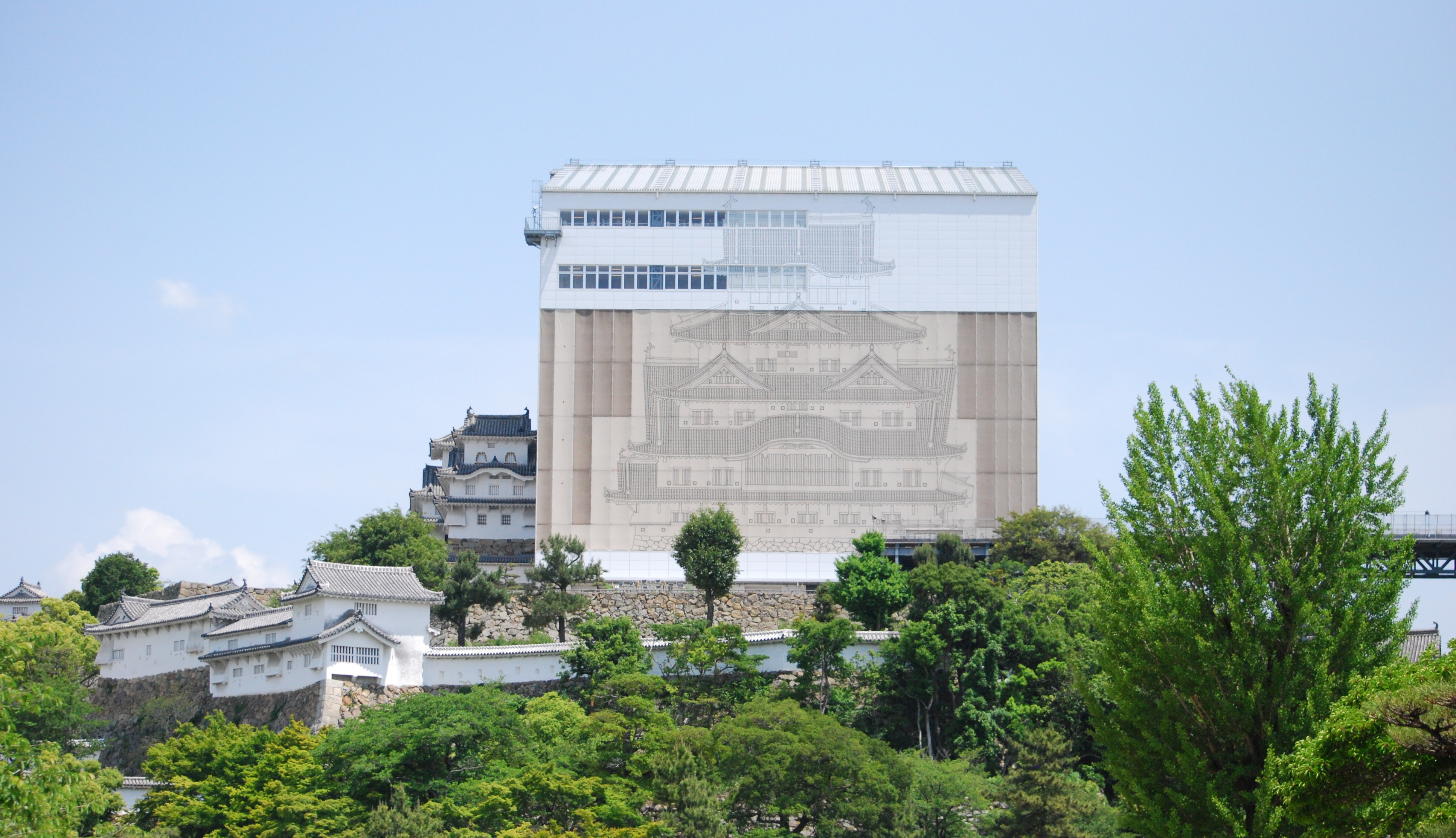
平成の修理のため覆われた姫路城（2013年5月26日）

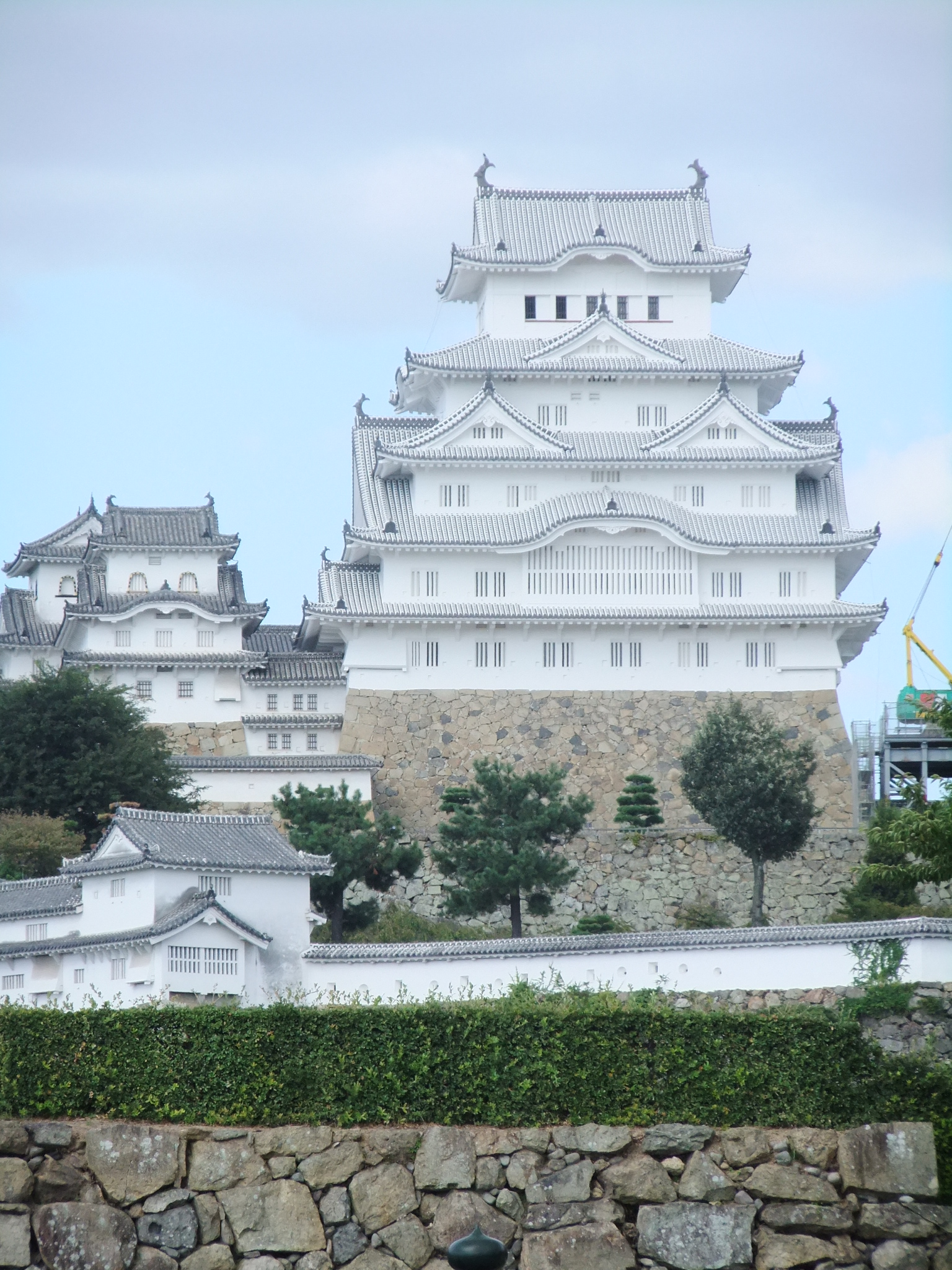
平成の修理を終えた姫路城。
漆喰にカビが発生していないため全体的に白く見える。

工事正式名称は「国宝姫路城大天守保存修理工事」で工事期間は2009年6月27日着工から2015年3月18日竣工。事業費は28億円（素屋根工事費 12億6千万円、補修工事費 15億4千万円）と見積もられている。施工は鹿島建設・神崎組・立建設JV。「昭和の大修理」により「50年は保つ」と言われていたが、大修理から45年が経過した時点で予想以上に漆喰や木材の劣化が進んでいたため、大天守の白漆喰の塗り替え・瓦の葺き替え・耐震補強を重点とした補修工事が進められている。漆喰はカビが原因で黒ずみが発生するため防カビ強化剤が塗布された。天守台入り口付近・上山里下段・清水門・車門・内京口門各所の石垣修復には竜山石が使われた。
2009年（平成21年）4月6日から保存修理を目的にした「平成の「姥が石」愛城募金」が行われた。
- 素屋根工事 - 大天守を覆う工事作業用の8階建物の建設と解体工事。素屋根を設置する場所も史跡内であるため杭を打ち込むなどの工事は出来ず、自重で固定・建っていた。また木造建築がある史跡内では、火気使用が禁止され溶接ではなくボルト締めで組み立てられていた[196][197]。資材搬入や作業用足場、見学部屋などを設置していた。
- 屋根修理 - 瓦の全面葺き直し。瓦は検査をした上で使える物は再利用し、再利用ができない分は新しい瓦に取り替えられた。平瓦は全てステンレス鋼製釘で、丸瓦は3枚に1枚を銅線で瓦留めをして目地漆喰を塗り直された。
- 壁面修理 - 1-4層は、表面の漆喰を塗り直し、軒揚・破風・懸魚は傷み具合によって上塗りまたは下地から修理。5層は下地の土壁から塗り直す全面修理。破風下の窓には鳩避けのピアノ線が張られた[198]。
- 構造補強 - 柱・床に最小限度の耐震補強工事。

昭和の大修理のような大規模解体修理ではないため、工期中も工事や安全に支障がない範囲で大天守内部と周辺の公開は続けられていた。大天守を覆う素屋根は徐々に設置・解体されるために工事の進み具合で見え方は異なった。2010年（平成22年）春頃までは大天守の外観を見ることができたが、2011年（平成23年）春頃からは大天守からの展望や外観の展望が完全に望めなくなっていた。また大修理のことを知らずに当地を訪問し、現地で大天守に登ることができないことを知り落胆する外国人観光客が後を絶たないとも報じられた。素屋根の撤去が進んだ2014年（平成26年）5月初旬には大天守の姿が見え始め、6月中旬にはほぼ全容を現した。
- 2009年
  - 5月：鹿島建設・神崎組・立建設JVが16億2千万円で落札。
  - 8月8日：起工式・安全祈願祭を開催。
  - 10月9日：工事着工。
  - 11月16日から工事完了まで搦手口からの入城不可となる。
- 2012年
  - 4月7日：新調する大天守の鯱が姫路駅から三の丸広場まで祝曳された[203][204]。奈良県生駒市の山本瓦工業で新調されたのは鯱4尾で、高さは約190cm、重量は約300kg。それぞれに播州一郎、次郎、三郎、四郎と名前が付けられた。一郎と次郎は大天守に据え付けられ三郎は2015年2月に姫路市に寄贈された[205]。
  - 6月：大天守最上層の屋根に新調した鯱2対が据え付けられた[206][207]。
  - 11月：大天守の瓦の葺き替えが終了したと22日に報道された。葺き替えの対象となった約8万枚（後に約7万5000枚に修正[101]）のうちおよそ80%は再利用され、残りの20%程は奈良県の日本伝統瓦技術保存会により、新調され葺き替えられた[208][209]。大天守の工事が完了し、これより素屋根の撤去作業を開始した。
- 2013年（平成25年）12月7日から2014年（平成26年）3月7日まで、上山里下段石垣の修理が行われた。石材の抜け落ち割れや石の隙間に入れた間詰石の脱落があるため、石材の補強と間詰石の補充が行われ、修理完了年の2月9日にはこの修理工事の現地説明会が行われた[210][211]。
- 2014年
  - 10月8日：工事用素屋根の解体・撤去が終了[212]。
  - 10月31日：姫路市は再公開後の3月27日から5月10日までの期間で安全管理のために1日の入場者数を1万5千人までに限定すると発表した[213][214]。開城閉城時間の変更や、整理券の配布や電光掲示板での告知が行われる予定。
  - 修理過程での発見
    - 最上階北側にある詳細不明の家紋[215]。
    - 最上階で使用されないまま壁として塗り込められた窓枠の跡が東西南北それぞれ2箇所の合計8箇所あったことが判明している[216][217][218][219]。窓枠の跡については「昭和の大修理」の際にも確認されていたと当時の記録に残っているが公表はされていなかった[220]。
    - 池田氏の家紋「揚羽蝶」が逆さになった瓦が発見され修理施設内で展示されていた[221][222][223]。

  - 3月26日：姫路城大天守保存修理完成記念式典が開かれブルーインパルスによる祝賀飛行も行われた[224][225]。
  - 3月27日：大天守の修理事業が完了し再公開が始まる。拡張現実（AR）機能を使っての城内解説やWi-Fiの運用が開始される[226][227]。修理完了後は入城者が殺到することが予想され、姫路市では3月27日から5月10日とお盆、秋の行楽期間は整理券を配布し大天守登城の人数を抑制する他に、入城時間の繰り上げや駐車場の整備などの対策が行われた[213]。
- 2016年（平成28年）1月7日、平成27年11月から平成29年3月（予定）まで行われている「リの一渡櫓」と「リの二渡櫓」の修理の見学ができるようになった[228][229]。

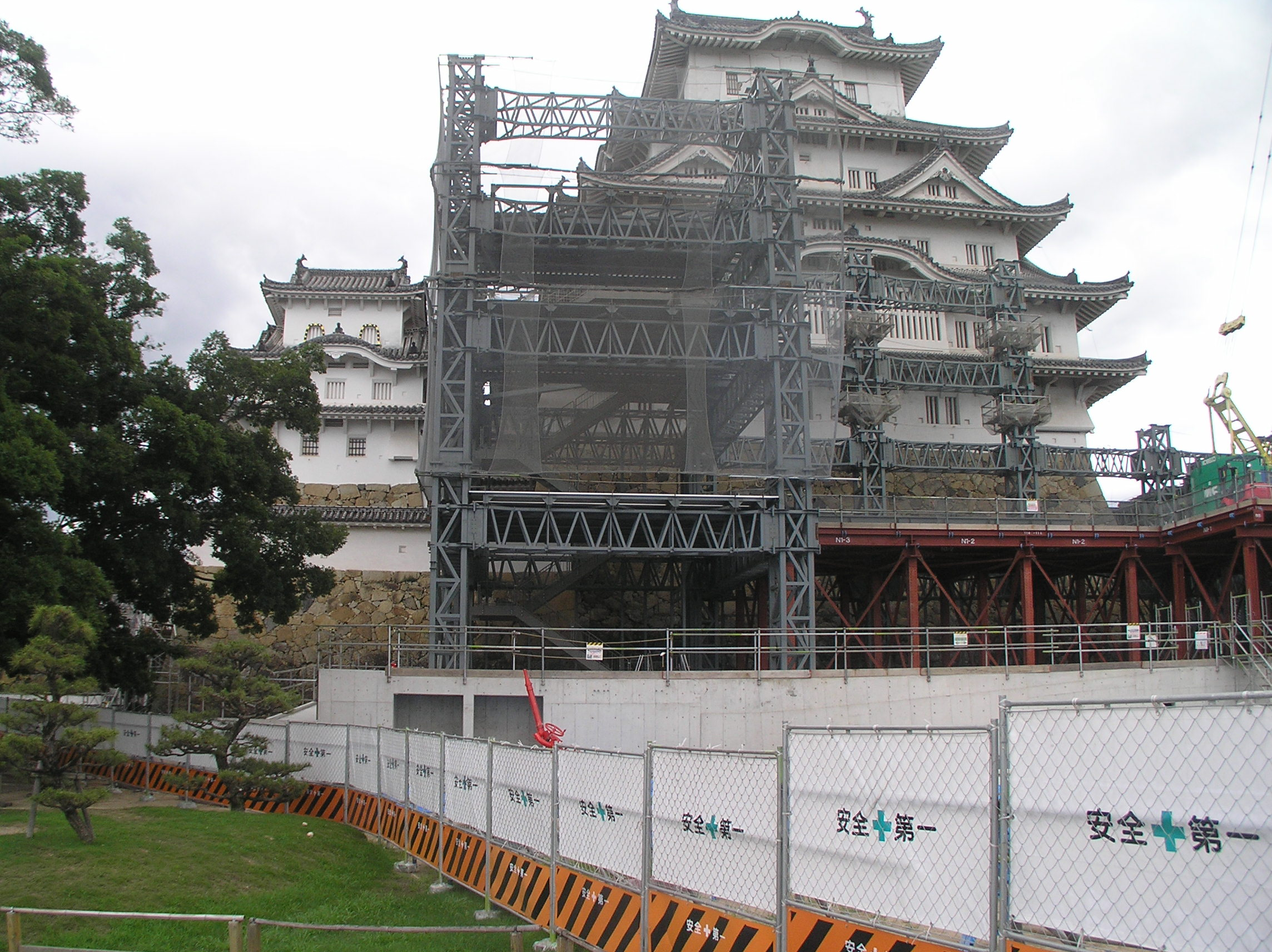
素屋根の設置工事（2010年7月4日）
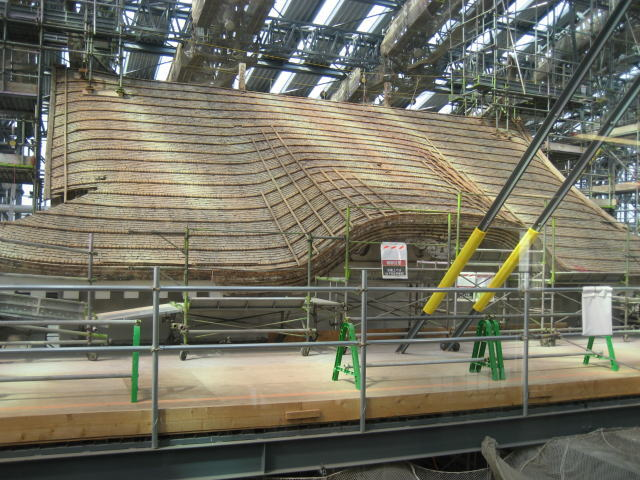
瓦を取り外して下地が見える屋根（2011年8月）
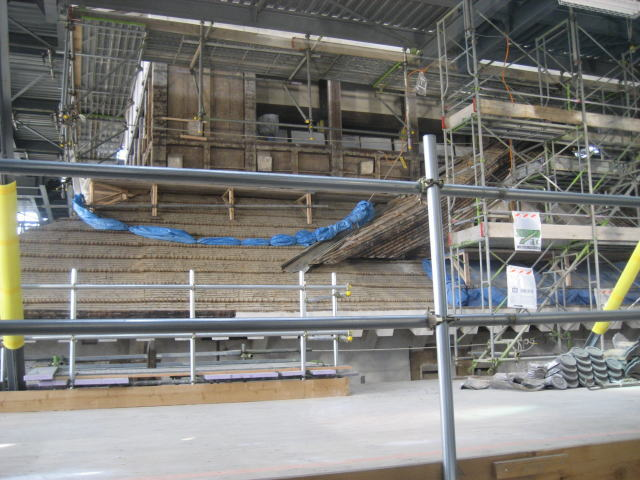
漆喰をはがされ下地が見える壁面（2011年8月）
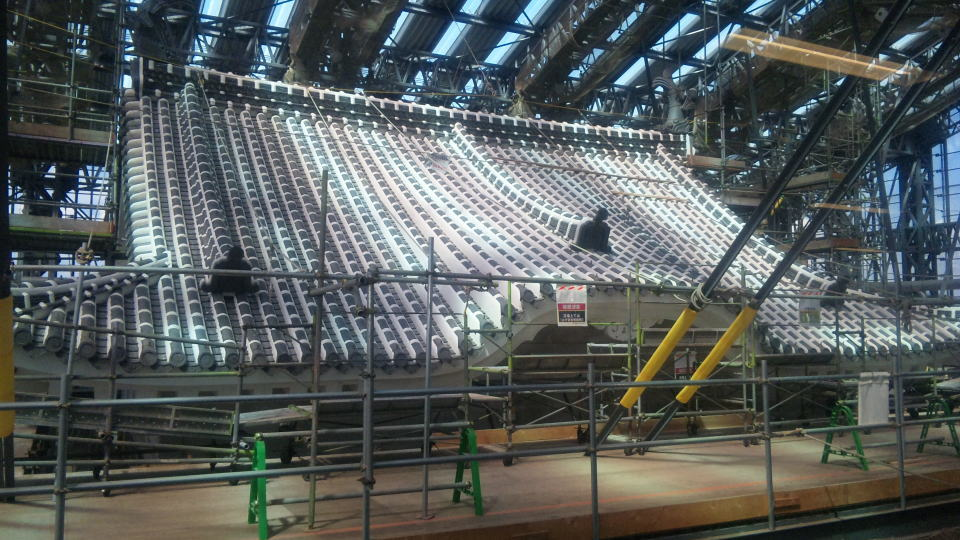
屋根の瓦の葺き直しと漆喰の塗り直し途中（2012年8月）
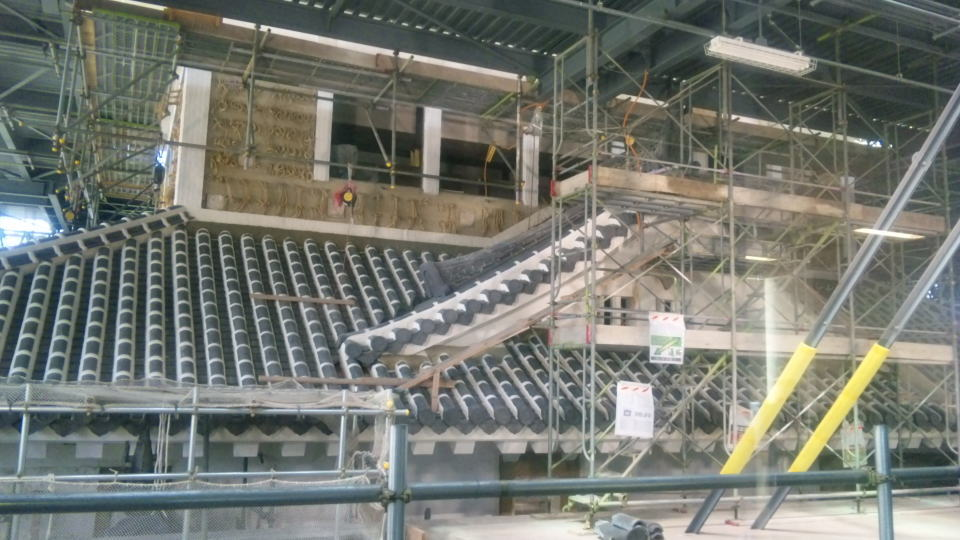
壁面修理の様子（2012年8月）
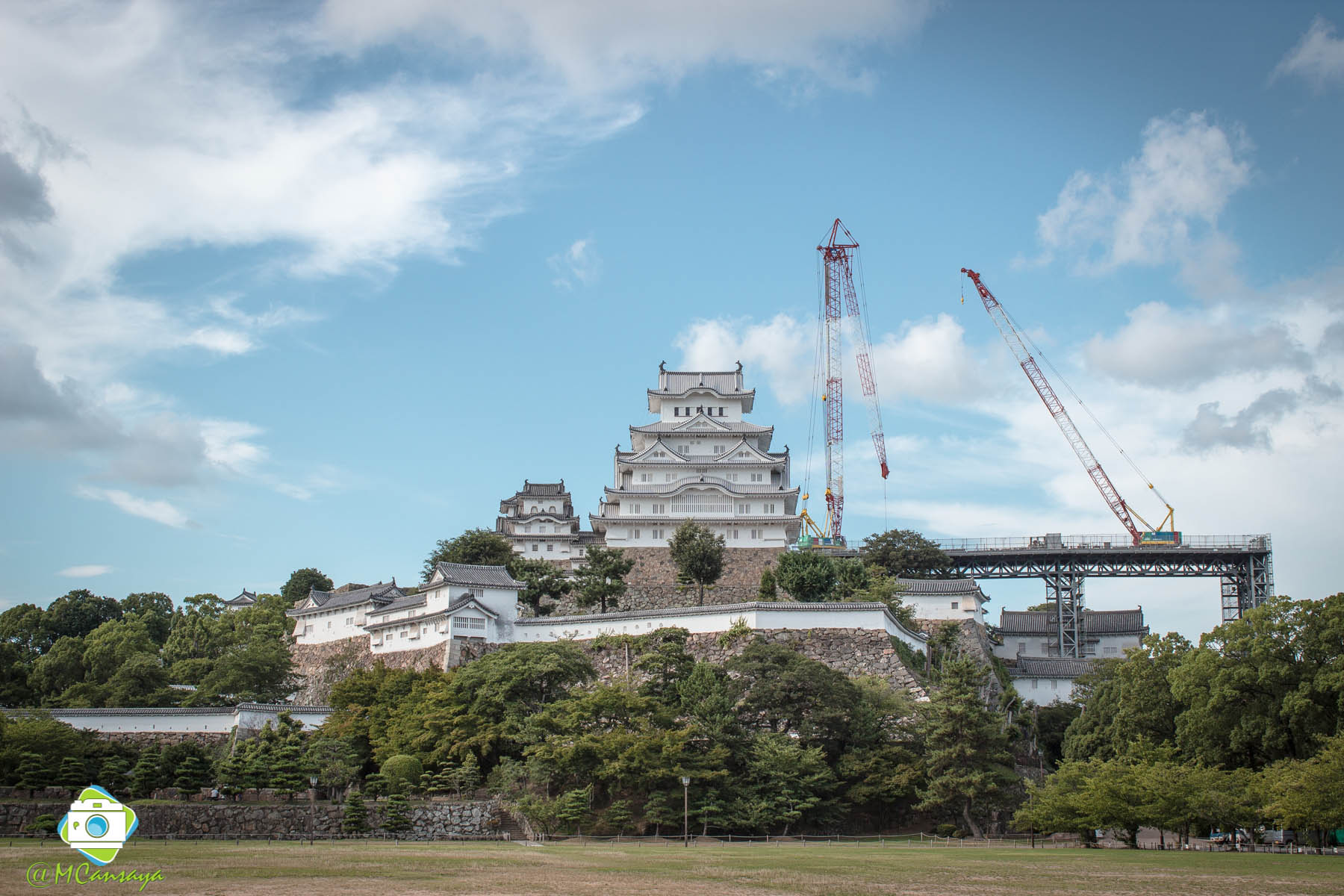
修理素屋根の解体中（2014年8月）

#### 天空の白鷺

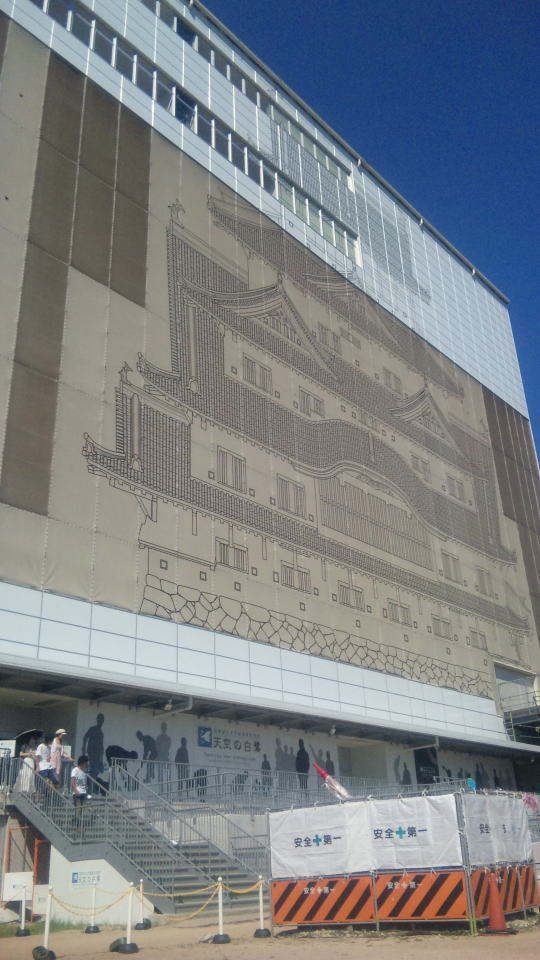
天空の白鷺

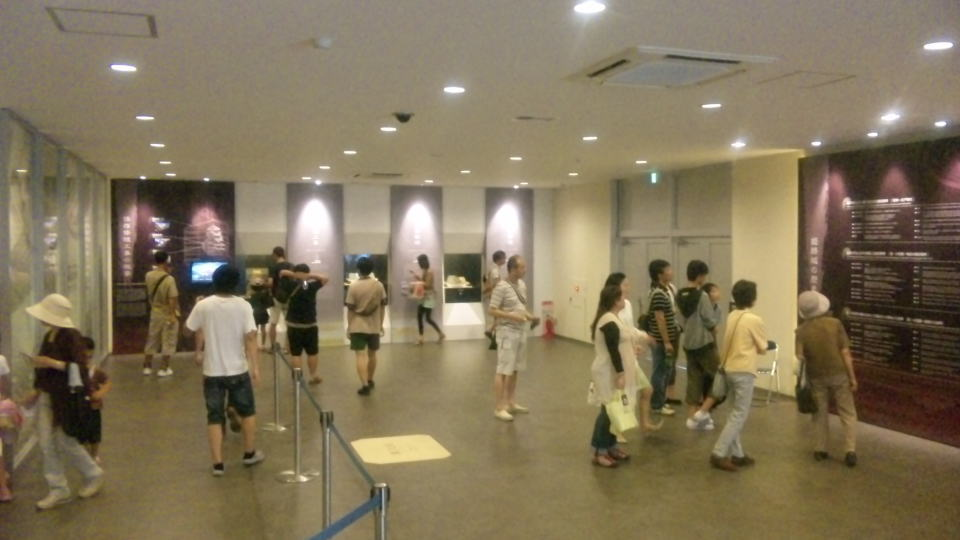
天空の白鷺1階展示

##### 施設概要
- 工期中は「天空の白鷺」（英語表記："Egret's Eye View" at Himeji Castle/Special visitor facilities for the restration）[230][231]と名付けられた大天守を覆っている素屋根の施設から大天守上層部の修復作業を見学できた[232]。素屋根建物の南面と東面には大天守実物大の線画が描かれていた。8階建てだが一般利用者が入館できるのは1階・7階・8階となっていた。見学者用エレベーターが2基設置され、大天守方向はガラス張りになっているためエレベーターでの昇降の際に大天守南面の石垣・壁面・屋根の様子を見ることができた。2014年1月15日まで公開され、その後、素屋根の解体作業に取り掛かる[233][234]。
- 1階 - 大天守石垣部分。東側は施設入口とエレベーターの待合室、西側は出口と修理全般に関する展示と映像上映。
- 7階 - 大天守5階（最上階）の壁と4層屋根部分。壁面修理の見学と壁面修理（漆喰など）に関する展示と映像上映、市街周辺を見渡せる展望窓。
- 8階 - 大天守5層目（最上層）の屋根部分。屋根修理の見学と屋根修理に関する展示と映像上映、市街周辺を見渡せる展望窓。

##### 施設沿革
- 2011年（平成23年）3月26日 - 「天空の白鷺」一般公開を開始[235]。
- 同年5月17日 - 入館者数10万人突破[236]。
- 同年10月2日 - 30万人突破[237]。
- 2012年（平成24年）2月19日 - 50万人突破[238]。
- 同年（平成24年）11月27日 - 100万人突破[239]
- 2013年（平成25年）2月6日から2月9日 - 最上部の工事作業エリア内（通常の天空の白鷺で見学できるより更に中）の見学が事前に応募した人数限定で行われた[240][241]。
- 同年3月2日から3月3日 - 漆喰作業見学会と作業体験会が1階西側で行われた[242][243]。
- 同年7月2日から7月3日 - 第2回保存修理工事エリア見学会（通常の天空の白鷺で見学できるより更に内部での見学）が事前に応募した人数限定で行われた[244][245]。
- 同年10月27日から10月29日 - 第3回保存修理工事エリア見学会（通常の天空の白鷺で見学できるより更に内部での見学）が事前に応募した人数限定で行われた[246][247]。過去2回の見学会の範囲に加えて7階部分の見学も行われた。
- 2014年（平成26年）1月15日：公開終了。延べ入館者数は184万3406人だった[248]。これ以後、工事用素屋根の解体が始まった。

##### その他
- 修復作業見学室に入るには、通常の入城料金（大人600円）とは別に上乗せ料金200円程度を徴収することを姫路市が検討していたが[249]、工期中の入城料は大人400円・子供100円に減額され、見学希望者は減額された料金に見学施設の入場料（大人200円・子供100円）を加えることで決着した。

## 世界遺産登録

### 世界遺産
日本の世界遺産条約締約は1992年（平成4年）のことであり、姫路城はその年の10月1日に正式推薦された。世界遺産委員会の諮問機関である国際記念物遺跡会議 (ICOMOS) は推薦に先立つ同年9月と、推薦後の1993年（平成5年）4月と8月に現地調査を行なった（なお、これとは別に後述するオーセンティシティの評価のため、ICOMOS事務総長が同年5月に視察した）。その結果を踏まえ、同年10月に「登録」が勧告された。そこで評価されたのは、
- 木造建築物として、白漆喰の城壁を持つ優れた美と実用的機能を兼ね備えていること。
- 明治以前の封建制度の象徴であること。
- 日本の木造城郭建造物として最高のものであること。

といった点であった。そして、同年12月の第17回世界遺産委員会（カルタヘナ）で、「法隆寺地域の仏教建造物」とともに日本初の世界文化遺産として正式登録された。
資産としての登録地域は、中曲輪より内側となっており、その範囲は特別史跡指定地域と重なっている。さらにその周囲が緩衝地域（バッファーゾーン）に指定されている。従来、緩衝地域の規制は緩やかなものであったが、1993年に中壕通り都市景観形成地区（都市景観条例による）が指定され、2008年には資産部分を含め、姫路城周辺風景形成地域の指定が行われた。2012年の第36回世界遺産委員会に際して、登録範囲の明確化が行われた。

#### 登録基準
この世界遺産は世界遺産登録基準のうち、以下の条件を満たし、登録された（以下の基準は世界遺産センター公表の登録基準からの翻訳、引用である）。
- (1) 人類の創造的才能を表現する傑作。
  - ユネスコ世界遺産センターによれば、この基準の適用理由は「姫路城は木造建築の傑作」であり、「実用的機能と優れた美的外観とを兼ね備えている」[255]ことなどである。

- (4) 人類の歴史上重要な時代を例証する建築様式、建築物群、技術の集積または景観の優れた例。
  - 同じくこちらの基準の適用理由は、「日本の木造城郭建築の最高点を示しており、重要な特徴を全て無傷で保存している」[255]ことである。

なお、上述の通り、ICOMOSの勧告の時点では封建制の象徴という側面も評価されており、それによる基準 (3) の適用が勧告されていたが、正式登録では採用されなかった。

#### 影響
かつて、世界遺産登録に際してのオーセンティシティ（真正性、真実性）の評価はヴェネツィア憲章に基礎を置いていた。しかし、その概念はヨーロッパに多く見られる「石の文化」にはよく当てはまるが、解体修理を行う日本的な「木の文化」を正当に評価できない恐れがあった。日本の条約締約および姫路城・法隆寺の推薦・登録は、その再検討の必要性を世界遺産委員会に認識させることになったのである。それが翌年の世界文化遺産奈良コンファレンスの開催、およびそこで採択された「オーセンティシティに関する奈良ドキュメント」（真実性に関する奈良文書）に繋がった。これは、アジア、アフリカの文化遺産登録にとってきわめて重要な意義を持つことになった文書である。
なお、姫路市では世界遺産条約採択40周年記念事業の一環として、2012年に奈良ドキュメント見直しを視野に入れて、オーセンティシティと現実社会の関連を討議する国際会議「姫路会合」が開かれた。

## 文化財・その他

### 国宝
以下の5件8棟が1951年（昭和26年）6月9日に文化財保護法に基づき国宝に指定されている。
- 大天守（だいてんしゅ）
- 東小天守（ひがしこてんしゅ）
- 西小天守（にしこてんしゅ）
- 乾小天守（いぬいこてんしゅ）[注釈 26]
- イ・ロ・ハ・ニの渡櫓 4棟（附指定：台所1棟）

上記の天守と渡櫓計8棟は、1931年（昭和6年）1月19日、国宝保存法に基づき、当時の国宝（旧国宝、文化財保護法における「重要文化財」に相当）に指定され、同12月14日には渡櫓、門、塀等74棟も国宝（旧国宝）に指定された。その後、1950年（昭和25年）8月29日の文化財保護法施行に伴い「旧国宝」は「重要文化財」とみなされることとなった（文化財保護法附則第3条）。1951年（昭和26年）6月9日付けで、文化財保護法および国宝及び重要文化財指定基準（昭和26年5月10日文化財保護委員会告示第2号）に基づき、上記の大天守以下の5件（8棟）が改めて国宝（新国宝）に指定された。

### 重要文化財
姫路城
重要文化財（建造物/城郭）：1931年（昭和6年）12月14日指定（国宝保存法に基づく「旧国宝」指定）。
- イの渡櫓
- ロの渡櫓
- ハの渡櫓
- ニの渡櫓
- ホの櫓
- ヘの渡櫓
- トの櫓
- チの櫓
- リの一渡櫓
- リの二渡櫓
- 折廻り櫓
- 井郭櫓
- 帯の櫓
- 帯郭櫓
- 太鼓櫓
- ニの櫓
- ロの櫓
- 化粧櫓
- カの渡櫓
- ヌの櫓
- ヨの渡櫓
- ルの櫓
- タの渡櫓
- ヲの櫓
- レの渡櫓
- ワの櫓
- カの櫓
- 菱の門
- いの門
- ろの門
- はの門
- にの門
- への門
- との一門
- との二門
- との四門
- ちの門
- りの門
- ぬの門
- 水の一門
- 水の二門
- 備前門
- との四門東方土塀
- との四門西方土塀
- との二門東方土塀
- との一門東方土塀
- への門東方土塀
- への門西方土塀
- 水の一門北方築地塀
- 水の一門西方土塀
- ニの櫓南方土塀
- 水の五門南方土塀
- イの渡櫓南方土塀:
- にの門東方上土塀
- にの門東方下土塀
- ロの櫓東方土塀
- ロの櫓西方土塀
- はの門東方土塀
- はの門西方土塀
- はの門南方土塀
- ろの門東方土塀
- ろの門西南方土塀
- 化粧櫓南方土塀
- ワの櫓東方土塀
- カの櫓北方土塀
- 菱の門西方土塀
- 菱の門南方土塀
- 菱の門東方土塀
- いの門東方土塀
- 太鼓櫓南方土塀
- 太鼓櫓北方土塀
- 帯郭櫓北方土塀
- 井郭櫓南方土塀
- トの櫓南方土塀

- 計74棟
- 重要文化財の「イの渡櫓」は、国宝の「イの渡櫓」とは別の建物である。前者は本丸北側の腰曲輪にあり、後者は連立天守の一部である（ロの渡櫓・ハの渡櫓・ニの渡櫓についても同様）。
- 以下の門は、門単独では重要文化財に指定されていない。また、「との三門」は現存しない。
  - ほの門（「イの渡櫓南方土塀」の付属）
  - るの門（「いの門東方土塀」の付属）
  - 水の三門（「ニの櫓南方土塀」の付属）
  - 水の四門（「水の五門南方土塀」の付属）
  - 水の五門（国宝の「ニの渡櫓」の一部）

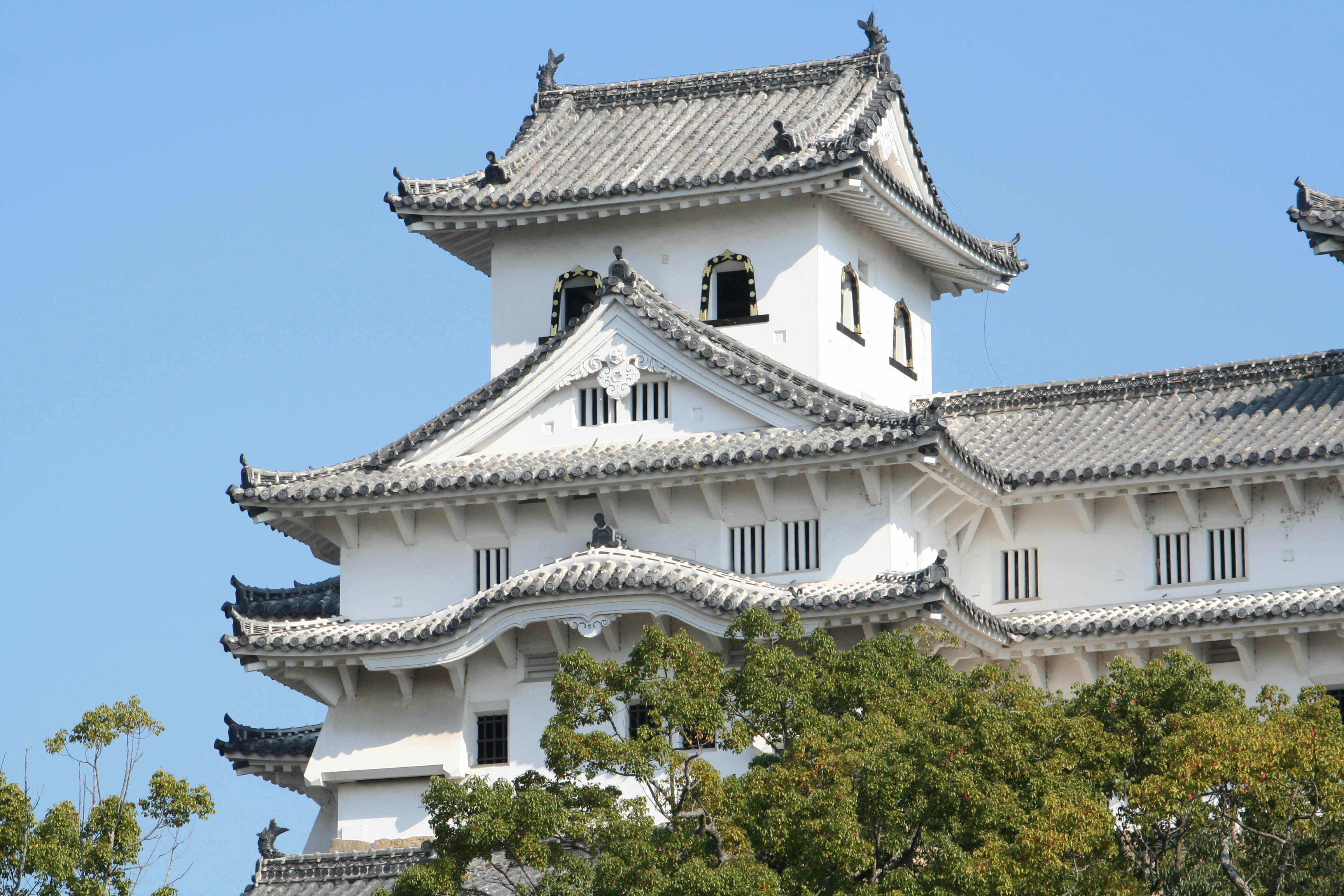
乾小天守（西面、右はハの渡櫓）
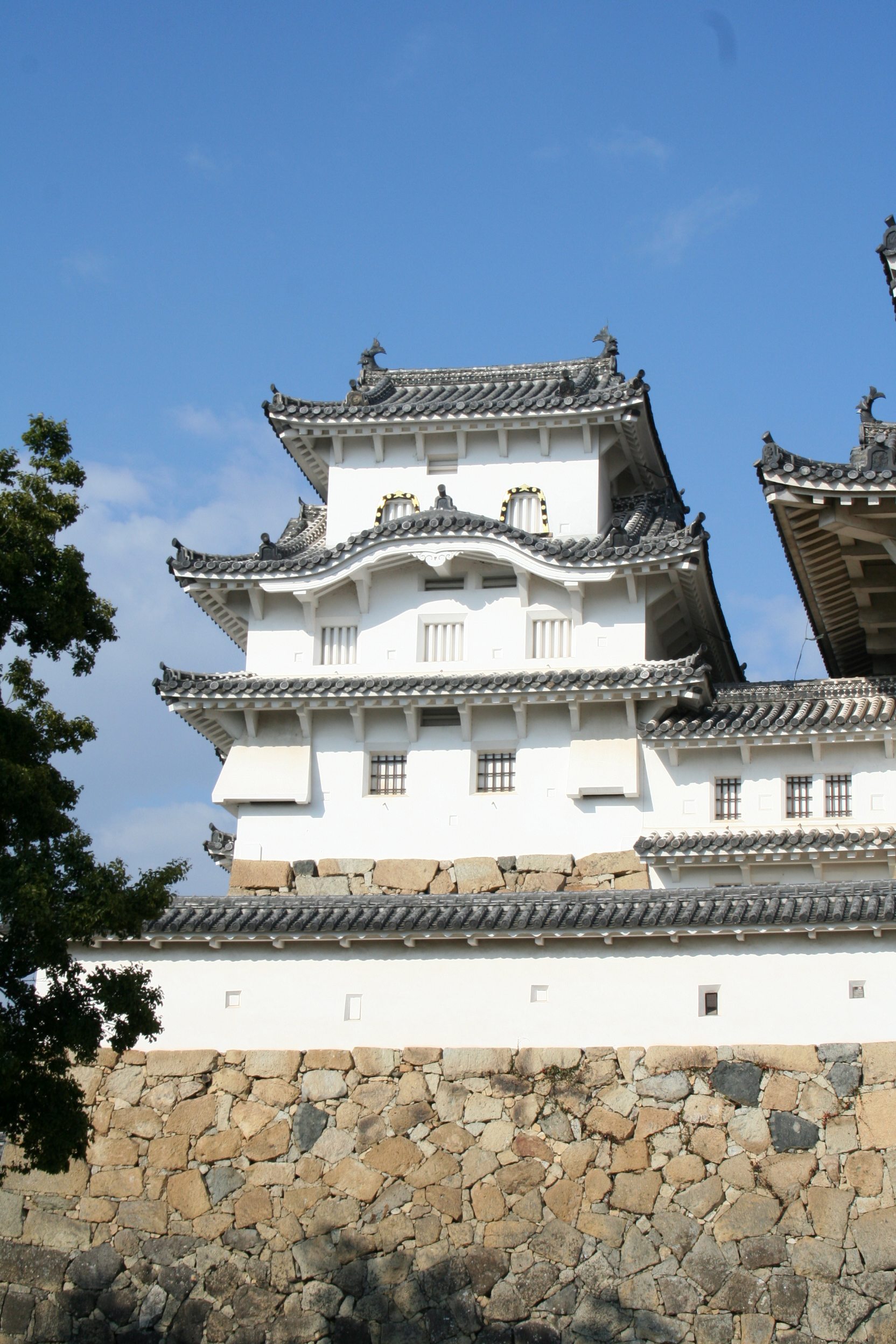
西小天守（南面、右はニの渡櫓、手前の塀は水の五門南方土塀）
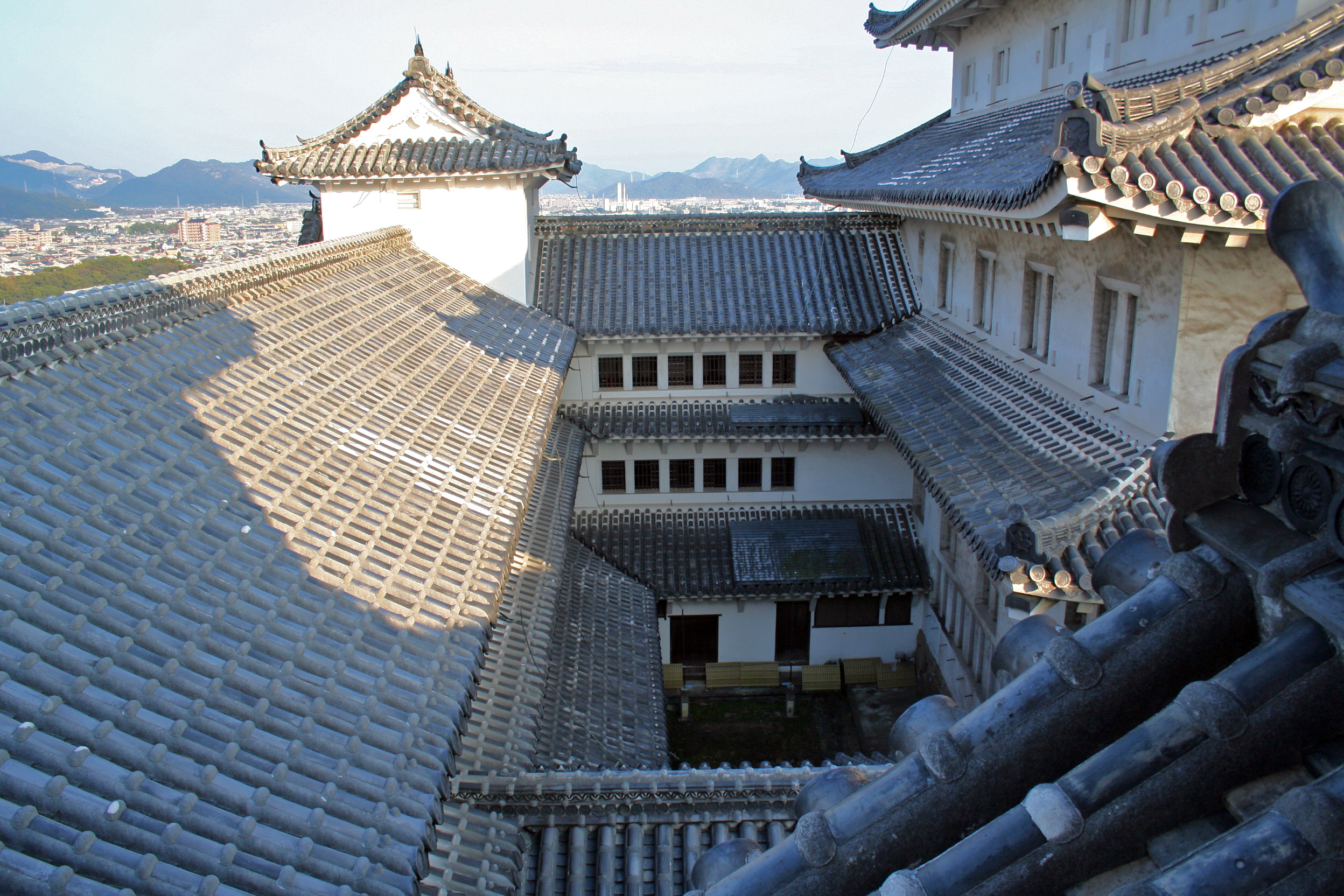
東小天守（左奥）、イの渡櫓（その右）。右奥は大天守。
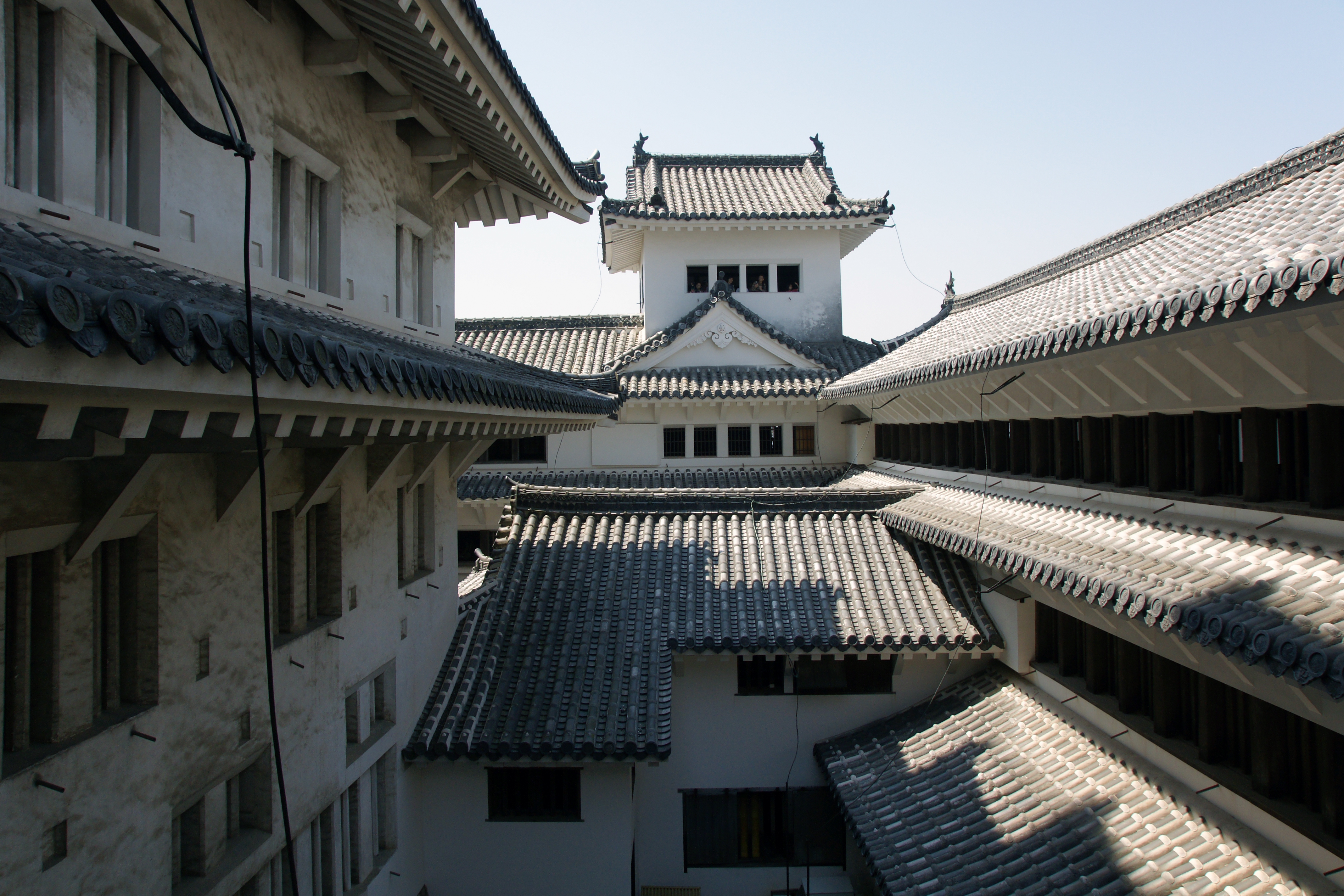
乾小天守（中央奥）、台所（その手前の低い建物）、ロの渡櫓（右）。左は大天守。
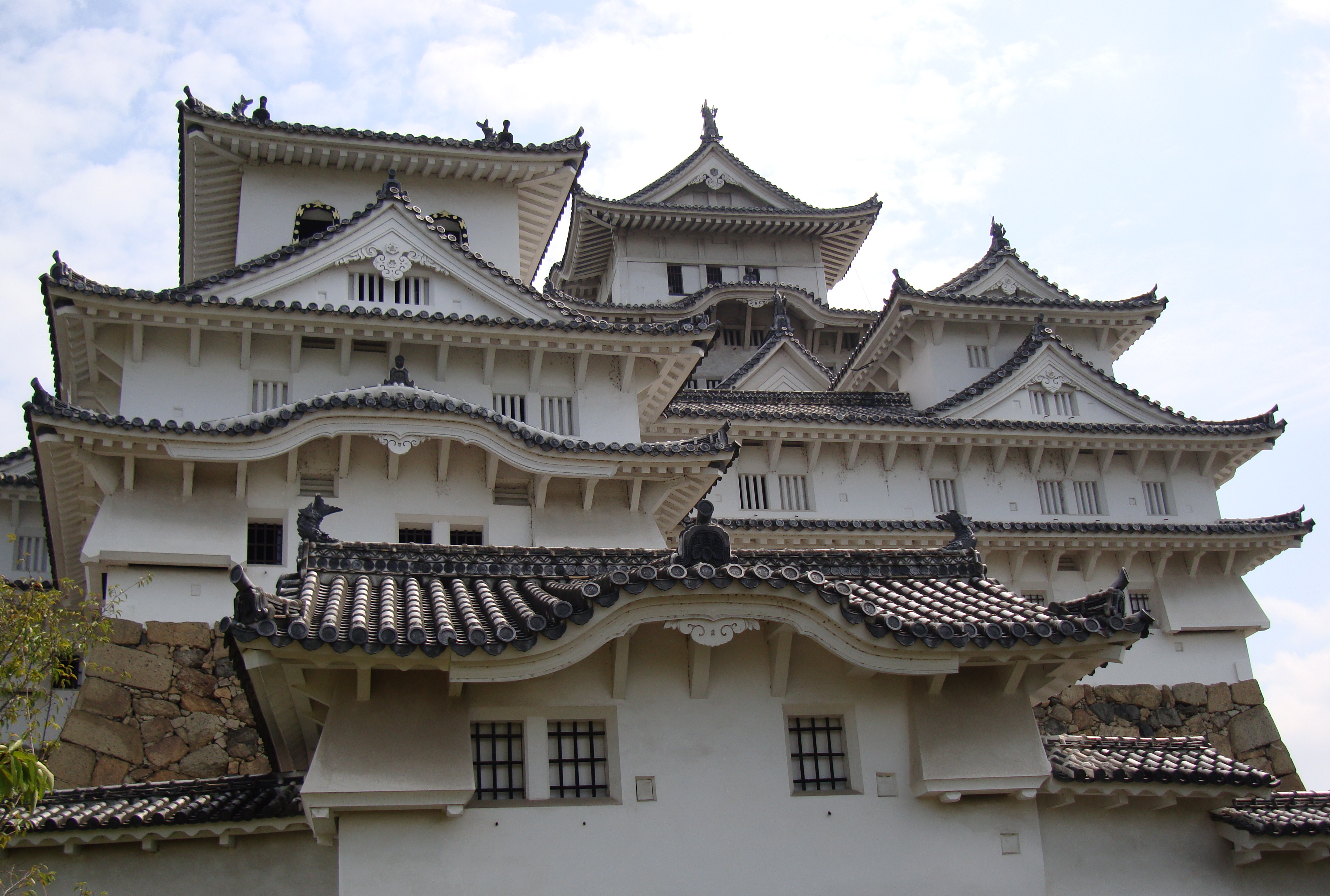
手前は「ニの櫓」、背後は連立天守西面（左から乾小天守、大天守、西小天守）
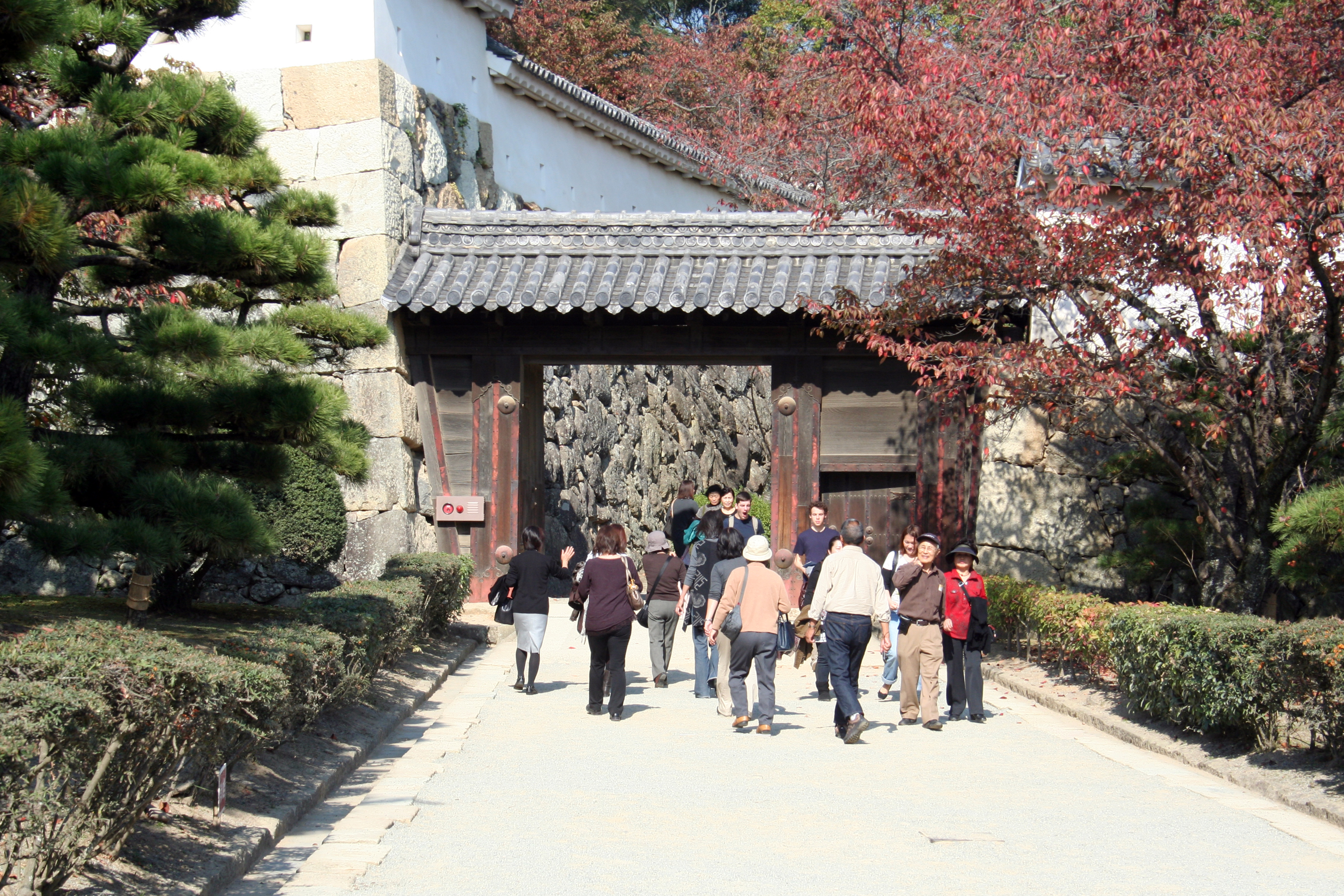
いの門（脇戸付高麗門）。二の丸入口の「菱の門」を抜けて最初の門。ここから先、天守へ至る道は「上道」と「下道」に分かれる。
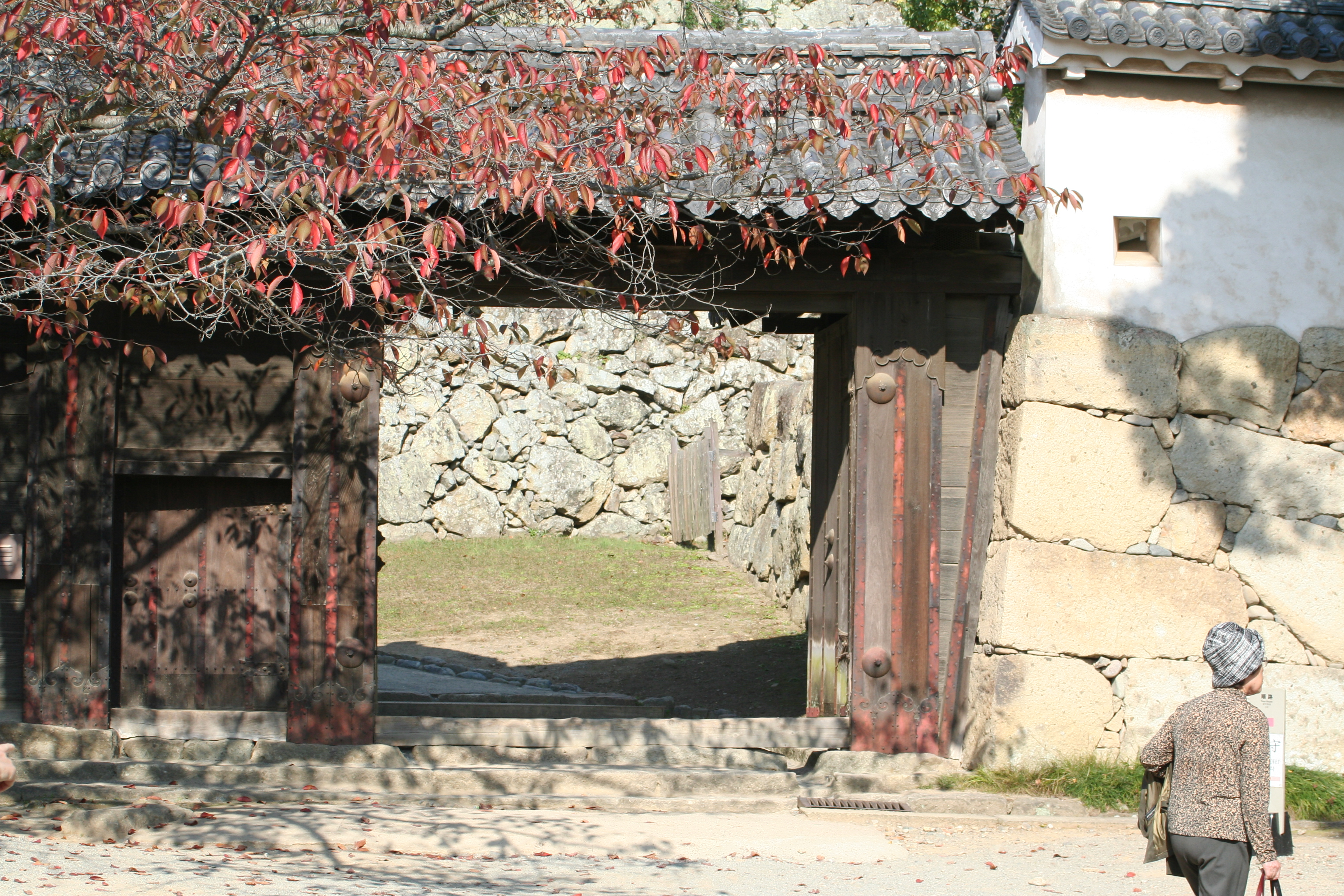
ろの門（脇戸付高麗門）。この門を通って、右の坂道を行けば「はの門」、左へ行けば西の丸。
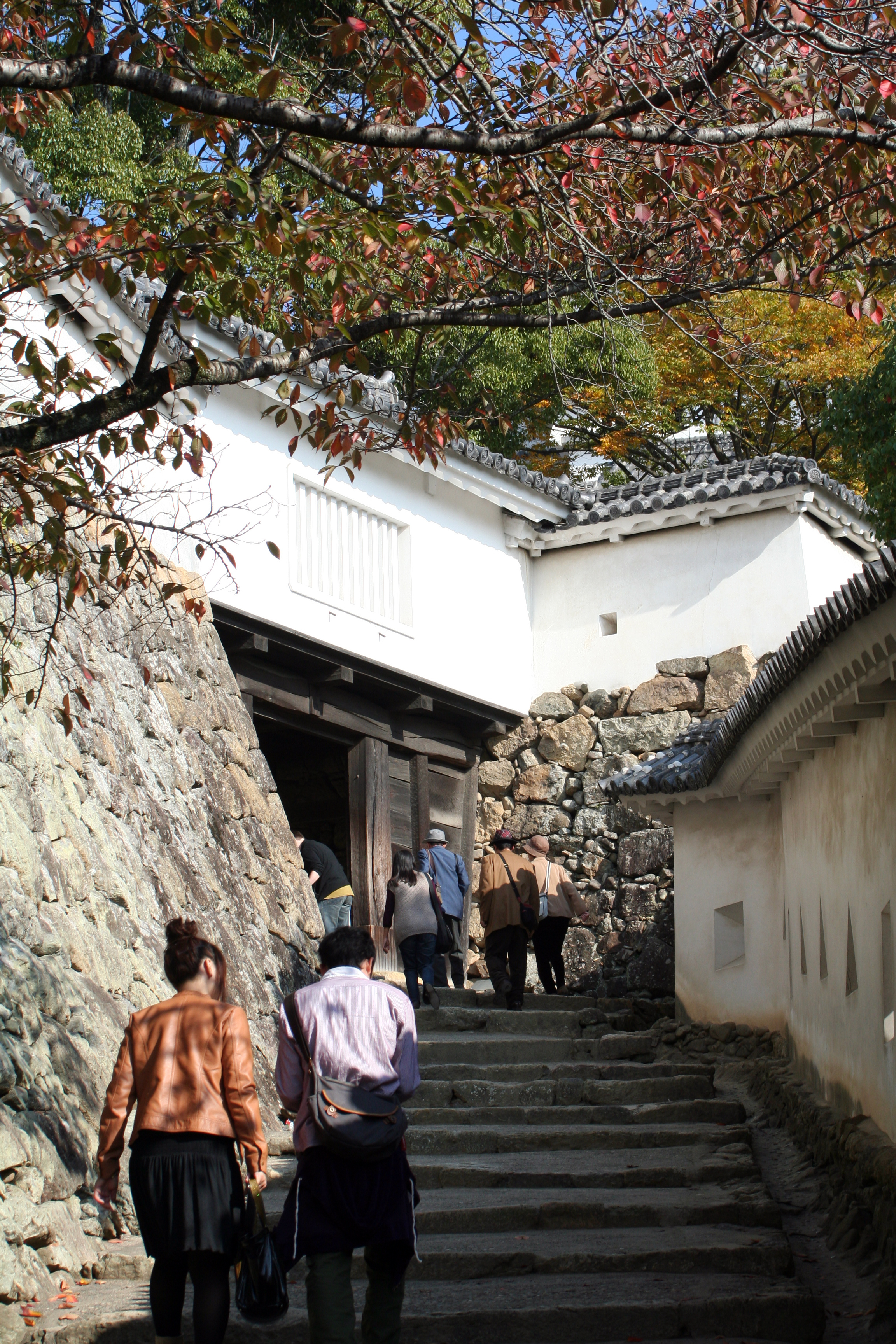
はの門。天守へ至る「上道」途中に建つ櫓門
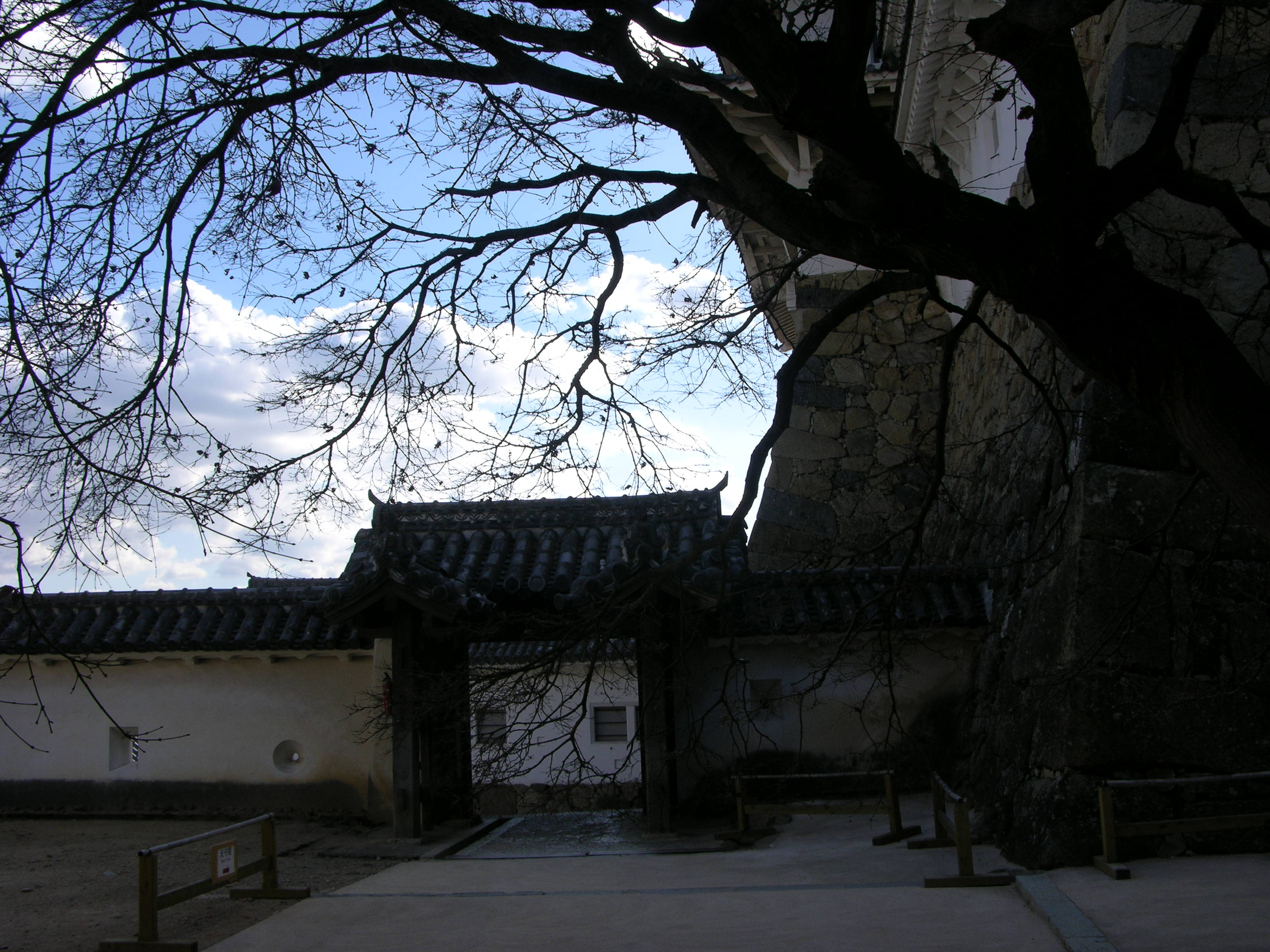
への門（高麗門）。
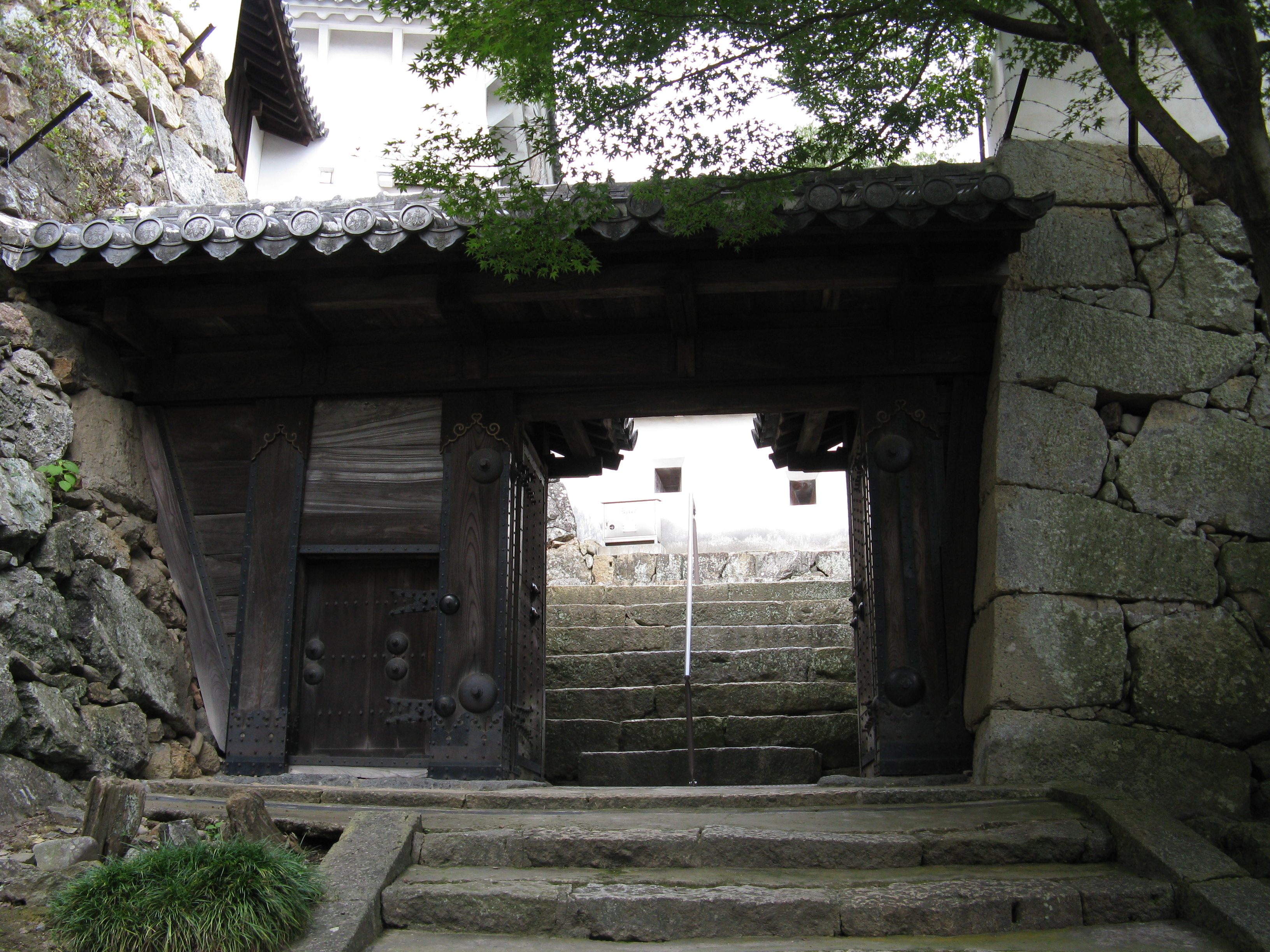
との二門。姫山東麓の搦手道の石段途中に建つ脇戸付高麗門。
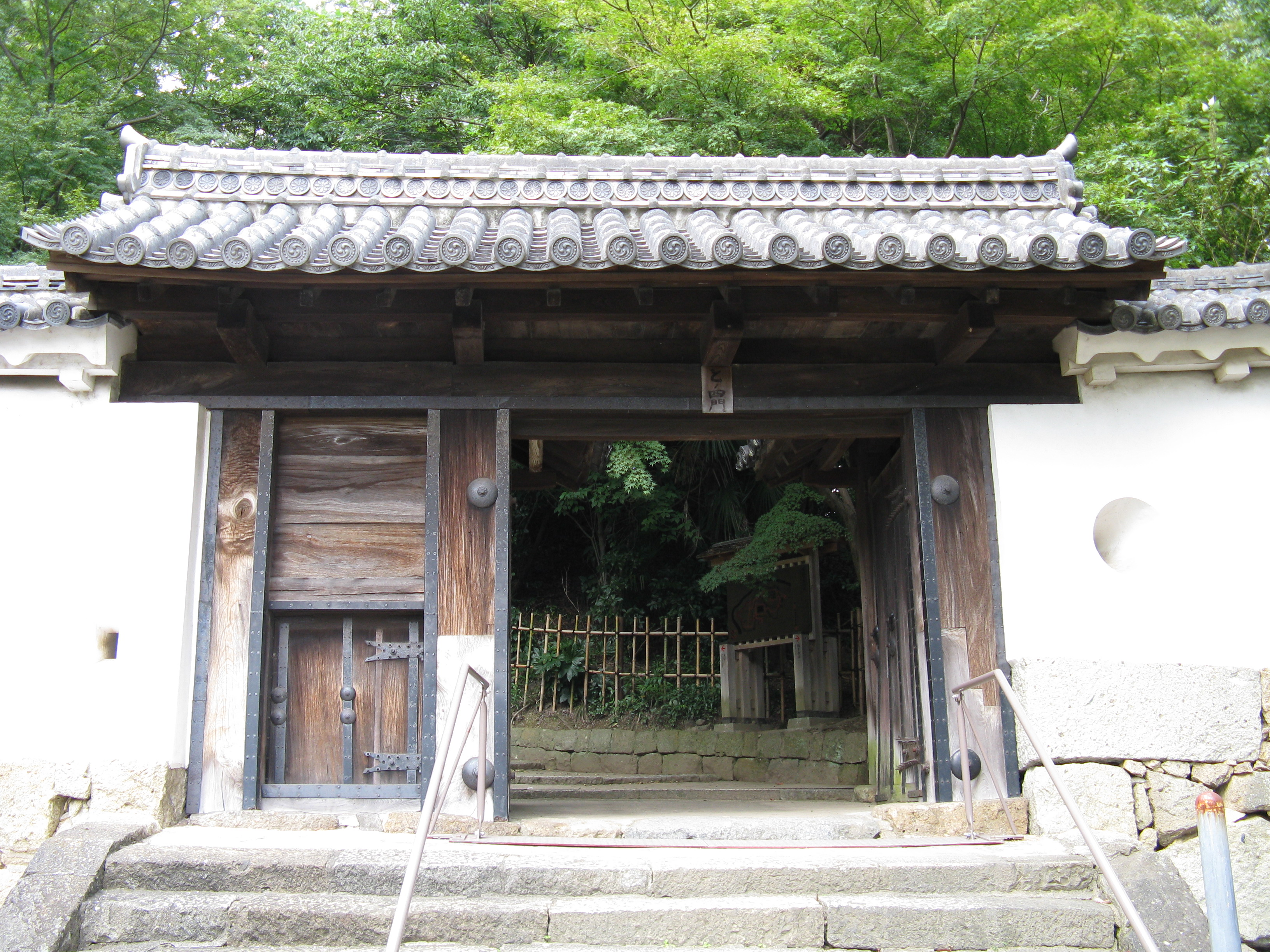
との四門（脇戸付高麗門）。天守東側の搦手口の第一の門。
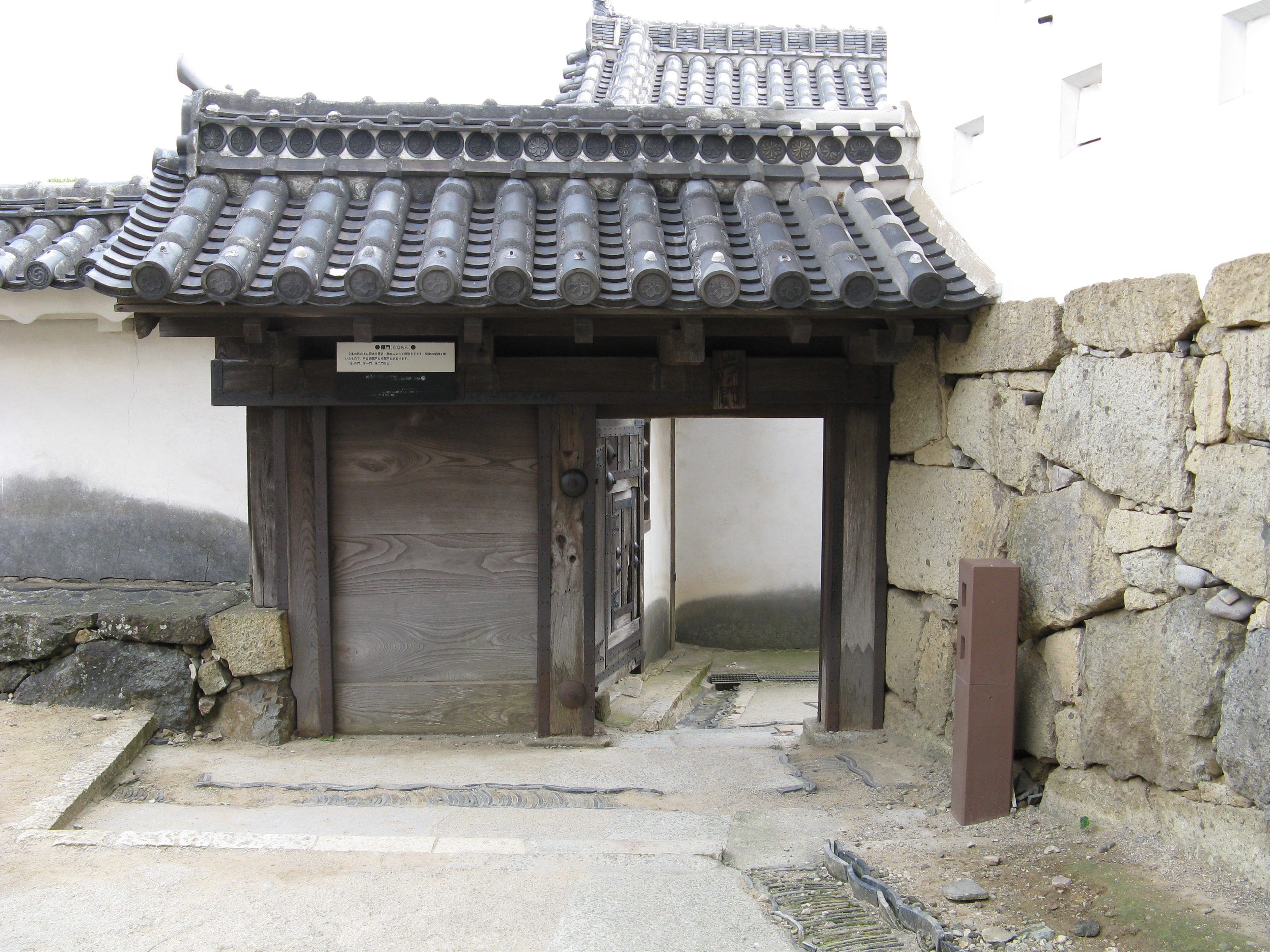
ちの門。大天守東側の「折曲り櫓」に接して建つ棟門。
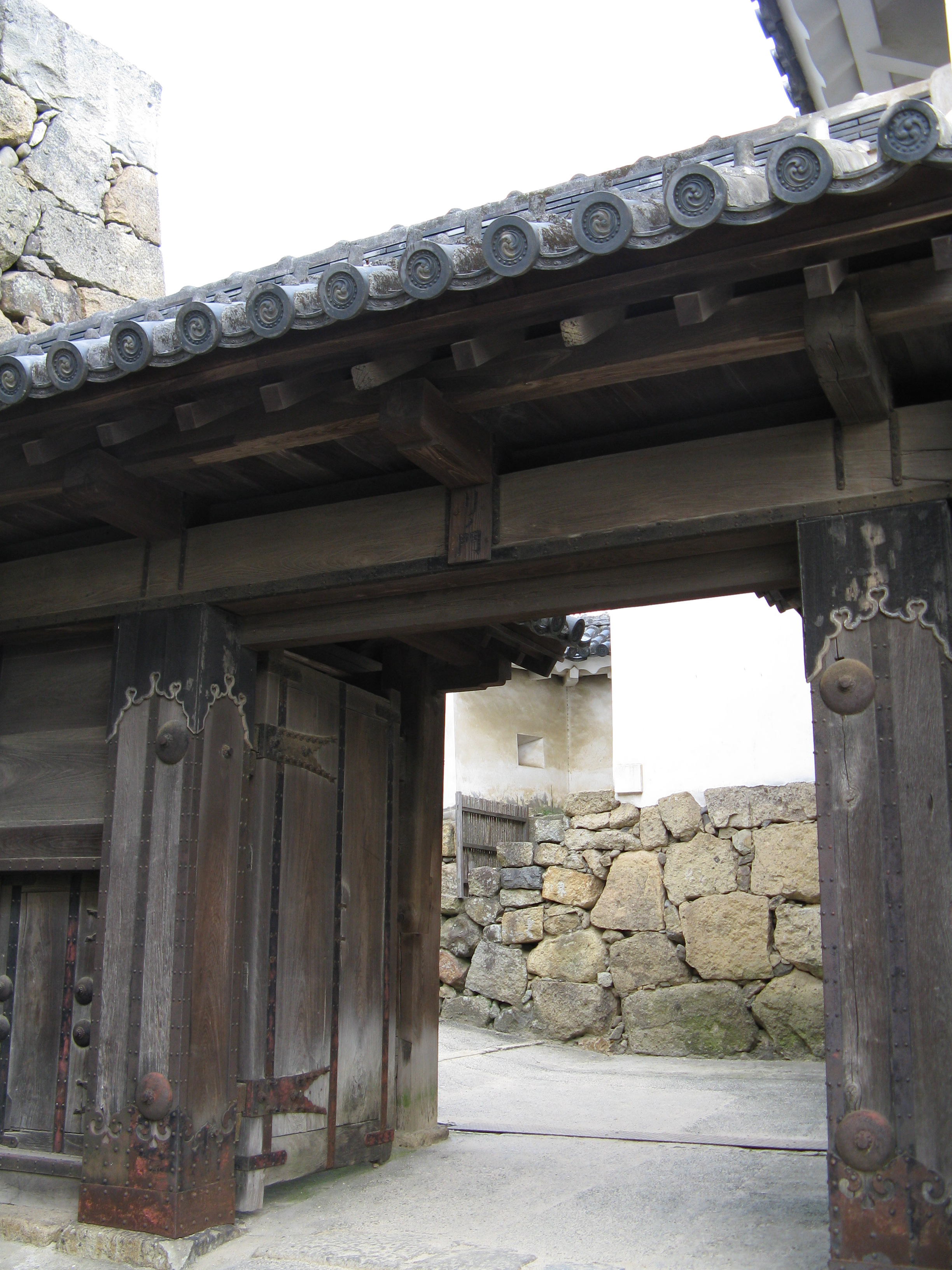
りの門。「上山里」の東側、太鼓櫓に接して建ち、枡形を構成する脇戸付高麗門。
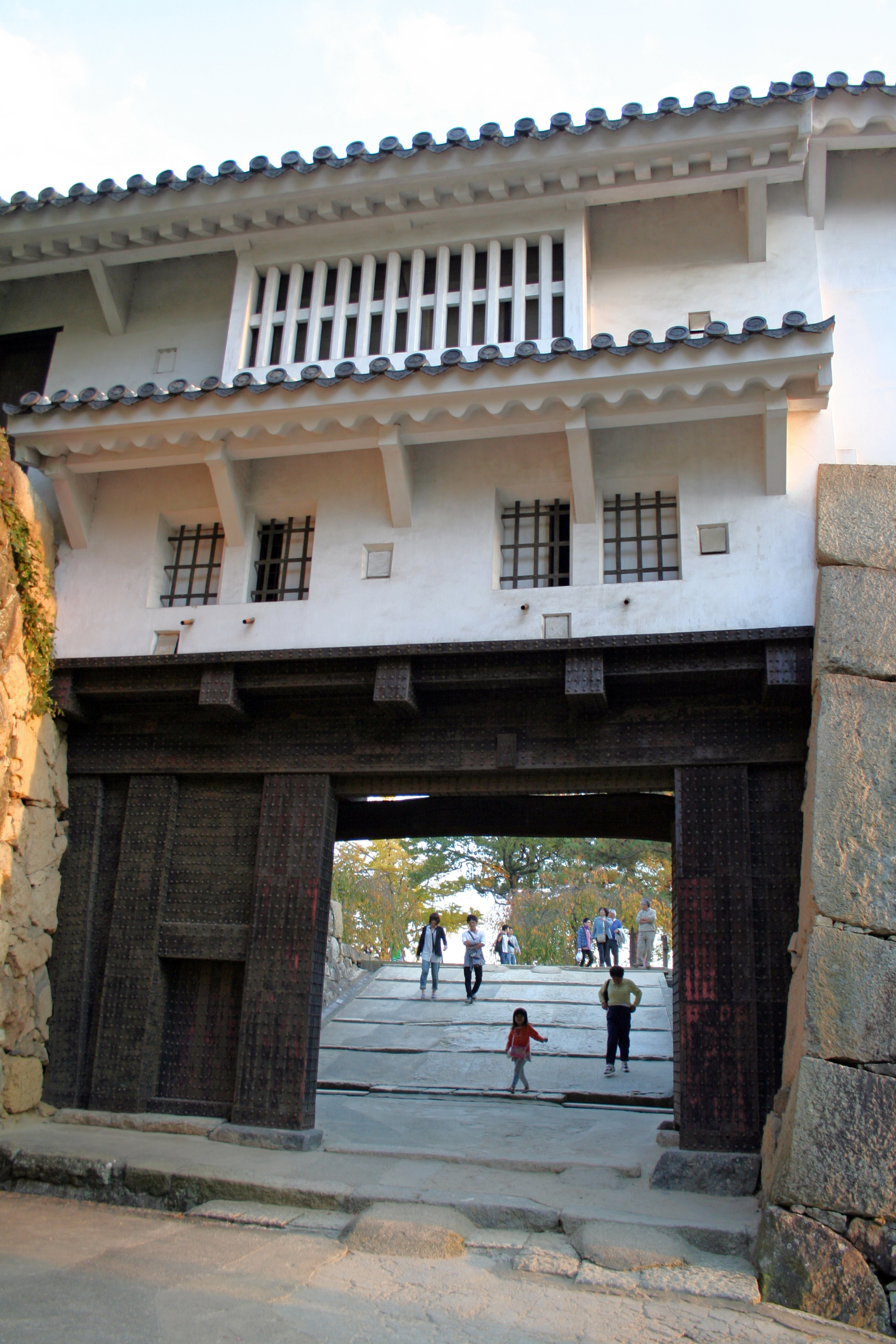
ぬの門。備前丸南方を通って天守へ至る「下道」の途中、「上山里」西側に建つ脇戸付櫓門。
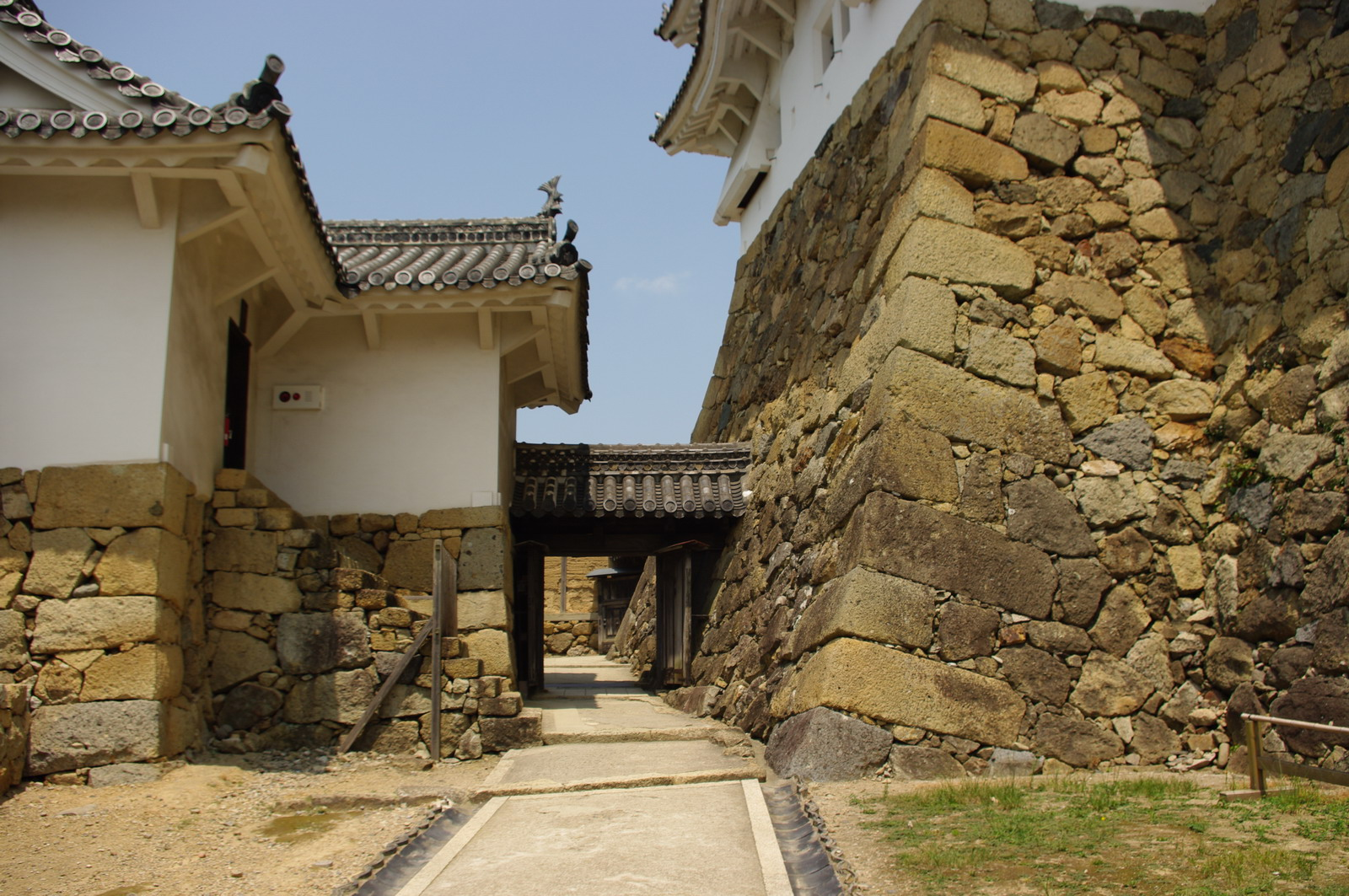
水の二門（右は乾小天守）。連立天守西側に建つ棟門。「上山里」西側に建つ櫓群。
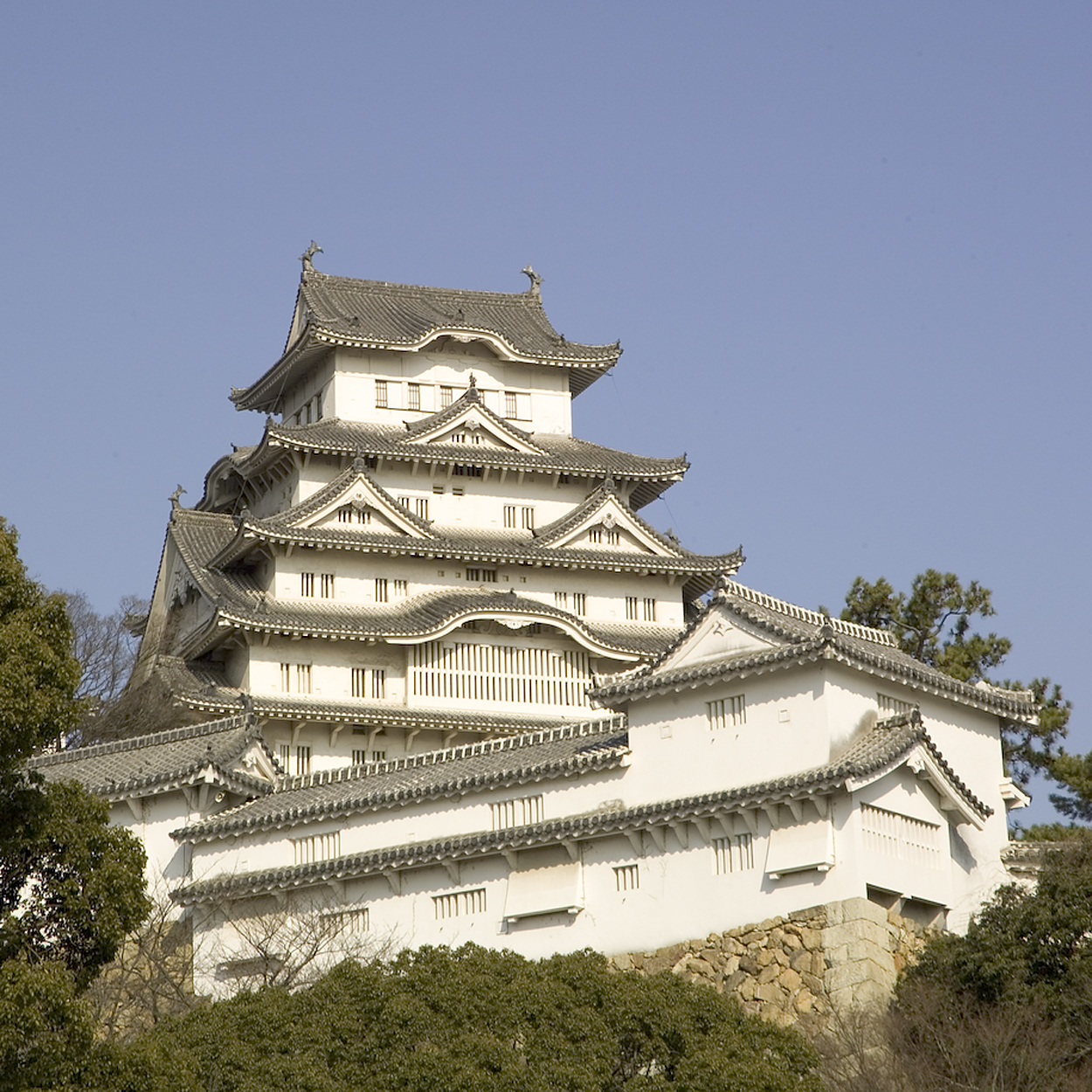
手前右からチの櫓、リの一櫓（低屋根）、リの二櫓、背後は大天守南面
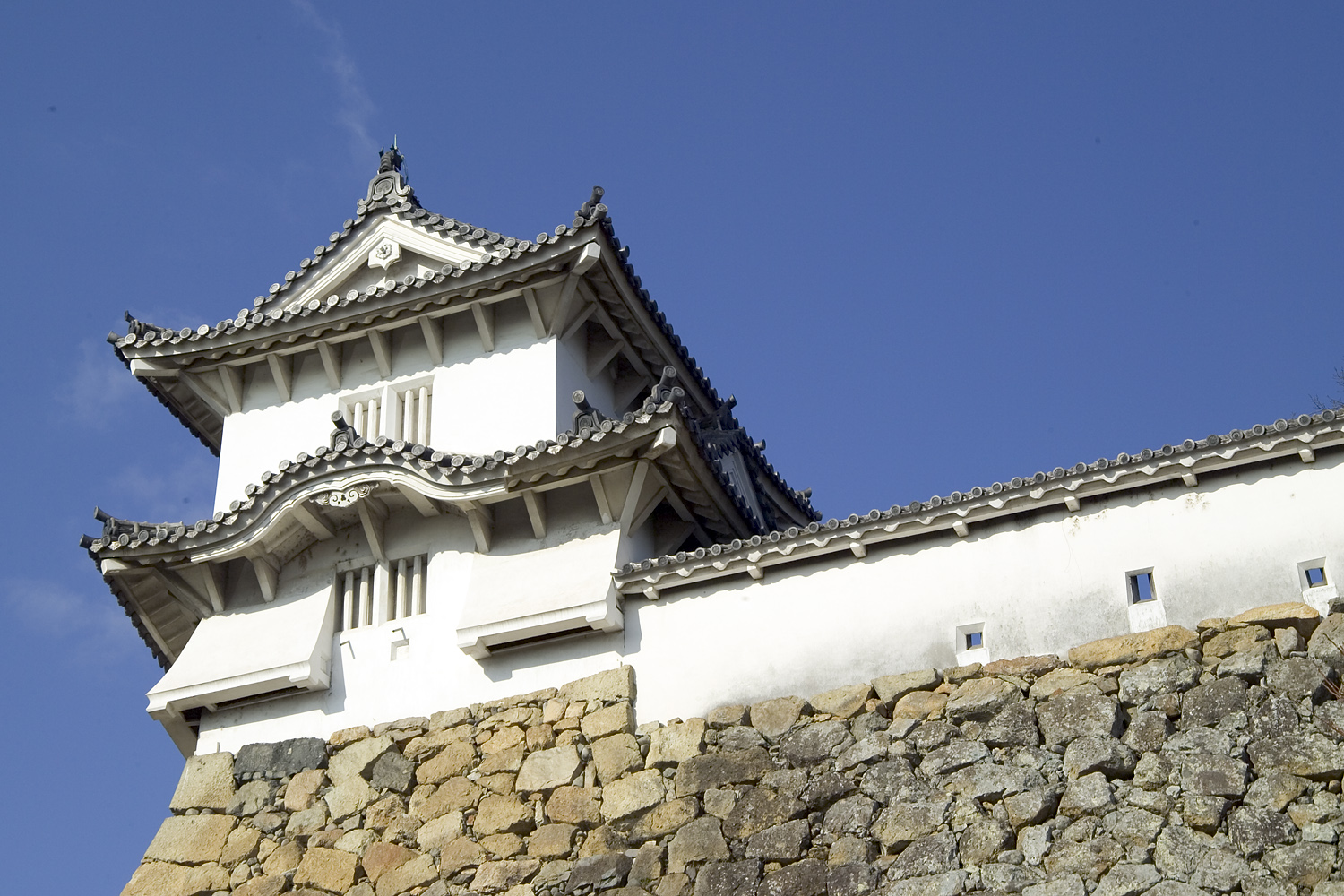
ワの櫓。西の丸西南角の隅櫓。
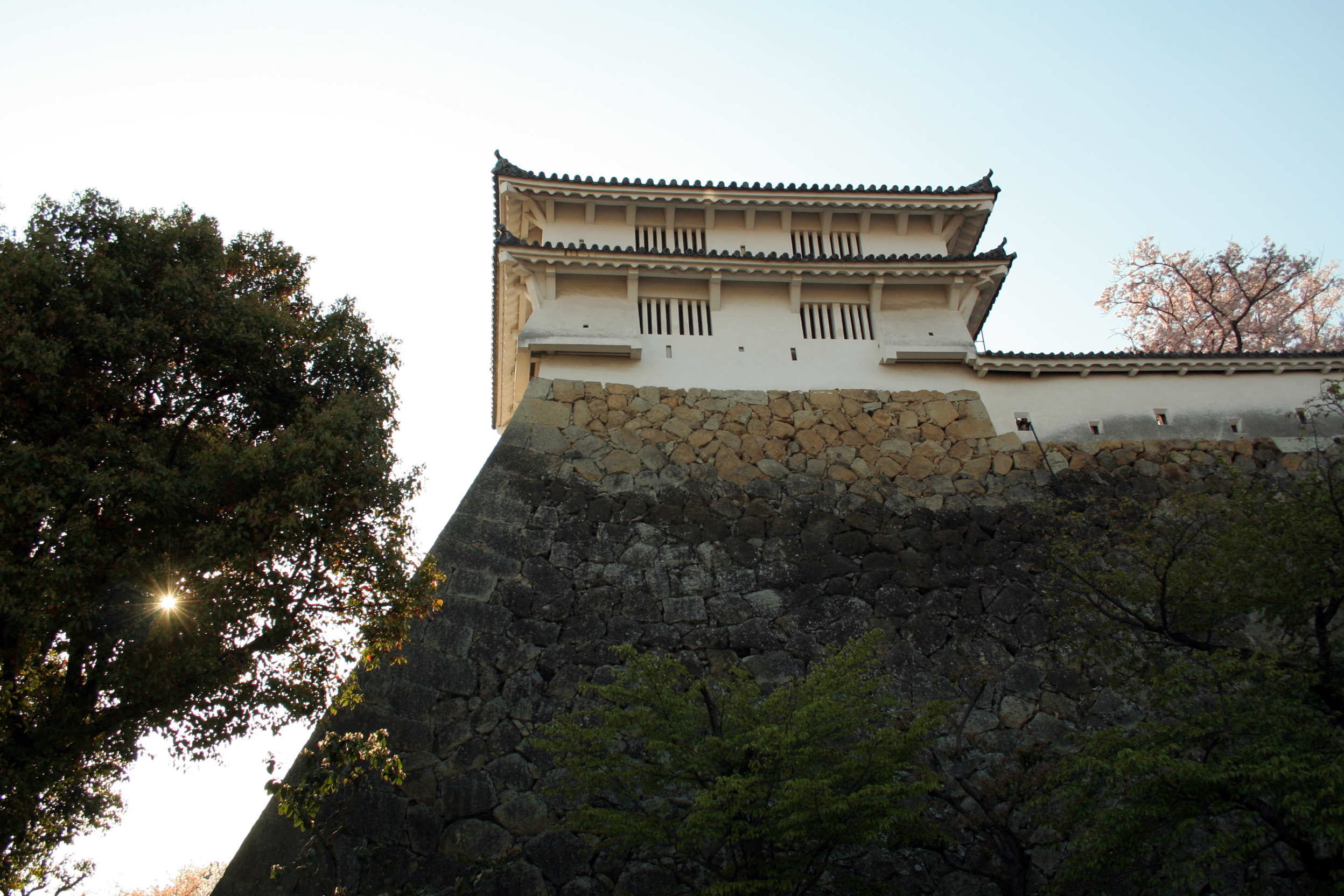
カの櫓。西の丸東南角の隅櫓。
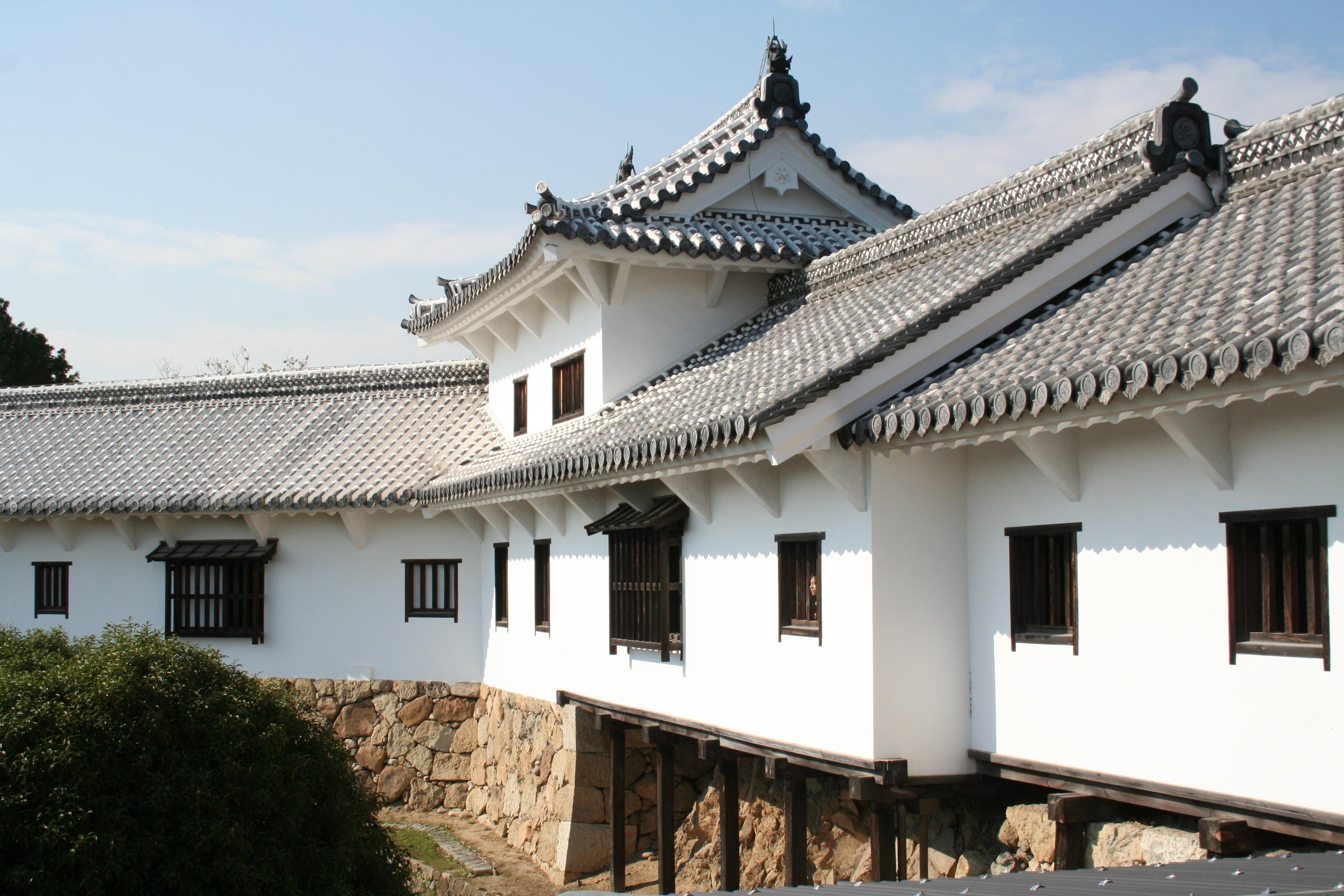
ヌの櫓（左はヨの渡櫓、右はカの渡櫓）。西の丸北面に位置する。
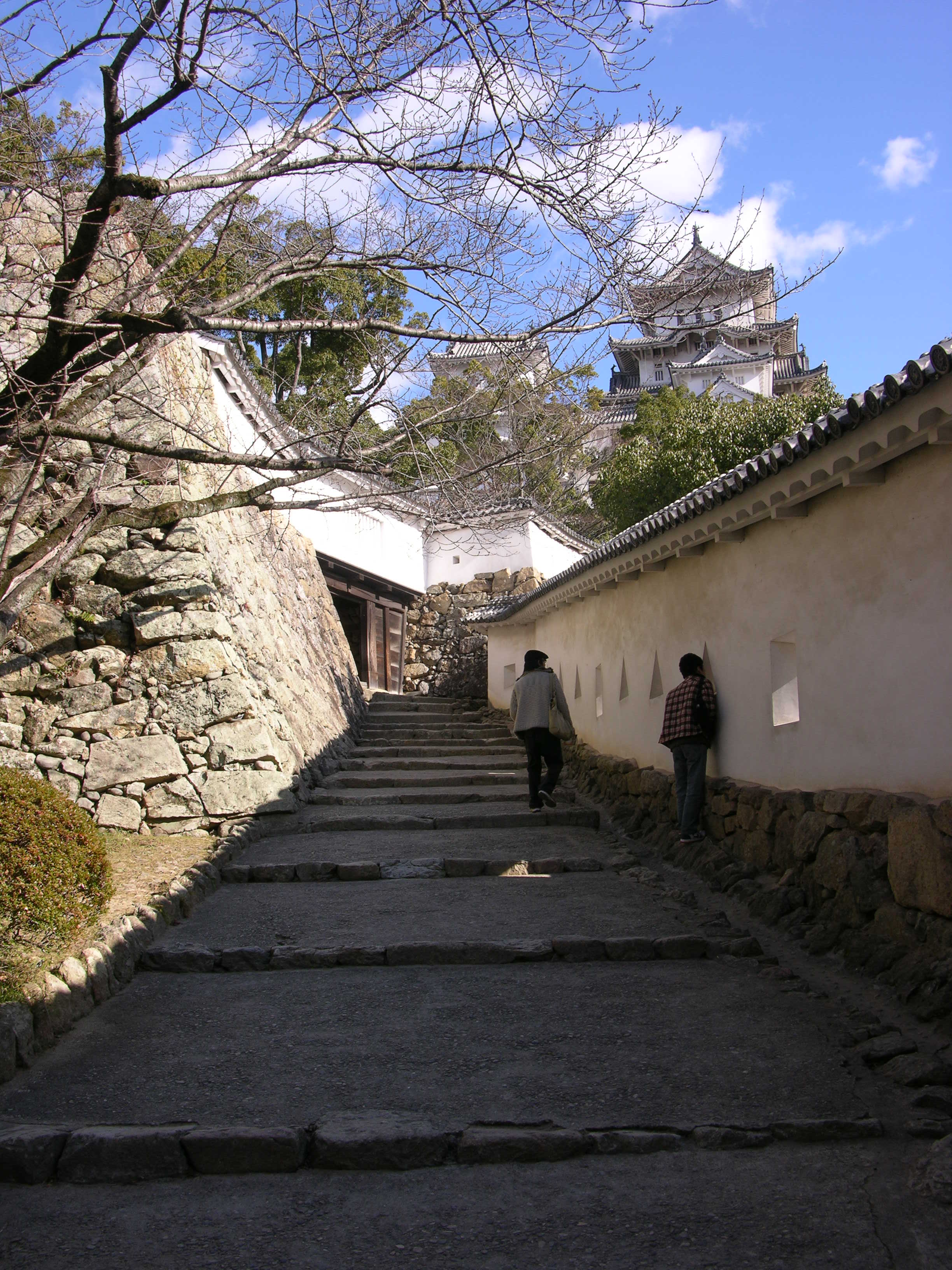
はの門南方土塀（正面は「はの門」）
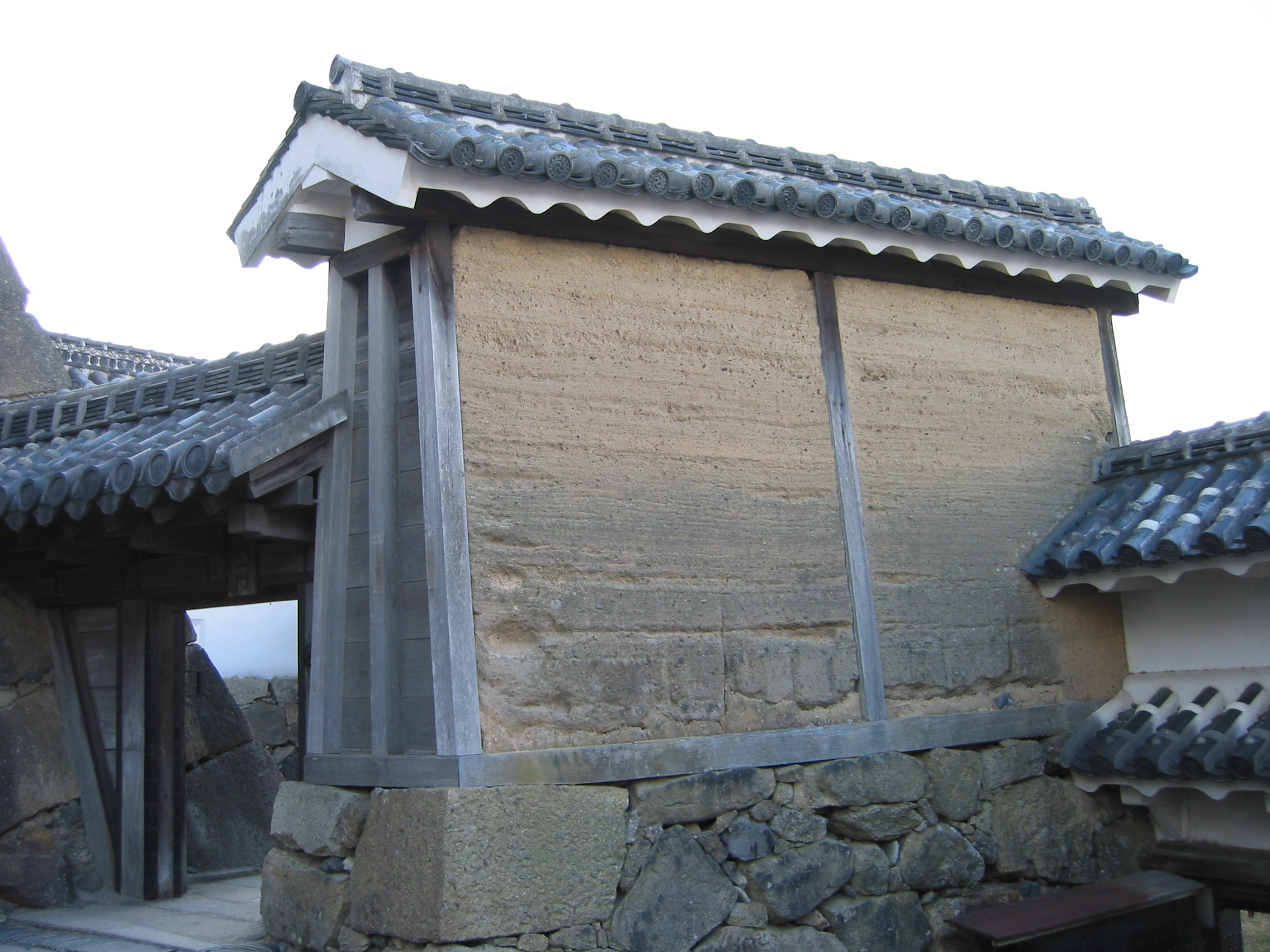
水の一門北方築地塀（左は「水の一門」）

### 特別史跡
姫路城跡
史蹟：1928年（昭和3年）9月20日指定（史蹟名勝天然紀念物保存法による）。
特別史跡：1956年（昭和31年）11月26日指定（文化財保護法による）。

### 受賞歴・選出歴
文化財指定などとは異なるが、以下のように様々な観点からの賞の授与や評価がなされている。
- 2004年（平成16年）、「姫路城中濠沿い散策路」が整備され、第6回「人間サイズのまちづくり賞」を受賞[259]。
- 2006年（平成18年）4月6日、日本100名城（59番）に選定された。
- 2009年（平成21年）3月、ミシュランガイド（観光地）日本編において最高評価の3つ星に選定された。
- 2012年（平成24年）9月、トリップアドバイザーの企画「バケットリスト」の「世界の名城25選」に選ばれた[260]。
- 2014年（平成26年）11月18日、「2014年アジア都市景観賞」を受賞[261][262][263]。
- 2015年（平成27年）1月16日、第8回国土交通省バリアフリー化推進功労者大臣表彰を受賞。「平成の修理」の見学施設や城内通路のバリアフリー化が評価された[264][265][266][267]。城郭の受賞は初めて（受賞発表は前年12月25日）。
- 2015年11月4日、「平成の修理」での展示・設計が評価されアジアデザイン賞2015の大賞（最高賞）と環境デザイン部門の金賞を受賞した[268][269][270][271]。
- 2016年（平成28年）1月21日：関西元気文化圏賞の大賞を受賞[272][273]。

このほか、平成の大修理中の2011年12月6日には、見学施設の実物大線画や国宝建築の修理を公開したことなどが評価され、第45回SDA賞の演出サイン部門サインデザイン優秀賞（日本サインデザイン協会）と、ディスプレイデザイン賞2011の企画・研究特別賞（日本ディスプレイデザイン協会）を受賞した。

#### 姫路城が選ばれている百選
- 日本100名城
- 平成百景
- 美しい日本の歴史的風土100選
- 人と自然が織りなす日本の風景百選
- 日本さくら名所100選
- 日本の歴史公園100選（姫路公園）
- 日本遺産・百選

## 城内の樹林及びその他の施設

### 姫山樹林
姫路城天守周辺北側及び西側には約1.8haの樹林が広がる。この林は大正期から昭和期の調査で「原始林」とされ、市民からも「原生林（姫山原生林）」として親しまれてきた。その後、2011年から2012年にかけて姫路市が専門家に依頼した植生調査で、この樹林は江戸後期には存在せず厳密には原生林と認められないことがわかり、2021年度から始まる整備計画で公的な資料での呼称を「姫山樹林」と改める方針とした。
- 姫路城では以前から城郭の景観を江戸時代の物に近づけるためや、樹木の生長及び外来植物の繁殖による景観や文化財（特に石垣）・生態系への影響を考慮して、「樹木パトロール」を組織して樹木の伐採・剪定が計画され、下山里曲輪など城郭の一部区域では作業が進められている[276][277][278][279][280][281]。また、明治以降に植生した植種は原則伐採されていた。1969年と2010年の植生調査を比べると29種類増えており、外来種のシュロやトウネズミモチ、ニワウルシ、ニセアカシアなどブラックリストにある種も含まれている。
- 姫路城管理事務所では、城内とその周辺に生えている樹木について、倒木の恐れがあると判断した物の伐採を2008年から開始し、さらに2014年には、大天守南側の石垣とその周辺の樹木についても独自基準で剪定した。ところが剪定の際、幹を残し枝のみを払うというやり方を取ったため、樹木が異様な形となり、市民から「美観を損なう」などのクレームが市に多数寄せられる事態となった。これを受け市文化財課は、管理事務所に対し伐採の中止を指示した[282]。しかしこれは伐採計画の途中段階であって、一斉に根こそぎ伐採すると樹木の根の保持力がなくなり土の崩落の恐れがあるために樹木は残しつつ日当たりを良くして下草を充分に育成させてから伐採に移るための処置であると管理事務所は説明した[283]。
- 2021年度から始まる整備計画では、生態系に影響のある外来種や、土壌保全の観点から城の構造物に悪影響を与えたり倒木の恐れがある樹木などを伐採する対策が盛り込まれた[275]。

### その他の城内施設
- 姫路城管理事務所 -2000年に設置[284]。

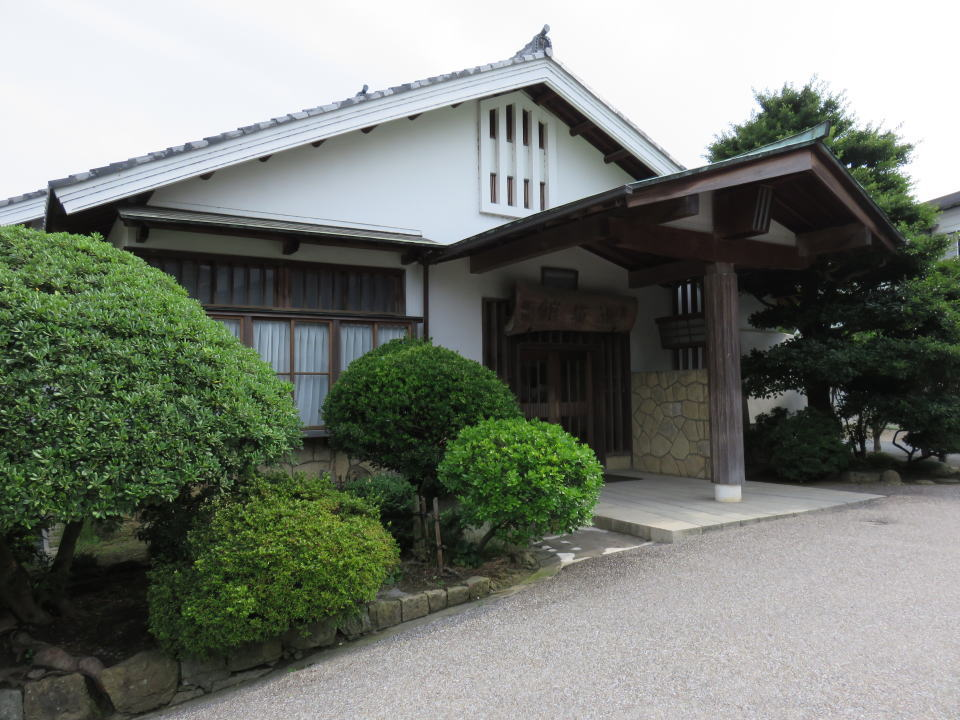
迎賓館

- 姫路城防災センター - 平成9年から設置が始まり[285]2001年に設置[284]。自動火災報知設備・監視カメラなど管理システム。城内には千か所以上に消化・延焼防止のスプリンクラーが付けられている[286][287]。姫路城の避雷針設置は「昭和の大修理」の時に始まった。平成から令和にかけての防災設備改修工事によって避雷器を15か所から34か所に増設した[288]。
- 迎賓館 - 1951年（昭和26年）建築、木造平屋瓦葺。和室2部屋、洋室1部屋、厨房などを備えている[289]。
- 姫路城見学資料室 - 菱の門入城口近く。
- 姫路城情報センター - 大手前通り大手前公園近く。
- ひめじの黒田官兵衛 大河ドラマ館（2014年1月12日から2015年1月10日）：NHK大河ドラマ『軍師官兵衛』の関連施設[290]。約61万人の入館者数を記録した[291]。

## 伝承

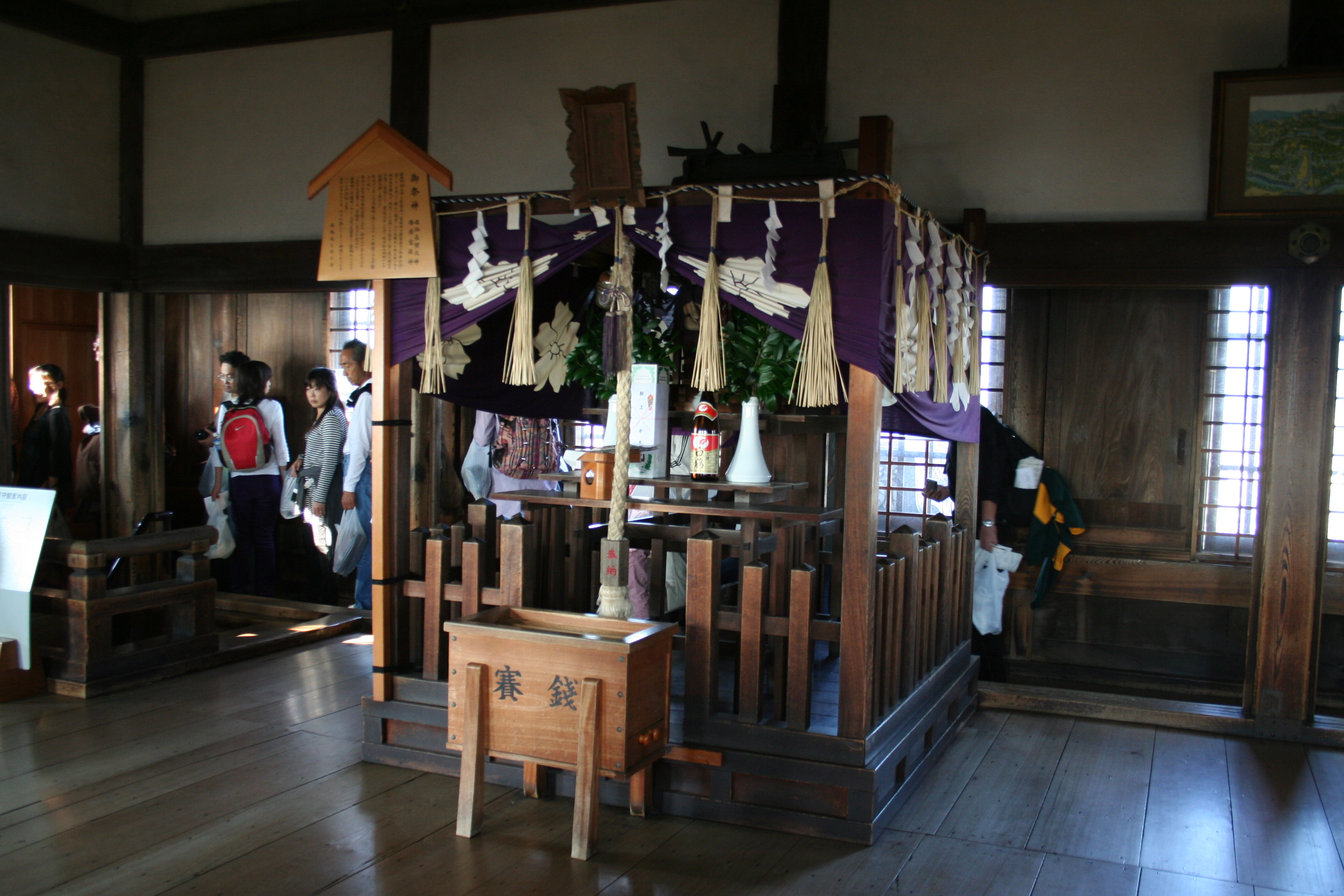
大天守最上階の刑部神社

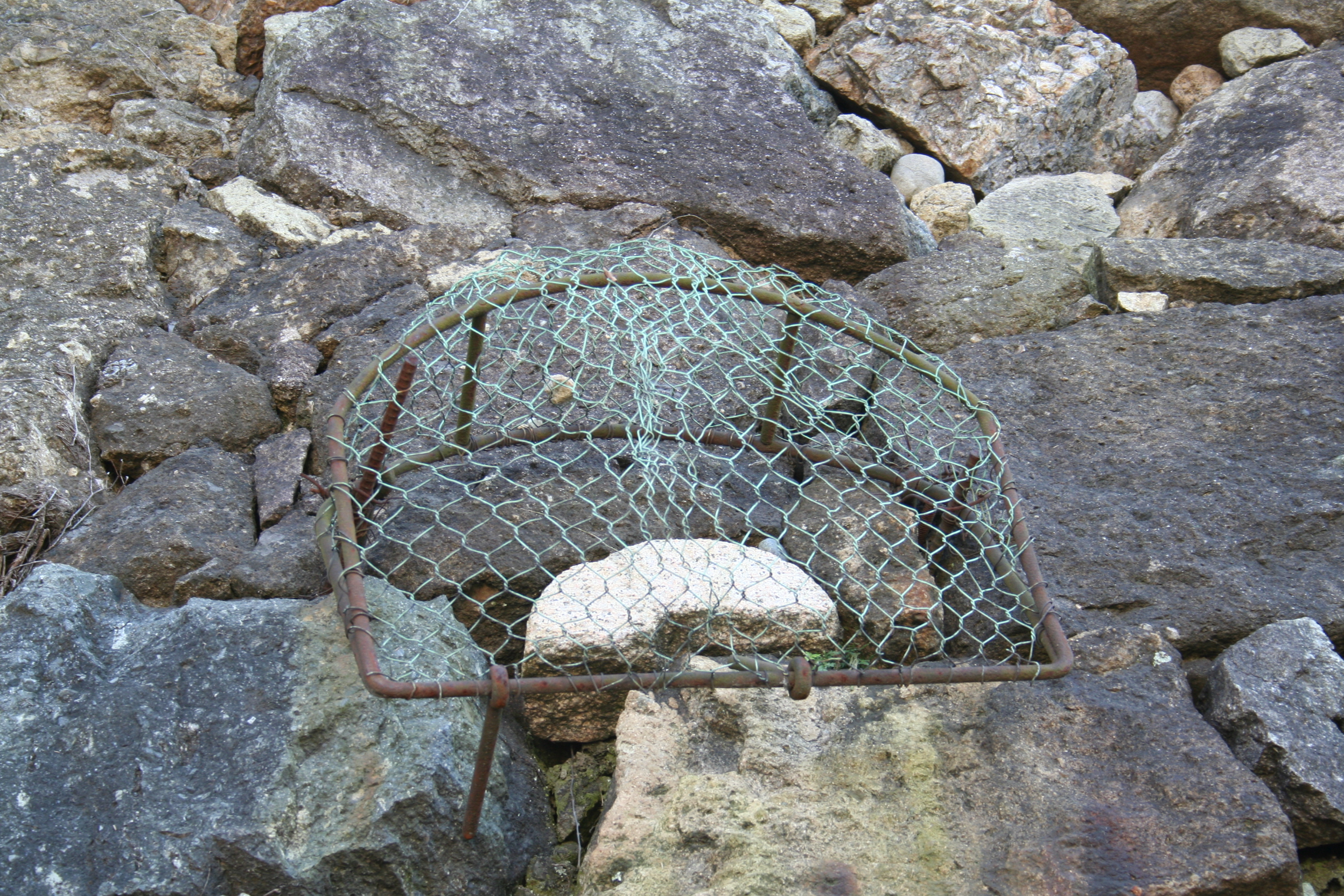
姥が石

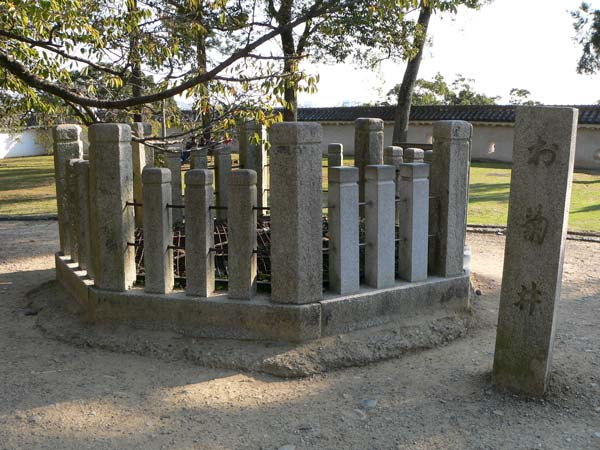
お菊井戸

刑部明神（おさかべみょうじん）（長壁明神とも）
姫路城の守護神。もとは刑部氏の氏神であった。大天守最上階に祀られている他に、旧中曲輪の長壁神社や播磨国総社にも祀られている。輝政の時代には城内の八天堂に祀られていた。
長壁姫（おさかべひめ）
姫路城に隠れ住むといわれる日本の妖怪。様々な伝説がある。
開かずの間
大天守3階から4階へと続く階段の下にある小部屋。吉川英治の小説『宮本武蔵』内の光明蔵の章に武蔵が姫路城の天守に3年間幽閉され精神修養をしたという表現があるが、これは創作とされ本来は倉庫として使われていた可能性が高い。1912年（大正元年）に一般公開されて以来、非公開であったが大河ドラマ『武蔵 MUSASHI』が放送されるにあたり、2002年（平成14年）9月1日から2003年（平成15年）5月5日まで特別公開され武蔵の人形が置いてあった。小説での池田輝政との関わりも創作とされるが藩主の本多忠刻とは関わりがあったとされる。
にの門の十字紋瓦
にの門の破風の上には十字架を描いた瓦があり、羽柴秀吉築城時にキリシタンであった黒田孝高を評価して作らせたものであるとされている。
姥が石（うばがいし）
羽柴秀吉が姫山に3層の天守を築城の折、城の石垣として使う石集めに苦労していた。城下で焼き餅を売っていた貧しい老婆がこれを知ると、石臼を秀吉に差し出した。秀吉は老婆の志に大変喜んだ。この話はたちまち評判となり、人々が競って石を寄進したという。石垣は孕み（脹らみ）や、これが悪化して崩落する事が恐れられているため、「姥＝老女＝孕まない（妊娠しない）」事にかけた言い伝え。実際に乾小天守北側の石垣には石臼が見られるが、この石垣は秀吉時代に構築されたものではない。他にも古代の石棺を石垣として使用している。「平成の修理」ではこの伝承を基に「平成の姥が石　愛城募金」を募っている。
棟梁桜井源兵衛の自害
二代目天守については次のような伝承がある。
城が東南方向に傾いているのは古くからいわれていたことで「昭和の大修理」では実際に城が傾いていることが確認された。原因は軟弱な地盤の上に築城したため、石垣が構造物の重量で沈下したためであった。
播州皿屋敷
浄瑠璃などの元となったと言われるが、原型となった話は現在の姫路城ができる以前（永正年間）のものと言われる。本丸上山里内に「お菊井戸」が残る。皿屋敷・お菊神社を参照。
四神相応
姫路城の東に市川・西に山陽道・北に広峰山・南に播磨灘という配置から、それぞれに関わる四神の利益を得られる四神相応の地として見立てられることがあり、さらにそれが播磨ゆかりの陰陽師・道摩法師によって見出だされたという伝説がある。

## 整備と管理

### 整備計画
姫路城では10年ごとに保存活用のための計画が策定されている。
- 他の城に先駆けて2003年から石垣の積み方や種類等の記録を取り、崩落の危険度や修復の資料としている[297]。
- 出丸（御作事所）跡にある市立動物園を移転する方向で検討が行われている[298]。
- 三の丸御殿の復元に向けて、測量・発掘各種調査や、図面や写真などの提供に対する謝礼金を用意して資料の収集をしている[299][300]。これに関連して現存しない城郭建築や城下町を再現したCGが製作され公開された[301][302]。

### 管理上の諸問題
外来種による被害
堀の水棲生物や、姫山樹林・城内の植物の植生で外来種の増加により在来種への影響や石垣を浸食するなど文化財への悪影響が出ている。
2016年5月、姫路城西側の中堀で特定外来生物のヌートリアが初めて発見されたが、水辺に穴を掘って巣を作る習性があることから、石垣の強度低下による崩落が懸念されており継続的に駆除されている。
禁止区域での釣り
堀での釣りは禁止されているにもかかわらず釣りをしたり釣り糸などのゴミを放置する問題が起きている。
落書き
2009年までに、西の丸を中心とした城内に、人名などを掘り込む落書きが、100件以上発見された。いずれも、監視カメラからは死角となっていたという。姫路市では、落書きの上から着色して目立ちにくくする方法などを検討している。これらの落書きは、最終的には609ヵ所にも及ぶことが明らかとなり、姫路市では対策として、2010年4月以降、西の丸の「百間廊下」（重要文化財）への立入りについて、28部屋のうちの25室に柵とセンサーを設置し立入を禁止し、城内の監視カメラが増設された。
周辺の世界遺産区域内の樹木に対しても、多数の同様な落書きが発見されていることが判明している。姫路市では、「樹木にまでは手が回らない」として、調査などは行わないとしているが、この姿勢に対しては、「落書きを容認しているのと同じだ」と批判、心配する意見が強い。
ドローンの使用と衝突
姫路城以外にも文化財や祭りなどで無人航空機（ドローン）を使った撮影が行われ問題視されている。姫路城では2015年5月3日に未成年の少年がドローンを飛行させ任意同行を求められる事があった。また同年9月19日の早朝、姫路城の大天守の6階部分に、無人航空機（ドローン）が衝突しドローンは5階の屋根に落下した。ドローンの衝突の影響で窓枠の水切りの銅板に数ヵ所の損傷が発見され兵庫県警察では文化財保護法違反容疑で捜査を行っていたが、翌日には男性が出頭した。
また、2016年11月17日にも、大天守にドローンが衝突する事件があった。外国人観光客が操作していたものと見られている。
2019年1月1日より姫路城上空ではドローンの飛行が禁止され、禁止エリア内で飛行させた者には10万円以下の罰金が課せられる。

## 現地情報

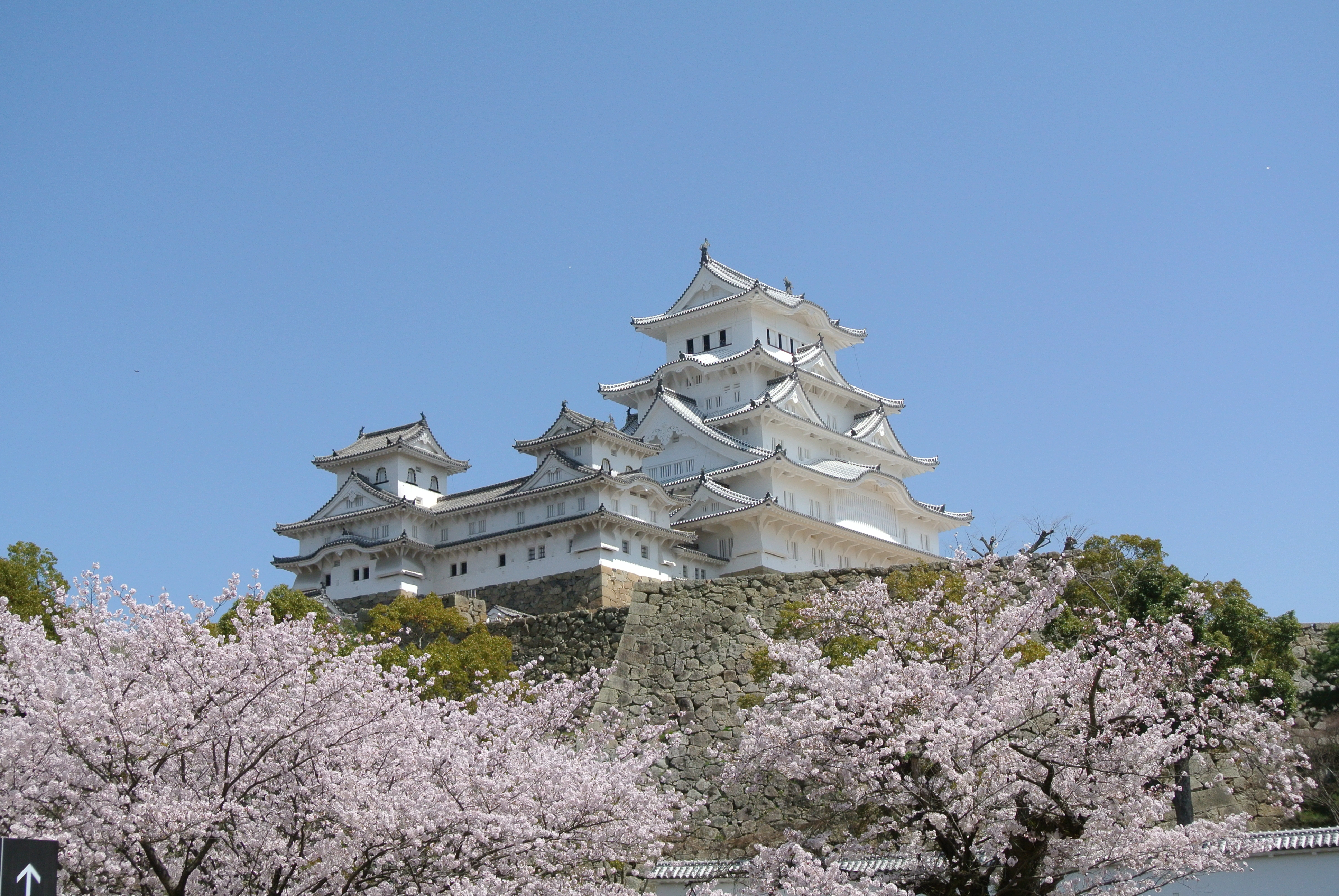
姫路城とサクラ

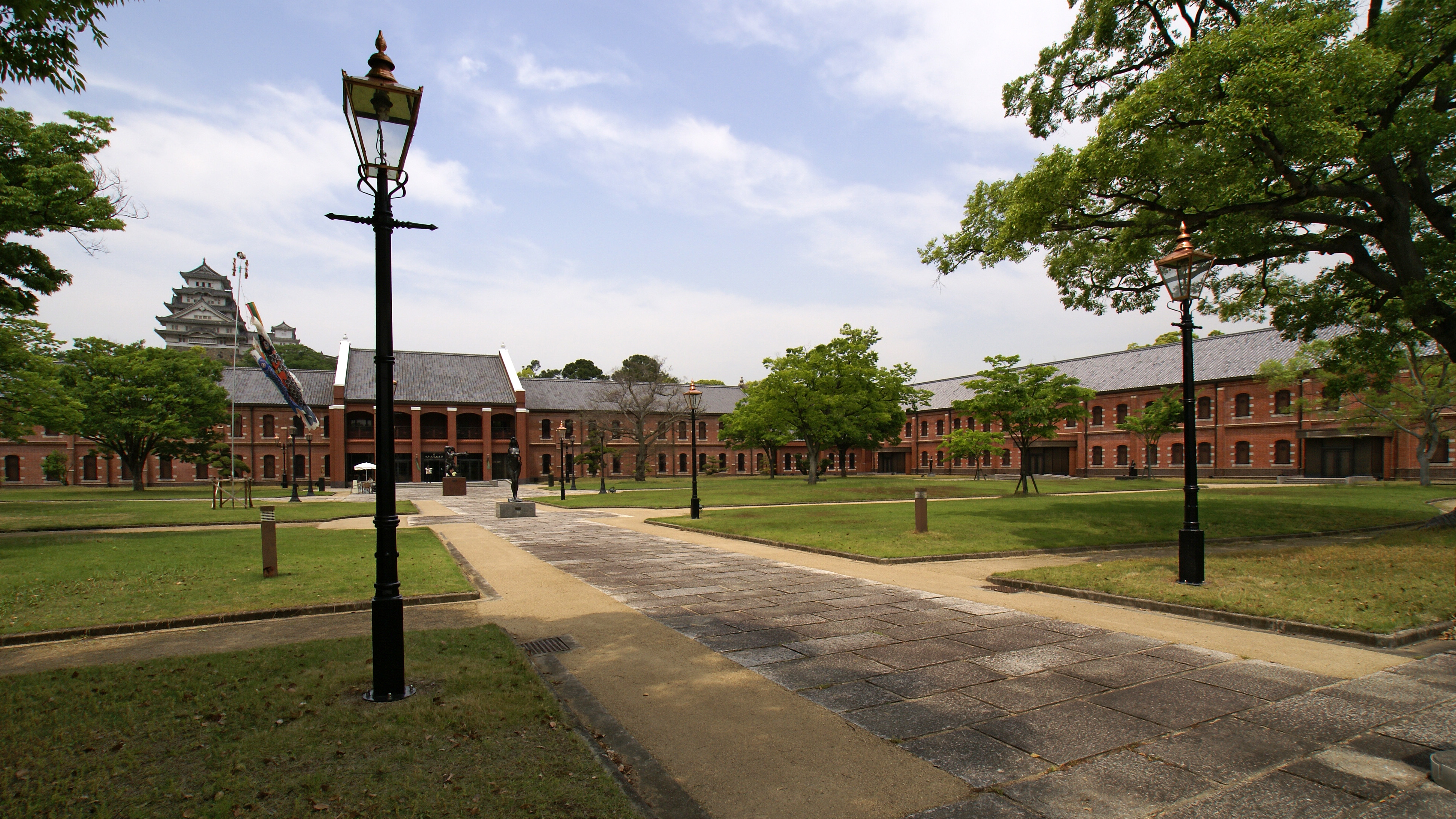
姫路城と姫路市立美術館

姫路城の運営業務の経費節減、来城者のおもてなしを強化することを目的として、観光客への案内や改札業務等は民間企業に委託されている。2017年から乃村工藝社が請け負っており、2018年3月以降は近畿日本ツーリスト（KNT）関西が受託者となっている。
- 所在地 - 姫路市本町68番地
- ライトアップ - 毎日、日没から午前0時まで点灯している。季節や様々なイベントにより色が変わることもある。
- スタンプ - 日本100名城のスタンプは管理事務所横の見学室に設置している。
- 御城印 - 有料区域内の売店で販売している。

### 交通アクセス
- 西日本旅客鉄道（JR西日本）：山陽新幹線・山陽本線・姫新線・播但線 姫路駅 姫路城口 (北口) より徒歩約20分。
- 山陽電気鉄道：本線 山陽姫路駅より徒歩約15分。「姫路城おでかけQR1dayチケット」（ポートライナー：神戸空港駅～三宮駅の片道、阪神・阪急神戸三宮駅～山陽姫路駅1日電車乗り放題、姫路城入場）を、現在「スルッとQRtto」HPにて発売している。(2025年10月31日までの発売)
- 神姫バス「姫路城大手門前」下車すぐ。12 - 2月は土日・祝祭日、3 - 11月は毎日、平日は30分に1本、土日・祝祭日は15分に1本神姫バスにより「姫路城ループバス」も運転される。

### 開城時間・料金
開城時間
- 通常：9時 - 16時（17時閉城）、夏季：9時 - 17時（18時閉城）※コロナ対策として2020年以降の開城時間は変更されている。
- 休城日：12月29日、12月30日[注釈 28]

料金
- 大人：1,000円、子供（小学生から高校生）：300円、団体（30人以上）：一律2割引[321][322][323][324][325]。
  - 播磨地域8市8町在住の4歳から中学3年生に配布されるどんぐりカード[326]、姫路市に住民票がある65歳以上に配布される高齢者福祉優待カード[327]を提示すれば無料となる。
  - 障害者手帳所持者は、本人と介助者1名が無料となる。車いす利用の場合は、本人と介助者3名までが無料となる[328]。ミライロIDも利用可能。
  - 平成の修理完了後の2015年3月27日から入城料が改定された。改定前は大人600円、子供（5歳から中学生）200円だった、団体は30人以上1割引、100人以上2割引、300人以上3割引だった。平成の修理工事期間中（2010年4月12日から2015年3月末）は大人400円、小人100円に減額され、修理見学施設に入るには大人200円・子供100円の追加料金が必要であった。
  - 2015年7月の1か月間、平成の修理が完成したことを祝って、姫路市民は運転免許証や健康保険証など住所と名前が確認できるものを提示することで入城料が無料となった[329]。
- 割引共通券（姫路城と好古園）も販売されている。

2016年（平成28年）2月1日からクレジットカードでの入城券購入が可能となった。対応するのはVisaとマスターカード。2020年2月からは、券売機が6か国語（日本語、英語、中国語（繁体字・簡体字）、韓国語、フランス語）対応となり（音声ガイダンス付き）、2020年8月からは、各種電子マネーも利用可能。

### 登城

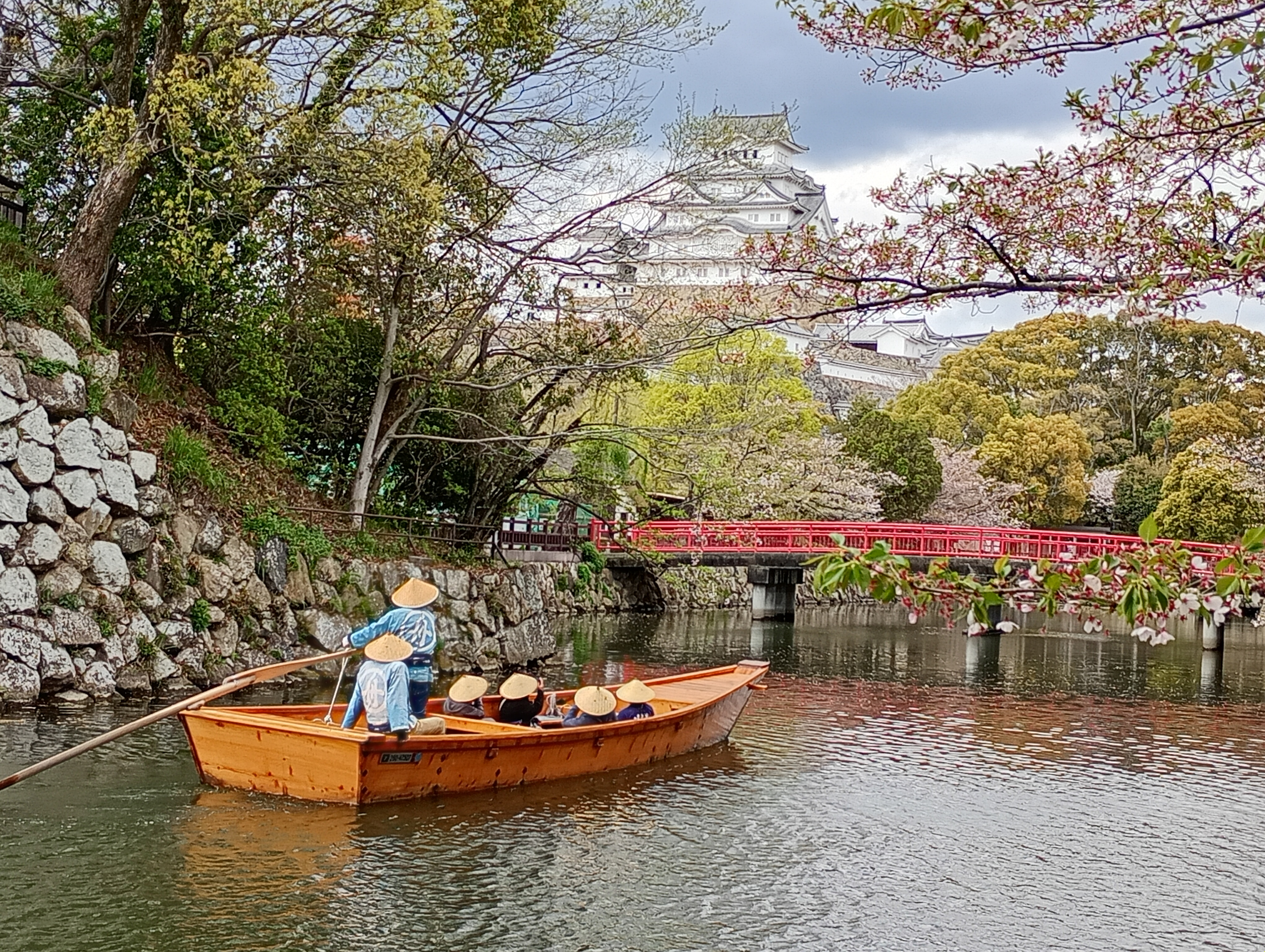
姫路城と船。

入口は正面大手登閣口と東側搦手登閣口の2つある（搦手登閣口は現在閉鎖中）。城の東側にある姫山駐車場と城の北側にある城の北駐車場からは東門登閣口の方が近い。正面登閣口から大天守最上階へ登って下りてくる最短順路であれば約1時間、順路通りに回れば1時間半 - 2時間を要する。城の搦め手（裏門）に当たる東門登閣口からの順路は急な上り坂と段差のある石段になっているが登閣口からの時間にすると約25分で大天守最上階まで行ける。混雑していない状況での時間の目安は、大手門から正面登閣口まで約10分、正面登閣口から備前丸まで10 - 15分、東門登閣口から備前丸まで5 - 10分、備前丸から大天守最上階まで約20分である。
天守入り口でスリッパと自分の履き物を入れる袋が無料で貸し出される（2020年度はコロナ対策として中止）。階段が急なため、スリッパでは登りにくい上に自分の履き物を入れた袋が邪魔になるため手荷物の多い人、子供や足腰に不安のある人は注意が必要である。
車椅子でも介助者数名が同伴すれば本丸（備前丸）までは登城可能である。身体障害者補助犬（盲導犬・聴導犬・介助犬）は天守・櫓など建物内への同伴はできないが、それ以外の有料区域内への同伴は、ケージにペットの全身を入れることを条件に許可されている。
城内ガイド
姫路城シルバー観光ガイドと外国語ボランティアガイドが応対しており、三の丸広場北側にある姫路城管理事務所とJR姫路駅構内にある姫路市観光案内所（なびポート）で受け付けている。シルバーガイドは日本語のみで、ガイド1人2000円、1時間半 - 2時間かけて案内する。コロナ対策として定員が設けられている。外国語ガイドは英語・中国語・韓国語に対応し無料となっている。外国語パンフレットは英語・フランス語・韓国語・中国語（繁体字・簡体字）が配布されている。
2021年からは、松平健が音声案内を行うプレミアムオーディオガイドも開始され、さらに、コロナ禍で姫路城に来場できない外国人観光客用に外国語バーチャルツアーも開始された。
公衆便所
公衆便所は、登閣口より入った有料区域内の菱の門東・西の丸庭園・備前丸の3箇所に設置されており、無料区域である三の丸広場などにも多数トイレが設けられている。三の丸広場西トイレはユニバーサルトイレも設けられている。
通信
城内20箇所以上でのWi-Fi接続利用が可能。

### 観光和船
- 2011年12月、「姫路藩和船建造委員会」発足。
- 2012年3月17日から29日の間、観光用和船が試験運用され[339][340]、好評だった[341]。2013年（平成25年）の春を目標に和船の建造を開始[342]。絵図や文献を元に地元の船大工やオクムラボートが木造（一部モーター）で復元し、「はりま」と命名された。全長は約9.5m、最大幅は約2.3m。船頭・ガイドを含め12人が乗船できる[343][344][345]。
- 2013年3月1日、水進式が行われ、同年3月16日から正式運行が開始された[346][347]。内堀西部から南西部にかけて1日12便、1.5kmを30分かけて運行している[348]。
- 運行 - 3月初めから11月末まで1日10便以上運行。繁忙期以外は平日の運航や便数が少なくなる[349]。平成の修理後も運航される[350]。
- 料金 - 大人1,000円、子供500円

### イベント

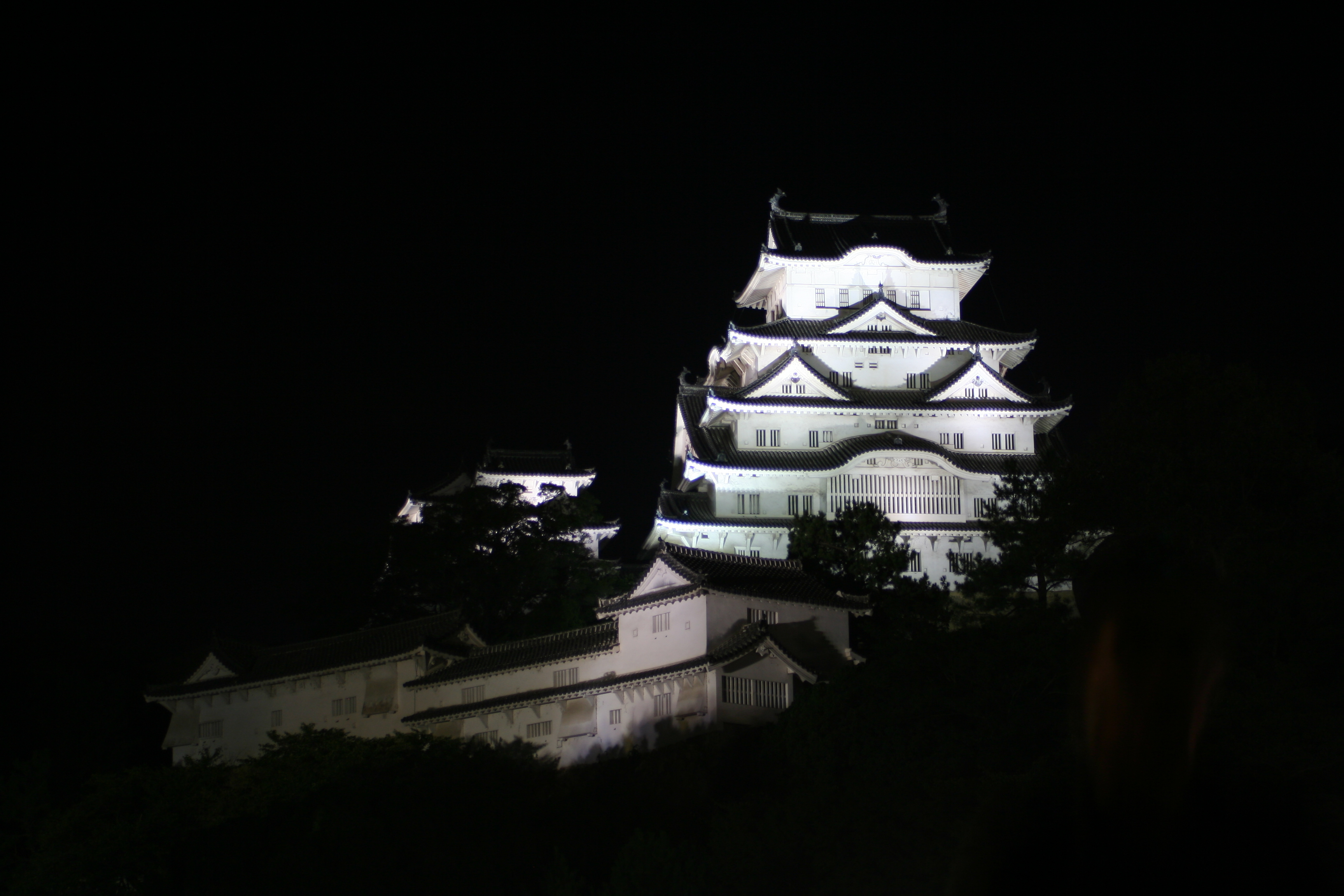
観月会でライトアップされた姫路城

2020年から大名行列調度品の常設展示が追加された。

また、大天守1階と2階での武具庫特別展示が、さらに化粧櫓では千姫・忠刻復元着物の特別展示が行われている。（不定期開催）

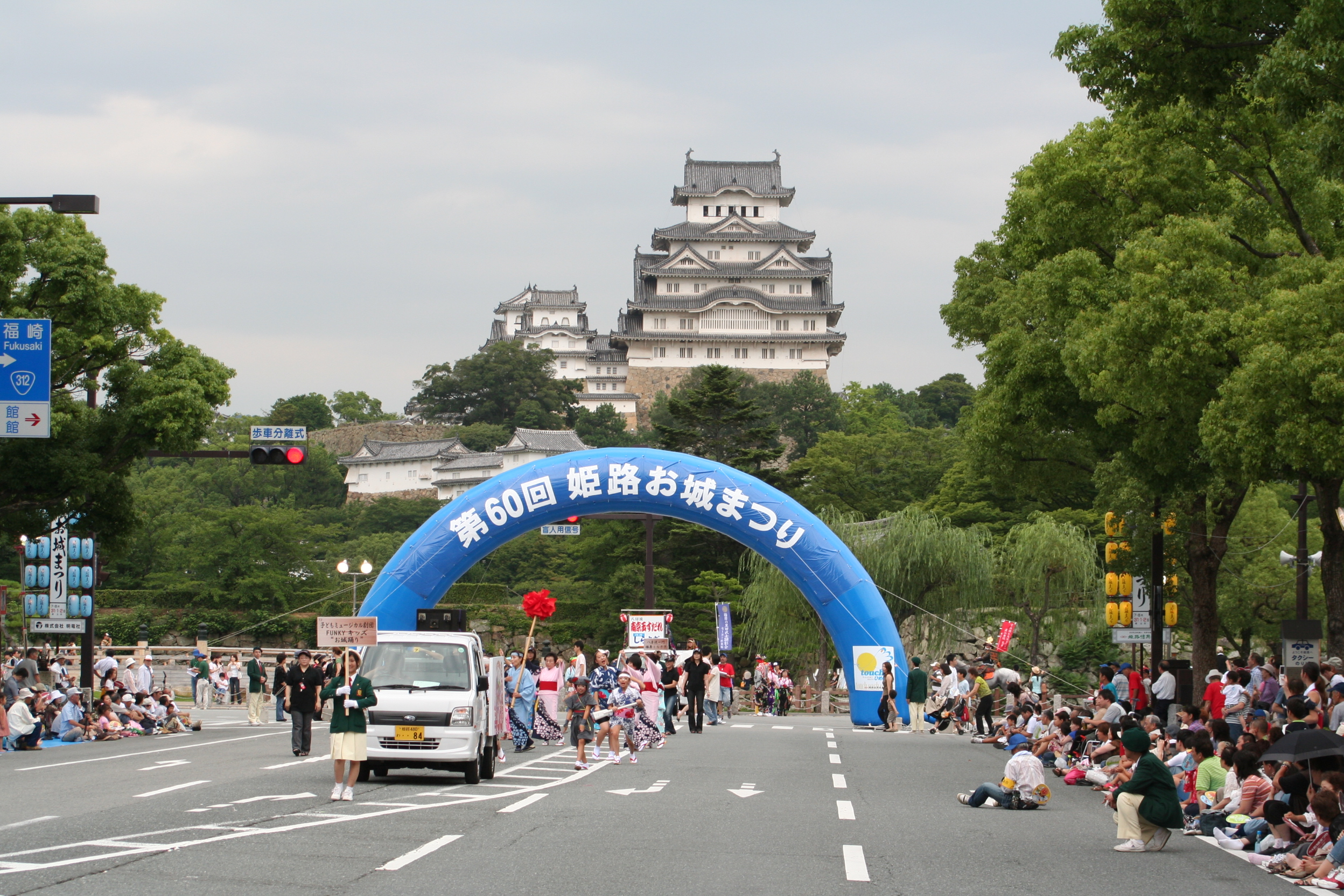
姫路お城祭

元日無料登閣（1月1日）
2020年まで元日は入城無料とされていたが、2021年の元日は有料となった。2010年（平成22年）までは初日の出を見るために早朝に大天守まで登れたが、大変な混雑のため安全を考慮して廃止され、開城時間の前倒しが行われている。
世界遺産姫路城マラソン（2月）
ゴールは姫路城三の丸広場。姫路城ロードレース大会や姫路城下町マラソン大会を発展的に統合し、2015年から開催。
姫路城駅伝大会（2月）
内堀周辺を周回する。2010年から開催されている。
しろの日（4月6日）
姫路市制100周年を記念した「ふるさと創生事業」を実施するため市民から公募し、1990年（平成2年）より行われている。普段は非公開となっている部分が春の特別公開として5月頃まで公開されるほか、多数のイベントが催される。姫路城内の桜の花が開花する頃であり、地域を代表する花見スポットとなる。制定以来、この日には城を含め指定の周辺施設が入場無料とされていた。しかし桜の開花時期とも重なり来場者数が増加、入場制限を行うなどしていたが安全管理を考慮し無料開放は2007年（平成19年）4月6日をもって終了した。
姫路城観桜会（4月上旬）
和太鼓・琴などの演奏や姉妹都市からの出展など。
姫路城夜桜会（4月上旬）
西の丸庭園で夜に開催。桜のライトアップなど。2021年度は、コロナ対策として事前WEB予約制が導入され、あわせて有料イベントに変更された。
千姫ぼたん祭り（4月下旬）
三の丸西（本城跡）で開催。「千姫様お輿入れ行列」や句会など。
姫路お城祭り（8月上旬）
姫路城薪能（三の丸広場）、「お城の女王」などによる大手前通りのパレードなど。
姫路城観月会（9月下旬）
筝曲・舞踊や月観測、地酒や月見団子の出店など。2020年度はオンライン開催となった。
姫路城菊花展（10月中旬から11月中旬にかけて）
1000点近い菊の展示。
秋の特別公開（11月上旬）
非公開部分を1週間ほど期間限定で公開。
姫路城世界文化遺産登録記念日（12月11日）
世界遺産登録日を記念して2008年（平成20年）制定された。上記の「しろの日」に替えて城と指定された周辺施設が入場無料となる。
年末年始
城内の松にこも巻きを施したり、巨大門松を飾る他、姫路城クリーン作戦と題された清掃事業が1976年（昭和51年）から毎年12月中旬に行われてきた。陸上自衛隊姫路駐屯地の隊員による訓練の一環で、車両やボートなども使って通常では清掃が困難な石垣や堀などを重点に清掃している。ただし、こも巻きについては逆効果であるなどの理由により、2015年から中止された。
その他、市民有志による清掃会（愛城会）など。

#### 過去のイベント

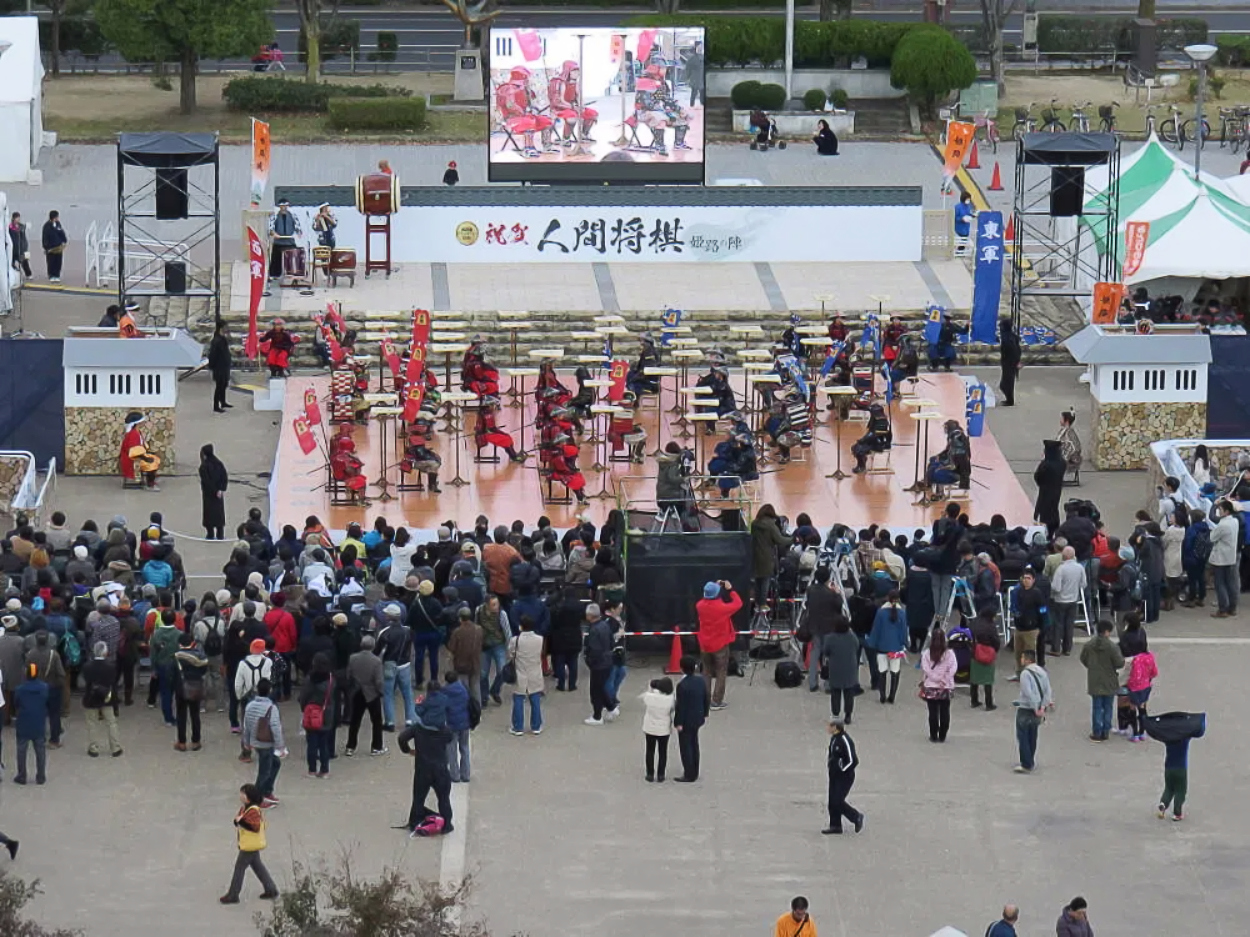
2015年（平成27年）11月28日、姫路城大手前公園で行われた人間将棋。村田智穂対長谷川優貴。

秀吉と姫路展
1996年（平成8年）3月24日から8月25日まで、迎賓館で大河ドラマ『秀吉』に関する「秀吉と姫路展」が行われた。入場料は、大人（16歳以上）が200円、子供（5歳から15歳）が100円で、姫路城への登問者・身体障害者手帳・老人福祉手帳・療育手帳を提示した市民は無料だった。
プロジェクションマッピング
2015年（平成27年）5月3日・4日・5日に、大天守や櫓、石垣などにプロジェクションマッピングを映す行事が行われ19万人以上が観覧した。
オペラ「道化師」公演
2015年9月17日から19日には備前丸でボローニャ市立劇場のオペラ公演「道化師」の公演が行われ吉田裕史が指揮を執った。
人間将棋
2015年11月28日と11月29日に姫路城大手前公園で西日本では初めて人間将棋が開催された。出演棋士は、28日が東和男、神吉宏充、稲葉陽、船江恒平、村田智穂、長谷川優貴、29日が井上慶太、福崎文吾、久保利明、山崎隆之、若松政和、室谷由紀。11月28日は村田智穂＝長谷川優貴の対戦で村田の勝利、11月29日は久保利明＝山崎隆之の対戦で山崎の勝利となった。この他、対談や指導対局などが行われた。
2016年11月5日・11月6日：「人間将棋　姫路の陣」が行われた。1日目は北村桂香と山口絵美菜、2日目は糸谷哲郎と稲葉陽が対戦した。
その他
- 2016年12月2日から12月11日まで姫路城ナイトアドベンチャー「煌めき＝KIRAMEKI＝」が行われた。普段は公開されない夜間に入城でき、城内各所でプロジェクションマッピングが上映された。
- 2017年5月20日：電王戦（佐藤天彦 対 コンピュータ将棋「Ponanza」）がチの櫓で行われた。
- 2019年2月1日 - 4日：世界遺産「姫路城」から朝日を見るツアーが行われた。

### 入城者数
- 1964年（昭和39年）度 - 173万8000人（統計以降の歴代2位・「昭和の大修理」竣工年）
- 2009年（平成21年）4月14日 - 「昭和の大修理」以降の累計入城者数が4000万人を突破した[380]。
- 2015年（平成27年） - 修理終了後に公開してからの入城者が7月には100万人を超え[381][382]、9月には150万人を超えた[383]。11月9日には200万人を超え[384][385]、12月9日には入城者数が8か月で222万人を超え、年間221万人だった熊本城を抜き城郭入城者数の歴代1位になった[386][387][388][389][390]。2015年（平成27年）度の入城者数は286万人を超えた[391]。

平成以降の年度別入城者数（概数）
- 1989年（平成元年）度 - 119万7000人
- 1990年（平成2年）度 - 81万1000人
- 1991年（平成3年）度 - 87万1000人
- 1992年（平成4年）度 - 88万5000人
- 1993年（平成5年）度 - 101万9000人
- 1994年（平成6年）度 - 98万3000人
- 1995年（平成7年）度 - 69万5000人
- 1996年（平成8年）度 - 86万1000人
- 1997年（平成9年）度 - 71万6000人
- 1998年（平成10年）度 - 79万2000人
- 1999年（平成11年）度 - 71万3000人
- 2000年（平成12年）度 - 66万2000人
- 2001年（平成13年）度 - 70万8000人
- 2002年（平成14年）度 - 72万9000人
- 2003年（平成15年）度 - 81万4000人
- 2004年（平成16年）度 - 77万1000人
- 2005年（平成17年）度 - 77万8000人
- 2006年（平成18年）度 - 89万9000人
- 2007年（平成19年）度 - 102万3000人
- 2008年（平成20年）度 - 119万5000人
- 2009年（平成21年）度 - 156万1000人
- 2010年（平成22年）度 - 45万8000人（平成の修理着工）
- 2011年（平成23年）度 - 61万1000人
- 2012年（平成24年）度 - 71万1000人
- 2015年（平成27年）度 - 286万7100人[393]
- 2016年（平成28年）度 - 211万2100人[394]
- 2017年（平成29年）度 - 182万4000人
- 2018年（平成30年）度 - 158万9000人
- 2019年（平成31年/令和元年）度 - 154万8000人[395]
- 2020年（令和2年）度 - 39万171人

## 周囲の文化施設・観光名所
（建造物について、国登……国登録有形文化財、県指……兵庫県指定文化財、市指……姫路市指定文化財を含む）

### 姫路市本町68番地
姫路城所在地の姫路市本町68番地は、学校・病院・美術館・博物館さらには住宅・商店をも含み、単独の番地（街区）としては（皇居のある）東京都千代田区千代田1番街区の142haに次ぐ広さといわれる。本町68番地は内曲輪および中曲輪の範囲に相当し、明治から昭和戦前期には陸軍第10師団司令部・歩兵第10連隊（1925年（大正14年）まで）・歩兵第39連隊および城南・姫山の各練兵場が配置されていた。姫路空襲で旧外曲輪の市街地や軍用地南部を中心に焼け野原になり、戦後は残存した軍施設を一時的に被災した公共施設や学校の代替として用いていた。その後中曲輪内を官公庁・文教・休養地区および一部を住宅地・商店街として整備したが、番地は一部を除き分割されずにそのまま残った。分割されなかったのは戦後の混乱に起因するという。1980年代以降、この一帯の整備および再開発事業が行われ、様々な文化施設・観光名所が立ち並ぶ一帯となっている。分割された地番および周囲の一部を含めた総面積107.73haが特別史跡に指定されている。
（※……姫路市本町68番地から分割された地番を有するため、本節に含める）
- 兵庫県立歴史博物館 - 姫路城など日本各地の城郭を紹介する展示室がある。
- 姫路市立美術館 - （国登）当初は陸軍の倉庫で、後に姫路市役所。姫路城・好古園との共通入館券もある。
- 日本城郭研究センター - 姫路市立図書館（城内図書館）を併設。
- 姫路市立動物園 - 三の丸広場の東隣、出丸（御作事所）跡に設けられ、「お城の動物園」とも呼ばれる。
- 姫路城西御屋敷跡庭園「好古園」 - 名前は酒井家が設けた藩校「好古堂」に因む。
- 姫路公園 - 概ね中曲輪以内に相当する。市の催しやイベントなどにも利用されている。
  - 家老屋敷跡公園 - 土産物屋などが配置されている。
  - 大手前公園
  - 東御屋敷跡公園
  - 城見台公園
  - シロトピア記念公園 - 1989年（平成元年）、姫路市制100周年を記念して開かれたイベント「姫路百祭シロトピア」の記念公園。
- 兵庫縣姫路護國神社※
- 姫路神社※

本町68番地には他に（北から時計回りに）姫路東消防署・姫路東高校（姫路北高校）・姫路医療センター・淳心学院・淳心会本部（旧陸軍第10師団長官舎）・賢明女子学院・イーグレひめじ・白鷺小中学校・神姫バス姫路営業所・姫路聴覚特別支援学校など多数の施設が存在している（2009年までは姫路警察署も位置していたが市内市之郷（東姫路駅西側）に移転、同地は観光駐車場となった。県営本町住宅も解体されている）。

### 姫路市本町68番地外
旧中曲輪のうち、姫路郵便局より南東は「総社本町」として1984年（昭和59年）に姫路市本町68番地から分割され、特別史跡の範囲から除かれている。

#### 総社本町
- 姫路郵便局 - 本町遺跡が発掘され、周囲まで含めて播磨国国府跡と推定されている。
- 射楯兵主神社（播磨国総社）（県指）
- 姫路モノリス（レストラン・結婚式場、旧・ 逓信省姫路電信局別館→NTT西日本兵庫支店姫路2号館）（国登）
- 姫路市民会館（旧･偕行社跡）
- 総社公園（血乃池跡）

#### その他の町丁
- 姫路文学館 [山野井町]（望景亭（旧濱本家住宅）の一部が国登）
- 男山[山野井町・南八代]
  - 男山八幡宮・千姫天満宮・水尾神社
  - 男山配水池公園
- 長壁神社 [立町]（天守最上階の同神社とは別）
- 十二所神社・お菊神社[十二所前町・忍町]
- 真宗大谷派姫路船場別院本徳寺 [地内町]（国登）（市指）

## 姫路城十景
1994年（平成6年）3月、世界遺産登録を記念して公募・選定された姫路城が見える10箇所。「誰でも自由に行くことができ、お城を取り巻く方向にある」という観点から選ばれた。この他、選定後に新しく建てられたイーグレひめじの屋上からの眺めも人気がある。
- シロトピア記念公園ふるさとの森
- 景福寺公園
- 名古山霊苑 高台公園
- 手柄山中央公園緑の相談所広場
- 姫路城 三の丸広場
- 姫路市立美術館 前庭
- 増位山
- 市道白国増位線ポケットパーク
- JR姫路駅前 大手前通り
- 城見台公園
- 男山配水池公園

## 登場作品

### 戯曲
- 泉鏡花『天守物語』（1917年）  - :1995年に映画化。天守の中に秘められた異世界の住人達と、切腹を命じられた末にその中に入り込んだ若侍の物語。

### 小説
- 吉川英治『宮本武蔵』（1936年） - 暴れん坊であった新免武蔵（しんめん・たけぞう）は沢庵和尚の計らいにより、姫路城の天守内の一室に3年間幽閉され、ここで兵法書などの書物に接し教養を身につけた。成長した武蔵に池田輝政は「宮本武蔵」（みやもと・むさし）の名を与えた。
- 吉川英治『黒田如水』（1943年） - 後年、豊臣秀吉の右腕として活躍した黒田孝高（如水）の若き日を描く。当時の周囲の勢力図や、いかにして秀吉の居城となったかを知ることができる。
- 南條範夫『姫路城の切腹丸（古城物語）』（1961年）- 切腹丸と異名を残す帯郭櫓（おびくるわやぐら）の名の由来を「鷺城私記」によって再現したとする歴史ミステリー小説。
- 司馬遼太郎『播磨灘物語』（ 1973年） - 播磨出身の戦国武将、黒田孝高（如水）の活躍を描く。毛利陣営と織田陣営の間で、せめぎ合いの地域となった播磨地域の当時の様子を描いている。姫路城がある姫山地域の城の様子も描写。

### 漫画
- 『キン肉マン』 - 「キン肉星王位争奪編」ではキン肉マンチームとキン肉マンゼブラチームの試合が姫路城で行われた。また、名古屋城とともに空中を飛び合体し関ヶ原に着地して関ヶ原格闘城として試合の舞台になった。
- 『真説ボボボーボ・ボーボボ』 - 23話「VS名古屋兄弟！！」にてFブロック真隊長、真副隊長の名古屋兄弟とボーボボが名古屋城屋上で対決した際、ボーボボが真説鼻毛真拳超奥義「姫路城・姫路斬り」で名古屋城を一刀両断している。
- 『姫路城リビングデッド』[410]（くらげバンチ・単行本は新潮社） - 原作は漆原玖。江戸時代の姫路城を舞台に信長や信玄など死んだはずの武将が死人の兵隊を率いて姫路城に攻めてくるという物語。

### 絵画・写真・その他
- 奥村土牛『城』 1955年[411][412][413]、『門』 1967年[414] - 『城』は昭和の大修理直前の大天守を、『門』は「はの門」を内側から描いている。『門』は当時78歳の高齢で夏の炎天下、長時間スケッチしたと言われている[415]。
- 北村泰生（2012年死去）による写真 - 半世紀近く姫路城の写真を撮り続けた写真家[416][417][418][419]。自身が手掛けた写真集やカレンダーの他、撮影した写真は書籍、情報誌、広報誌などにも採用された。
- ジャンプフォース - 日本ステージに姫路城が採用されている[420][421]。
- ゲーム Fate/Grand Order  - 2017年10月25日(水)から11月10日(金)にかけてゲーム内で開催された期間限定イベント「ハロウィン・ストライク！ 魔のビルドクライマー／姫路城大決戦」の舞台としてチェイテ城に逆さで突き刺さったピラミッドの上に、石垣ごと分離した姫路城大天守が乗っかった「チェイテピラミッド姫路城」が登場すると共に、姫路城に住まうとされる妖怪「刑部姫」がアサシンクラスのサーヴァントとしてイベント開催と同時に実装された。また、刑部姫の宝具「白鷺城の百鬼八天堂様」の演出で菱の門から見上げる構図で姫路城の夜景が描かれている。[422]

### 楽曲
- 『古城幻想』（1952年）：作詞・大塚徹、琴合奏曲作曲・板谷隆一、尺八独奏曲作曲・中本和風、振付・坂東大蔵
- 『お城恋しや』（1956年）：二三豊、二三三、作詞・大塚徹、作曲・梅村初栄
- 『白鷺の城』（1963年）：村田英雄、作詞・星野哲郎、作曲・市川昭介
- 『あゝ白鷺城』（1963年）：春日八郎、作詞・大塚徹、作曲・吉田矢健治、編曲・白石十四男
- 『姫路ブルース』（1968年）[423]：青山和子、作詞・作曲じょうみやけ
- 『城下にて』（2013年）[424]：きいちろ、作詞・作曲きいちろ
- 『姫路城と初デート』（2016年）[425]：井上涼

### 映像作品
下記の他にも世界遺産関連の番組や姫路フィルムコミッションの活動によって、映画やドラマ、CMや子供向けの番組まで、多くの撮影が行われている。特に時代劇では東映京都撮影所や京都映画撮影所から場所が近いことから、彦根城とともにロケが頻繁に行われている。『暴れん坊将軍』、『水戸黄門』、『大奥』など、江戸城という設定で撮影されている場合が多い。1964年に公開された映画『モスラ対ゴジラ』では当初ゴジラが姫路城を破壊するシーンが撮影される予定であったが、劇中では名古屋城に変更されている。

#### 映画
黒澤明の『乱（1985年）』の他に多くの作品がある。
- 『大阪夏の陣』（ 1937年） - 衣笠貞之助監督の時代劇映画。この撮影中、石垣に仕掛けた硝煙を張るためのマグネシウムに点火したところ、予想以上の爆発が発生して「ろの門」付近の石垣や土壁が破損[426]。飛散した石で死傷者を出す事故が起こっている。
- 『女の園』（1954年）[427] - ヒロインと恋人が姫路城で会う。
- 『フランケンシュタイン対地底怪獣』（1965年） - フランケンシュタインが食べた家畜の骨をここに隠していた。
- 『007は二度死ぬ』（1967年） - ジェームズ・ボンドがヘリコプターより降り立ったのは三の丸広場である。なおこの撮影では、撮影中に城壁に手裏剣を投げつけて城壁の一部を破損させてしまう事故もあった。このことが原因で、姫路城は日本国外からのロケはお断りであると言われていたが、実際には撮影許可はされている。
- 『影武者』（1980年） - 武田信玄が狙撃されたとされる「野田城伝説」を引用。信玄を狙撃した兵士（鳥居三左衛門）から野田城での狙撃時の状況を聴くシーンの撮影に使用[428]された。天守の外観は織田信長の居城[注釈 34]として使用された。
- 『引っ越し大名!』（2019年）

#### テレビ番組
- 『日本沈没』（1974年 TBS系） - ♯1「飛び散る海」、♯4「海の崩れる時」の劇中、播磨灘地震に伴い大倒壊（この場合はミニチュア）。また主題歌・タイトルバック映像でも流用された（これは実物）。
- 『プロジェクトX〜挑戦者たち〜』（2001年（平成13年）9月11日、NHKドキュメンタリー番組） - 「昭和の大修理」のエピソードが取り上げられた。
  - 『新プロジェクトX〜挑戦者たち〜』（2025年（令和7年）2月8日） - 「平成の修理」のエピソードが取り上げられた。
- 『武蔵 MUSASHI』（2003年、NHK大河ドラマ） - 吉川英治の『宮本武蔵』をドラマ化したもの。創作である可能性が高いが作品内の光明蔵の章に宮本武蔵が姫路城天守の小部屋に3年間幽閉されたという表現がある。
- 『世界遺産・姫路城白鷺（さぎ）の迷宮・400年の物語』（2004年（平成16年）6月14日、NHKハイビジョン特集） - NHKデジタル衛星ハイビジョン にて初放送された。出演:中越典子 語り:中村梅雀[429]。
- 世界の果てまでイッテQ（2021年3月）出演：イモトアヤコ
- 『暴れん坊将軍』シリーズ（1978年 - 2002年）- 江戸城として登場する。

## その他

### 姉妹・友好提携
フランス・パリ近郊シャンティイ市にあるシャンティイ城と姫路城は、1989年に姉妹城提携を結んでいる。シャンティイ城はルネサンス期の壮麗な建築様式を代表する建築物として知られる。
2015年には、ドイツ南部バイエルン州にあるノイシュヴァンシュタイン城（別名・白鳥城）と姫路城（別名・白鷺城）は、「白城同盟」として観光友好交流協定を結んでいる。朝日新聞の記事によれば、人気こそあるものの19世紀後半の築城で歴史が浅く世界遺産登録に不利なノイシュヴァンシュタイン城の方が先輩格の姫路城の方にラブコールを送ってきたという。『日立 世界・ふしぎ発見!』でも取り上げられた。
2019年10月29日には、イギリス・ウェールズにあるコンウィ城と、姫路城にて姉妹城提携が結ばれ、ウェールズとの文化、芸術、教育、観光の交流促進を趣旨とする活動が始まっている。コンウィ城は世界文化遺産・グウィネズのエドワード1世の城郭と市壁の一部を成す。
2024年10月には、ポーランド・クラクフのヴァヴェル城と姉妹城提携に関して協力協定を締結した。
2025年5月24日には、オーストリアの世界文化遺産シェーンブルン宮殿と姉妹城提携を結び、記念の締結式が開かれた。
2025年7月23日には、チェコ共和国のプラハ城と、姉妹城提携に関する締結式を行った。
なお、姫路城と同じ国宝の松本城とは姉妹城提携はないが、姫路市と松本市は姉妹都市提携を結んでいる。

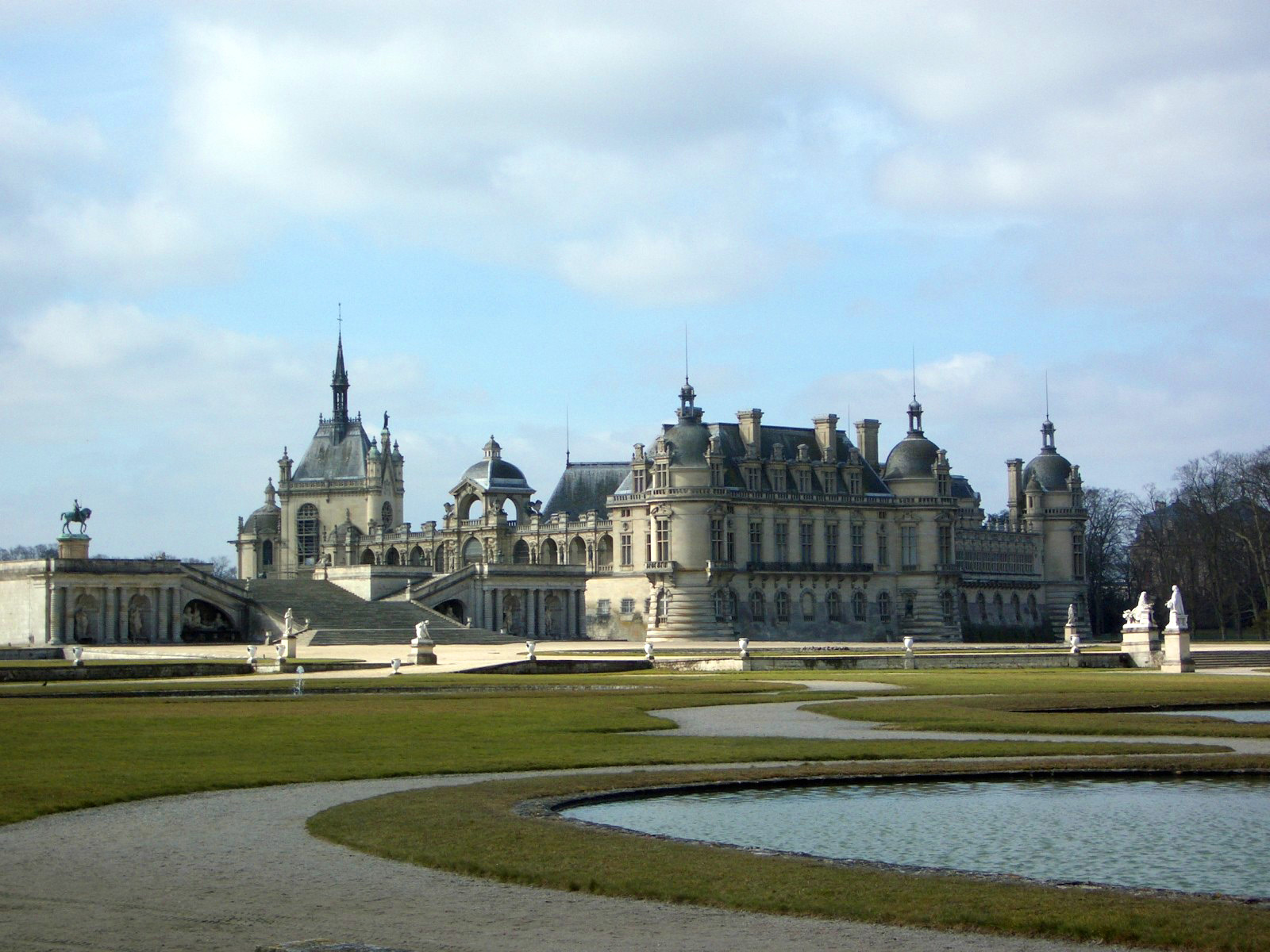
シャンティイ城
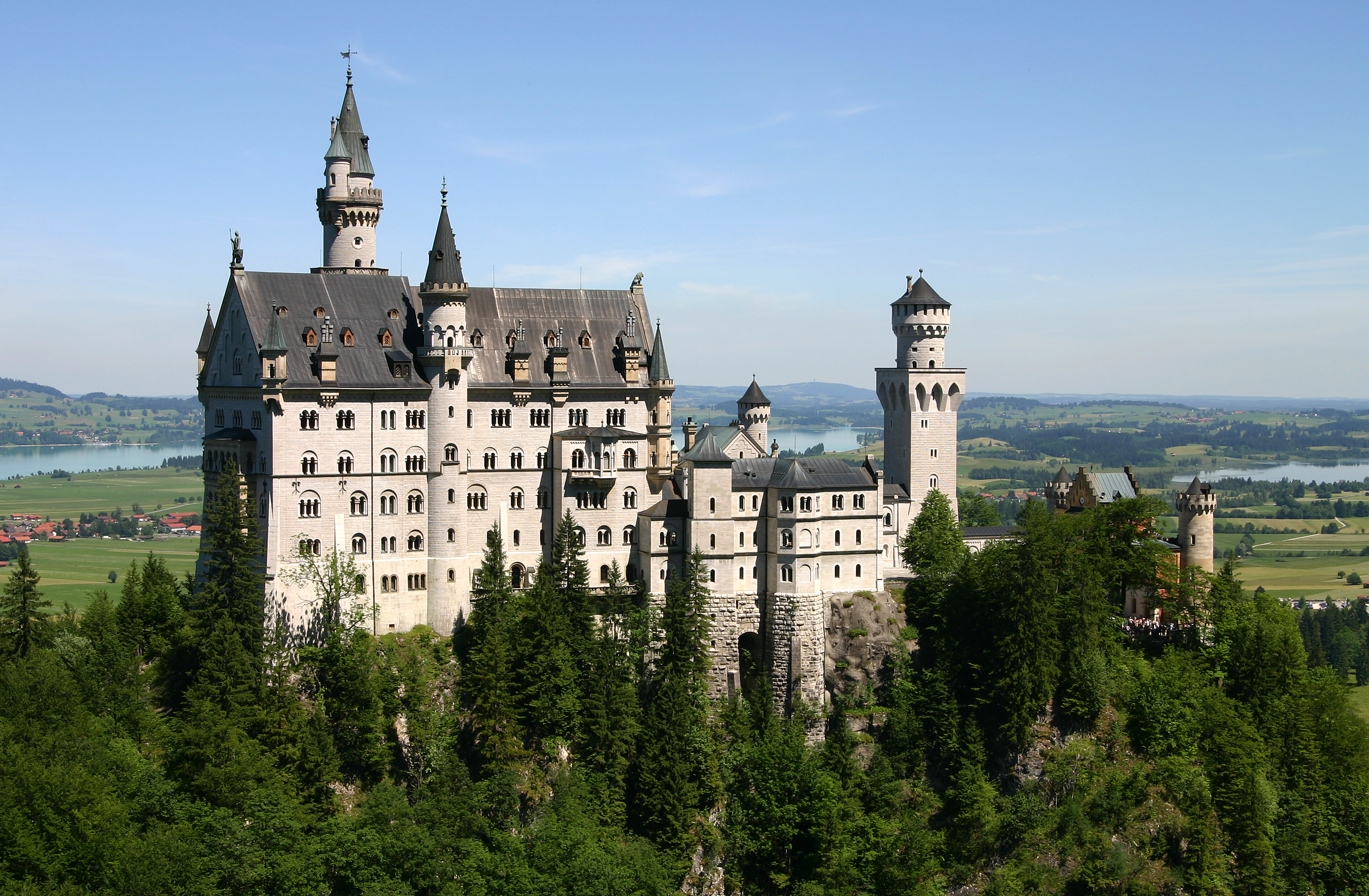
ノイシュヴァンシュタイン城
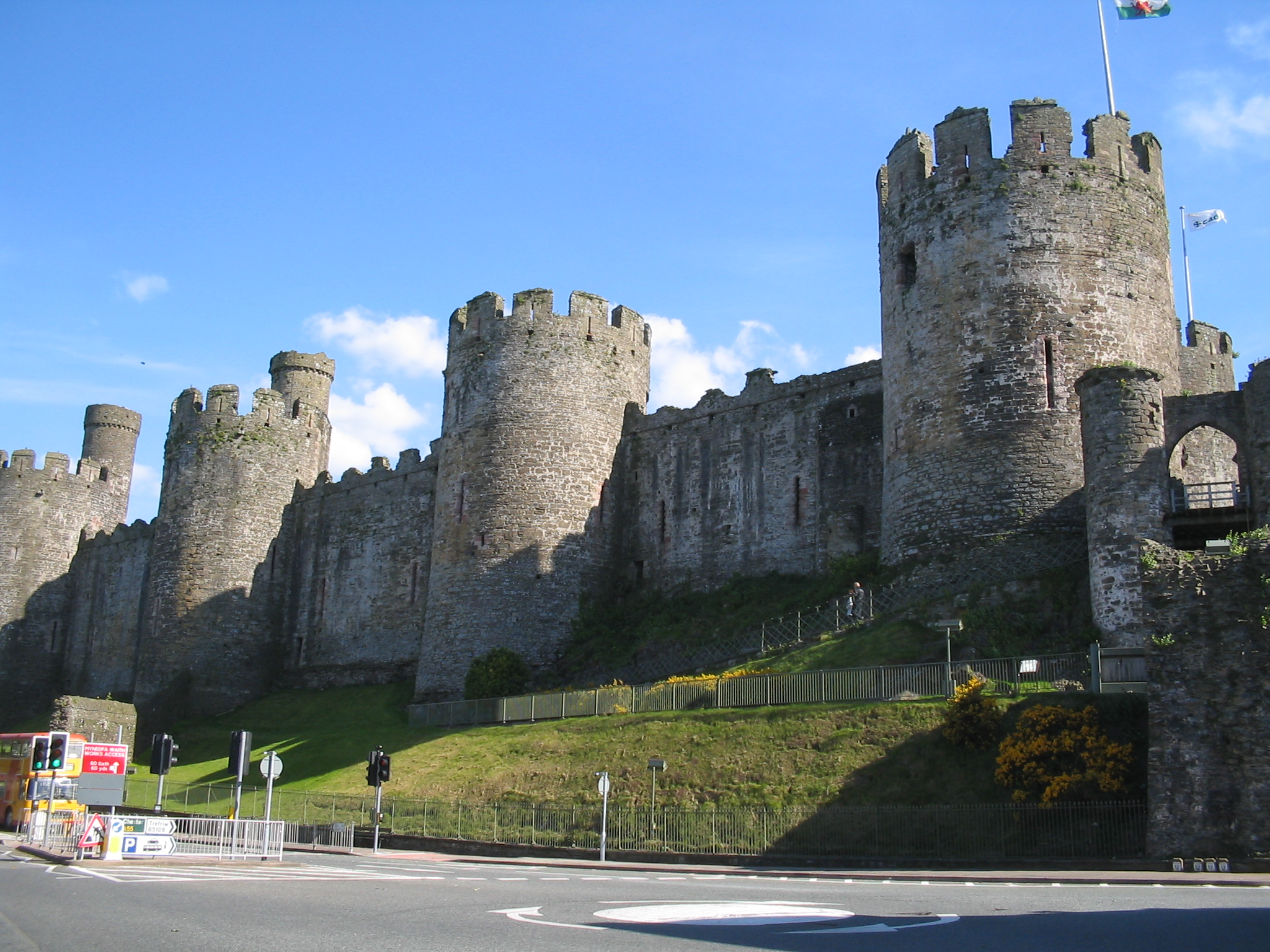
コンウィ城
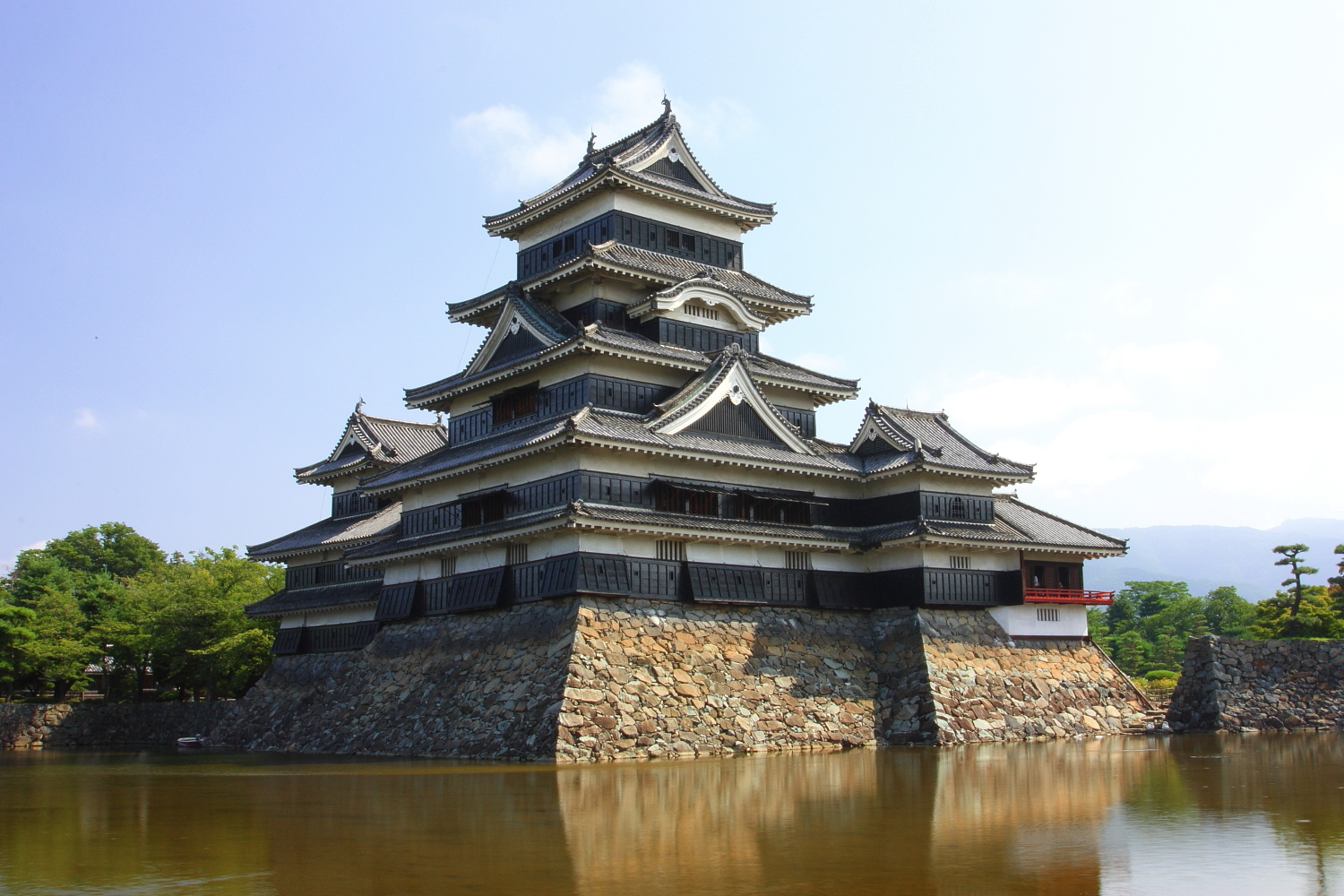
松本城

### 模型

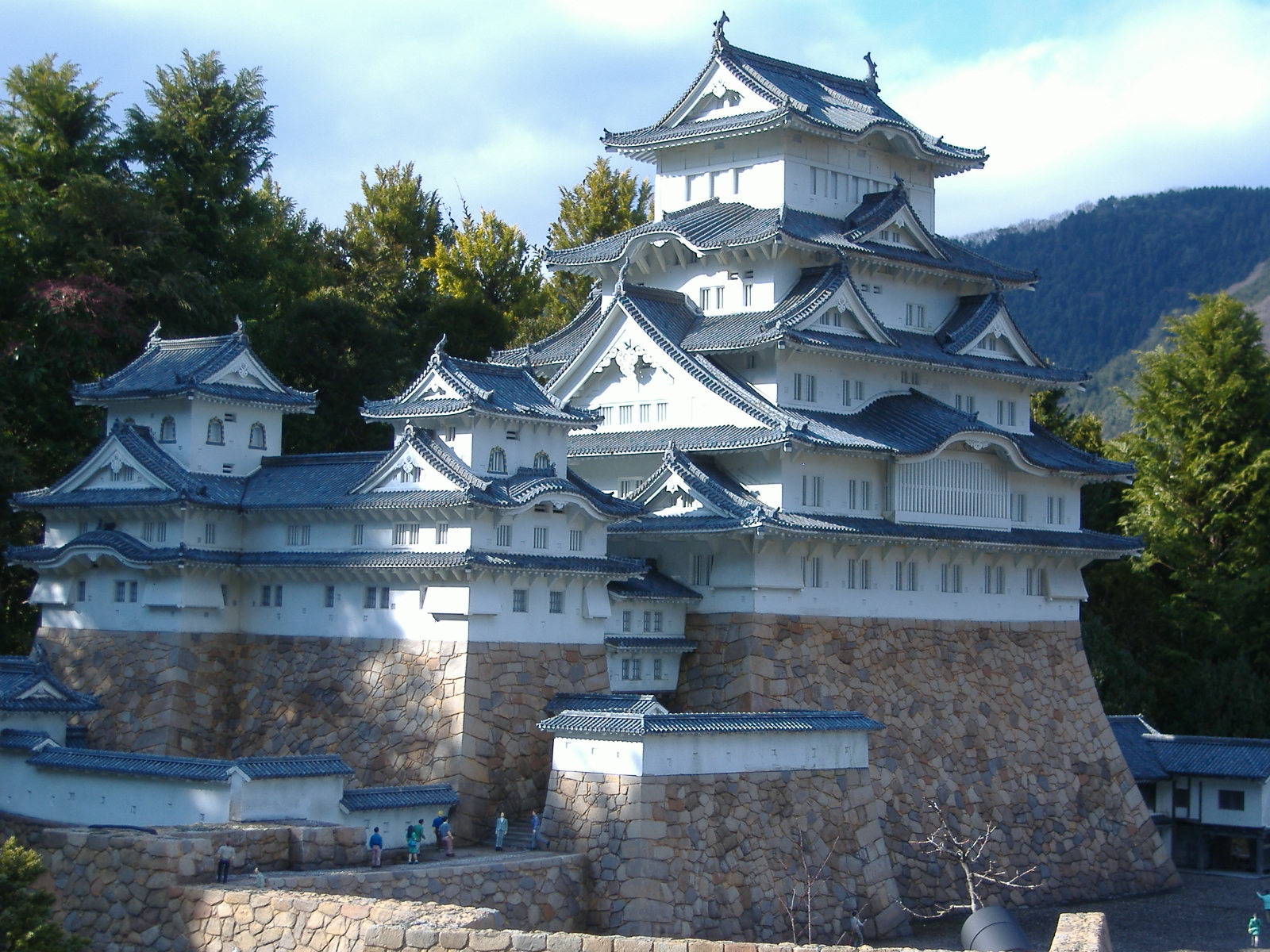
東武ワールドスクウェアにある姫路城の1/25の模型

2007年（平成19年）3月に、三重県伊勢市に実物の1/23の鉄筋コンクリート製ミニチュア模型が完成した。伊勢市在住の男性が19年の歳月と約2000万円の私費を投じて自宅の庭に製作したもので、姫路城から特別に許可を得た図面などを元に現存しない御殿や櫓など多くを再現しており、姫路市立城郭研究室の学芸員も、現存しない施設を再現した点や情熱を評価している。2007年（平成19年）6月1日、姫路市は製作者を「ひめじ観光大使」に任命している。
この他、東武ワールドスクウェアにも1/25のミニチュアがある。また、市販されている模型には、1/150の木製模型（ウッディジョー）、プラモデルでは1/300（フジミ模型）や1/380、1/500、1/800（童友社）、その他ペーパークラフトなどがある。

### イメージキャラクター
- しろまるひめ：姫路市制120周年、姫路城築城400周年、姫路港開港50周年を記念し公募で選出されたキャラクターである[440]。
- ジョー★ヒメジ：姫路の耐震化推進事業のキャラクター[441][442]。
- 鶴竜の化粧廻しに姫路城があしらわれている[443][444]。

### 小惑星への命名
2010年09月30日、日本のアマチュア天文家の関勉が発見した2つの小惑星のうち1つに「白鷺城（Hakurojo、姫路城の別名）」と命名し国際天文学連合小惑星センターに登録された（小惑星番号29337）。もう1つは「Konjikido（金色堂）」と命名された。

## 発行物
- 1964年（昭和39年）4月20日、姫路城修理完成記念の切手が一種（10円）、発行された。
- 2012年（平成24年）、千円プレミアム銀貨が発行された[447]。
- 2015年（平成27年）3月、「平成の修理」終了後に記念切手が2種類、発行された[448]。